# 反對逃犯條例修訂草案運動過程 (2020年6月)
| 2019年          | 尚未開始 | 尚未開始 | 3月至6月 | 3月至6月 | 3月至6月 | 3月至6月 | 7月 | 8月 | 9月    | 10月   | 11月   | 12月 |
| 2020年          | 1月      | 2月至4月 | 2月至4月 | 2月至4月 | 5月      | 6月      | 7月 | 8月 | 9月    | 10月   | 11月   | 12月 |
| 2021年          | 1月      | 2月      | 3月      | 4月      | 5月      | 6月      | 7月 | 8月 | 9-11月 | 9-11月 | 9-11月 | 12月 |
| 2022年1月或以後 |          |          |          |          |          |          |     |     |        |        |        |      |

2020年6月是反對逃犯條例修訂草案運動一週年，由於全國人民代表大會在5月底通過《制定港版國安法決定》，再度引起香港市民的抗爭。 香港居民在六月雖繼續不斷地用盡所有方法抗議政府政策和警暴，但始終不獲回應。例如已舉辦了三十年的六四紀念集會今年是第一年不被獲淮，多位資深民主派人士更因當晚在維園手持悼念蠟燭而被控非法集會。然而，雖然民主運動範籌在香港不斷地被收窄，其實行動已升級及擴大至海外多國。正當香港政府在不停地對内對外宣傳國安法之利之際，多個國家如日本，美國及英國政府都表示對香港前境之擔憂， 和會高度密切地關注着香港政況。

## 1日

### 駱惠寧出席簽名交接儀式
「香港各界撐國安法聯合陣線」公布日前進行的簽名活動收集到逾292萬個簽名，香港中聯辦主任駱惠寧出席簽名交接儀式。他表示，簽名冊表達的是廣大港人的真誠期盼，又批評這種把廣大市民合法權利和少數危害國家安全犯罪捆綁起來的說法，「是要在社會製造無端恐懼，挑撥仇恨」。

### 中環和你lunch

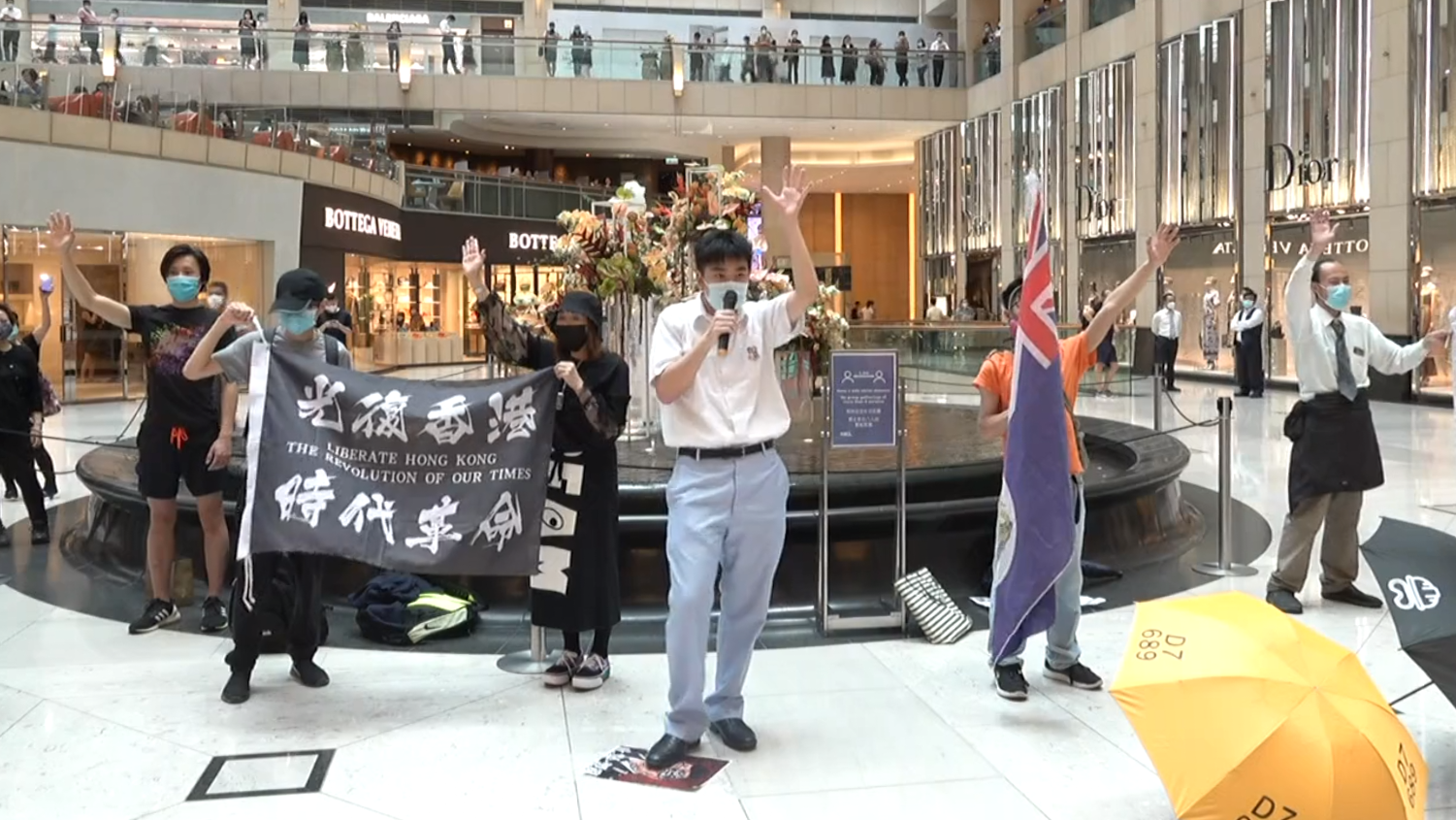
中環置地廣場中庭「和你Lunch」活動，有人手持香港旗

有網民再發起在中環置地廣場中庭「和你Lunch」活動。下午1時起，現場陸續有市民現身聚集，有人在樓上圍欄掛起美國國旗及「香港獨立」旗幟等，並舉起象徵「五大訴求」手勢高叫口號。至近2時，示威者和平散去。

### 香港各大學回應《國安法》立法
嶺南大學校長鄭國漢、中文大學校長段崇智、教育大學校長張仁良、理工大學校長滕錦光及香港大學校長張翔就「港版國安法」發表聯署聲明，指完全支持「一國兩制」，理解訂立國家安全法的必要性，並珍惜基本法所保障的言論、新聞、出版及集會自由等權利。聲明指出，國家及香港的繁榮穩定與年輕人的未來息息相關，安全穩定的社會環境、健全法制與法治、良好治安、多元包容，對香港的長遠發展至為重要。聲明又強調會一如既往，堅守學術自由，卓越教研，及院校自主，並維護多元文化，貢獻社會。
另外，公開大學亦發表支持「港版國安法」言論，指香港需要有健全的國家安全法律制度，又認為有關法律可有效維護香港的安全和整體利益，讓香港得以繼續穩定發展，亦相信一國兩制及相關自由和法治可繼續得保障。香港8間資助大學的校董會主席，包括城大校董會主席黃嘉純、浸大校董會主席陳鎮仁、嶺大校董會主席姚祖輝、中大校董會主席梁乃鵬、教大校董會主席馬時亨、理大校董會主席林大輝、科大學校董會主席廖長城及港大校務委員會主席李國章，今亦發表聲明，指作為香港市民，支持建立健全香港維護國家安全的法律制度和執行機制，藉以防止危害國家安全的行為和活動。

### 中國官媒施壓匯豐
繼全國政協副主席梁振英5月29日在Facebook施壓匯豐，要求其表態支持《國安法》立法後，《人民日報》微信號轉載《北京日报》微信公號文章《坑華為，亂香港？匯豐銀行吃飯砸鍋是自絕前途》，批評匯豐銀行未有表態支持港區國安法，斥其損害中國主權、尊嚴和人民感情，「吃飯砸鍋是為不義，背信棄義之輩」，並指匯豐銀行在「孟晚舟事件」中「出賣夥伴」、「賣友求榮」，是「牆頭草」、「兩面人」。文中還引述梁振英日前的社交網站帖文，「一個多星期過去了，匯豐銀行還未就國安法表態，英國政府跟著美國政府走，匯豐會不會跟著英國政府走，是需要我們高度關注的。」匯豐迫於中國政治壓力，3日透過微信公眾號「滙豐中國企業號」發文，指滙豐尊重和支持所有穩定香港社會秩序、振興經濟繁榮發展的法律，並發布相片顯示滙豐亞太區行政總裁王冬勝於街站簽名「撐國安立法」。4日，渣打亦發聲明支持，表示國安法例有助香港的長期經濟穩定和社會穩定。
匯豐和渣打的表態惹來英國高官與美國政客批評，指這與英國政府反對立法的立場背道而馳，且違反銀行政治中立政策。匯豐和渣打的一些員工向路透社指出，業務的需要可能是被逼支持國安法的原因。有拒絕透露姓名的員工形容表態是白色恐怖，又認為其他銀行仿效做法並不意外。

### 劉曉明回應《國安法》立法
中國駐英國大使劉曉明接受英國傳媒採訪時表示，中國設立「港版國安法」，非為打壓香港示威，香港發生的暴力場面，已威脅國家安全，任何負責任的政府都必須採取措施打擊暴力。

## 2日

### 金鐘和你lunch

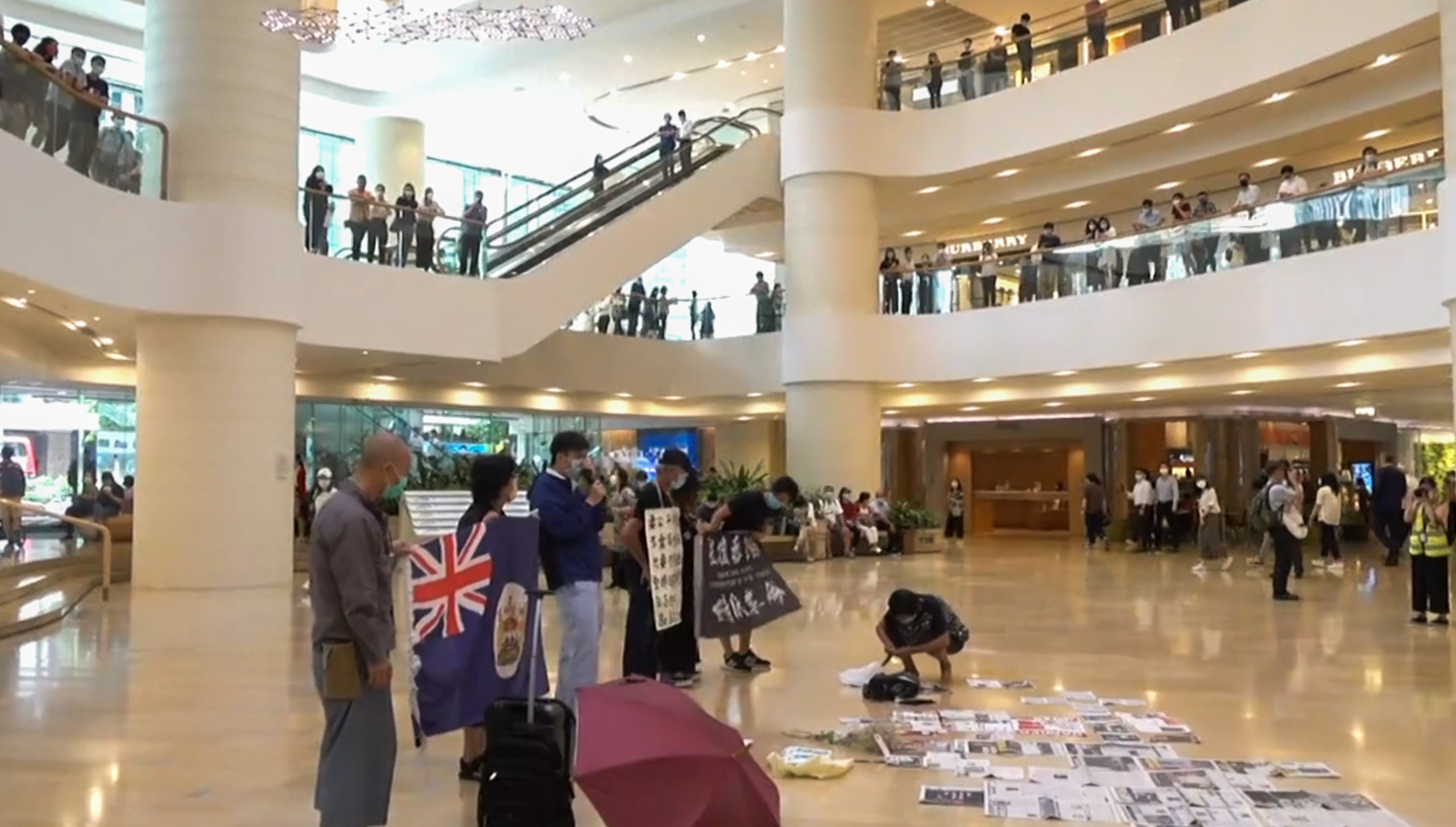
金鐘太古廣場「和你Lunch」

有網民發起在金鐘太古廣場「和你Lunch」示威活動，有近百人響應，在商場中庭及各樓層圍欄旁聚集，有人掛起寫有香港獨立旗幟，播放歌曲及高叫口號。至下午約2時，在場參與示威人士陸續散去。

### 香港團體、民建聯抗議外國干預港版《國安法》立法
團體「香港好市民」中午先後到英國及澳洲的駐港領事館抗議，批評英、澳兩國官員對港版國安法立法一事發表不合適言論，干預中國及香港事務。此外也有8名市民因不滿美國政府及加拿大政府粗暴地干預香港制訂國安法，同日下午約3時自發到加拿大駐港領事館及美國駐港領事館外抗議，並高呼「外國勢力無理干預可恥」、「中國主權不容侵犯」等口號表達不滿。示威人士在交請願信予職員後，和平散去。
民建聯同日也到美國駐港澳總領事館門外抗議，不滿美國干預中國內政。立法會議員周浩鼎指出，港版國安法是為了完善一國兩制，和保障香港居民的合法權益，美國無權干預，而美國單方面改變對港政策，亦會損害雙方互惠關係；顏汶羽亦促請美國先處理國內示威活動，停止干預。美國領事館其後派出職員接收請願信。

### 首宗暴动罪被告获判无罪
20歲學生被控参与去年10月1日黄大仙示威，并向警员扔丢砖头，最终被防暴警察当场逮捕。本案早前已经审结，但有网民从高空拍到被告曾遭暴力对待，导致其头破血流。法官沈小民表示两名出庭作证的警员杨运球及时任署任督察林华平却未能说出真相，反而「添枝加叶」，法庭不能安心接纳他们的证供，加上单凭被告身穿衣物及装备，无法排除他只是路过，裁定被告暴动罪名不成立。
由于本案是反送中抗争案首宗暴动罪裁决并罪脱的案件，庭内公众闻判后鼓掌，公众席上不时传出「yes」的声音。

### 林鄭月娥接受央視專訪
行政長官林鄭月娥接受中國中央電視台專訪表示香港過去一年出現前所未有的動蕩，暴力事件不斷發生，每天的心情都很悲傷，香港回歸23年都未能就基本法23條立法，當全國人大通過有關港區國安法的決定時，心裡覺得很踏實，認為如果不是中央主動出手，香港可能不會解到到現時的問題，相信中央是幫忙香港走出困局，立法可以堵住有關方面的風險漏洞，過去一年很多年輕人受到媒體迷惑或網絡鼓動，做了一些完全不正確的事，對此感到痛心，又問到為何那麼多人沒有好好珍惜香港及一國兩制下的優勢。
對於美國等國家認為立法決定，將令香港失去民主或將制裁香港，林鄭月娥說，有中央的堅定決心及市民支持，不會懼怕任何威脅。任何國家都需要維護國家安全的法律，這些指責都是雙重標準，毫無根據，即使有關國家恐嚇要作出制裁，香港也毋須擔心。

### 香港大律師公會去信人大
香港大律师公会主席戴启思2日就近期中国全国人大推行港版国安法立法，向全国人大常委会秘书长杨振武致信，信件托付由中联办主任骆惠宁转交，并抄送港府政制及内地事务局局长曾国卫和律政司司长郑若骅。戴启思在信中提出，国安法立法引起香港社会各界关注，法律一旦公布实施，必然对香港市民、企业，以及在港的海外人士 企业影响深远。戴启思认为为此进行广泛的公众咨询极为重要，期望全国人大常委会向大律师会提供草拟文本，以便公会提交意见。

## 3日

### 葵涌和你lunch

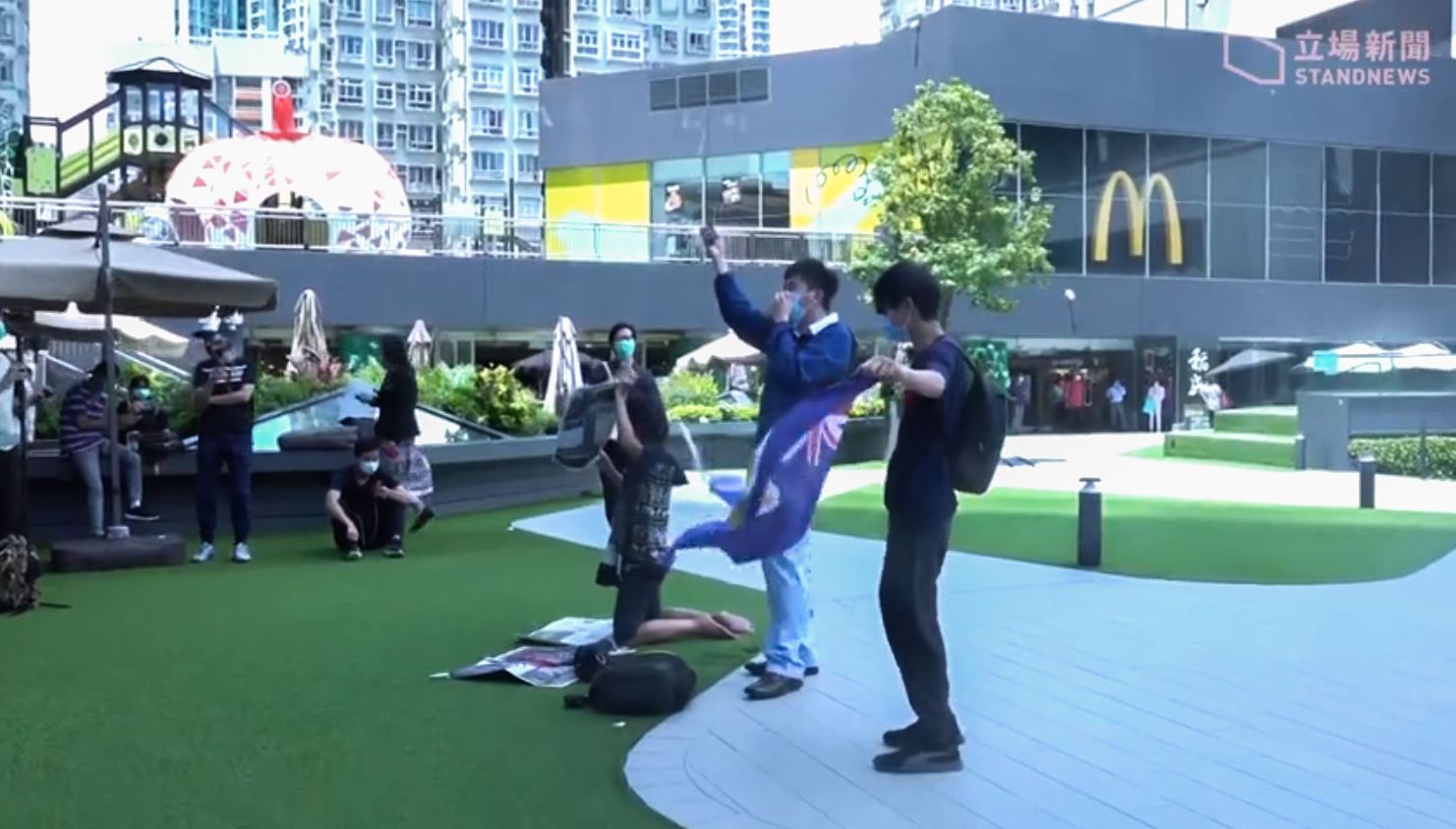
葵芳新都會廣場「和你Lunch」

下午1時許，有市民號召在葵芳新都會廣場舉行「和你Lunch」。參與者在4樓露天廣場位置，舉起標語及高叫口號，並高唱《願榮光歸香港》。參與人士其後在商場內遊走，沿途高叫口號，保安則展示限聚令標語。而商場外有警員戒備，葵青警區指揮官謝振中亦到場視察。下午2時許人群和平散去。

### 林鄭月娥訪問北京
香港特區政府6月2日下午2時宣佈，行政長官林鄭月娥於週三訪問北京，中央政府將就涉港國安立法聽取林鄭月娥的意見。上訪前一日行政長官林鄭月娥表示，本港危害國家安全風險不斷上升，市民的生活已經惶恐不安，雖然中央承受很大壓力，仍然從國家層面就「港區國安法」立法。美國宣布取消香港特別待遇和制裁行動，損人不利己。又以美國近日的騷亂批評美方以雙重標準和有色眼鏡看待國安問題。隨行的保安局局長李家超說，他會表達本港執法方面的意見，亦會如實反映不同立場和想法的意見。
傍晚林鄭月娥在北京舉行記者會，林鄭月娥表示，全國人大上周通過國安法決定後，港府未到一星期即獲中央安排聽取意見，亦是首批接見人士，反映中央對他們的意見高度重視，會面在中南海進行，長達3小時，出席官員包括主管港澳事務的國務院副總理韓正、全國政協副主席兼港澳辦主任夏寶龍等。林鄭月娥引述韓正表示，中央堅定不移推動立法，以全面準確落實「一國兩制」方針，維護國家主權、安全及發展利益，確保「一國兩制」行穩致遠。國安法懲治的是極少數危害國家安全的人，不會影響香港市民的應有權利。中央稍後會通過多種形式聽取社會各界意見，包括立法會主席、香港的法律專家等，並會在深圳和北京辦座談會。林鄭呼籲各界積極參與，向中央反映意見。
律政司司長鄭若驊6日早上出席商業電台節目《政經星期六》時，被問到中央將會在香港設立國安機構，會否干涉到警方的搜證及律政司的檢控工作，她表示明白市民對國安法有所擔心，但中央領導不斷解說指會關顧港人對人權及自由的擔心，草案亦列明會保障港人的合法權益，呼籲市民毋須過份擔心。并重申《基本法》列明律政司主管檢控工作，不受任何干涉，即使內地國安人員到港亦需遵守香港的法律。

### 荔枝角收押所外悼六四 聲援示威者

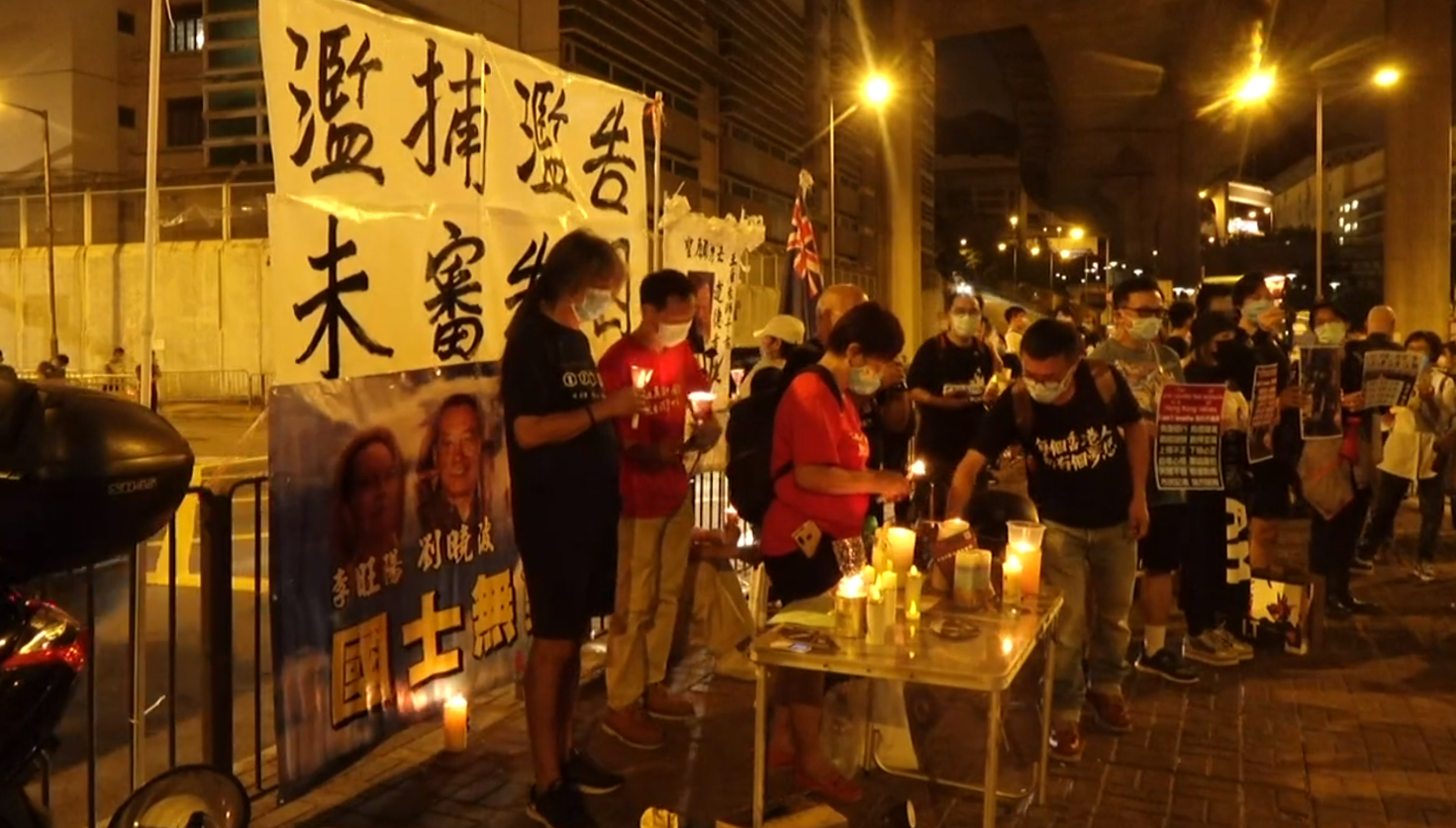
晚上7時半，約100名市民在荔枝角收押所外，參與「牆內外悼六四 無阻自由開花」活動

晚上7時半，約100名市民在荔枝角收押所外，參與「牆內外悼六四 無阻自由開花」活動悼念六四死難者，並聲援因反修例運動而還押的示威者。社民連成員梁國雄、「阿牛」曾健成均有參與。而警員在場戒備，呼籲他們保持距離及離開。

### 約翰遜撰文回應《國安法》立法
英國首相約翰遜在《南華早報》撰文表示，如果中國在香港實施其通過的「港版國安法」，英國已經準備好修改移民法規，允許持有「英國國民（海外）護照（BNO）」的香港人可續簽的12個月簽證，並且給予其他包括工作權等移民權利，將他們引導向取得公民身份的途徑。此外約翰遜還在《泰晤士報》撰文說明，香港之所以成功是因为它的人民是自由的，如果中国实施「港版國安法」，英国将不会弃香港人民于不顾，中國将直接违反《中英联合声明》规定的中方义务，这是一项在联合国备案、具有法律约束力的协议。

## 4日

### 西九龍和你lunch

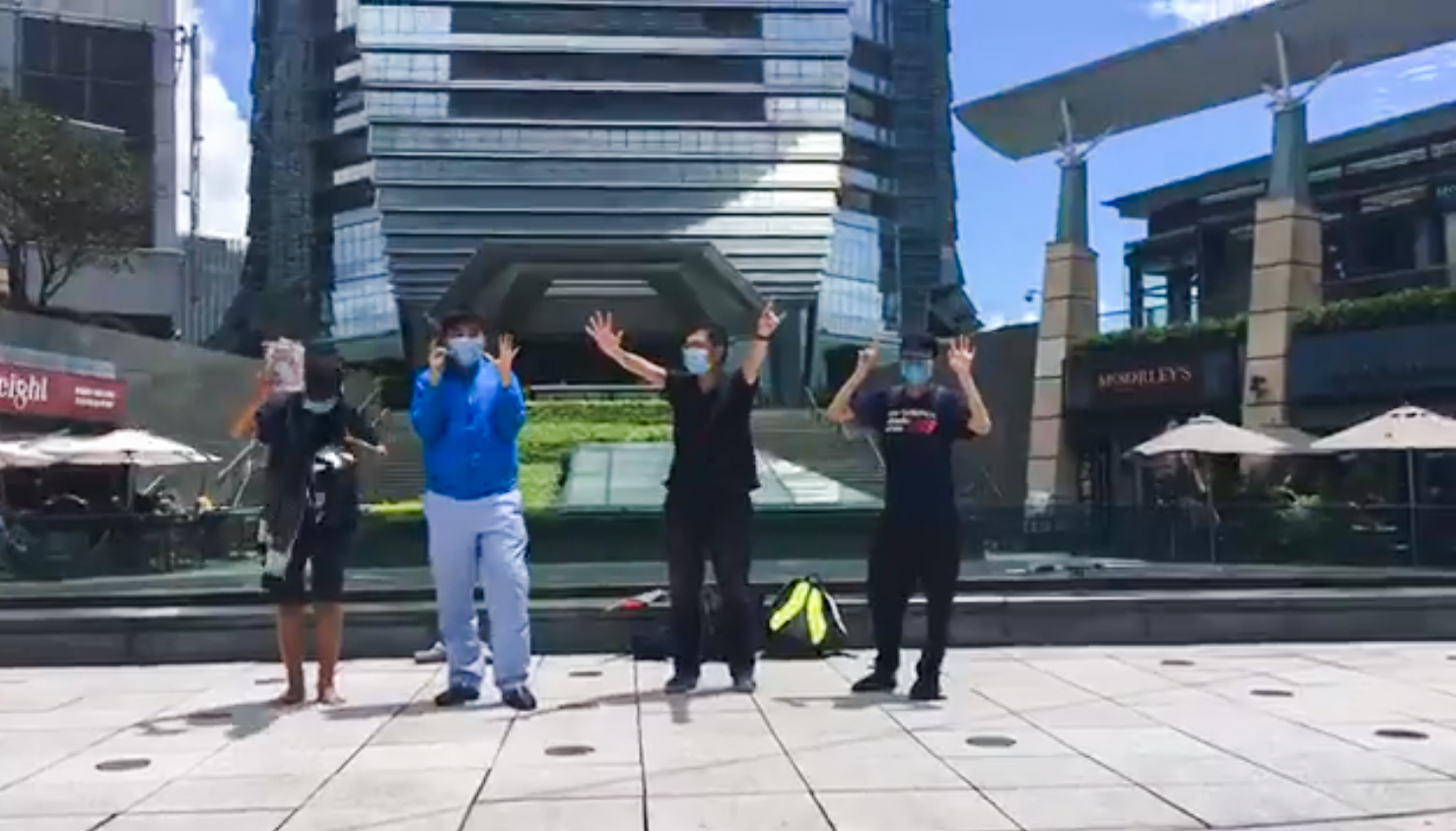
參與者在圓方演薈廣場高叫口號

約下午1時許，有市民在西九龍圓方商場舉行「和你Lunch」活動，在商場和環球貿易廣場內遊行，參與者手持標語，舉起象徵「五大訴求」手勢並高叫口號。其後示威者步至天台的演薈廣場，至下午2時人群和平散去。

### 悼念「六四」

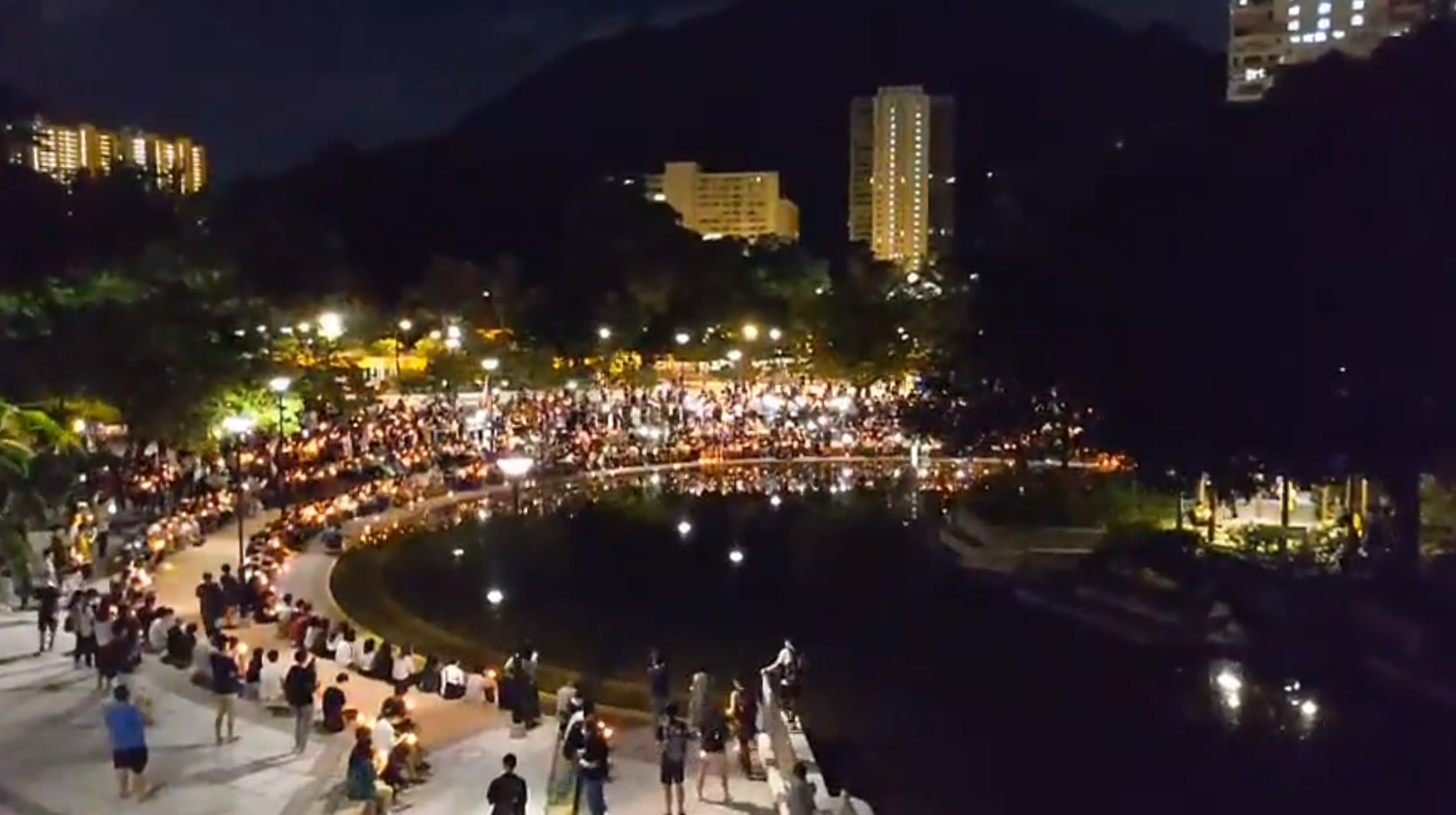
晚上屯門公園晚會，人群圍繞園內的水池聚集

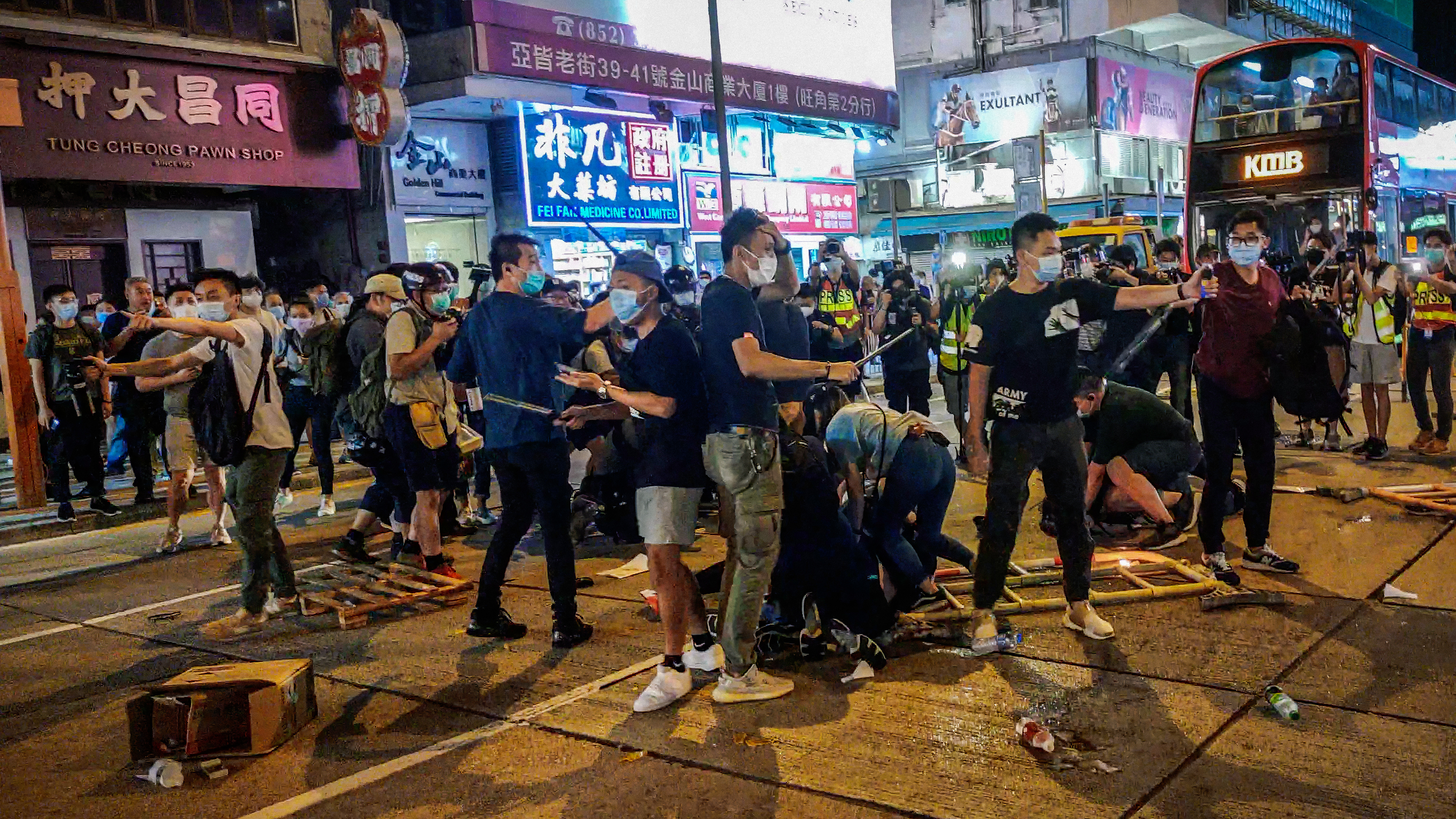
晚上9時，一批市民在旺角亞皆老街近砵蘭街朗豪坊一帶聚集後，有人以圍欄及雪糕筒等雜物堵路，多名便衣警員迅速制服4名男士

2020年六四事件31周年，警方首次向支聯會發出反對通知書。支聯會主席李卓人下午向記者表示，警方在反對集會通知書內，從頭到尾在講「限聚令」及公共衛生等。認為警方只是藉口打壓六四晚會，真正的原因是「港版國安法」。
支聯會2020年計劃在全港舉辦燭光悼念活動，控訴當年中共屠城，希望香港人一起響應。他又強調，每一支燭光都是個人行為，並非集會。他呼籲警方當天不要濫權，「只要沒有警察就沒有衝突。大家用自己個人的方式在任何地方，點燃燭光一起悼念。」
支聯會副主席何俊仁表示，限聚令列明，如果是一個集會，或者不同群組出現一個地方，需要保持1.5米社交距離。他認為當晚8個人為一個群組，群組與群組之間保持1.5米距離，是沒有問題的。對於警方稱如果有一群人有共同目的，就算保持距離1.5米，也會被當成集會禁止。何俊仁反駁，市民去餐廳、酒樓都有共同目的，即使在商場購物也有目的。勸告警方不要再利用「共同目的」，干預當日在各個公共場所悼念的人。
支聯會又會舉行網上集會，主題為「遍地燭光悼六四 #6431Truth」，呼籲市民6月4日晚上8時手持燭光，8時09分默哀一分鐘。
而六四悼念晚會在多區舉行，包括尖沙咀文化中心、屯門、大圍、沙田城門河、馬鞍山、荃灣、大埔廣場、觀塘海濱公園、西營盤等地方。而現場大多人叫反修例口號為主，包括「五大訴求、缺一不可」、「光復香港、時代革命」、「香港人建國」、「香港獨立、唯一出路」等，並高唱《願榮光歸香港》。  其中在屯門，有數百人聚集悼念，部分人呼叫口號包括「721唔見人831打死人」，並且揮舞「香港獨立」旗幟等，有警員在附近監視情況。在大圍有約百多人手拉手築起人鏈，向城門河方向延伸，參加者在8時09分低頭默哀。一批大埔區議員晚上在大埔廣場外的空地派發蠟燭，又播放八九民運的紀錄片。  旺角朗豪坊外亦有過百人聚集，亦有人高舉標示「光復香港，時代革命」、「香港獨立」的旗幟，附近有大批防暴警在場戒備。到晚上9時，一批市民在旺角亞皆老街近砵蘭街朗豪坊一帶聚集後，有人以圍欄及雪糕筒等雜物堵路，多名便衣警員迅速制服4名年齡介乎21至70歲的男士，並使用施放胡椒噴劑。3分鐘後，超過70名防暴警到達現場，警員舉起藍旗，要求所有市民返回行人路，有警員更舉起胡椒球槍指向人群，到30分鐘後離開。其後警方以涉嫌公眾地方行為不檢拘捕他們，當中一名21歲本地男子及一名55歲本地男子亦分別涉嫌襲警及拒捕被捕。

## 5日

### 中聯辦就港版《國安法》徵集意見
根據香港中聯辦網站顯示，截至6月5日凌晨零時，已收到書面意見130余份。中聯辦將把所有書面意見完整地轉交全國人大常委會有關部門。

### 「反送中」首宗私人檢控獲受理
民主黨立法會議員許智峯，早前就去年11月11日西灣河交通部警署警長開槍案，及10月6日的士司機涉於深水埗剷上行人路撞人案提出私人檢控，今日於東區裁判法院進內庭聆訊。許志峯散庭後透露，法庭受理的士司機涉危險駕駛的私人檢控案件，是反修例運動以來法庭首次受理私人檢控案件，又指法庭將會發出傳票，傳召涉案的士司機鄭國泉到庭應訊，并形容「係香港人等咗好耐嘅一個消息，因為呢件事係太不公義，原來揸車撞人最後係可以後果嘅」。至於警長開槍案裁判官則需時考慮，將會押後頒布書面判決。

### 「愛護香港力量」到美領館示威
團體「愛護香港力量」攜請願信到美領館抗議，高舉印有黎智英及香港眾志秘書長黃之鋒照片的標語，發言人李家家指該些「漢奸」並不能代表香港人，又直言二人連日來乞求外國勢力協助的行為猶如「引清兵入關的吳三桂」。又指黎在旗下的《蘋果日報》大字標題要求港人寫信到美國總統特朗普，並要求對方「救救香港」，形容做法離譜。之後美領館有職員接過請願信。

### 中環和你lunch

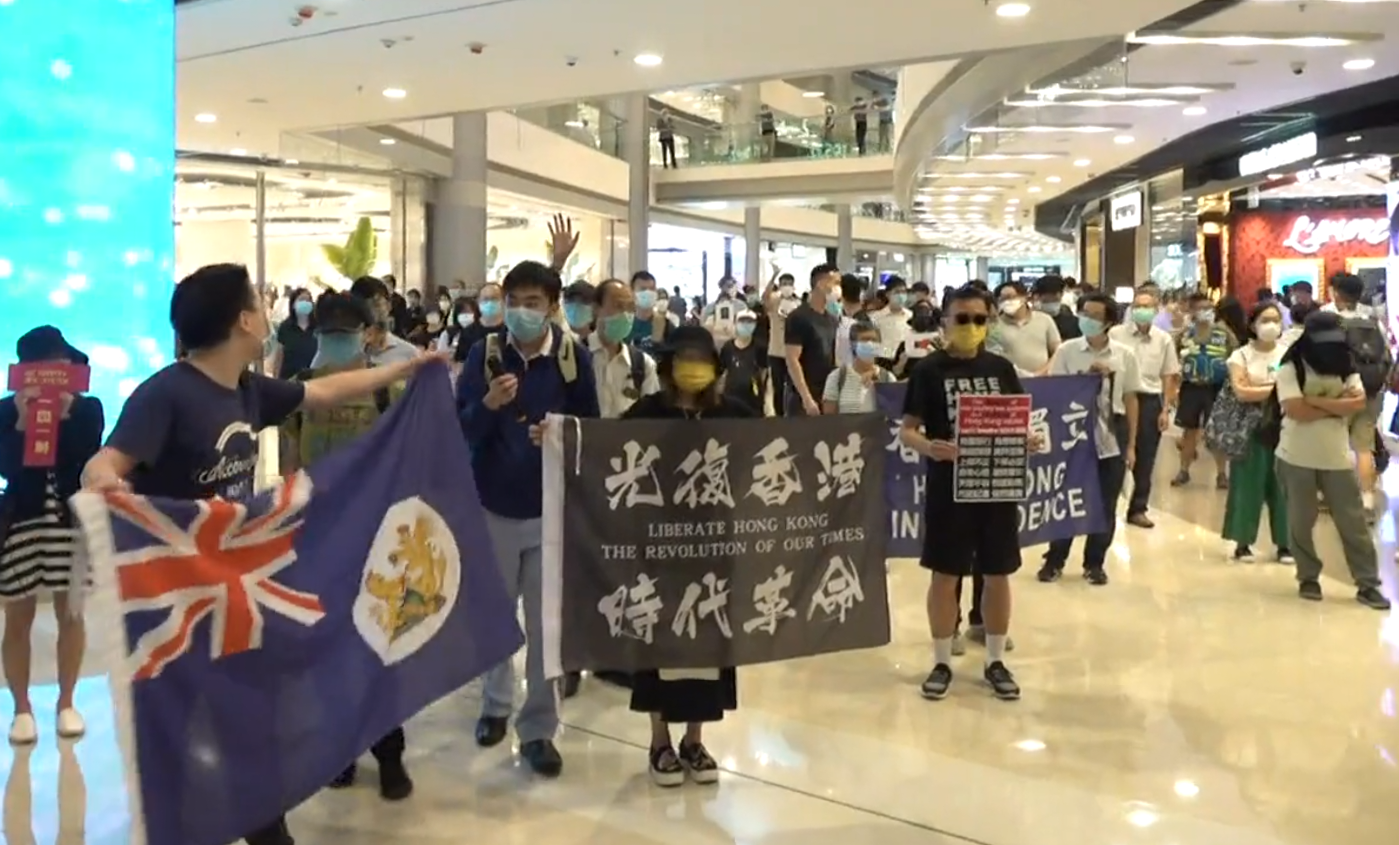
中環和你lunch示威

中午，有人在中環國際金融中心商場進行「和你lunch」示威，反對「港版國安法」，活動下午1點開始，聚集的人在中庭擺放「民不畏死奈何以死懼之」的直幡，他們表示，香港人即使有《國安法》等強力的打壓，但香港人仍然要堅持，因為若感害怕而退縮，不單會失去這一代人的自由，更會影響到下一代，甚至香港永遠都沒有民主。其間有人將「一國一制」的宣傳單張由高層灑下，保安一度緊張，但並沒有發生混亂。其後在商場內遊行，不少圍觀人士沿途加人，人數高峰有逾100人。當遊行隊伍到國際金融中心商場一期時，有持不同政見的男子曾與遊行人士發生口角，其後保安分隔男子並護送他離開商場。遊行隊伍繞商場行了一圈，回到商場中庭，合唱《願榮光歸香港》後和平散去。

### 大專學界聯合集會

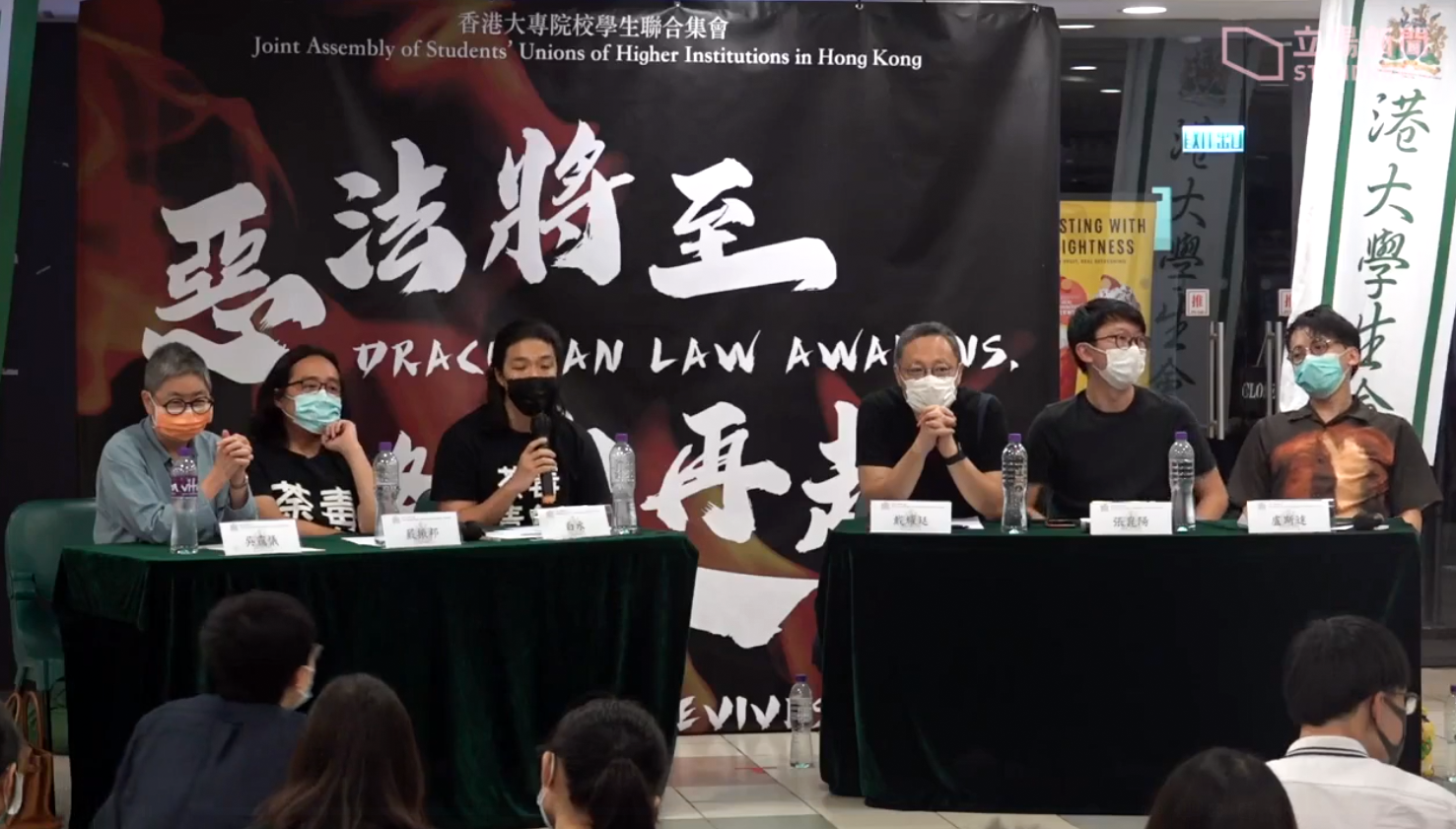
香港大學學生會大樓舉行「惡法將至，烽火再起」聯合集會

晚上19時到21時，香港大學學生會等6間大專院校的學生會聯合發起「惡法將至，烽火再起」聯合集會，於港大學生會大樓地下舉行，有近百人參加，大部分是大專學生。立法會法律界前議員吳靄儀，港大法律系副教授戴耀廷，民間外交網絡發言人張崑陽，《好青年荼毒室》創辦人嚴振邦和網絡作家、時事評論員盧斯達等均有出席。戴耀廷認為「港區國安法」無「正當性」而有阻嚇性；吳靄儀則指出未來社運行動要保持靈活。

## 6日

### 「建制派 KOL」赴英領事館撕毀BNO
多名「建制派 KOL」石房有、高松傑、公民力量林宇星等人到英國駐港總領事館示威，指香港人不需要BNO，譴責英國準備改變簽證政策為BNO持有人鋪路居留英國，乃「干涉中國內政」，他們當場將自己的BNO撕毀，并宣誓「我在此嚴正聲明，只會持有中華人民共和國香港特別行政區護照，堅定擁護一國兩制，全力支持港區國安法」、「國安港安，反獨反奸！」。又呼籲網民參與網上挑戰，一同效法。由於今日為領事館例行假期，沒有職員接信，他們將請願信放在閘門後離開。
現場記者發現部分撕毀的BNO護照已經被缺角，林宇星承認，今日撕掉的BNO早已過期，但強調現時再無持有任何BNO護照，並稱「以後都不會再持有BNO護照，只會持有特區護照」。

### 十七區議會大會 通過反對「港版國安法」動議

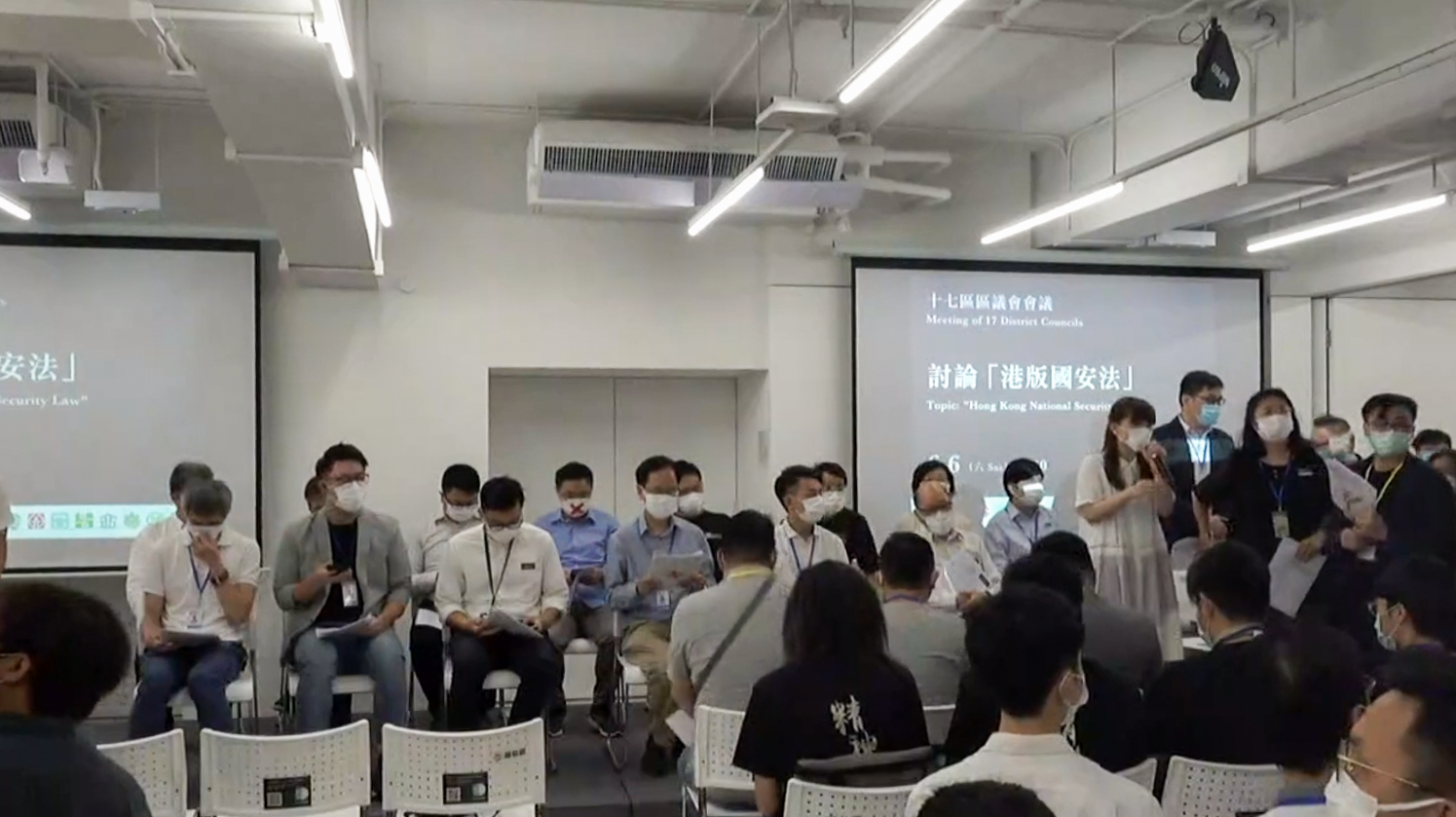
十七區特別區議會大會在金鐘統一中心召開會議，討論「港區國安法」

由民主派主導的17個香港區議會，在金鐘統一中心召開特別會議，討論「港區國安法」議程，有329名民主派議員出席，最終17區區議會全數通過要求撤回「港區國安法」動議。期間張可森、王百羽、麥潤培、鍾禮謙和黃浩鋒等人提出臨時動議，要求其他區議會即場處理成立「香港公民議政平台」，一度因規程問題出現混亂和爭拗，最終部分區議會均通過動議，油尖旺、深水埗、觀塘及黃大仙則決定在下次的會議上討論及通過。

### 中聯辦召開座談會
下午香港中聯辦召開聽取涉港國安立法意見座談會，21位港區全國人大代表和全國政協委員參加。中聯辦主任駱惠寧在座談會上指出：這次從國家層面為香港維護國家安全立法，遵循的原則是堅決維護國家安全、堅持和完善「一國兩制」制度體系、堅持依法治港、堅決反對外來干涉、切實保障香港居民合法權益。決定了的事，就會堅決地做。涉港國安立法針對的是極少數嚴重危害國家安全的行為和活動，保護的是廣大香港市民享有的合法權益和自由。宣佈了的事，就會切實兌現。
參加座談會的代表、委員一致認為，沒有國家安全就沒有香港的高度自治和繁榮穩定，建立健全香港特區維護國家安全的法律制度和執行機制，刻不容緩、勢在必行。

### 多名人士疑被中國內地國安人員跟蹤
立法會議員譚文豪於6月6日披露，昨晚（6月5日）離開立法會時，被兩名操內地口音的男子跟蹤偷拍。形容跟蹤者「不懷好意」，不排除事件可能與「港版國安法」及立法會選舉等因素有關，批評國安法未有令港變得安全。而同屬民主派的立法會議員陳志全及南區區議員袁嘉蔚，以及香港眾志秘書長黃之鋒，亦於社交媒體披露有相約的遭遇。

## 7日

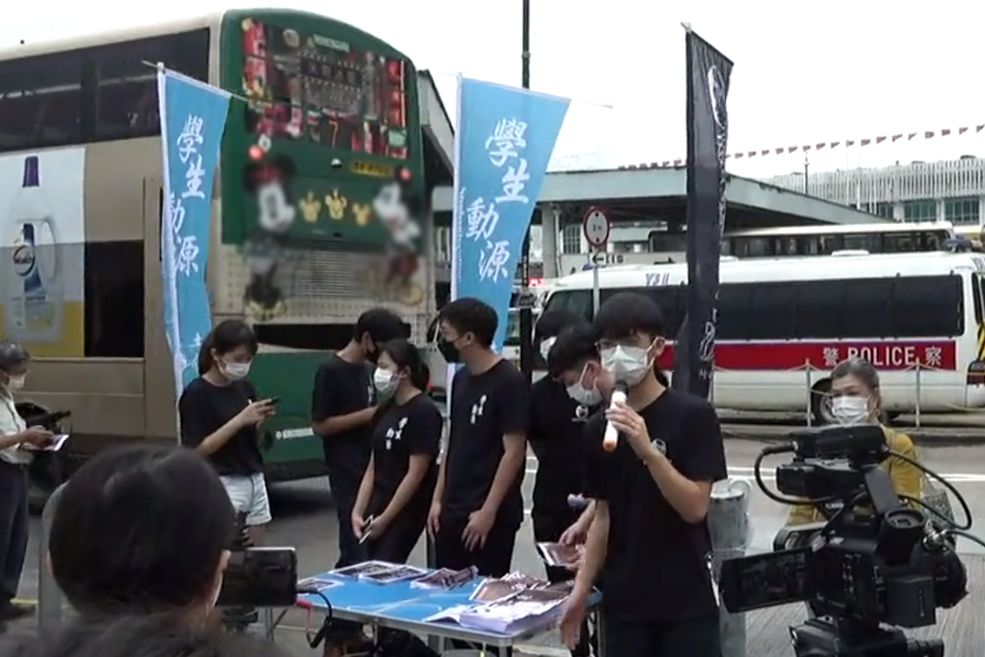
團體「學生動源」在尖沙咀鐘樓外的街站，外圍有警車戒備

### 香港特区政府谴责罢工罢课反對《國安法》 行动
有组织发起罢工罢课联合公投反对港版国安法，香港特区政府发言人表示强烈谴责，指任何人或组织采取极端手段，威逼特区政府都不会得逞。政务司司长张建宗发表网志，指责有关举动明显是利用学生达到政治目的。

### 張建宗批評發起學生聯署反對《國安法》
政務司司長張建宗於網誌再次談及港版國安法問題，他指出：
|  | 過去一年的修例風波和連串暴力事件，激進分子以「港獨」、「自決」之名，肆意破壞香港社會安寧，嚴重觸碰「一國兩制」原則底線，掀起了滔天惡浪，為香港帶來巨大衝擊，這些行徑與「一國兩制」和香港，以至國家的長遠發展利益背道而馳。國家安全是國家生存發展的大前提，放眼世界，沒有任何國家允許在其領土從事分裂國家等危害國家安全的行動，難道我們的國家可視而不見、聽而不聞、坐視不理嗎？ |

|  | 近日有人發起學生反對國安立法的網上聯署，明顯是利用學生達到政治目的。任何人不應利用學校作為表達政治訴求的場地，更不應煽動學生(尤其是中小學生)在具爭議及正在發展的政治事件上表態或參與有關行動。社會各界就此要明確表示關注，並與學校合作，保護我們的下一代，攜手阻止政治入侵校園。 |

眾志副主席、中學生行動籌備平台發言人鄭家朗表示，學生亦是公民，有權表達其意見，反問和平表達都被張建宗批評，令人有何信心國安法通過後仍有自由。黃宇翰指不認同張建宗指發動罷課是騎劫學生。

### 李柱銘評論《國安法》
就中國制定港版《國安法》，民主黨創黨主席李柱銘接受無綫電視節目《講清講楚》表示，北京的做法他難以支持，香港目前的問題是北京要「全面管治香港」。至於基本法第23條未能完成立法，則是港府和建制派的責任。自己一向反對侵害港人人權自由的法例，但23條損害香港人的結社、言論、新聞自由。若能完全確保23條立法後不傷害人權自由，相信連民主黨也會支持立法。

### 聶德權指「公務員是國家公務人員」
公務員事務局局長聶德權出席民建聯舉辦的「強化管治 尋找出路」圓桌會議時說，香港公務員是特區政府主要骨幹，要向特首及特區政府「絕對忠誠」。在一國兩制下，香港公務員是特區政府公務人員，也是「中華人民共和國香港特別行政區政府的公務員」，公務員執行職務時要考慮此兩重身分。他表示未來會加強公務員對國家觀念及意識，特別是掌握《基本法》及《憲法》的憲制秩序。公務員工會聯合會總幹事梁籌庭表示，有關說法會讓公務員無所適從，公務員只希望服務香港市民。而《公務員守則》沒有提及公務員不可批評政府，認為聶德權說法是要求公務員全日遵守《守則》。新公務員工會主席顏武周也表示首次聽到公務員要思考「兩重身分」，要求政府交代出處。次日（8日）受訪時澄清，香港公務員，全名是「中華人民共和國香港特別行政區政府的公務人員」，並非雙重身份，又指在一些涉內地的政策上，亦需從國家層面去思考，若對敵視或抗拒內地將影響一國兩制落實。
聶德權的回應並未能令輿論平息，立法會議員林卓廷質疑，聶德權的言論等於重新演繹《基本法》及《公務員守則》，令全港十八萬公務員受壓，變為「內地幹部」，并認為聶德權明顯「只談一國，不提兩制」。公民黨譚文豪亦批評說法扭曲及僭建《基本法》，聶德權說法等於將「政治中立」的原則徹底拋諸腦後。行政會議成員、民建聯立法會議員張國鈞表示，聶德權只是把公務員的應有責任向社會說清楚，對公務員而言也是好事。

### 學生動源遊行遭反對
團體「學生動源」原計劃下午在由尖沙嘴遊行至旺角，但遭警方反對，最終改為在尖沙咀鐘樓擺街站，大批防暴警察戒備，並截查「學生動源」成員及《立場新聞》記者，更以私隱為由禁止記者開機拍攝和聯絡同事支援。「學生動源」發言人何諾恆批評警方藉限聚令打壓遊行，計劃本月16日再發起港島遊行。

## 8日

### 《基本法》三十週年網上研討會
特區政府於下午舉辦《香港基本法》頒布三十周年網上研討會，探討《全國人大通過制訂港區國安法決定》對維護國家主權、安全和發展利益，以及保障「一國兩制」行穩致遠的重要性。
行政長官林鄭月娥首先致辭，提到全國人大常委會為香港訂立港區國家安全法，完全是是合憲、合法，要認識《基本法》，就要了解「一國兩制」的初心。她又批評，有人近年「港獨」、「自決」、公投等從事損害國家安全利益主權的活動。并認為國家安全是中央事權，在任何國家的立法權利，過去基於對香港的信任，第23條賦權香港自行立法，但不代表中央放棄權力。香港面臨國家安全局勢日趨嚴峻，立法機關在可見將來也難以完成立法工作，中央對此不能視而不見。因此，全國人大行使憲法權力完全可以理解、合情合理。國安法只會懲治極少數人，保護絕大多數奉公守法市民，助香港疫後重新出發，鞏固、提升海外投資者的信心，特區政府將全力配合，並請市民思考立法的必要性，在立法過程踴躍發表意見。
國務院港澳辦副主任張曉明表示，現在到了「打開窗戶說亮話」的時候，認為香港的主要問題並非經濟、民生或者階層固化等社會問題，而是政治問題只有把香港問題的本質點破說透，不諱疾忌醫，敢於直面所存在的主要矛盾和問題，才有可能找到正確的根治辦法。并称香港有內外反華反共勢力蓄意製造的政治對立，今次中央採取果斷措施，從國家層面建立健全香港國家安全法律制度和執行機制，顯示的是撥亂反正的決心和意志，採取的是既治標又治本的辦法，目的是為了維護國家安全，確保「一國兩制」行穏致遠，也是為了幫香港早日走出困局和亂局重返正軌。張曉明最後表示，他相信不論外面的人怎麼說，全國人大常委會都會就港版國安法立法，並確保在港實施，香港將有如裝上了「殺毒軟件」，之後一定會運作得更暢順。此外，張曉明還透露林鄭月娥上月向中央提交了一份建議報告，報告提及關於港區《國安法》立法出台後，香港社會恢復安定，營商及投資環境會進一步改善，中央對香港的支持力度肯定會加大，不遺餘力地鞏固香港國際金融中心地位，得到國務院副總理韓正及中央有關部門的積極回應。
香港特別行政區基本法委員會副主任張勇發表主題演講時表示，《基本法》第23條從來不是一個「授權」，而是「義務」條款，全國人大常委會的決定具有「不容置疑的法律效力」。并指國家安全是一個國家的「頭等大事」，對於危害國安的行為，要防範未然、制止及時，有效化解相關行為出現風險，這些準則是「古今中外，概莫能外」。

### 奧海城和你Lunch

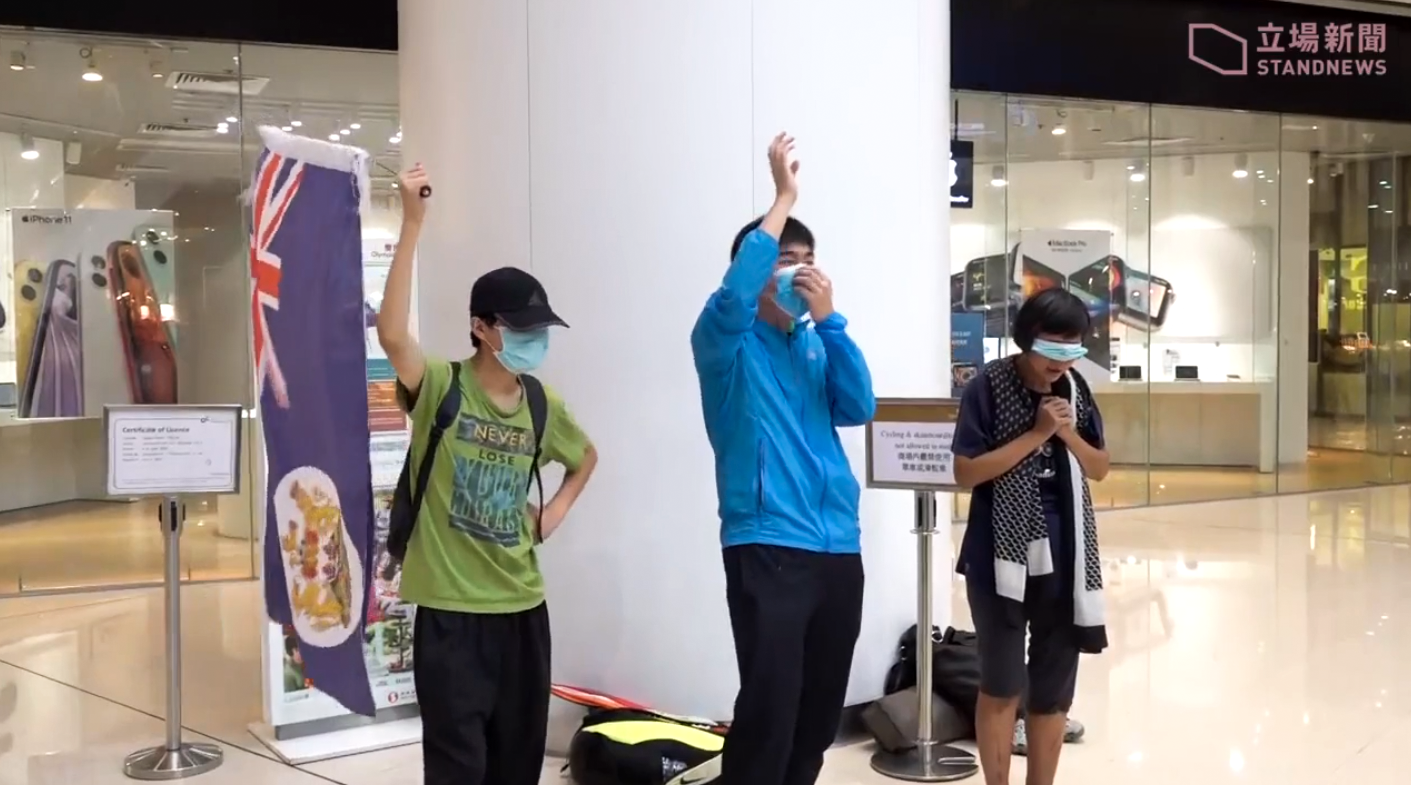
三人步至奧海城2期中庭，並高舉香港旗

有網民發起在西九龍舉行「和你lunch」活動。下午約1時，有兩名少年和一名中年婦人在奧海城2期商場內遊走，高唱《願榮光歸香港》，又高叫「五大訴求，缺一不可」、「光復香港，時代革命」等口號，展示報章頭版。此後，三人步至中庭，並高舉香港旗，保安並沒有阻止。到了下午約2時，三人離開商場散去。

### 周梓樂逝世七個月

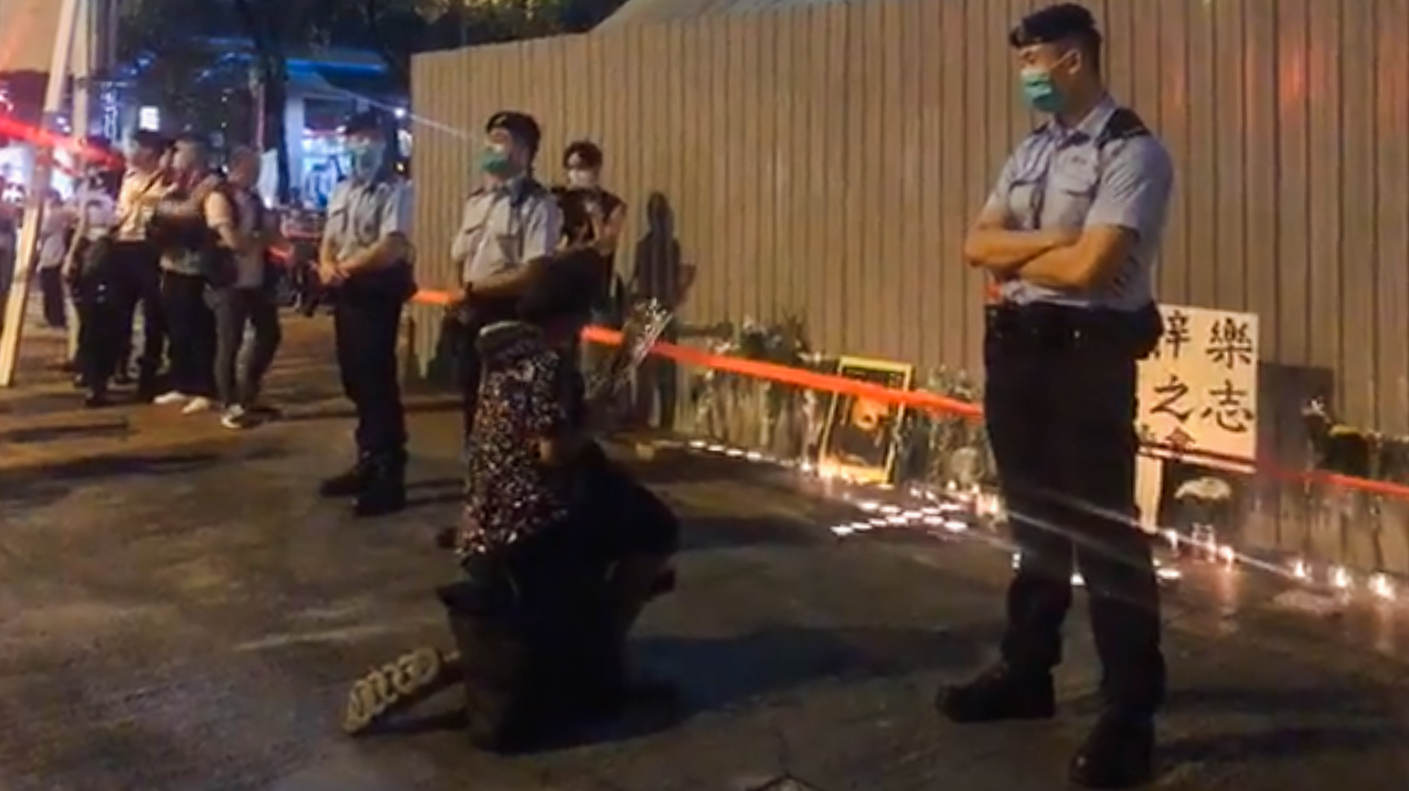
大批藍帽子警員一度到場，並拉起膠帶設封鎖線，其後離開

晚上，10多名網民發起在尚德停車場外進行悼念活動。社工呂智恒等人帶領民眾默哀和祈禱，有人獻上白花。到晚上8時許，大批藍帽子警員到場，表示因疫情關係，要求現場人士停止聚集及離開，並拉起膠帶設封鎖線。而停車場內外有警察戒備。間中有人在遠處高叫政治口號及指罵警員，而警員也用電筒照向街外。現場沒有人被捕或發出限聚令告票。

## 9日

### 7區和你Lunch

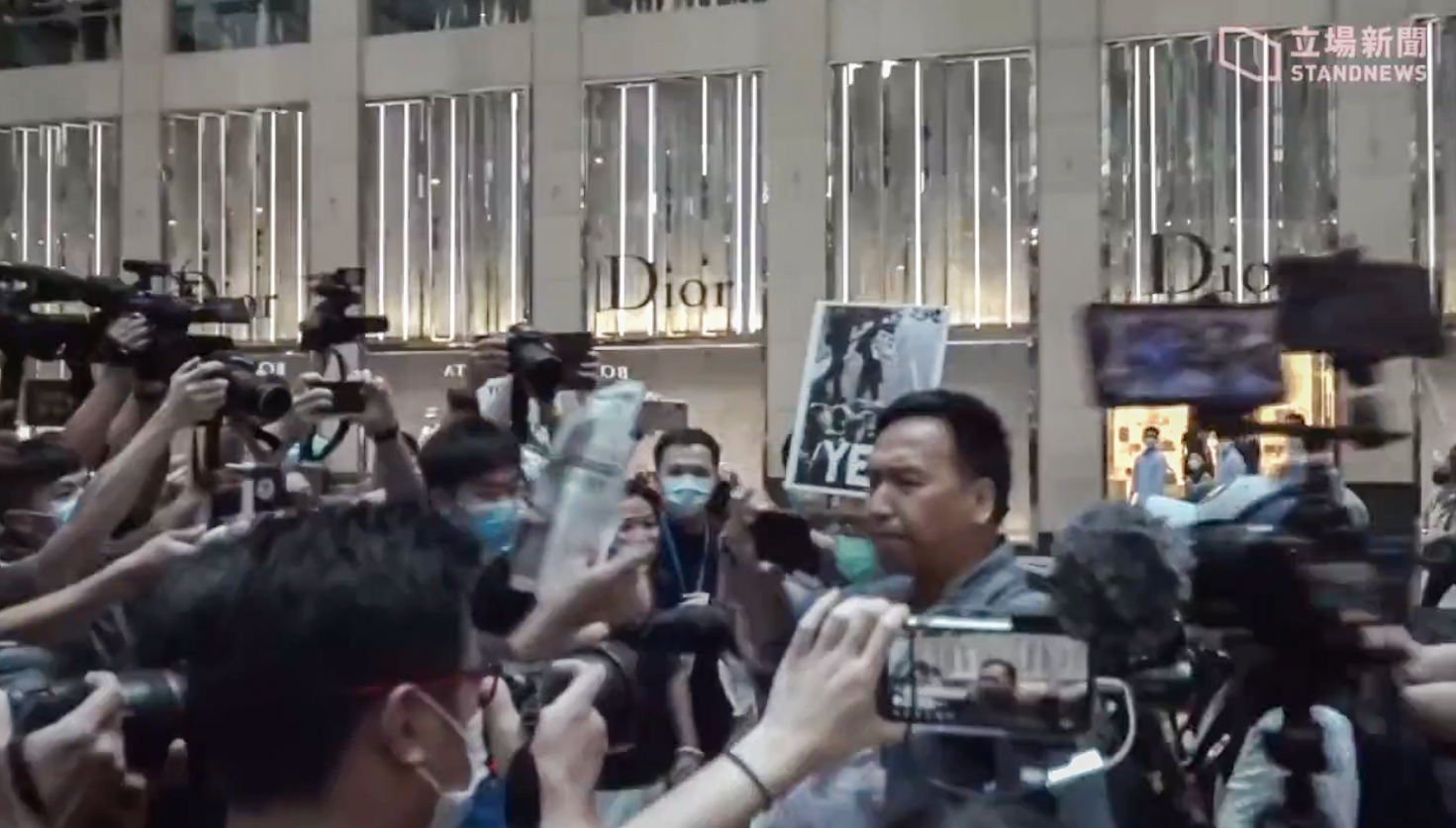
撐警者「大波Man」石房有一度現身置地廣場中庭，舉起手機直播指罵響應「和你Lunch」的市民

9日是反修例風波一年，有網民號召「7區聯合和你Lunch」，包括灣仔、中環、太古、葵涌、新蒲崗、九龍灣和觀塘。在中環置地廣場中庭內，有約20人聚集叫口號，而二樓、三樓都有市民響應叫「光復香港 時代革命」、「香港人建國」等口號。商場內暫未見警員佈防，有保安舉起紙牌提醒市民保持1.5米距離，遵守限聚令。撐警者「大波Man」石房有一度現身置地廣場中庭，舉起手機直播指罵響應「和你Lunch」的市民是「走狗」、「賣國賊」，引起衝突和一陣騷動。商場保安介入隔開雙方，並請他離開，其他市民稍後繼續在商場內叫口號。身穿校服的中三生李同學舉起「Young Lives Matter」參與置地廣場「和你Lunch」。他自言「無畏無懼」，即使「港區國安法」即將頒布也「無得擔心」。他稱，學校訓導組曾說留意到他參與示威活動，但他強調自己無犯法，而校方亦無再跟進。他去年6月9日首次參與遊行，認為修訂《逃犯條例》「好有問題」，思考後決定參與民陣遊行，他其後參與各類遊行示威活動，稱是「警暴」驅使他出來抗爭。
「7區聯合和你Lunch」的口號為「毋忘初心，堅持到底」。商場內的群眾齊唱《願榮光歸香港》，多人亮起手機燈光，並舉起「五一」手勢。
在九龍灣MegaBox，有20名少女於中庭展示標語，商場保安沒有阻止，有小量警員在商場外戒備；人群約下午2時陸續散去。而觀塘apm商場，逾150人於各樓層近中庭的玻璃欄杆上掛上「五大訴求 缺一不可」、「光復香港 時代革命」等標語，其間高叫口號及高唱《願榮光歸香港》，未見有警員巡邏。人群約下午2時陸續散去，於商場門外的警員一直留在警車上觀察，未有下車。

### 6.9一周年大遊行

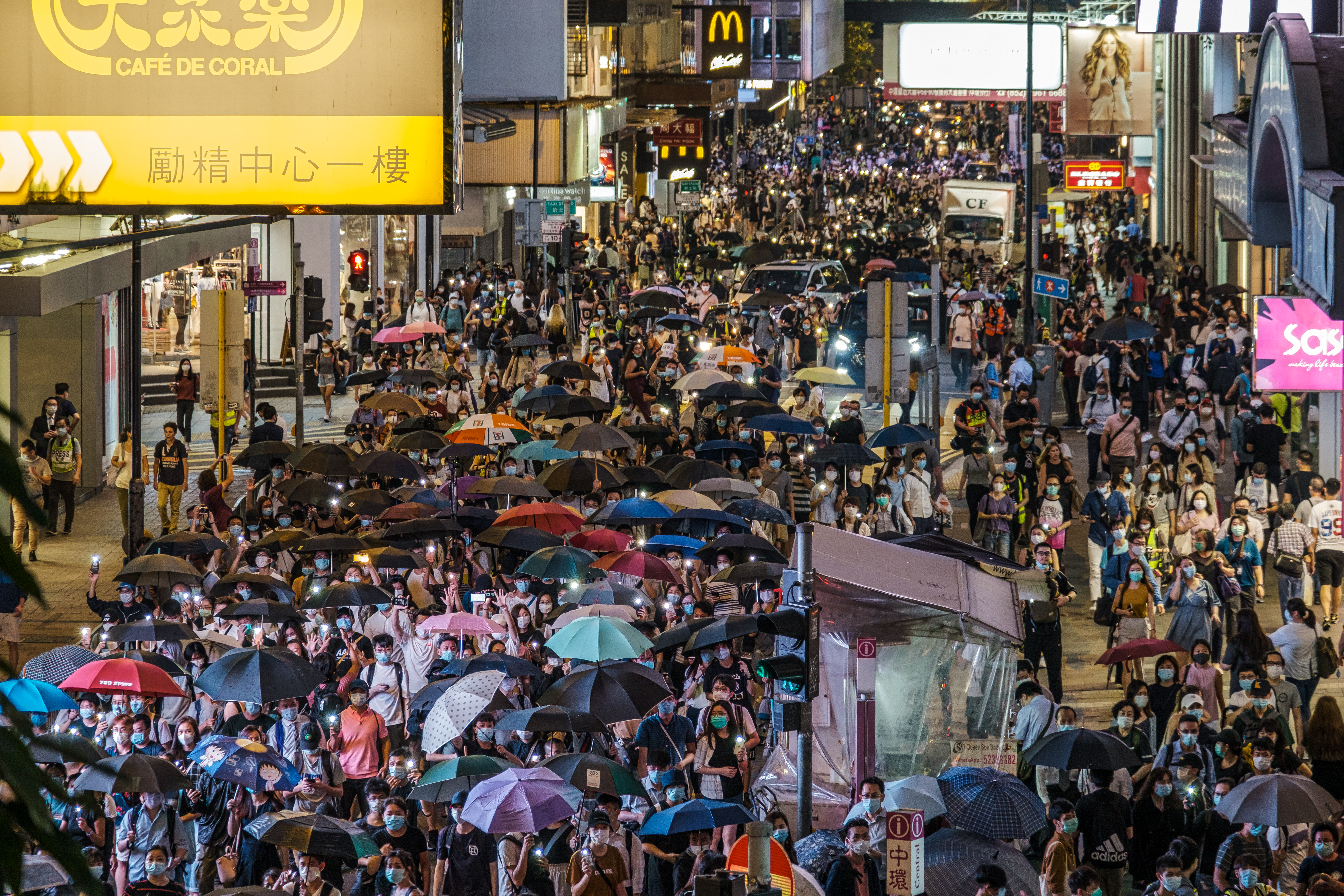
眾人在皇后大道中舉傘並亮起手機燈

6.9 大遊行一周年，晚上大批市民在中環遮打花園一帶聚集，其後走出皇后大道中、德輔道中行車線，眾人舉傘並亮起手機燈，不少示威者高呼「香港獨立」、「香港人建國」等口號，港獨及梁天琦的旗幟在中環街頭飄揚。防暴警員晚上7時許開始在德輔道中驅散示威者，多次施放噴椒及發射胡椒球彈，晚間不斷在中環一帶截查市民，多人被捕。截至6月10日凌晨，警方在中環一帶拘捕共53人，包括36男17女，涉嫌參與非法集結及參與未經批准集結等。警方指，經過多輪驅散後，依然有示威者拒絕聽從警方指示，在警察離開現場後，再度走出多條馬路堵塞行車線。

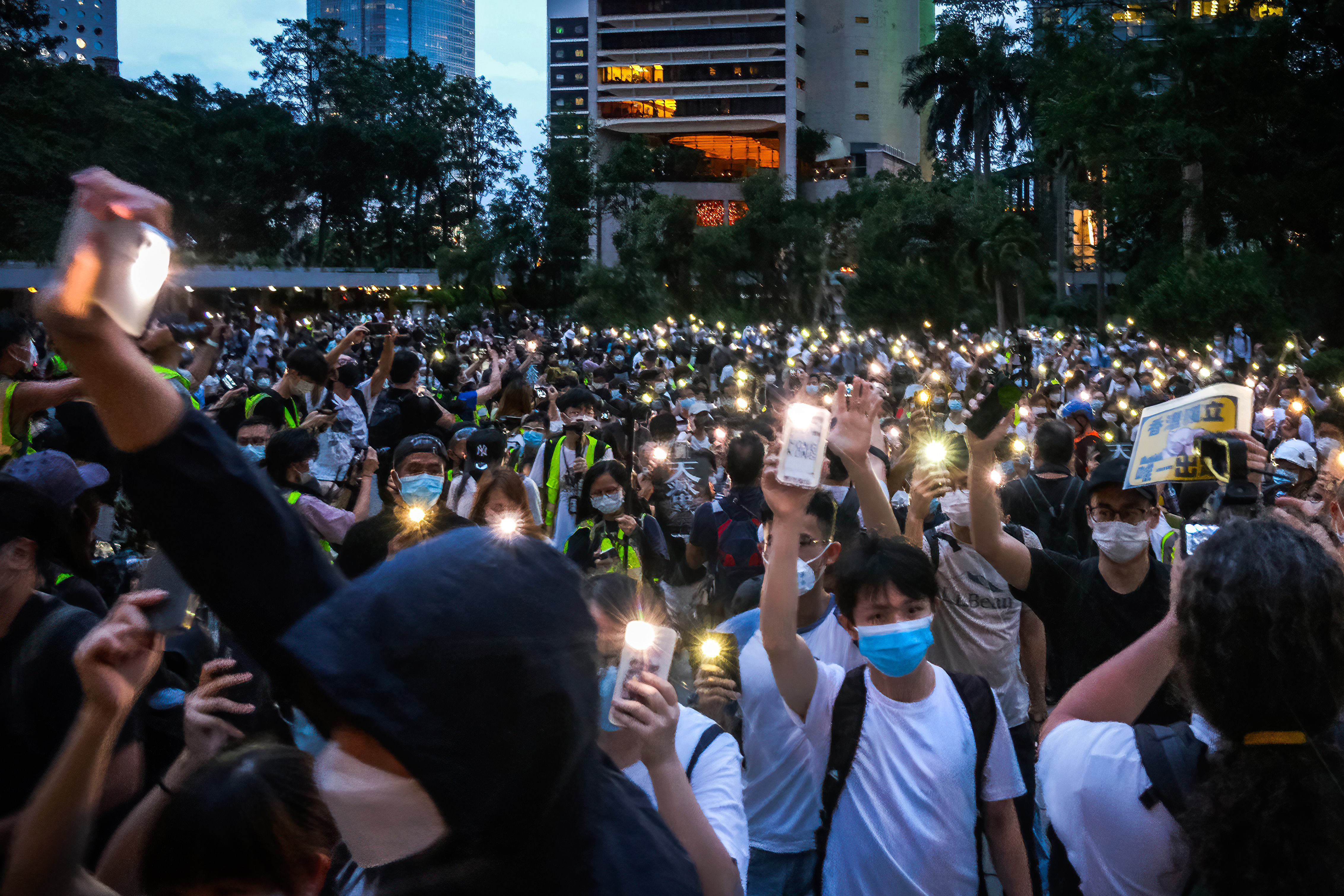
傍晚，大批市民在中環遮打花園一帶聚集
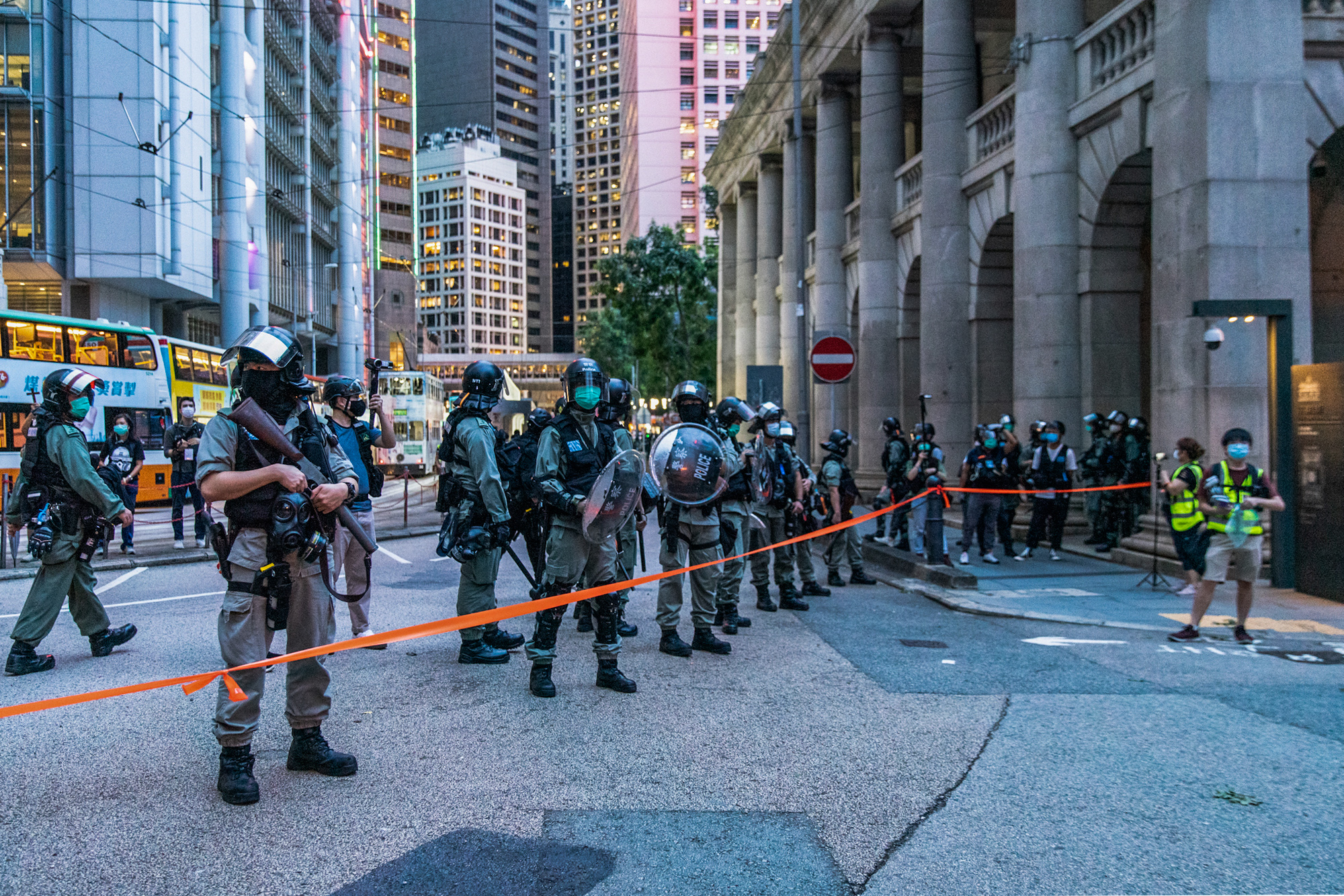
防暴警察在德輔道中戒備
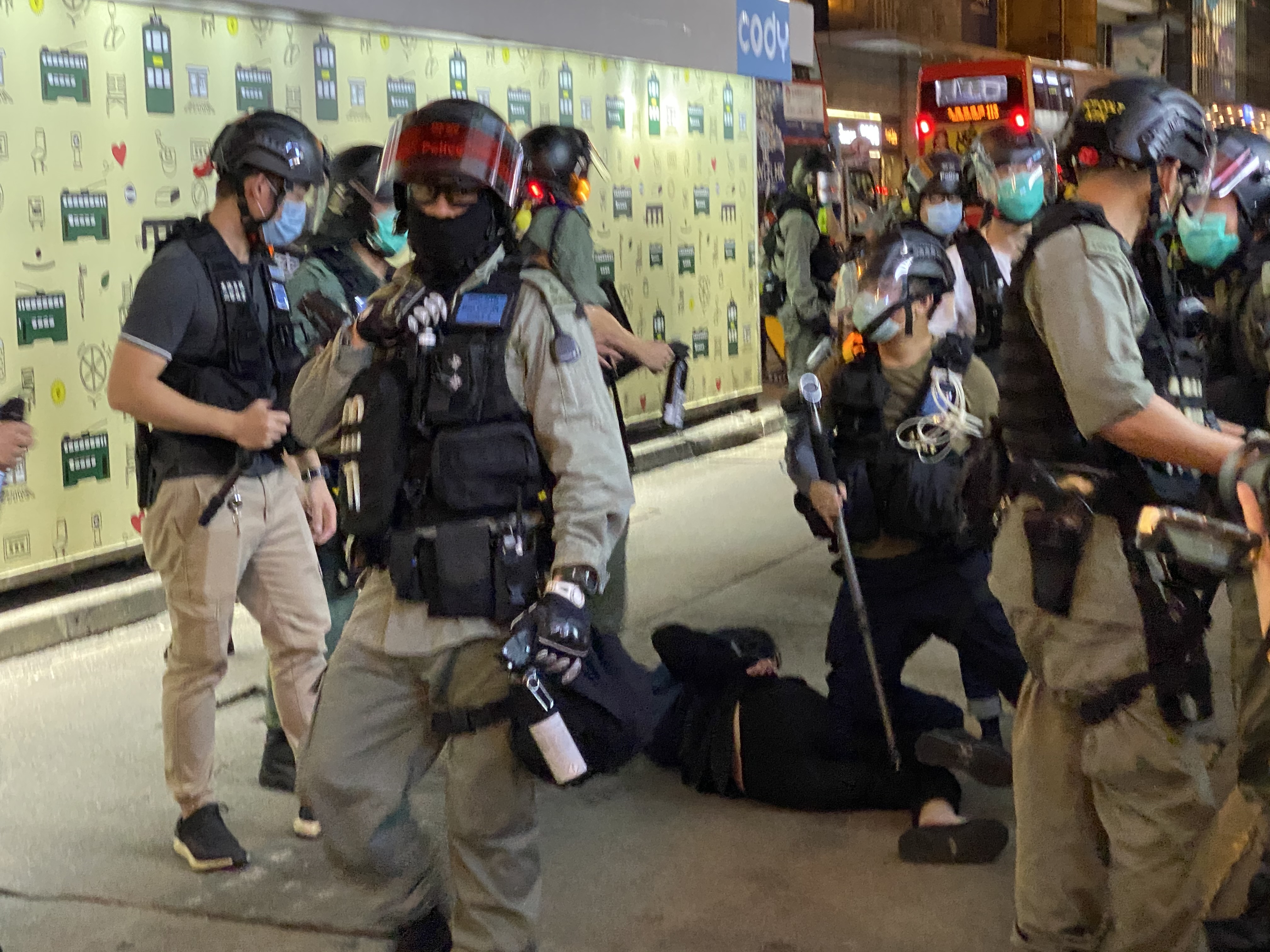
防暴警察在德輔道中制服一名身穿黑衫黑裤的女子
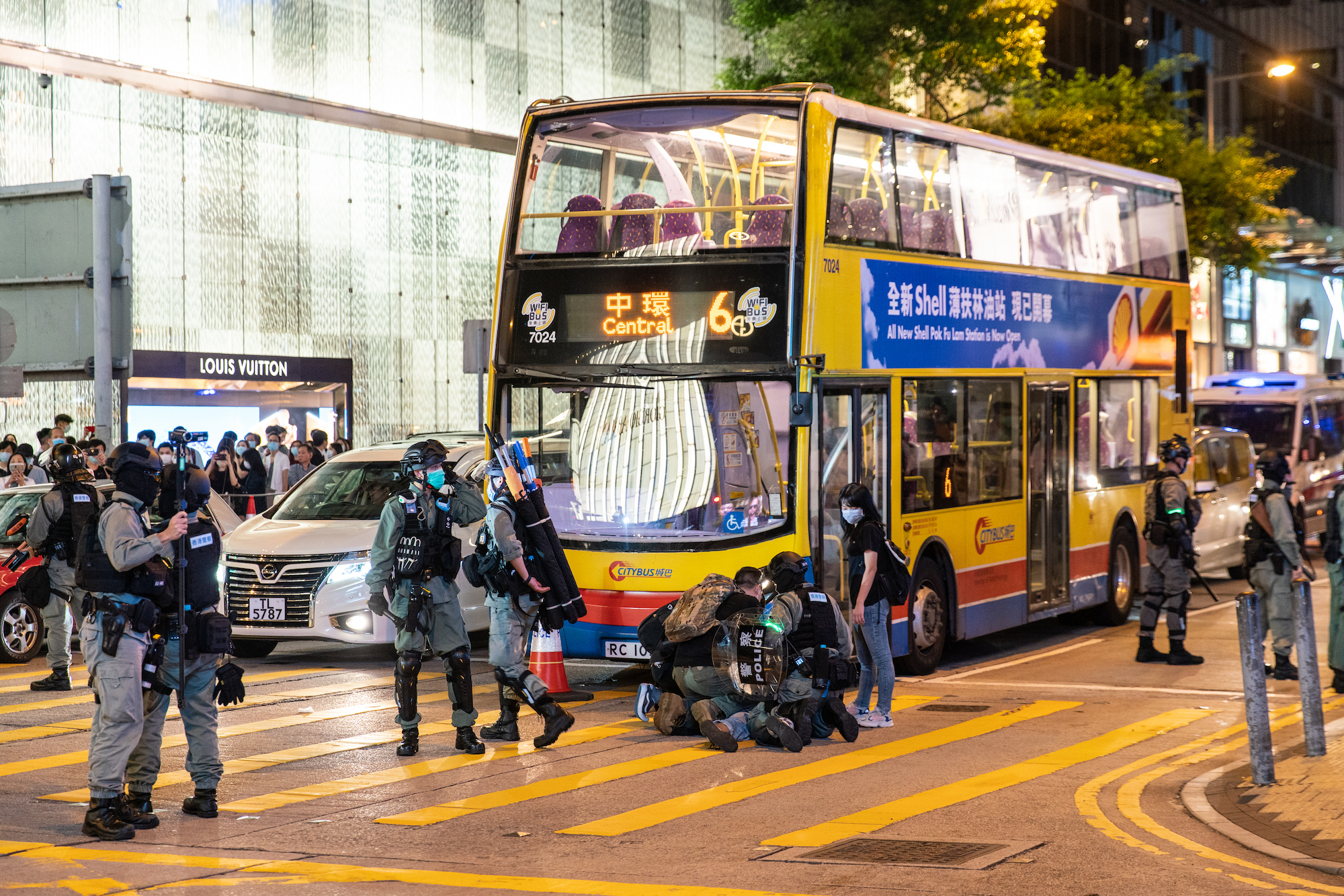
防暴警察在畢打街制服一人
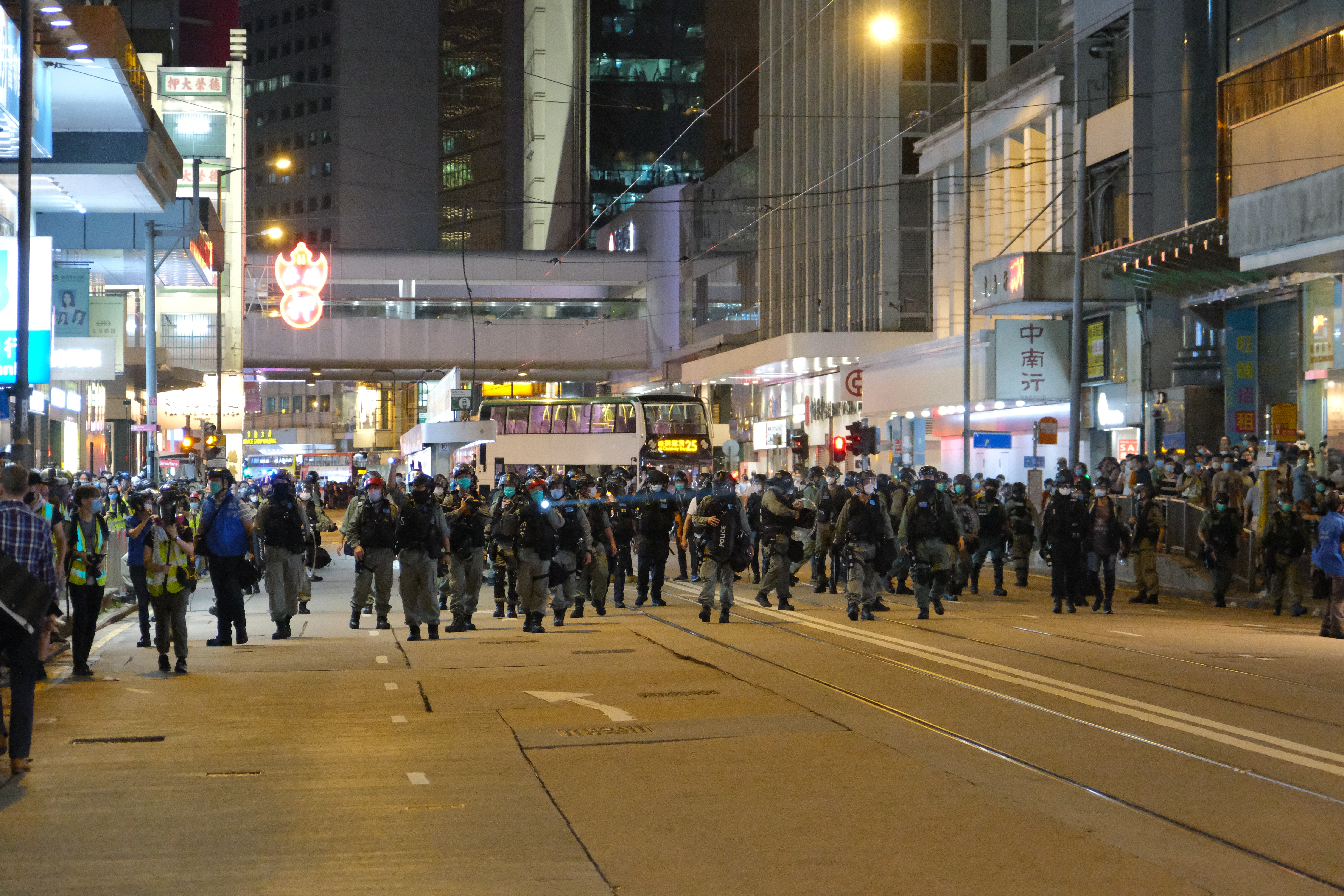
防暴警察在德輔道中準備驅散
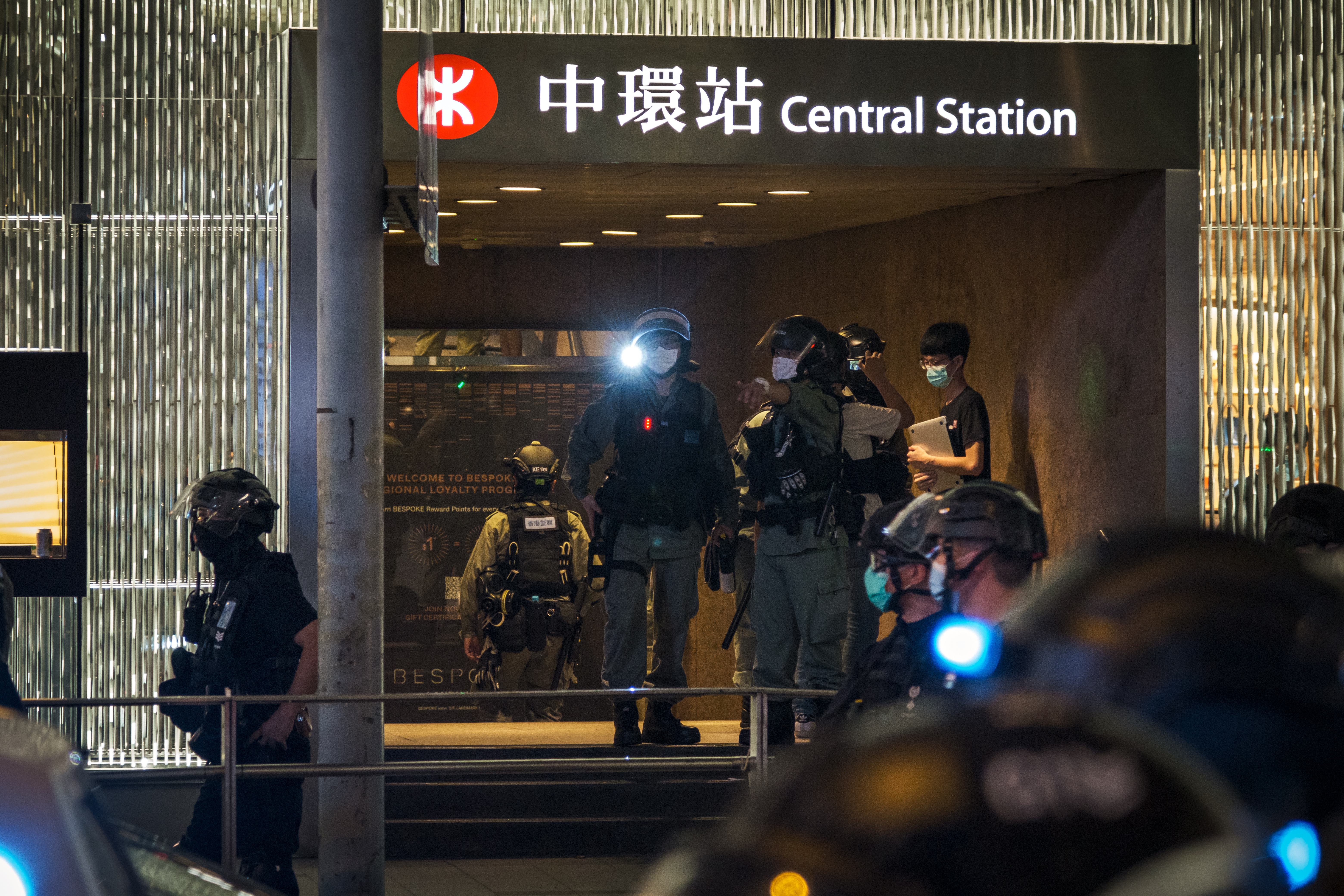
防暴警察在中環站出口截查市民
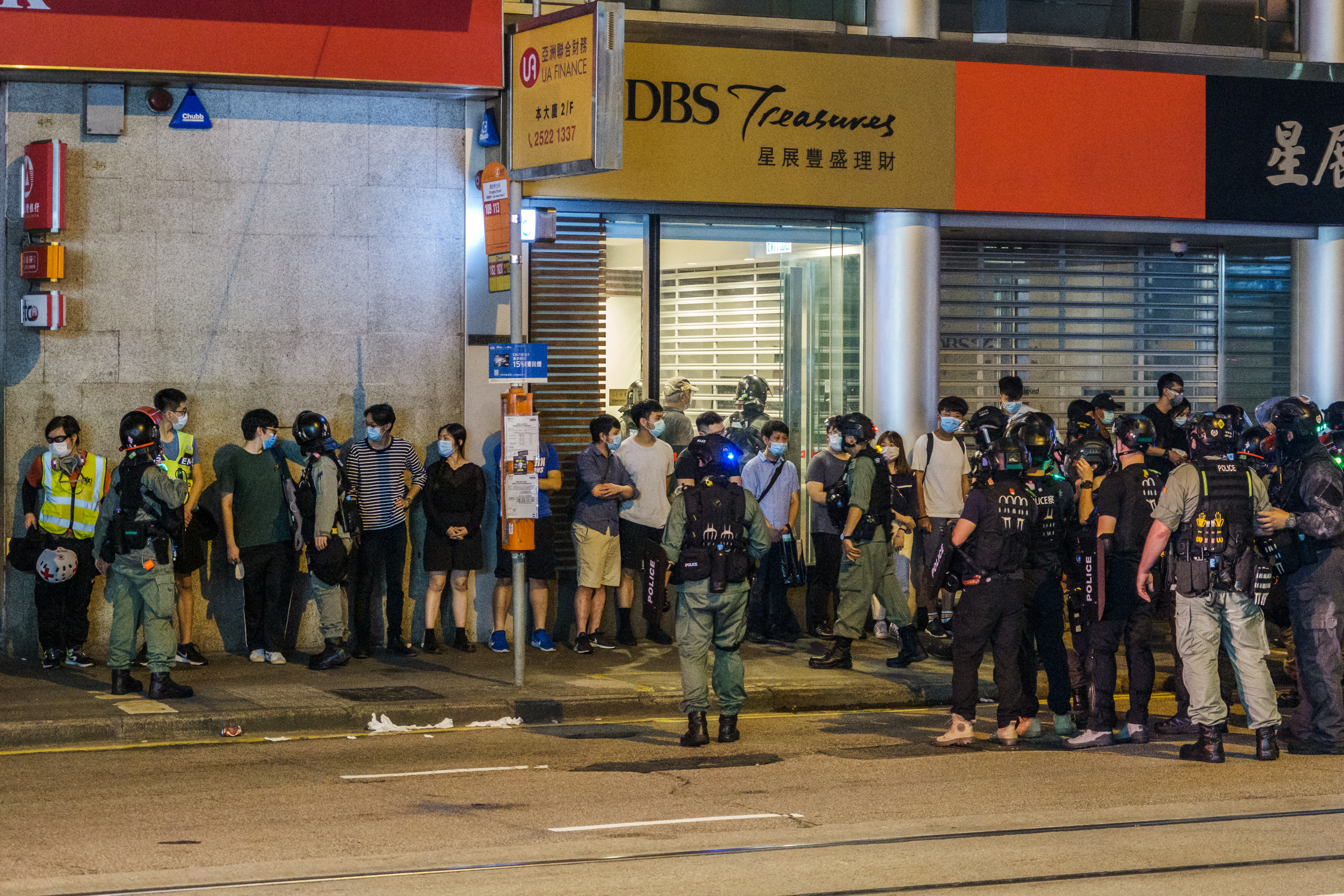
晚上10時，多人在德輔道中被截查，之後被捕
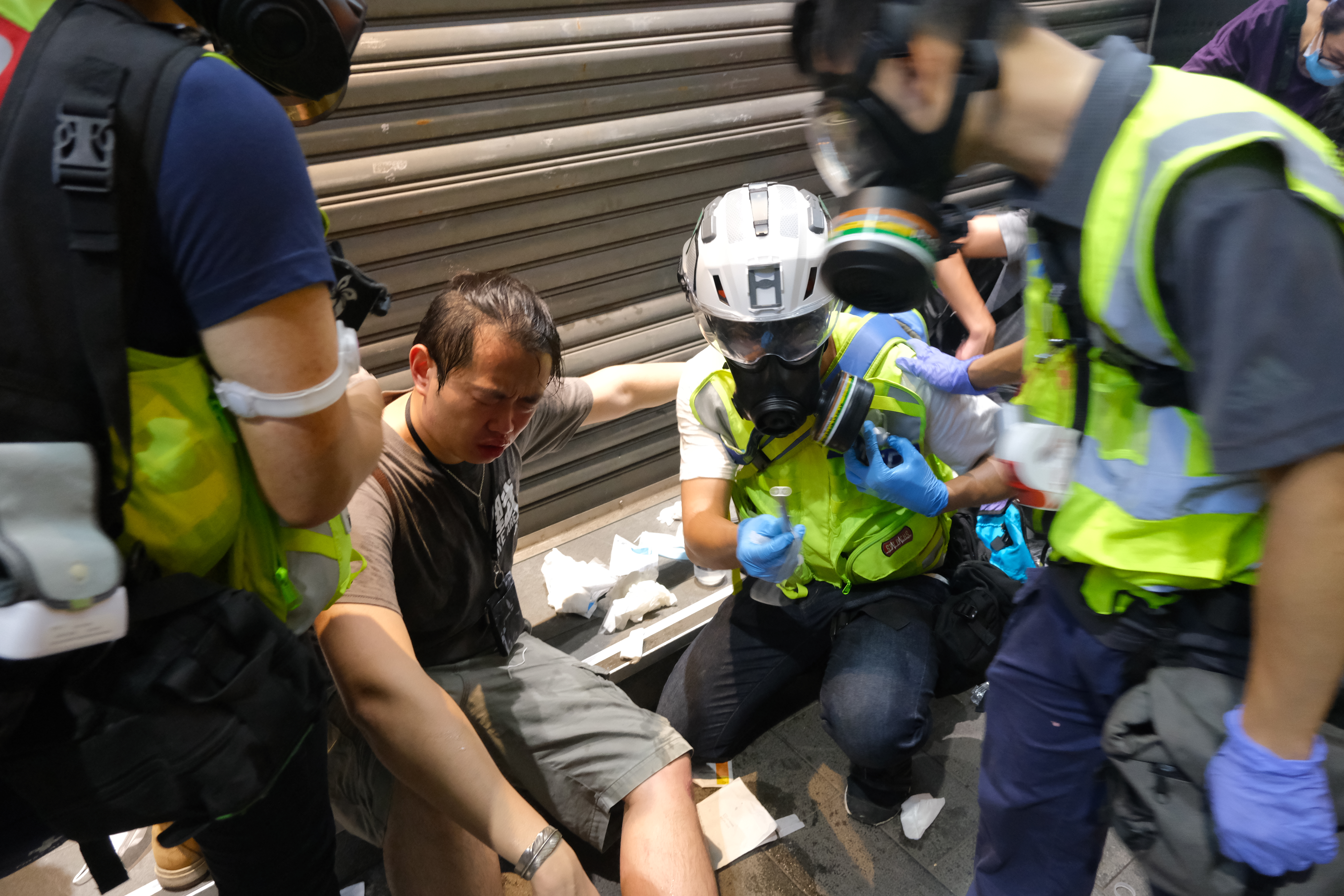
有市民被噴椒感到不適

## 10日

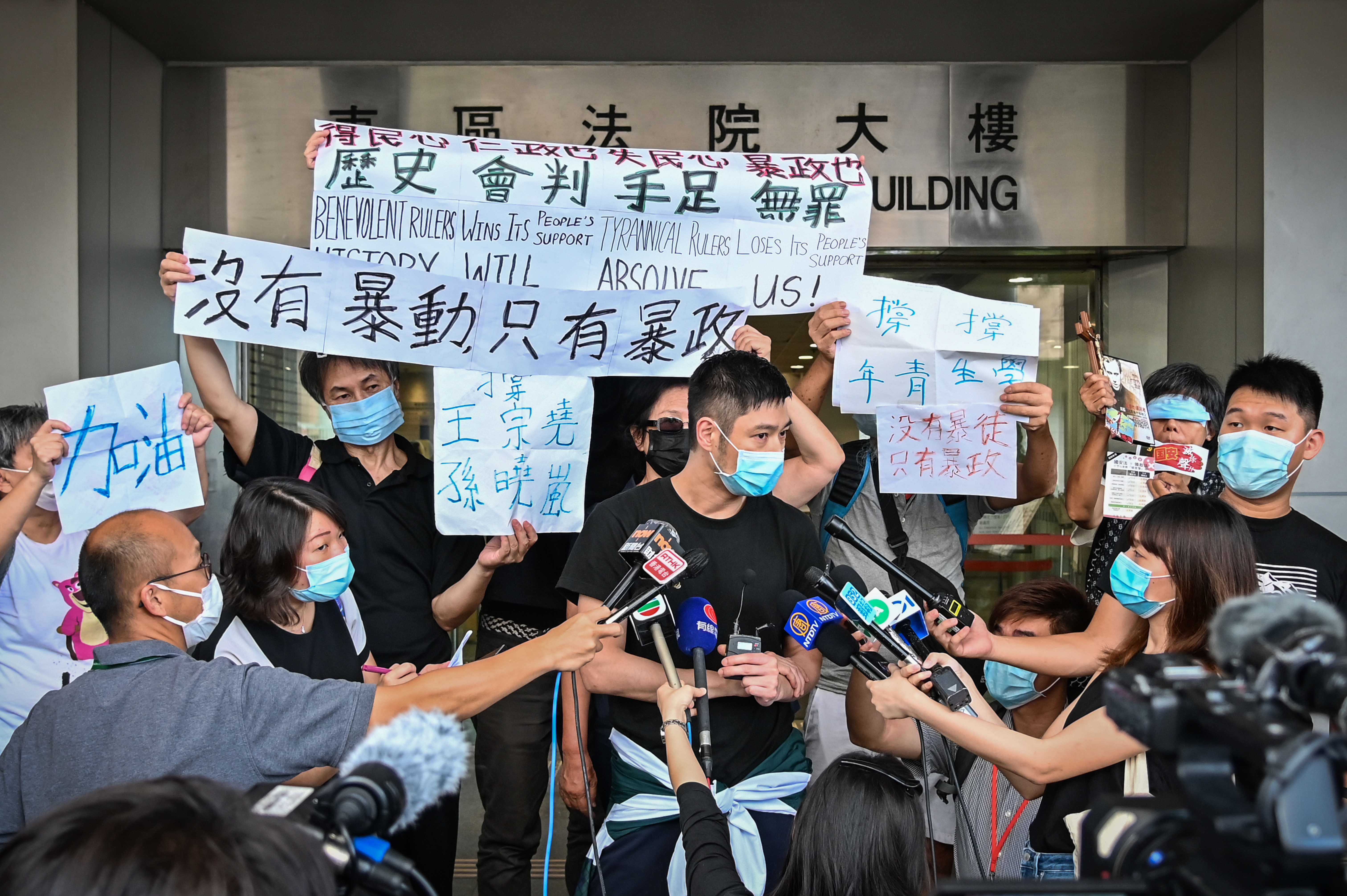
藝人王宗堯涉嫌去年7月1日闖入立法會大樓被加控暴動罪，下午在東區裁判法院提堂，之後見記者

### 東涌和你lunch 男子襲擊記者被捕
下午1時許，兩名年輕人在東涌東薈城中庭發起「和你lunch」，舉起港英旗幟及高叫口號。期間一名中年男子疑不滿活動，襲擊一名網媒記者，之後倒地。義務急救員稱該記者的腳有舊患，最後需由救護員送到醫院治理。警方拘捕該名施襲男士。

### 警方設立新部門執行港版國安法
保安局局長李家超接受《南華早報》專訪時表示，香港警方會設立新部門以執行港版國安法，該部門將由警務處處長鄧炳強領導，負責搜集情報、進行調查及培訓人員等。

### 7.1闖入立法會案 被告加控暴動
藝人王宗堯、港大學生會前會長孫曉嵐、民間團隊發言人劉頴匡、港大《學苑》前總編輯等12人，涉嫌去年7月1日闖入香港立法會綜合大樓被加控暴動罪，當中包括城大編委記者和《熱血時報》記者。被告下午在東區裁判法院再提堂，案件押後至8月3日再訊。其中一名被告被控「進入或逗留在會議廳範圍」罪，獲控方撤銷控罪。而一名21歲男學生沒出庭，遭法庭頒拘捕令通緝。

### 教育局局長楊潤雄去信
教育局局長楊潤雄向香港中小學校長去信，提到有團體發起反國安法的聯署及罷工罷課公投，他提醒學校不應任由學生參加“毫無意義”的公投活動，更不應容許任何模式罷課，若教師參與罷課，學校應採取紀律行動。

## 11日

### 長沙灣和你Lunch

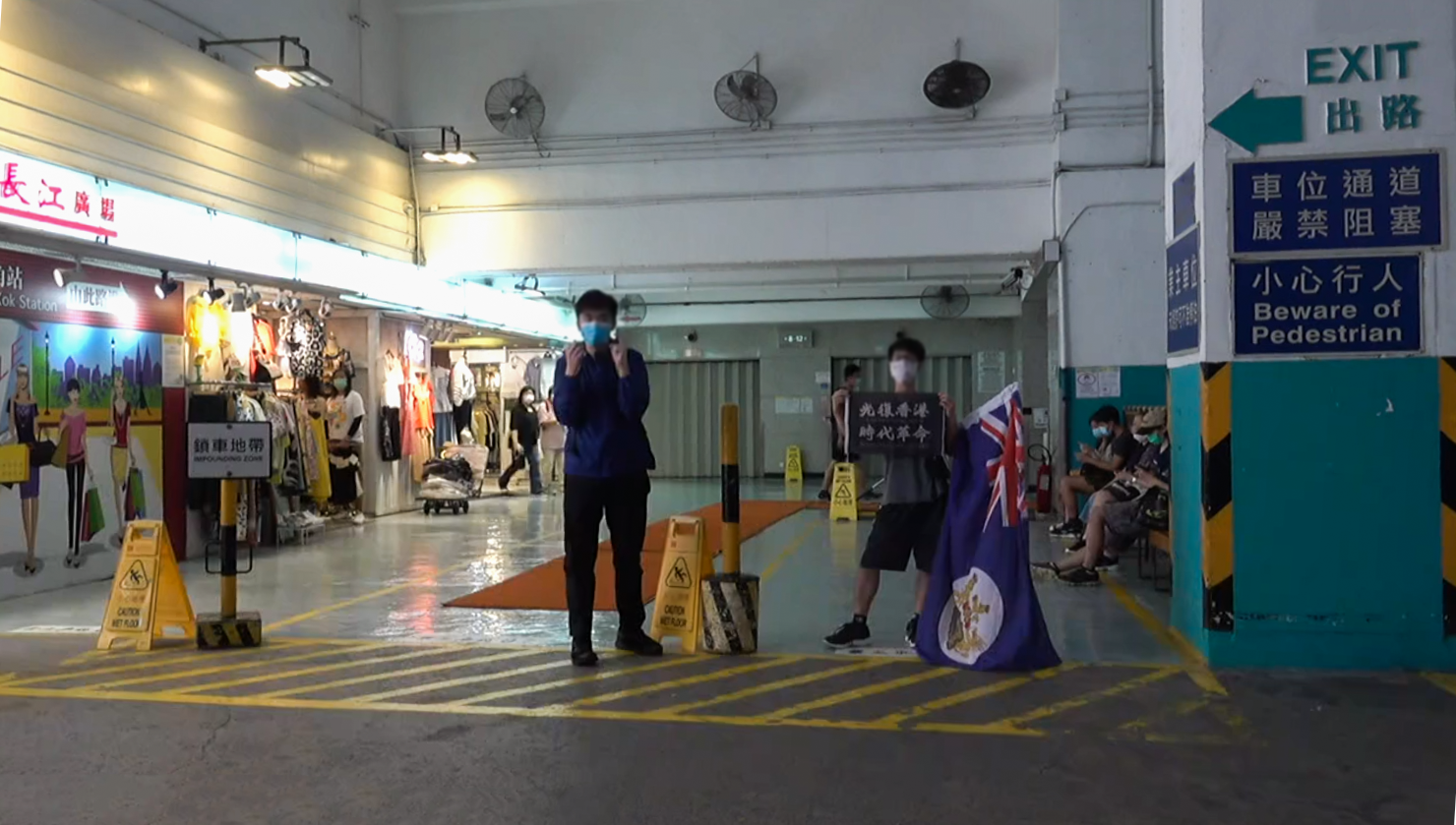
網民在長沙灣香港工業中心停車場聚集

反修例運動引發連串政治風波接近1年，有網民發起在荔枝角舉行「和你Lunch」示威。約下午1時，有市民陸續抵達香港工業中心停車場聚集，示威者一如以往，揮舞港英時代的「龍獅旗」以及高呼口號後，示威者步出停車場，沿行人路遊行。約20分鐘後，3名示威者和網媒《丘品創作》1名17歲記者步行至荔枝角收押所對開，被警員截停調查。至下午2時，被截查的人士全部獲准放行。

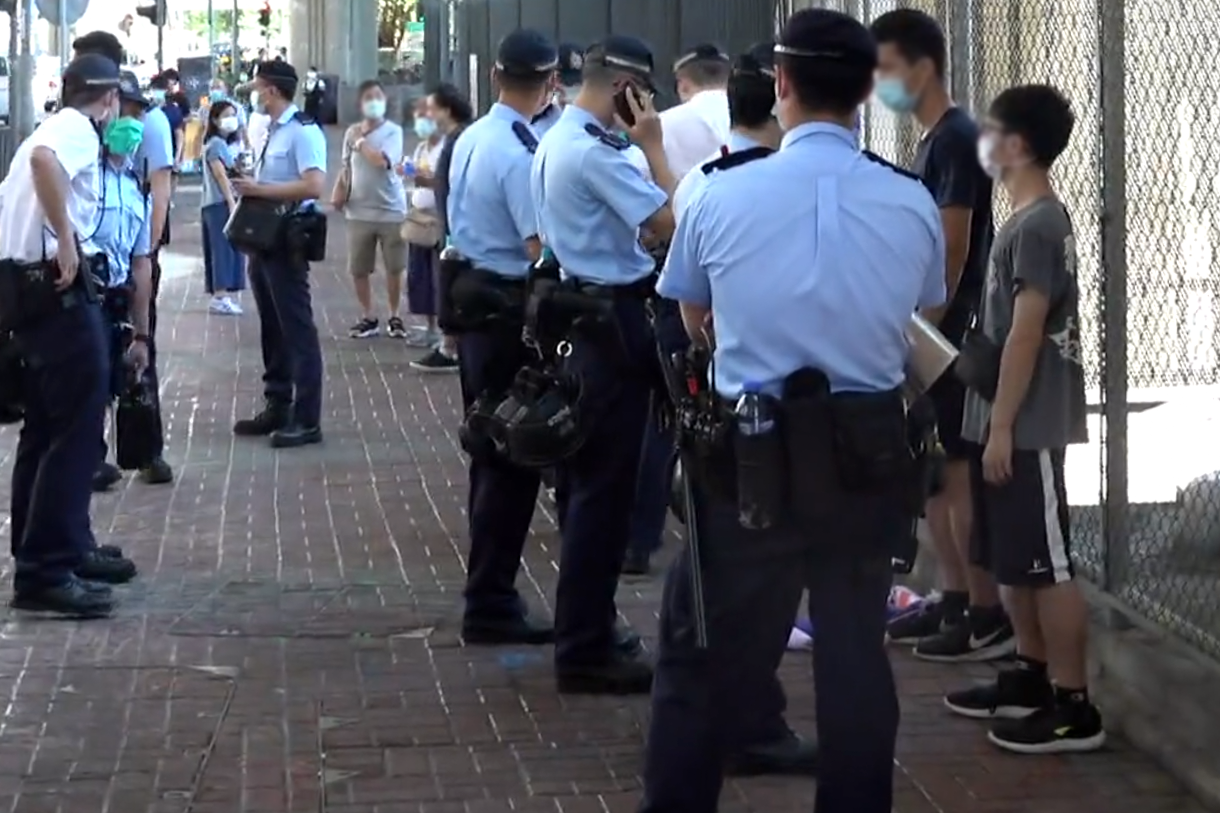
示威者步行至荔枝角收押所對開，被警員截停調查
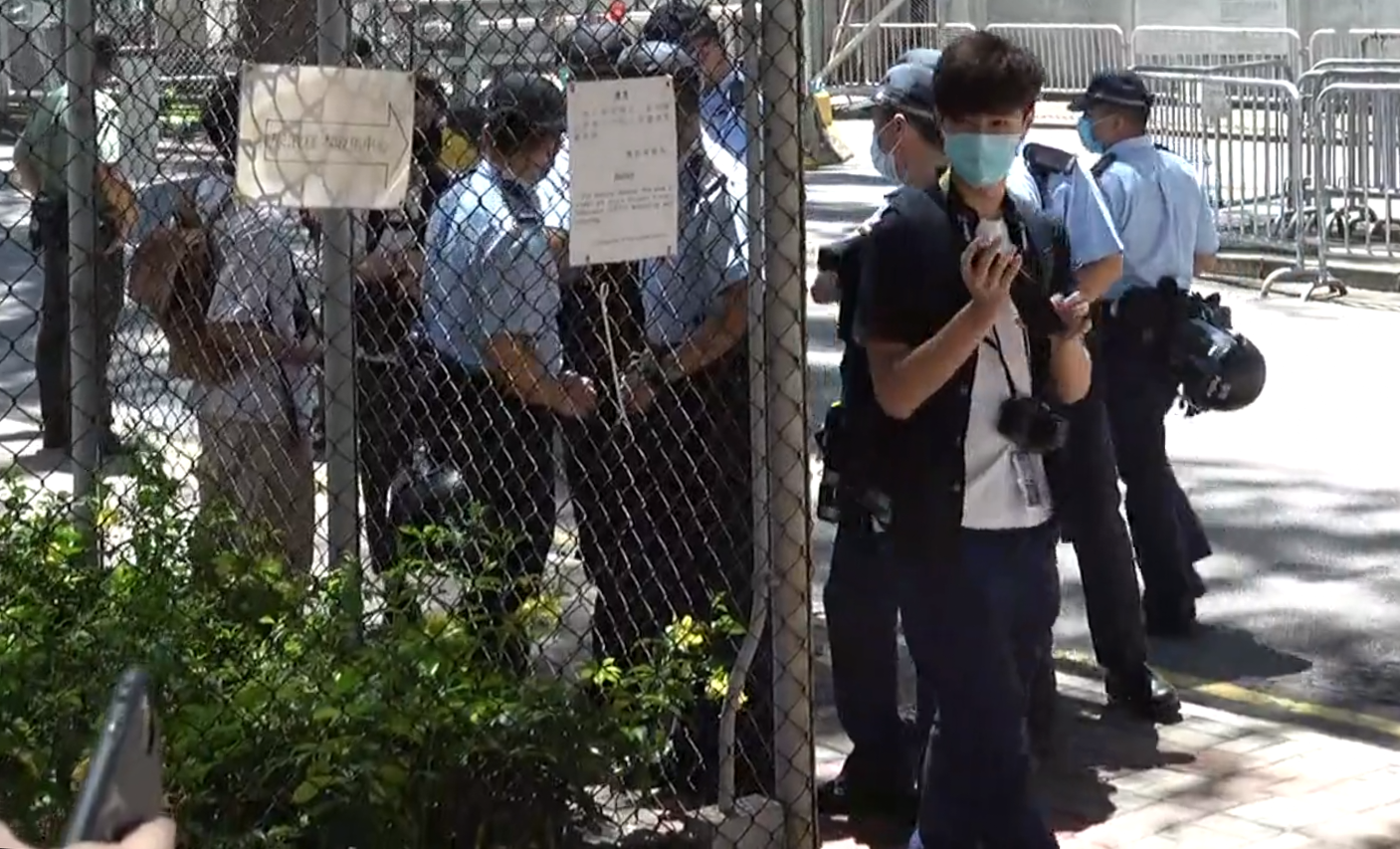
網媒記者在荔枝角收押所對開被警員截停調查
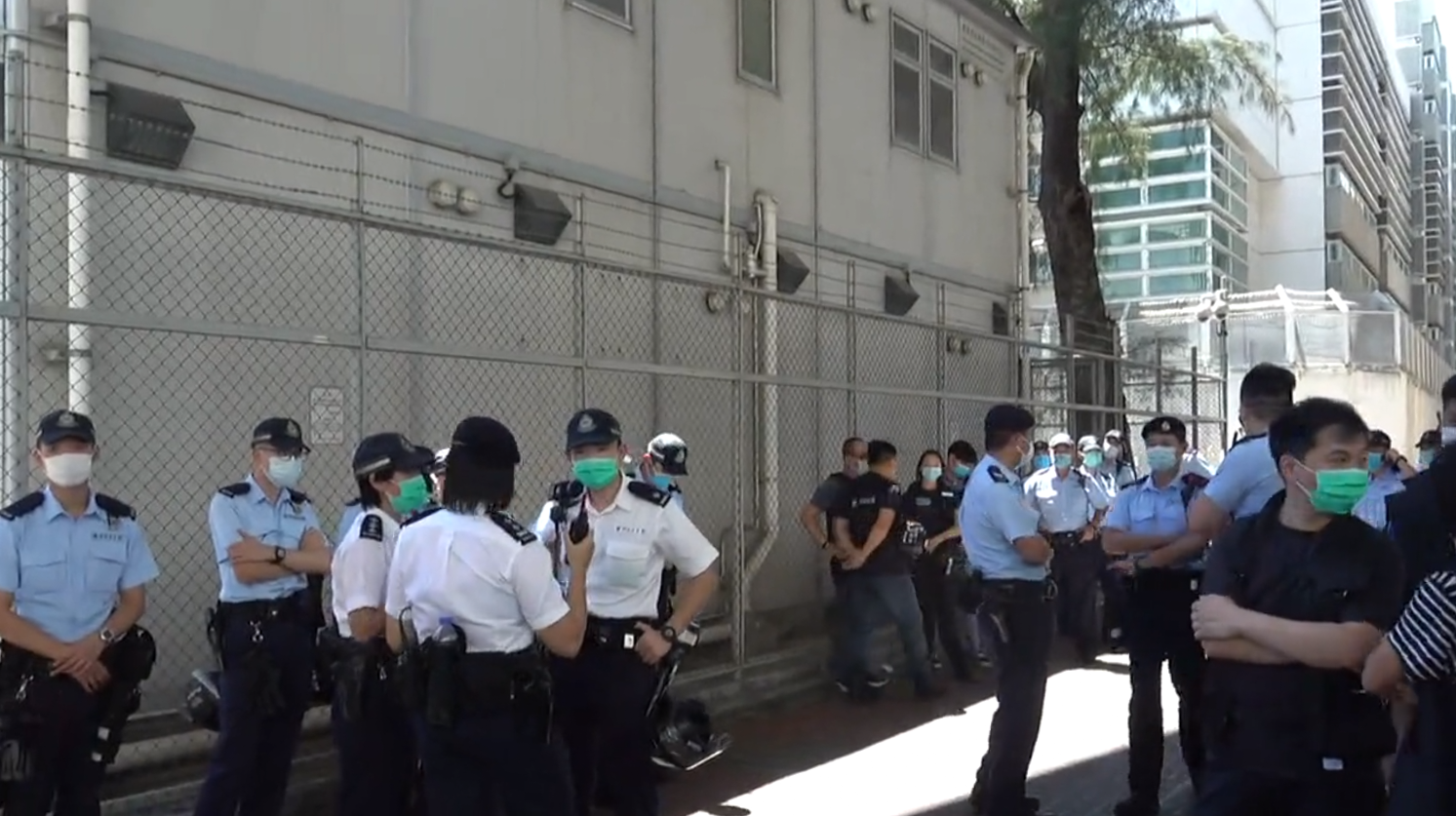
荔枝角收押所外，有大批警員戒備

### 金鐘和你Din
傍晚6時30分，約10人響應號召到太古廣場中庭位置參與活動，期間不停高呼反修例運動口號，並舉起港英旗。其後在商場內游走，氣氛平靜，示威者其後散去。

### 警方起訴
警方發表聲明，經港島總區公眾活動調查組人員調查後，已向法庭申請發出傳票。宣佈起訴支聯會主席李卓人、副主席何俊仁、秘書蔡耀昌，以及壹傳媒集團創辦人黎智英，指他們將被控於6月4日「煽惑他人參與未經批准集結」，案件暫定6月23日在東區裁判法院提堂。

## 12日

### 2區和你Lunch

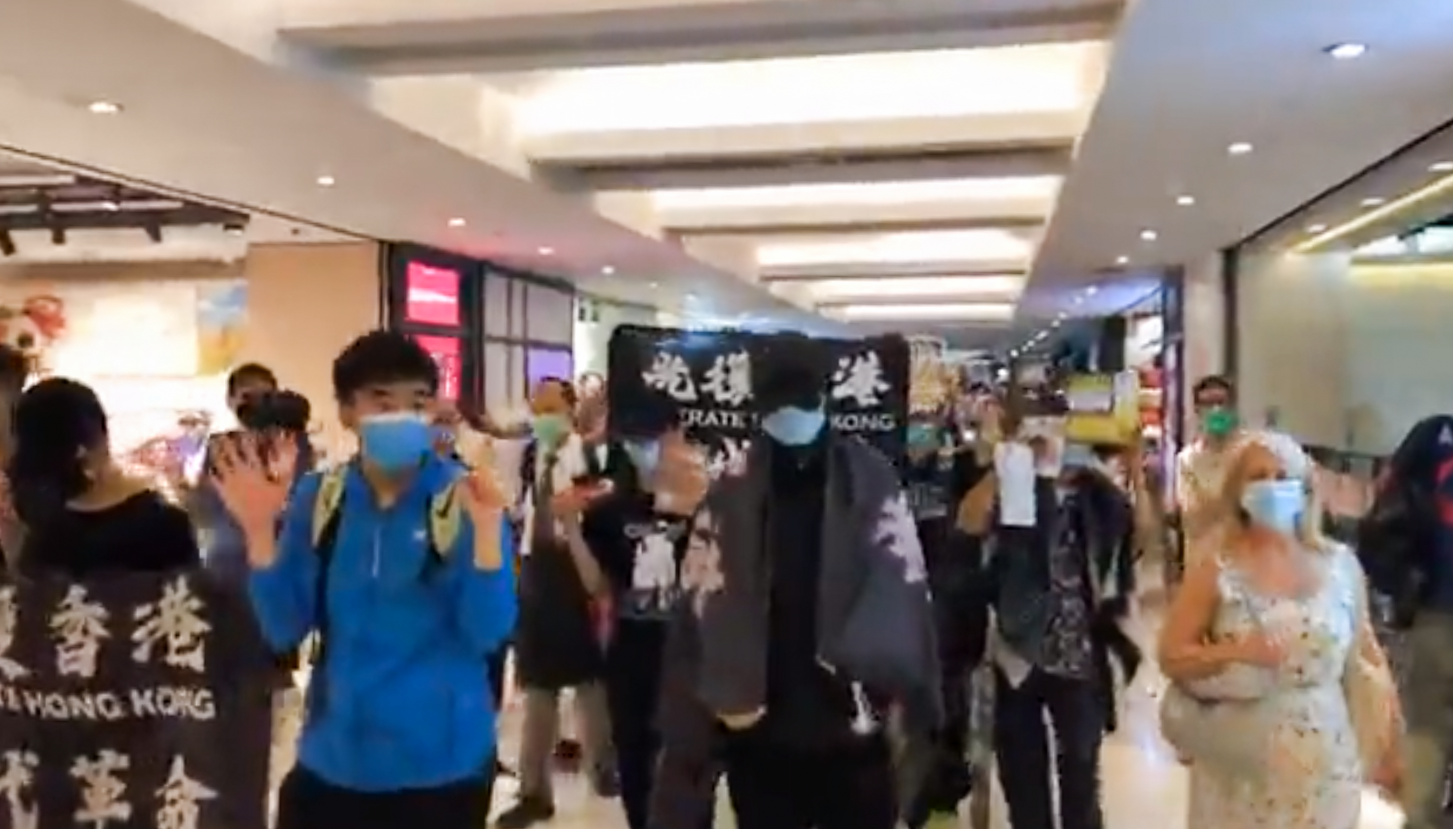
參與金鐘「和你LUNCH」人士在金鐘廊遊行

6月12日金鐘衝突一週年，網民在Telegram群組發起2區「和你LUNCH」活動，同時反對港版國安法立法，以及反對國歌法。下午1時，九龍灣MegaBox5樓中庭有20多人集合，高叫反修例口號，舉起「光復香港，時化革命」等旗幟，並高唱《願榮光歸香港》。而金鐘太古廣場有數十人參與，之後在商場內和金鐘廊一帶遊行，人群和平散去。

### 香島中學築人鏈「反對學校政治打壓」

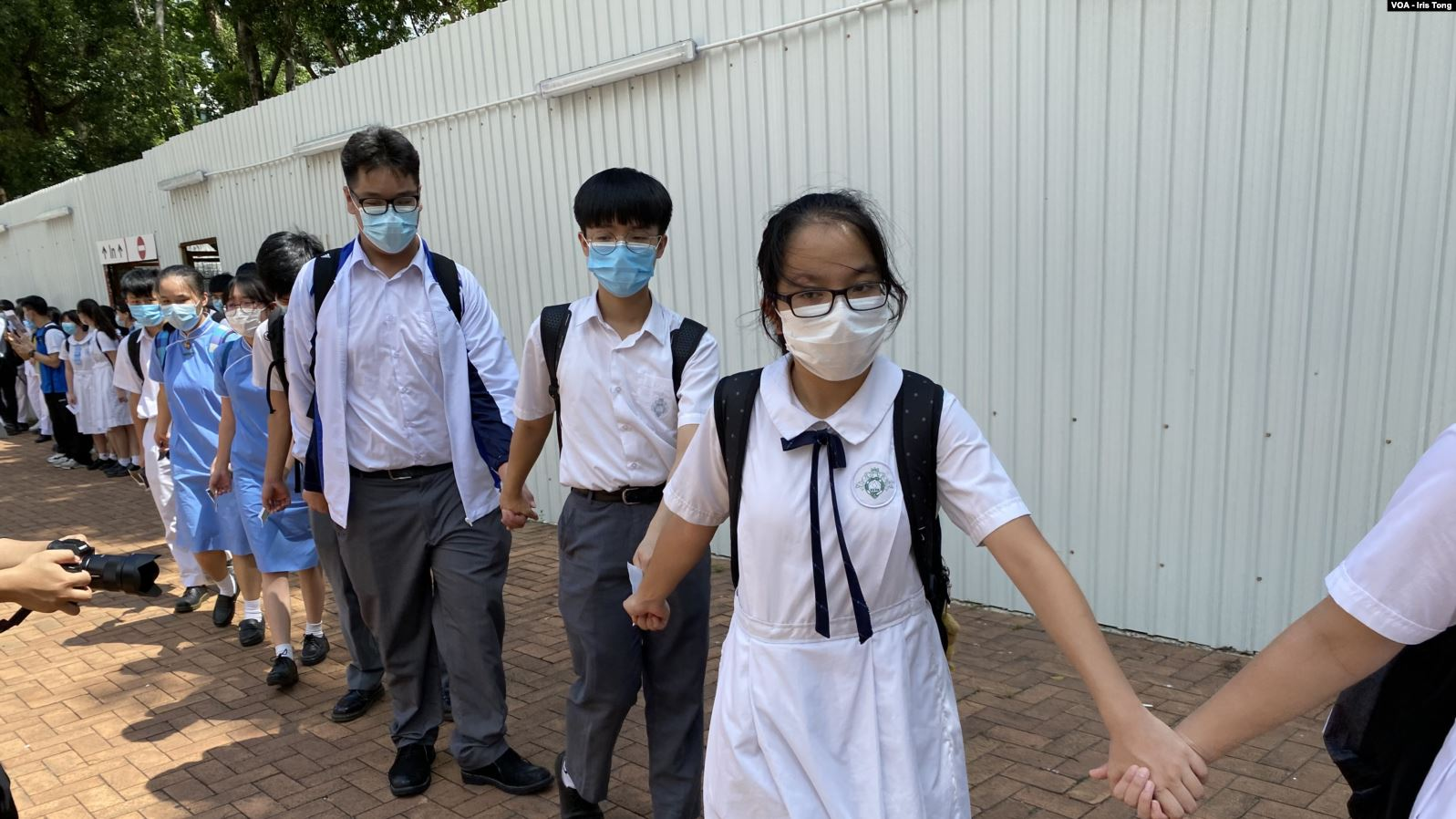
過百名學生在香島中學外組成人鏈，聲援一名教師懷疑在音樂考試時因未有阻止學生於音樂考試中演奏《願榮光歸香港》，而不獲校方續約

下午，聖母玫瑰本土關注組、香島中學本土關注組及九龍塘中學本土關注組發起人鏈活動，過百名學生在香島中學外組成人鏈，聲援一名教師懷疑在音樂考試時因未有阻止學生於音樂考試中演奏《願榮光歸香港》，而不獲校方續約。部分人手持標語，高叫口號。當學生接近又一城門外時，突然30名警員到場，指在場人士違反限聚令，要求立刻離開，在場學生立刻四散。

### 民主派在立法會會議舉起標語被趕走

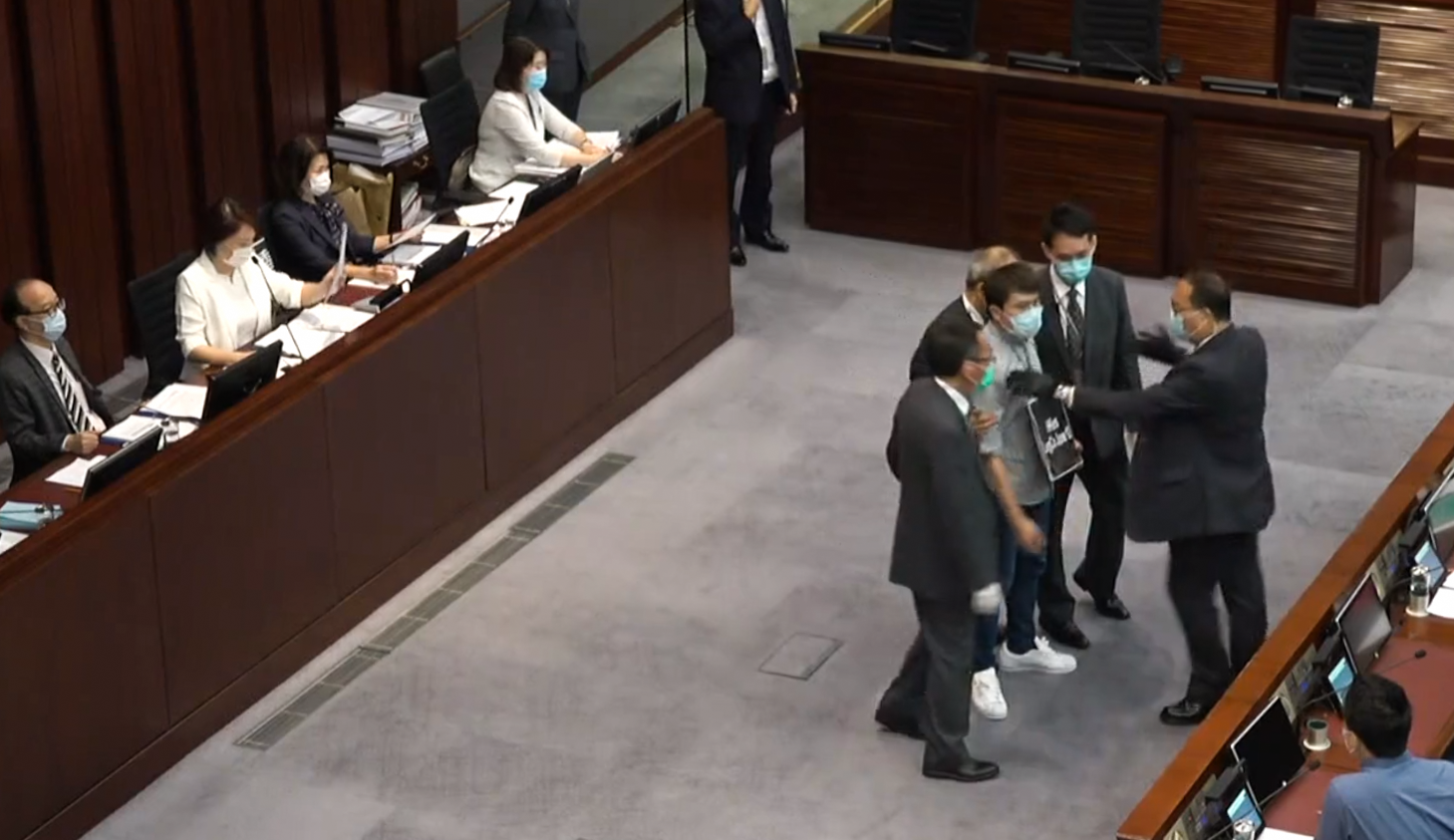
民主黨立法會議員鄺俊宇並走到主席台前高叫口號抗議，並舉起「香港人，毋忘 612」標語，最後被保安趕走

下午，立法會內務委員會開會，公民黨楊岳橋、民主黨鄺俊宇、許智峯及人民力量陳志全在會議室內舉起「香港人，毋忘 612」標語，並走到主席台前高叫口號抗議。在主席台上的李慧琼指他們「阻礙會議進行」、「行為極不檢點」，並下令保安趕走9名舉牌和叫囂的民主派議員。

### 6.12一周年集會
民間集會團隊發言人劉頴匡曾表示，6月12日當日會連同各區區議員、教牧和工會在添馬公園舉行集會，紀念抗爭一周年。不過警方以限聚令為由，已預告不會就集會發出不反對通知書，他批評警方「借疫打壓」，只能將612周年集會延期至6月19日晚上7時於添馬公園舉辦，他說：「政府邊一日撤銷限聚令，將會喺邊一日舉行集會。」團隊改為在各區舉辦「全民抗爭周年展」，把2019年6月9日至今的活動製作成圖集，用易拉架形式進行展覽，並在當晚8時和全港市民合唱《願榮光歸香港》。而觀塘區議員李嘉達在記者會會上呼籲市民，612當天身穿黑衣外出，以表達港人的堅持抗爭的意志。另一方面，民集原定邀請基督教儲聖會姜嘉偉牧師於愛丁堡廣場舉辦宗教集會，獻唱聖詩。但團隊在獲知警察表明將重兵佈防中環一帶戒備的訊息後，民集聯同姜牧師宣佈「取消中環區的所有活動，香港人將散落全港各區紀念612，恥與警察為伍」。
有12區的區議員響應參加展覽，包括藍田、旺角、西環、銅鑼灣、屯門、沙田、大埔及將軍澳。而警方在下午於各區戒備，並進行隨機截停搜查。晚上，警方在銅鑼灣和旺角等地多次驅散人群，拘捕最少35人，包括24男11女，涉嫌傷人、參與非法集結、參與未經批准集結、公眾地方行為不檢及藏有攻擊性武器等。其中立法會議員許智峯、區議員彭卓棋及李予信均在銅鑼灣被捕。

### 警員在銅鑼灣暴力壓頭跪頸拘捕少女
晚上8時許，防暴警員突然從東角道和駱克道包抄在場的市民，不少途人和擺街站人士被迫進入金百利商場。中學生行動籌備平台一名女成員當時正在收拾街站，準備和平離開時，被防暴警員以壓頭跪頸形式暴力拘捕。根據傳媒片段，被捕女成員並無掙扎。該處一名女中學生及大學男生也被無理拘捕。拘捕期間有警員向外籍記者大喊「Black Lives Matter」，反問「香港中學生嘅Lives係咪就唔Matter」。中學生行動籌備平台發言人兼香港眾志副主席鄭家朗批評警方是假慈悲，強烈譴責警方肆意濫捕年輕人。

### 觀塘斬人事件
6.12一周年當晚，有觀塘區議員在港鐵觀塘站附近空地設置街站，晚上民建聯前社區幹事鄺星宇行過挑釁，高叫「曱甴」及「警察加油」，引起市民不滿，上前與鄺星宇理論，雙方發生爭執，鄺星宇突亮出生果刀指嚇，被在場市民阻止，過程中一名男子右手虎口遭割傷送院。警方其後趕至將他制服，同時在其身上檢獲兩粒半「偉哥」，他涉嫌傷人、襲擊致造成實際身體傷害及管有第一部毒藥被捕。
2020年6月20日於觀塘裁判法院提堂，27歲被告鄺星宇被警方落案控以1項傷人罪、1項襲擊致造成實際身體傷害罪、以及1項管有第一部毒藥罪。控罪指，報稱地產經紀、27歲的被告鄺星宇於今年6月12日，在觀塘同仁街臨時公共小巴總站襲擊馮文傑，以及非法和惡意傷害馬富善。另被告被控於同日在觀塘警署接見室3號，管有毒藥表第一部所列的毒藥。
辯方透露被告罹患嚴重抑鬱病，有自殺和自殘傾向，亦曾向父母表示有輕生念頭。而被告於案發前，曾到過精神科中心。
被告暫時毋須答辯，控方指被告過往曾接受精神科治療，現有自毀傾向，並反對讓他擔保。裁判官遂把被告還押小欖精神病治療中心至6月29日，以待索取被告的精神科醫生報告。

### 港澳办及中联办批评罷課行動
针对有组织計劃舉行「公投」蒐集中學生對「港區國安法」的立場及罷課意向，国务院港澳办及香港中联办发文批评。港澳辦的文章稱，指出中學生罷課行動，是企圖把學生當作阻止港區國安法立法的「砲彈」和「工具」，用心歹毒卑劣，並點名批評香港眾志秘書長黃之鋒及副主席鄭家朗，「罪行錄上再添下重重的一筆」。中聯辦的文章則稱，中央支持香港特區政府行使教育管治權，建立健全與「一國兩制」相適應的教育體系。对此，香港眾志负责人表示“學生有獨立思考，罷工罷課也是港人合法權益，會繼續推動反對國安法的罷工罷課公投”。香港眾志秘書長黃之鋒及副主席鄭家朗其後回應表示不會屈服，會繼續推動罷工罷課公投。

### 理大校方下令移除抗爭者雕像 被保安員毀壞
2020年6月13日，香港理工大學學生報編委會指，於6月12日在學生會大樓內存放，由學生製造的抗爭者雕像，被校方要求移走。而保安員將雕像搬到儲物室期間被毀壞。學生會會長吳智浩對校方破壞雕像感到憤怒，決定追究事件，表示校方以往都會默許，但現在卻多番阻撓。而理大學生會在Facebook專頁發文，表示嚴厲譴責校方粗暴破壞展品，要求出賠償、公開移除原因並作出道歉，不排除透過司法程序向校方索償。理大回覆媒體時表示，任何人士或團體使用校園空間或設施均須獲校方同意，校方有權移走未經同意而擺放的物品，並指雕像表達的訊息會引起不安情緒。
而理大校方亦被發現，用黑紙遮蓋校內民主牆上所有「獨立」字眼，理大發言人指校方反對「港獨」，要求學生遵守《基本法》，不要在校內張貼「香港獨立」標語。

### 警方追加起訴
繼李卓人，何俊仁，蔡耀昌，及黎智英後，警方就維園六四集會案件追加起訴9人，分別是支聯會副主席鄒幸彤及常委尹兆堅、張文光、麥海華、梁錦威，梁耀忠，身兼工黨執委的趙恩來，工黨郭永健，社會民主連線的陳皓桓等人。全部被控「煽惑他人參與非法集結」罪。

## 15日

### 梁凌杰先生逝世一週年 人龍排到中環纜車站附近

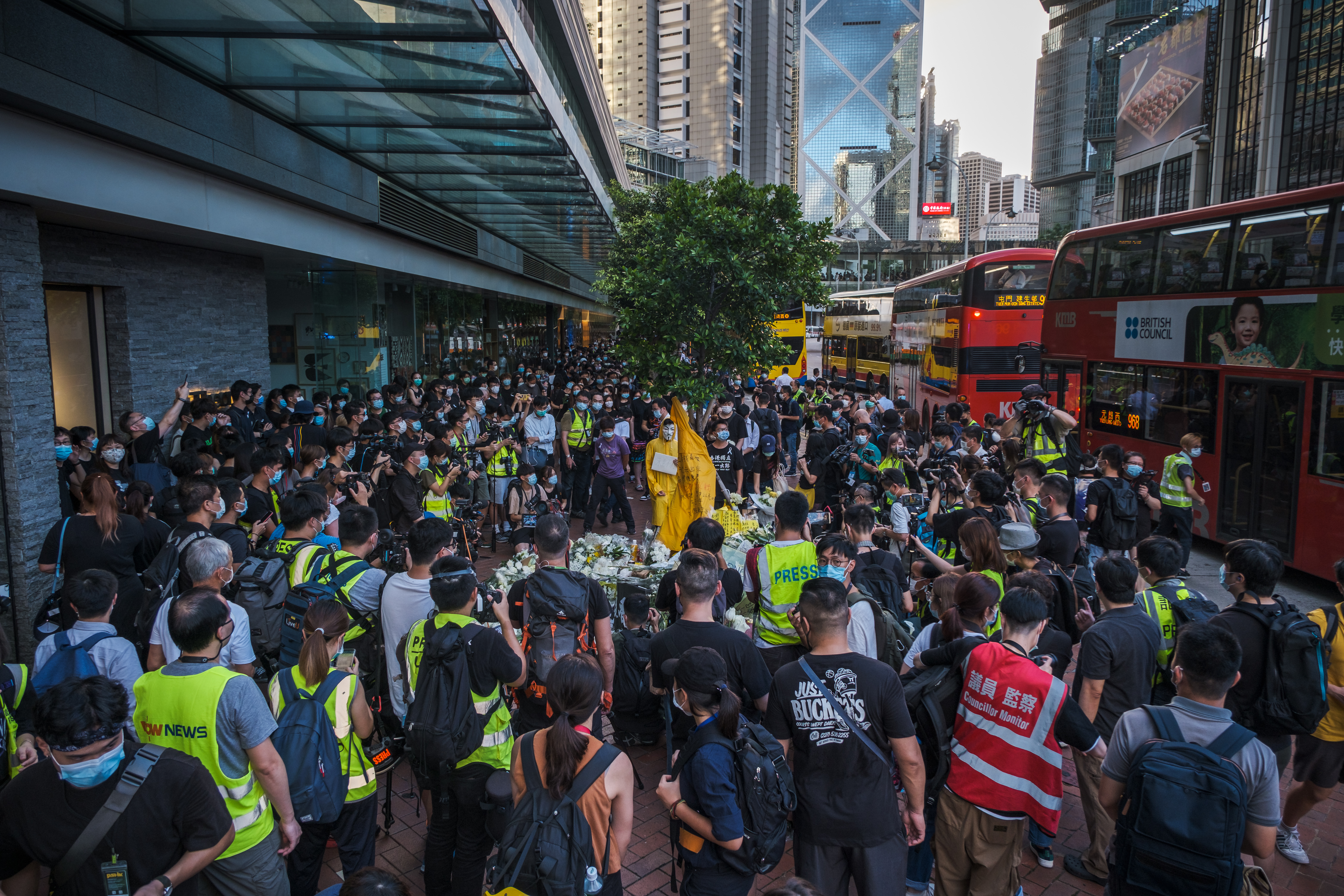
下午5時起，市民在金鐘太古廣場外獻花悼念

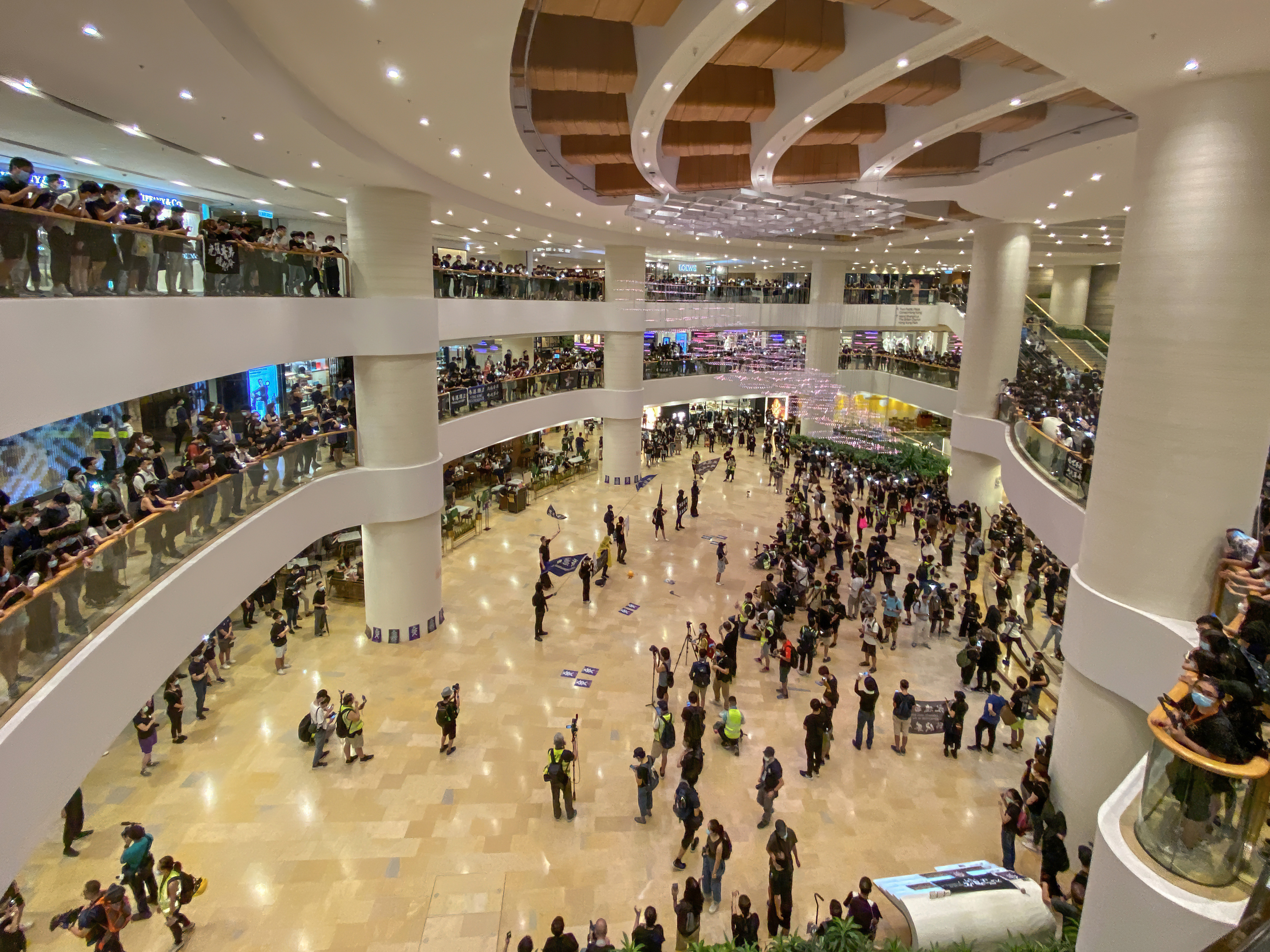
太古廣場內至少有200人聚集

2019年6月15日，反修例示威者梁凌杰身穿黃雨衣，在金鐘太古廣場平台掛橫額示威，結果不幸墜地身亡。今日為梁凌杰逝世一周年，有巿民舉辦悼念會，下午5時起在太古廣場外獻花悼念，並呼籲出席人士穿黑衣及戴白絲帶，民陣秘書署成員到場悼念。
在下午5時許，數十名防暴警察一度到場，並截查市民和進行拍攝。警員指示不要停留，並呼籲在場人士散去，曾與在場市民口角。到傍晚，前來悼念的排隊人龍越來越多，一直由高等法院排到長江中心，龍尾去到中環花園道山頂纜車站附近。有市民在草叢旁邊放置多個燈箱墓碑，展示「一國兩制已死」及悼念反修例事件期間逝世的市民。
而商場中庭內至少有200人聚集，有人揮動示威旗幟，高叫香港獨立相關口號和高舉手機燈光。警方先後兩次在官方facebook發出帖文，表示有人群在太古廣場集結和叫囂，可能觸犯未經批准集結及禁止的群組聚集，表示會因應情況採取適當行動，果斷執法。晚上11時17分，防暴警員警車，用揚聲器廣播警告聚集的人群離開，立法會議員許智峯與防暴警交涉後，防暴警返回警車。到10分鐘後，大批防暴警由太古廣場向高院推進，一邊拍盾一邊要求記者向前行。有市民在巴士站等候時大叫「等緊巴士」，卻被警員大聲呼喝「收聲啦！畀晒時間你哋唔走！喺到玩！」
網民亦在屯門站近屯門公園入口和元朗站地面發起悼念會，設壇供市民獻花致意。其中屯門有約200名黑衫市民出席。而區議員在銅鑼灣和天水圍舉行悼念會。

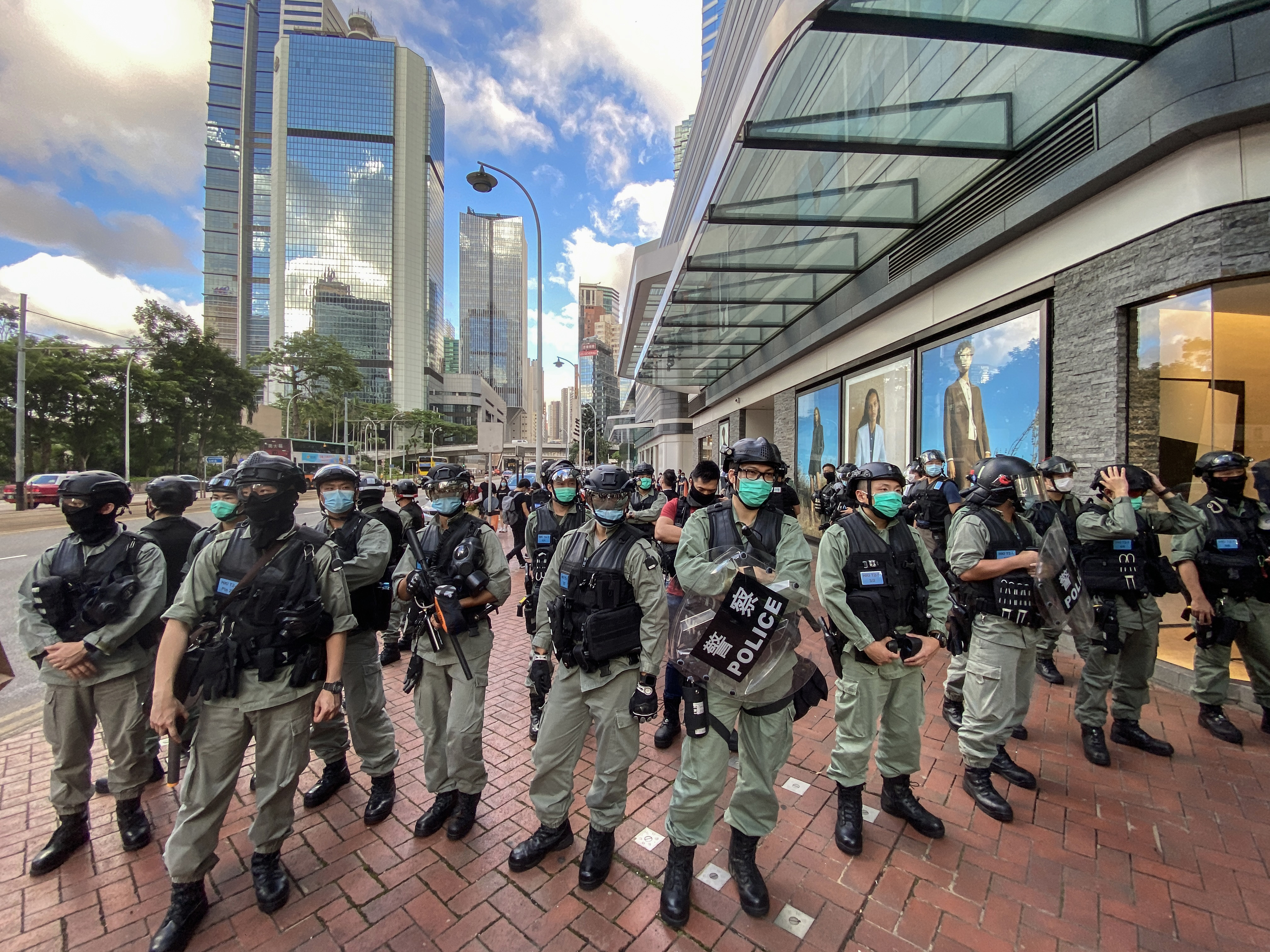
下午5時51分，大批防暴警察一字排開
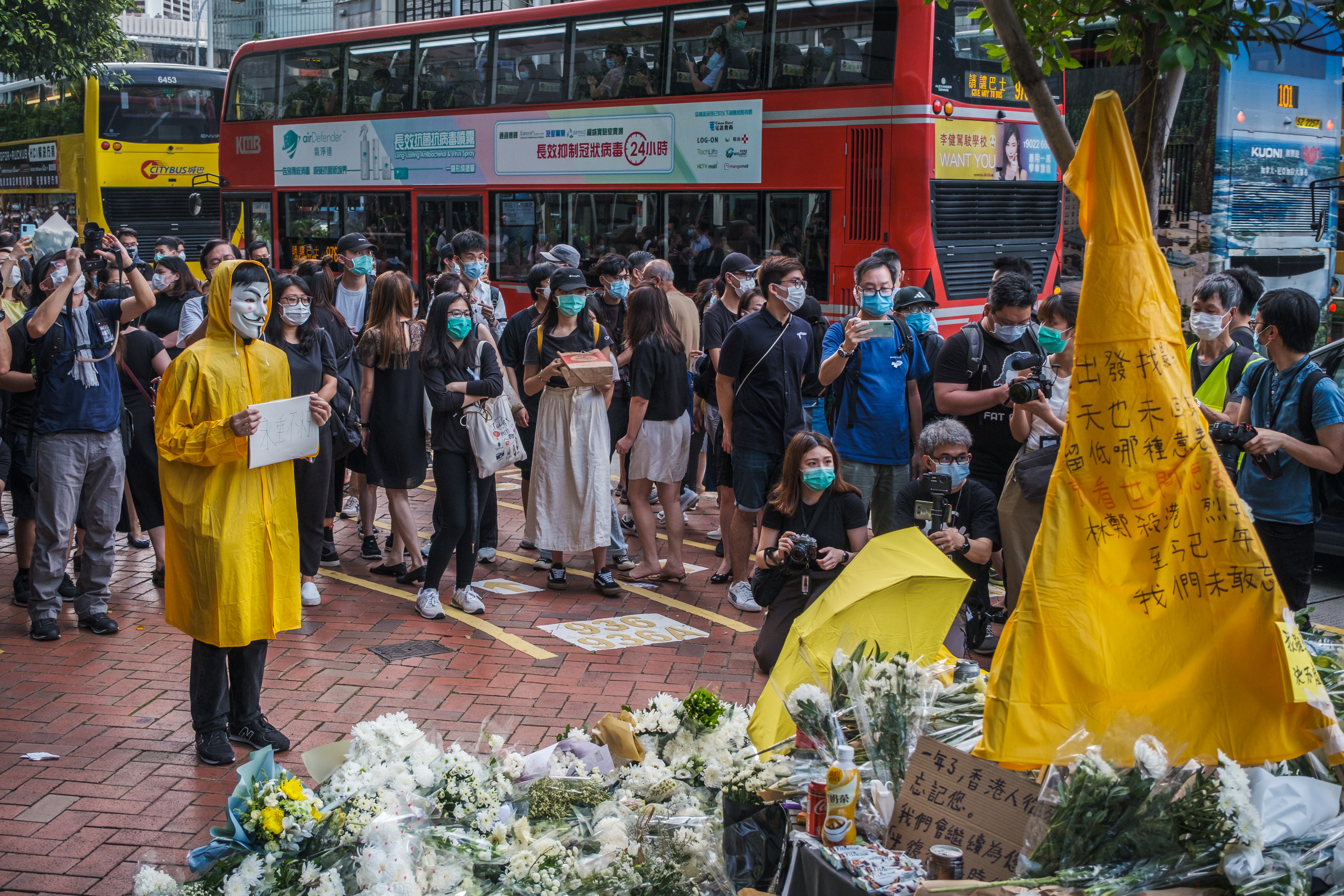
有參與人士穿上黃雨衣和戴上V煞面具
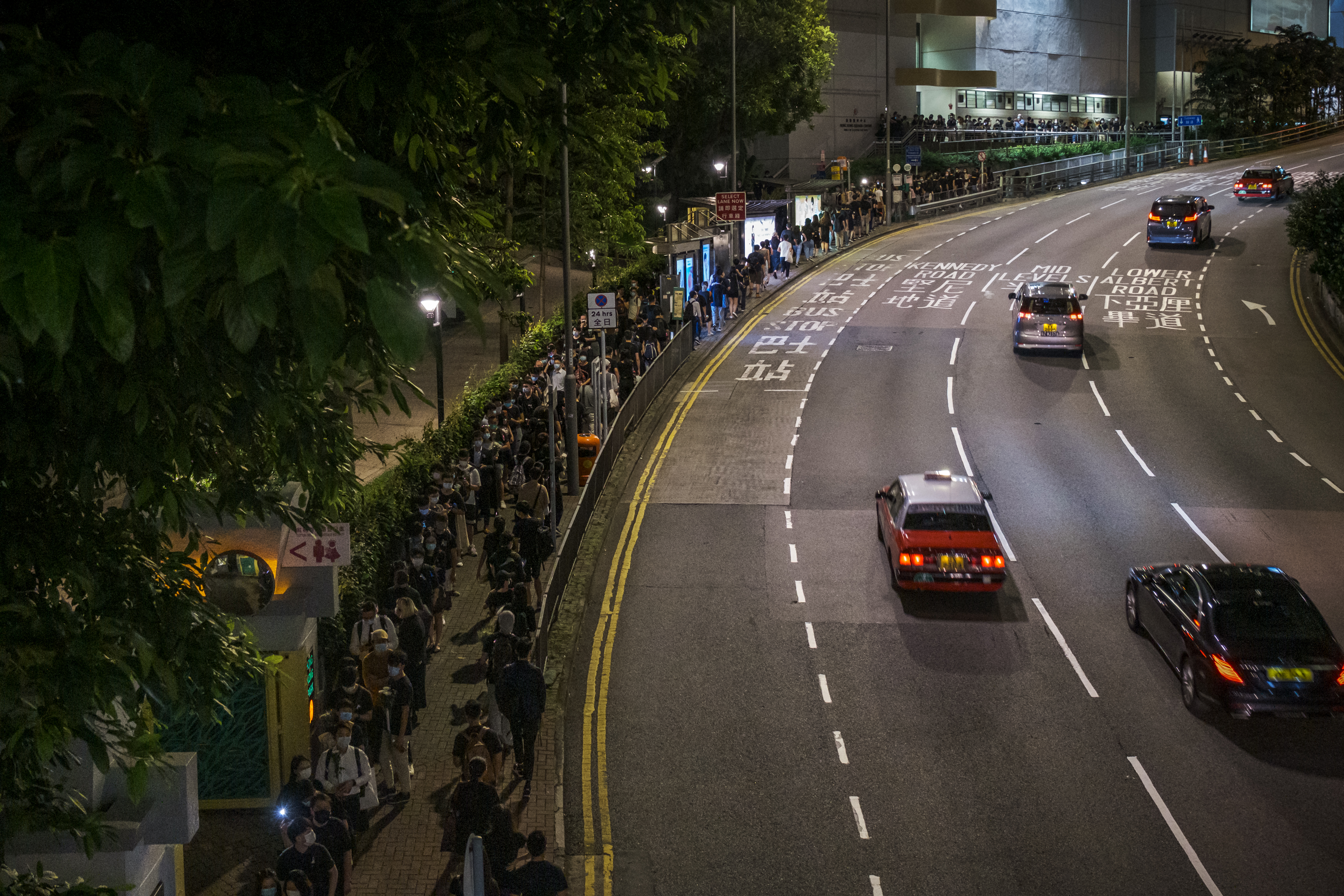
前來悼念的排隊人龍排到花園道
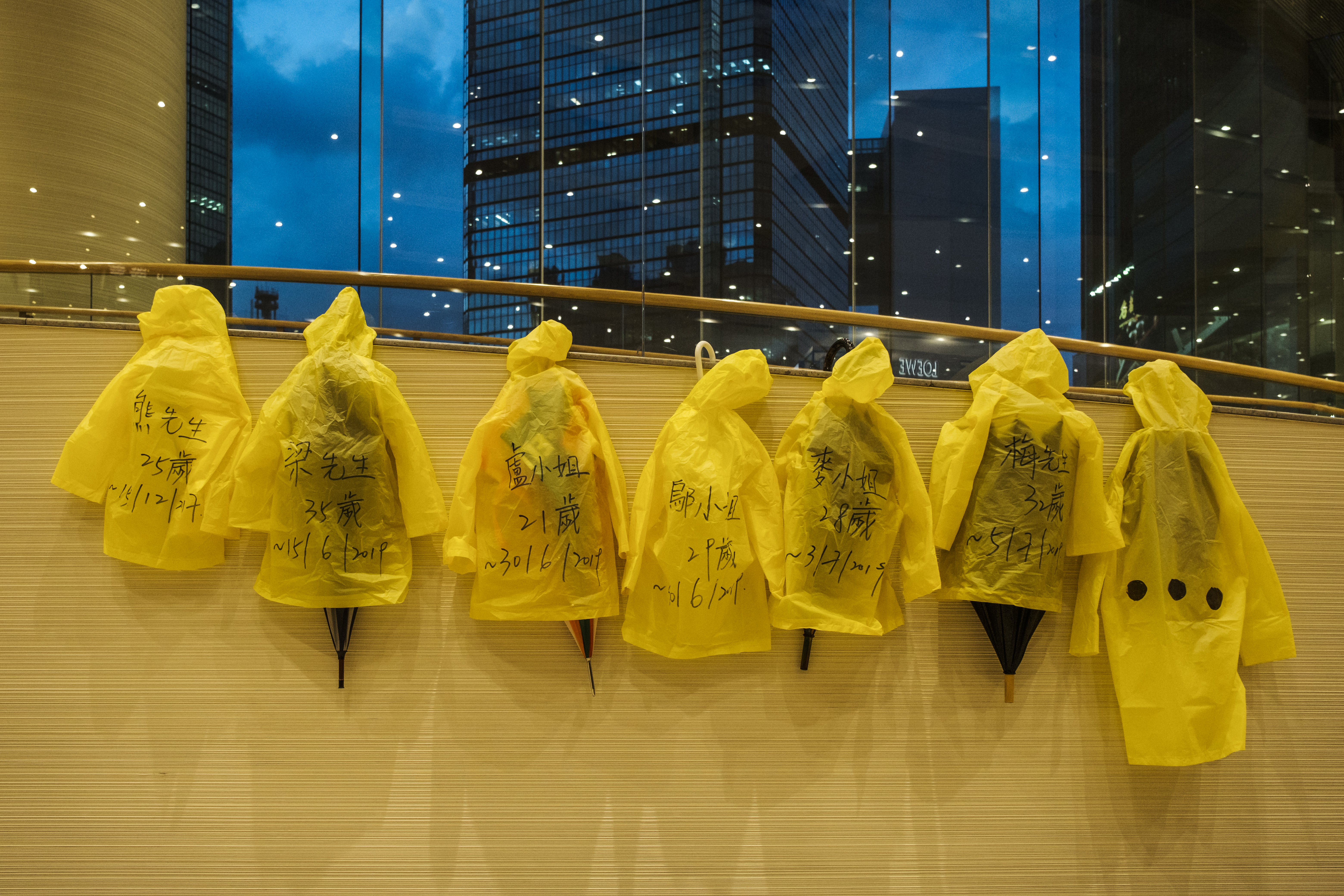
太古廣場內的黃雨衣寫上反修例運動去世的市民
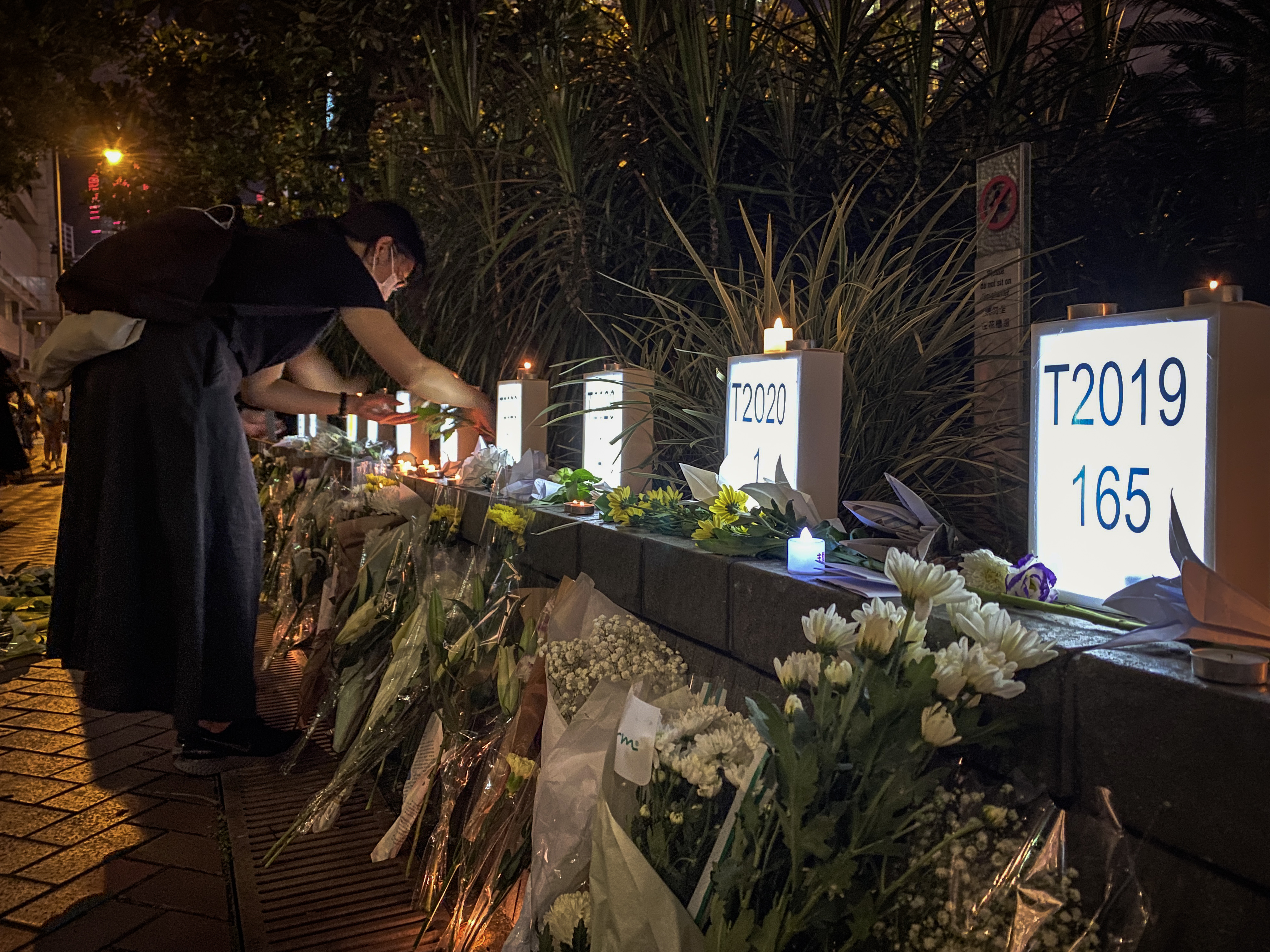
市民在太古廣場外的草叢擺放燈箱墓碑
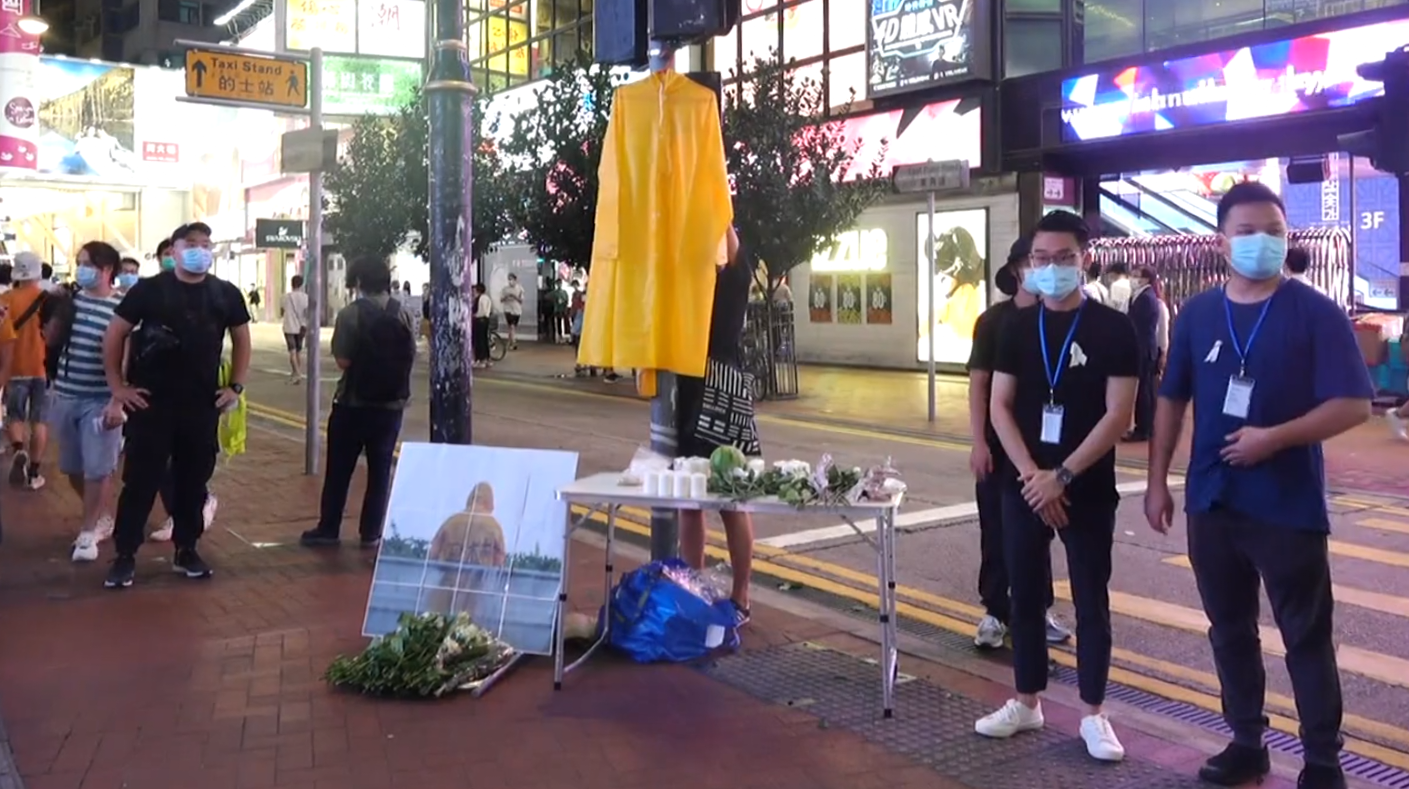
區議員在銅鑼灣設悼念街站
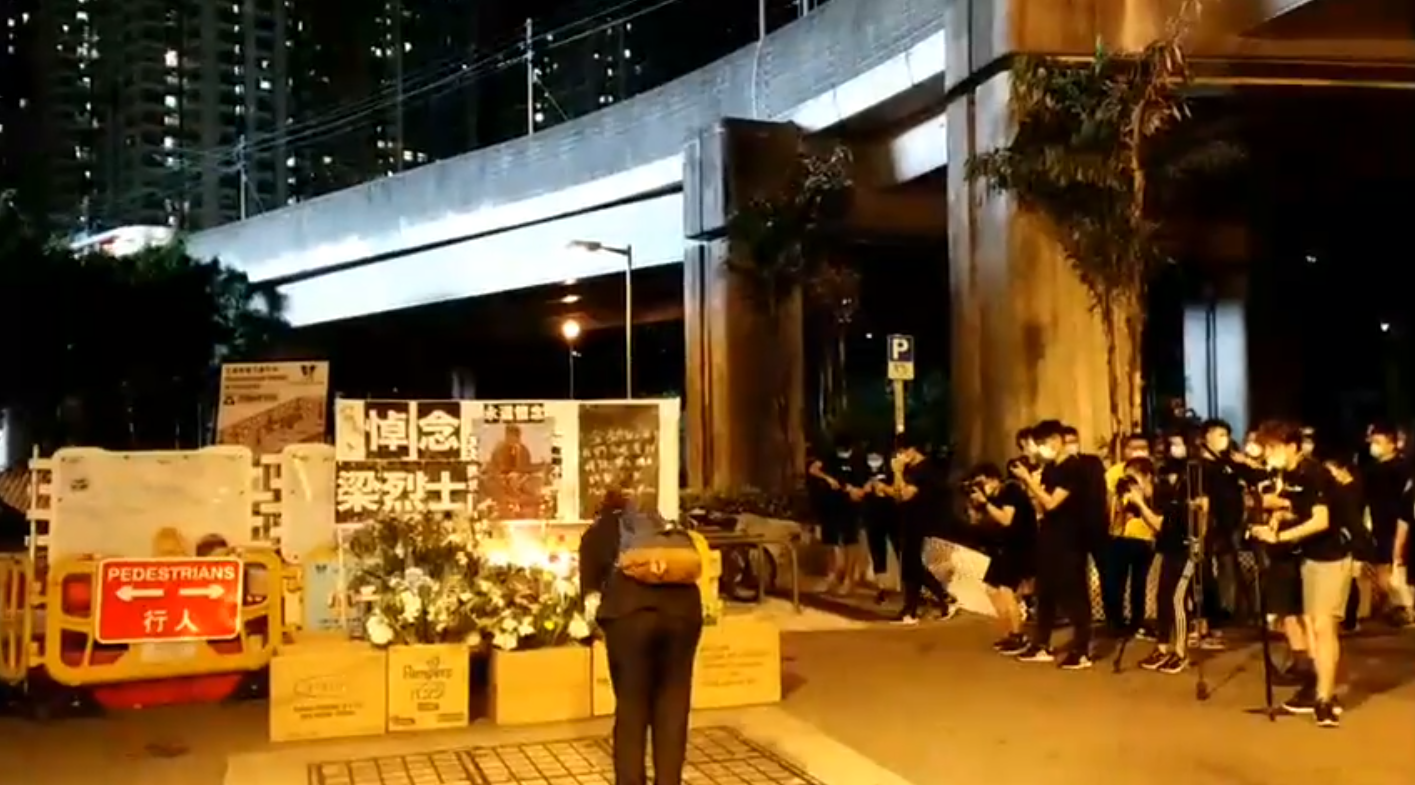
屯門站外悼念會
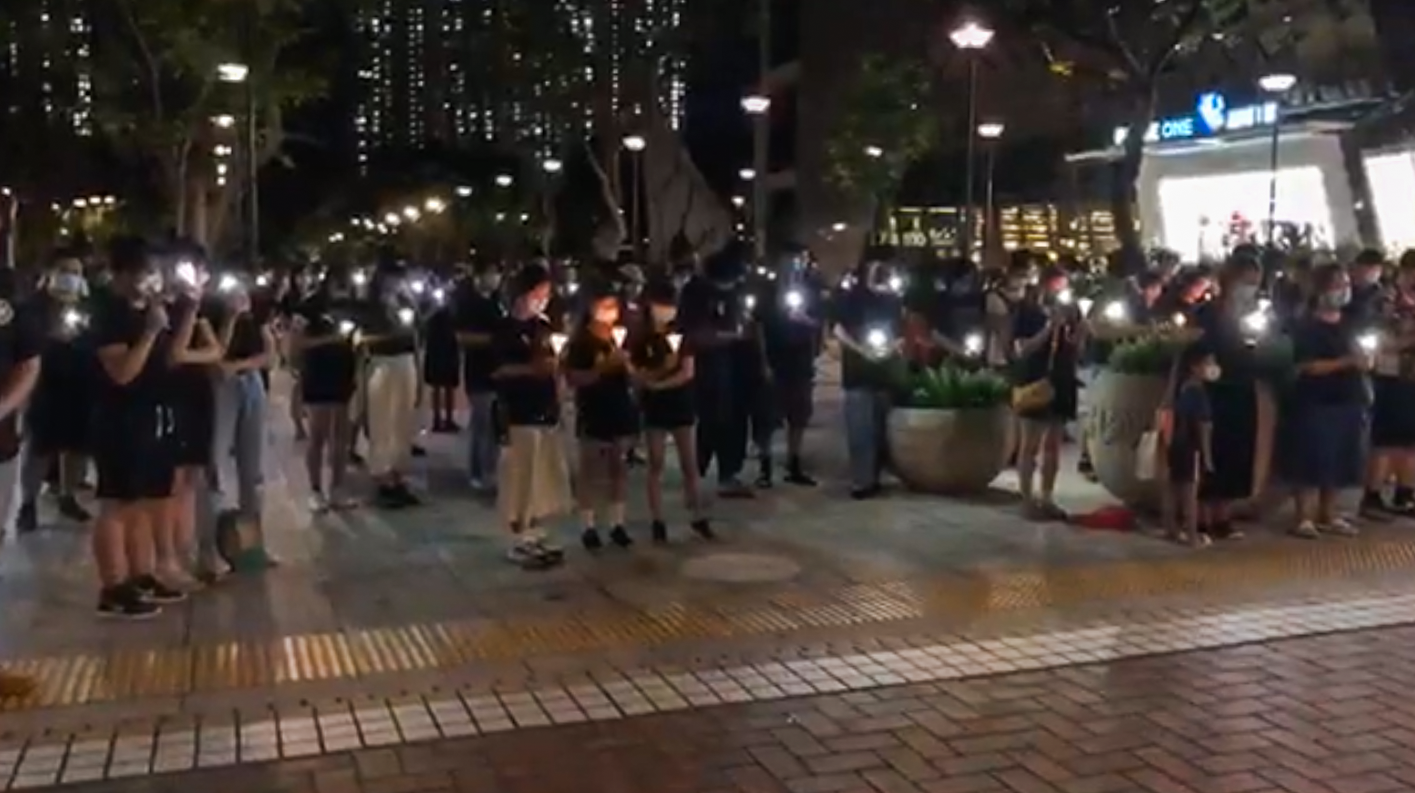
天水圍悼念會

### 全國港澳研究會讨论港區國安法
全國港澳研究會在深圳舉行《香港基本法》頒布30周年研討會，討論港區國安法。全國港澳研究會會長徐澤致辭時表示，近年香港接連發生「種種亂象」，嚴重違背「一國兩制」和《基本法》的初心，嚴重動搖香港繁榮穩定的根基，也嚴重威脅國家主權、安全和發展利益，暴露出香港維護國家安全的巨大漏洞。他又说，全國人大審議通過有關維護國安的決定，是“貫徹落實去年四中全會決定，推進國家治理體系和治理能力現代化的必然要求，是中央履行《憲法》和《基本法》賦予的憲制責任，是有效防控香港在國安面臨突出風險的當務之舉”。國務院港澳辦副主任鄧中華表示港區國安法符合“‘一國兩制’初心”。而香港中聯辦副主任陳冬指出，中央出手填補香港國家安全的「短板」，對《基本法》和一國兩制非常有意義。

### 中環和你Lunch
中午，近百人在置地廣場中庭位置參與「和你lunch」活動。市民展示標語，高叫口號及唱《願榮光歸香港》。人群在下午近2時陸續散去。

## 16日

### 監警會公開會議

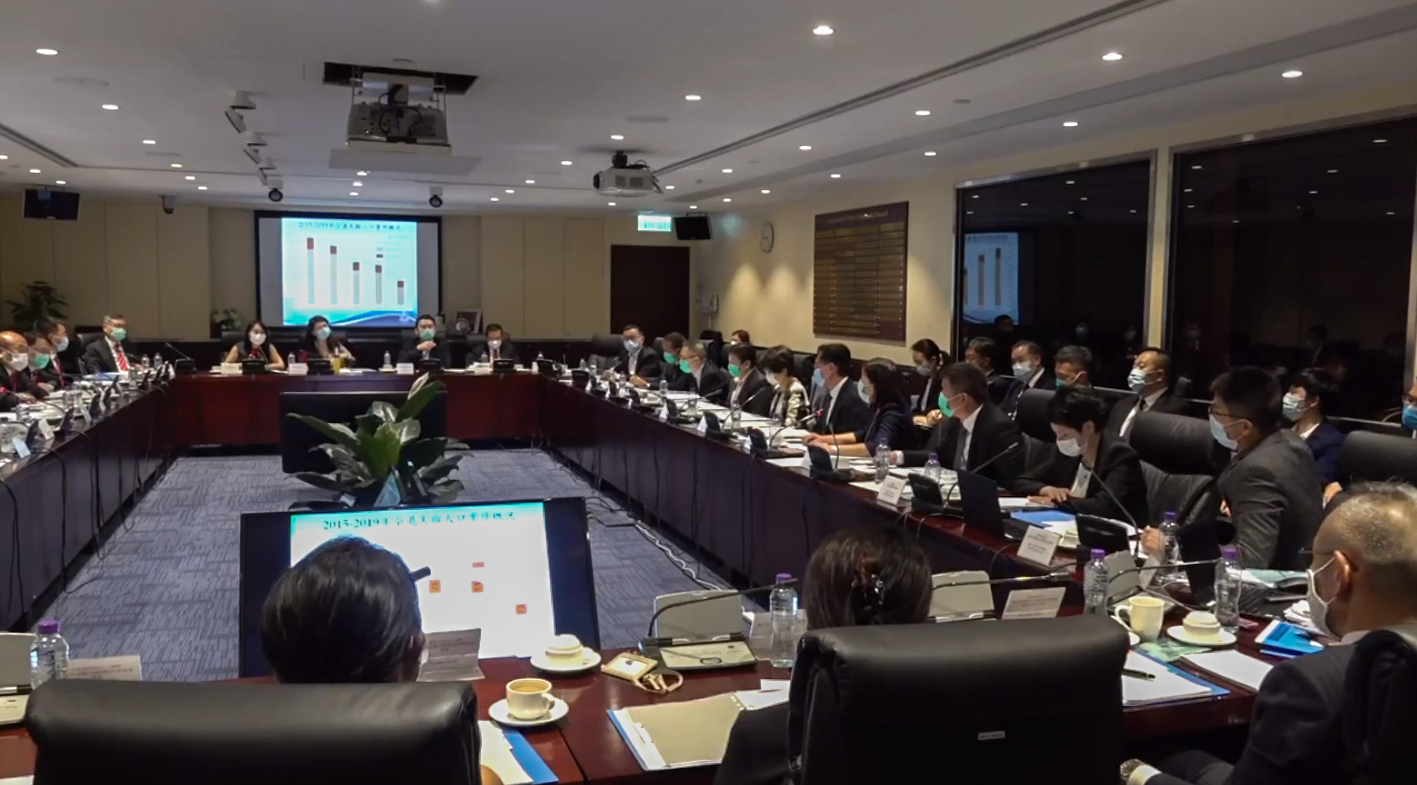
監警會與警方舉行公開會議

監警會與警方舉行公開會議，警方表示涉及反修例相關的投訴達1844宗，當中1243屬須知會投訴，242宗已向監警會提交報告。而監警會指601宗匯報投訴中，只有兩宗關於警方行為不當的投訴屬實，已經向涉事警員訓諭。而警務處刑事總部署理警司許綺惠表示，2019共有8,885宗死亡個案，包括24宗兇殺案，以及自殺及屍體發現案。警方的處理並不包括醫院內和不涉及刑事的死亡個案。而2018年有10%（161宗）由死因庭要求召開死因研訊。

### 6.16一週年集會

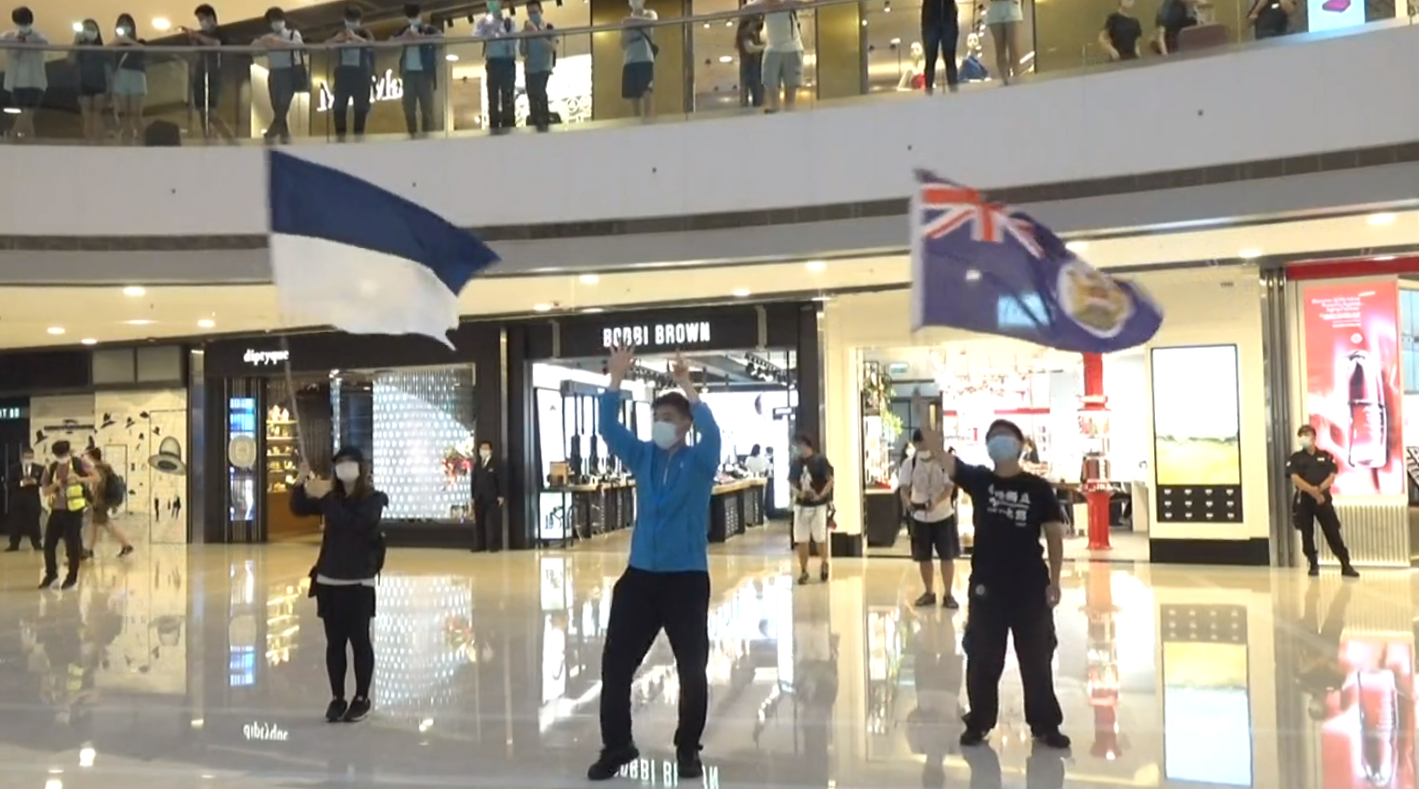
傍晚，數十人到中環國際金融中心商場中庭舉行「和你唱」活動，有人揮動代表香港的藍白新旗幟

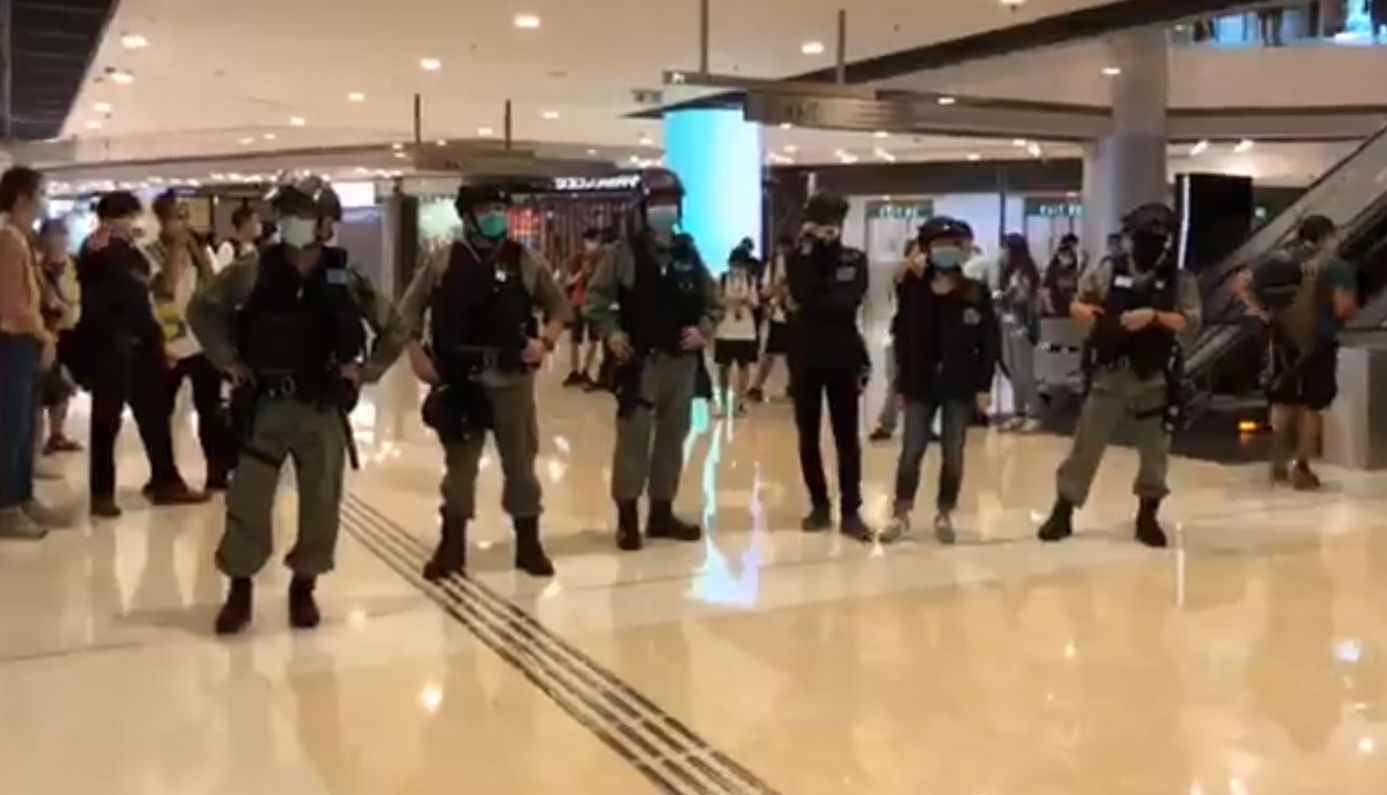
防暴警員一度衝入國際金融中心商場

網民原計劃在下午發起在銅鑼灣維多利亞公園集合，進行「一周年遊行」。警方嚴陣以待，派出大批防暴警察，銳武裝甲車及水炮車在香港中央圖書館外戒備。而多名青年在維園及時代廣場一帶遭警察截查，其後有數十人於銅鑼灣希慎廣場內聚集叫口號。到傍晚，數十人到中環國際金融中心商場中庭舉行「和你唱」活動，有人揮動代表香港的藍白新旗幟，並唱《願榮光歸香港》。及後有人稱附近有防暴警和便衣警員出沒，部分人散去。到晚上9時許，有市民發現有便衣警員後一度起哄，該名男子其後由多名保安護送下離開。而商場外面有大批防暴警員戒備，並一度衝入商場，截查數名拍攝警方的男子。

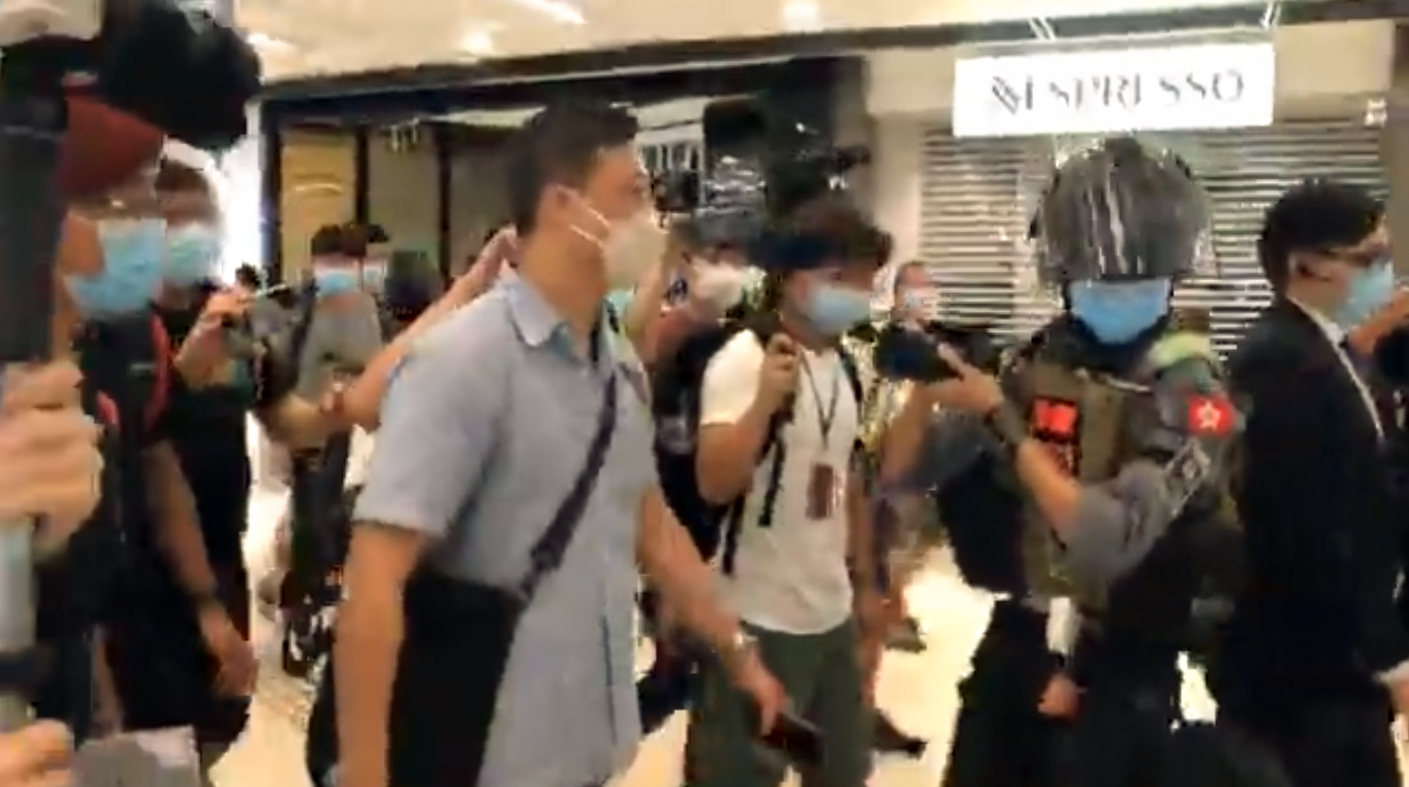
晚上9時許，有市民發現有便衣警員後一度起哄
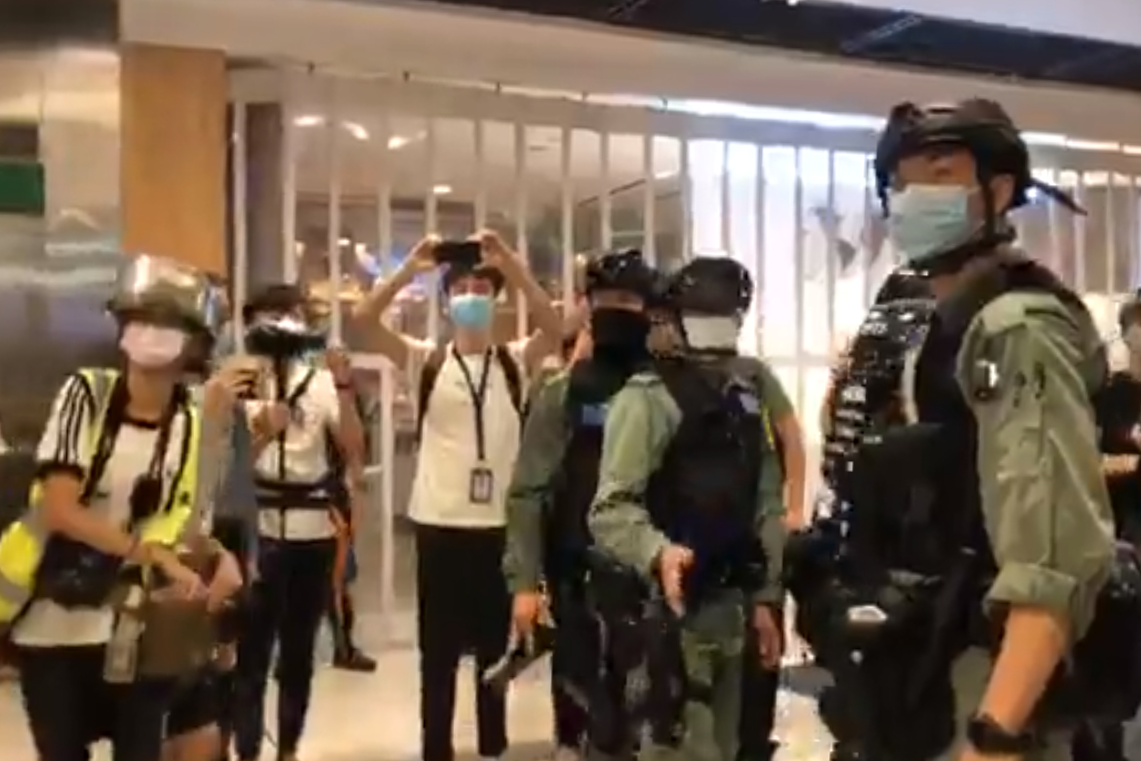
防暴警員衝入商場
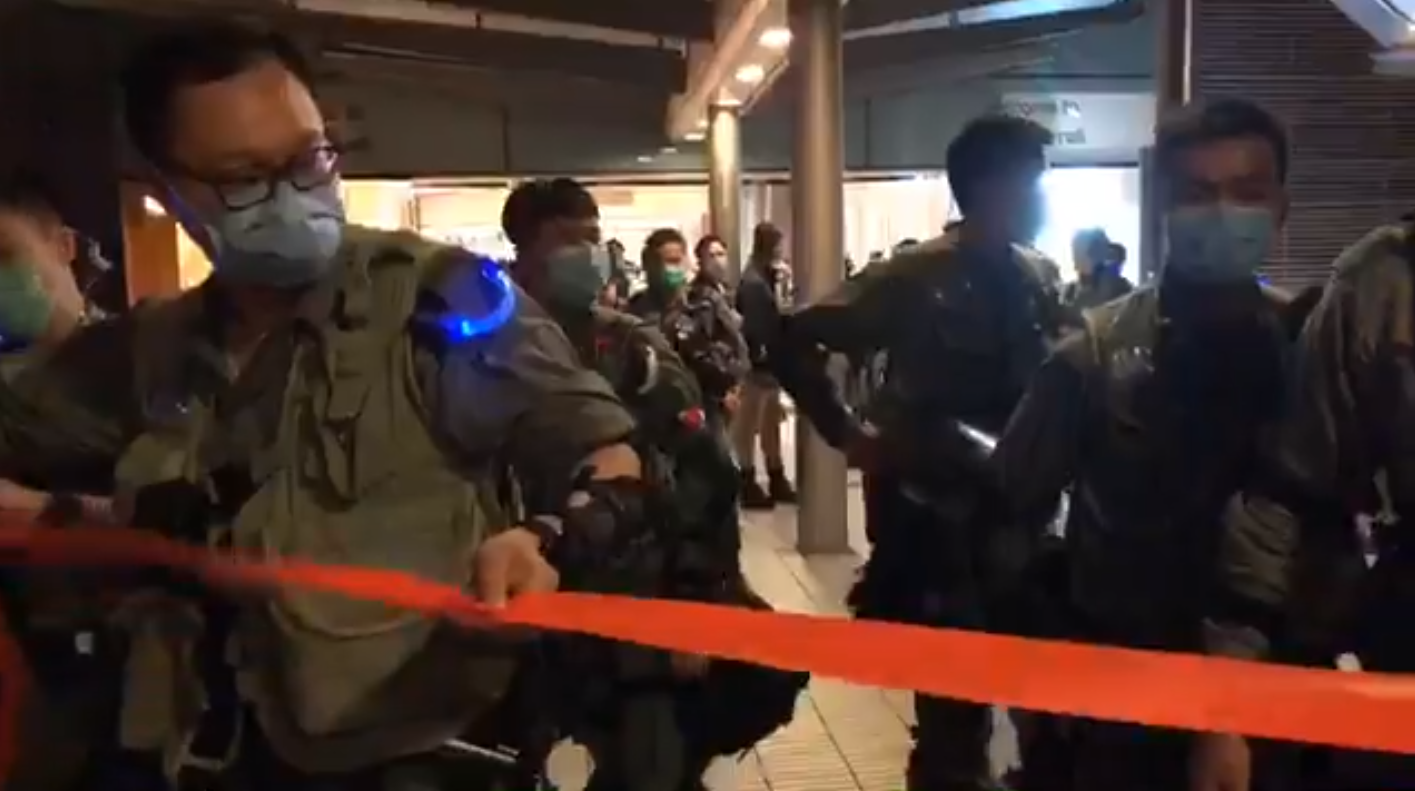
防暴警員一度設封鎖線，無法讓記者進入商場
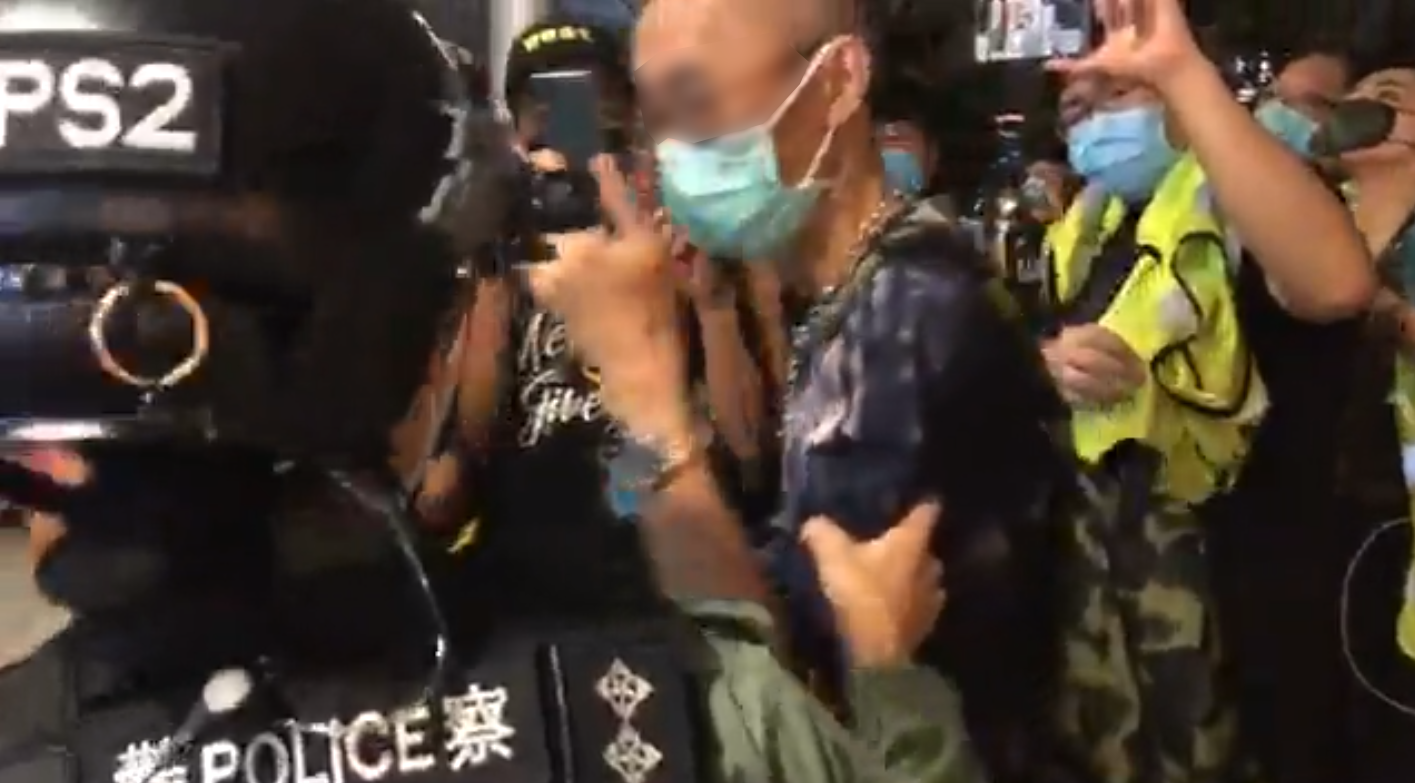
一名女防暴警認為用手機拍攝的男子並非記者，強行將他帶走截查
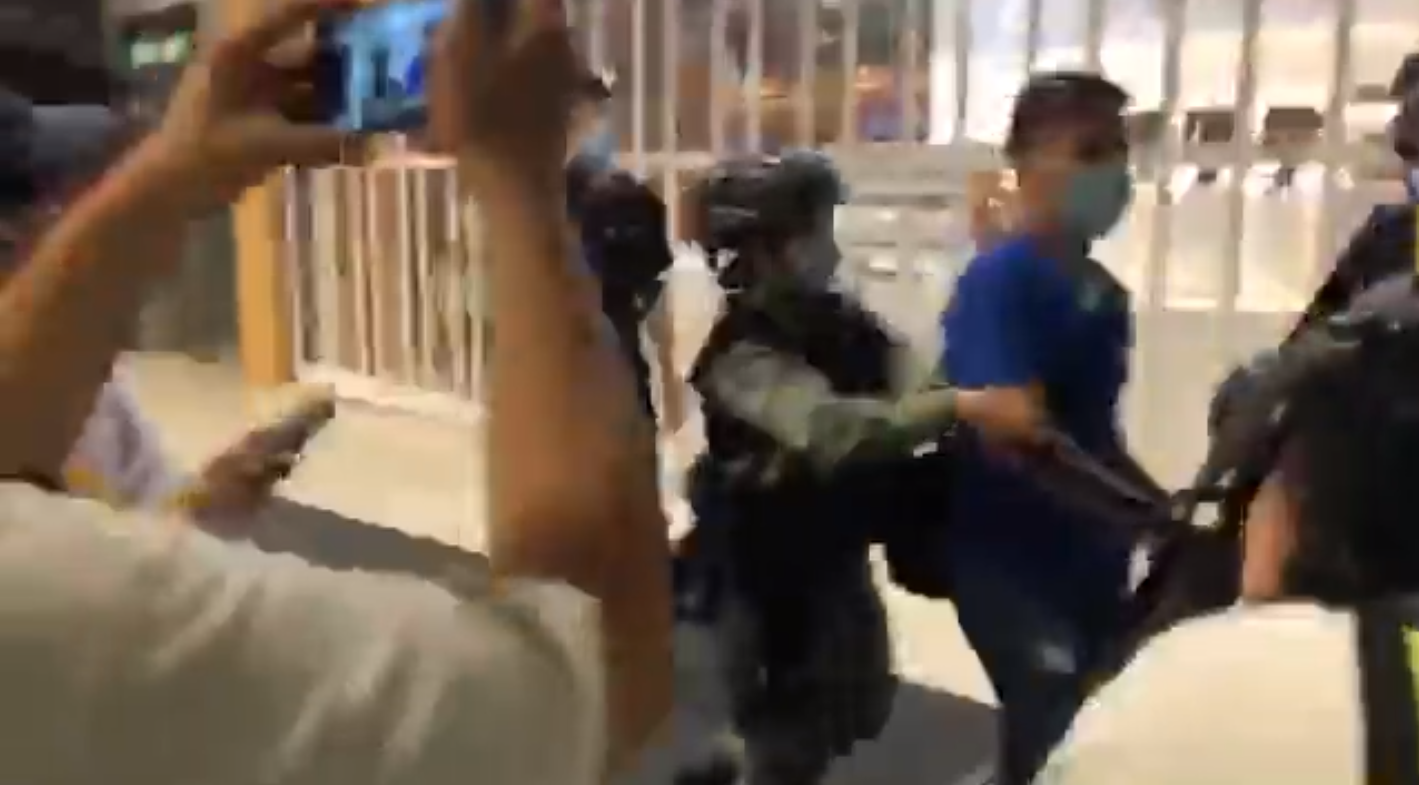
該名女防暴警之後衝入商場，再將另一拍攝警員的市民強行帶走截查

## 17日

### 尖沙咀和你Lunch
網民再發起「和你Lunch」活動，下午1時20分，尖沙咀K11 MUSEA商場有男學生David與其他示威者到場，之後高叫口號和揮舞港英時代的「龍獅旗」。其後沿星光大道遊走至海港城及1881一帶。警員在商場外戒備。

### 首宗違反起底案被判緩刑
一名39歲女設計師涉嫌在2019年11月5日受周梓樂墮樓事件影響而情緒低落，在網上看到涉案警員及家人的個人資料，沒有思考地轉發訊息，違反「起底禁令」，案發前被告沒有留意臨時禁制令的頒佈，上午在高等法院判刑，她被控民事藐視法庭，法官判其監禁28日，緩刑1年，並需付港幣3萬元訟費。

### 反送中以來首名社工被判罪成入獄

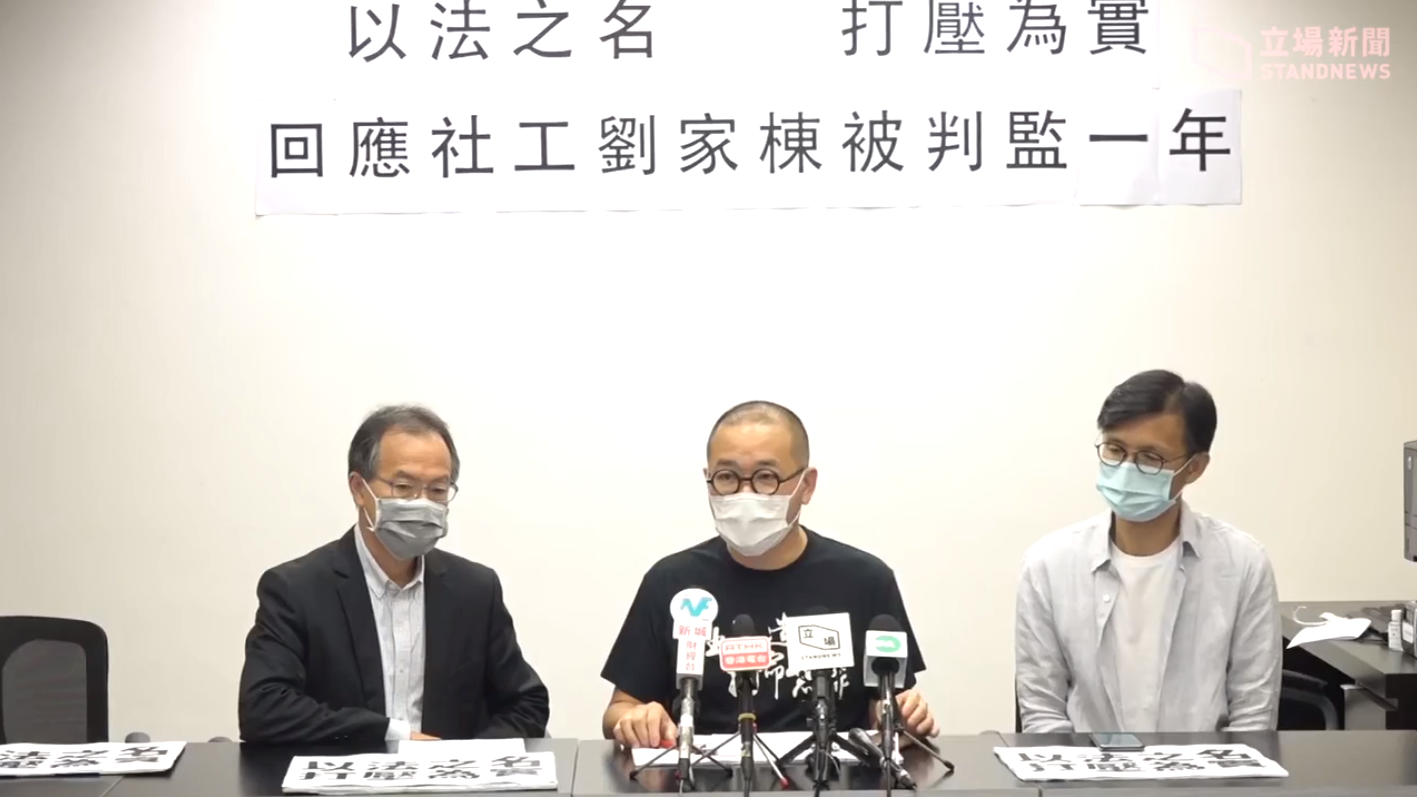
邵家臻、張超雄回應社工劉家棟被判監

「社工復興運動」成員劉家棟被指在2019年7月27日光復元朗遊行期間撞向警員盾牌，被控阻差辦公罪名成立，但辯方指被告是遭一名持圓盾的警員推撞才被推入防線，碰到盾牌，在粉嶺裁判法院判刑，署理裁判官蘇文隆強調警察是要用盡一切方法驅散示威者，認為警方有權衝上前推撞示威者，沒有人能阻擋警員去路。被告最終被判即時監禁一年，申請保釋等候上訴亦遭拒。是反送中運動以來第一名罪成入獄的社工。社福界立法會議員邵家臻對裁決非常憤怒，指出2019年12月蘇文隆處理休班警藏冰毒案時，僅判該警員罰款5,000元及感化18個月，質疑蘇的判決有政治偏向。

### 愉景新城Chickeeduck擺「民主女神像」被業主要求移除

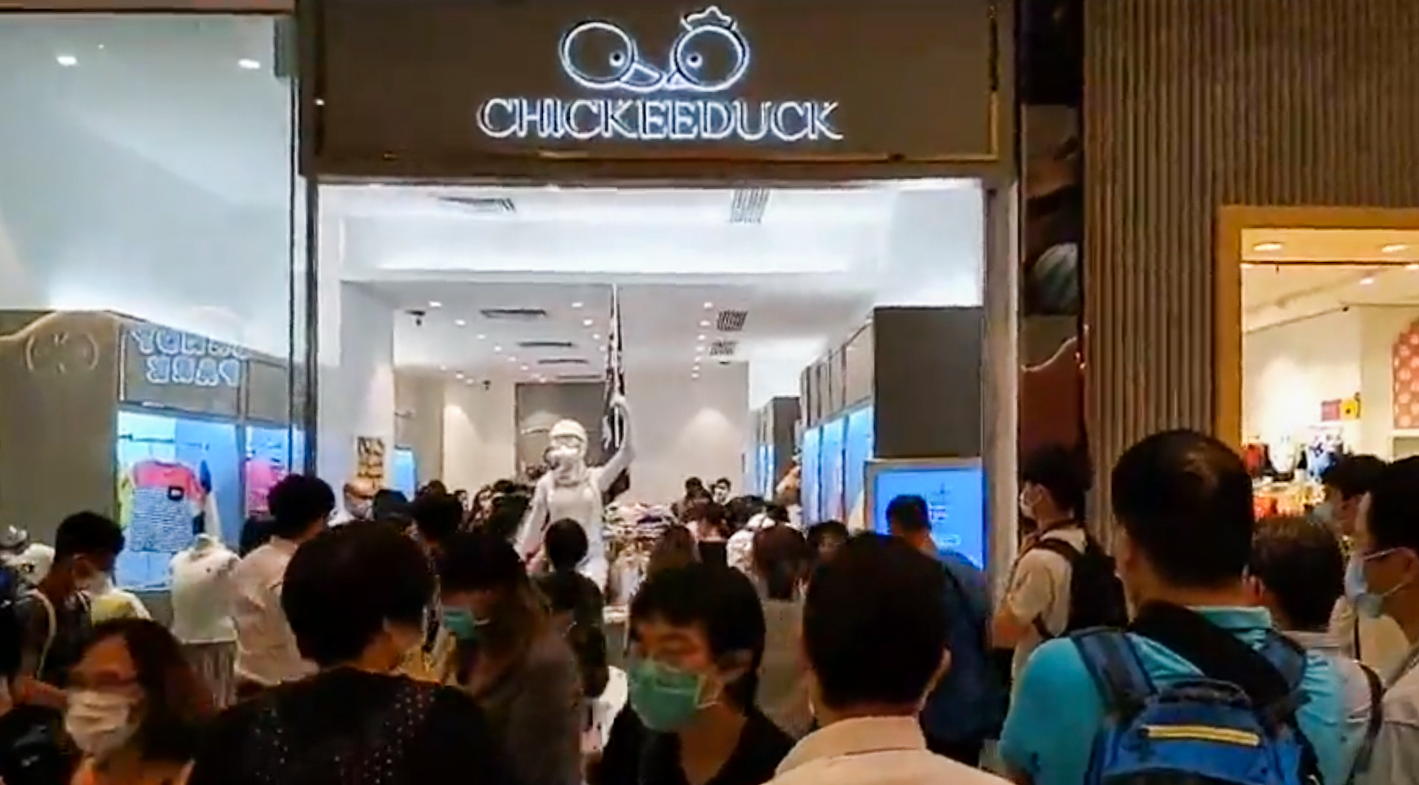
晚上，不少市民到荃灣D·PARK愉景新城Chickeeduck購物和拍照留念

童裝店Chickeeduck在荃灣D·PARK愉景新城商場的分店擺放了兩米高的香港民主女神像，店內亦設有連儂牆和介紹民主自由的兒童圖書。不過商場業主去信該店，以租約要求店舖裝飾需符合標準及滿足業主要求，並先獲業主書面同意為由，要求移除女神像。信件也提及店內的「展覽」會引來公眾人士到場，不符合租約要求，指商戶舉辦展覽需持有公眾娛樂場所牌照，否則會違反法例。Chickeeduck行政總裁周小龍期望擺設該雕像，可教育小孩民主自由的重要，表示會與商場商討事件。
消息流出後，到晚上有不少市民到該店購物和拍照留念，而警方在外圍戒備。

### 七国集团就港版国安法发表联合声明
七国集团成员国外交部长及欧盟高级代表发表联合声明，严重关切中国全国人大推行港版国安法，敦促北京重新考虑这一决定。联合声明指出，中国的决定不符合香港《基本法》和《中英联合声明》原则下的国际承诺，并严重危害“一国两制”原则和香港的高度自治，破坏香港多年来得以蓬勃发展和成功的制度。

### 杨洁篪同蓬佩奥举行对话提及港版国安法
6月16日至17日，中共中央政治局委员、中央外事工作委员会办公室主任杨洁篪应约同美国国务卿蓬佩奥在夏威夷举行对话。杨洁篪在谈及制定港版国安法时表示，包括建立健全香港特别行政区维护国家安全的法律制度和执行机制在内的香港事务纯属中国内政，中方推进涉港国安立法的决心坚定不移。他指出，中方坚决反对美方干预香港事务的言行，坚决反对七国集团外长就涉港问题发表的声明。

## 18日

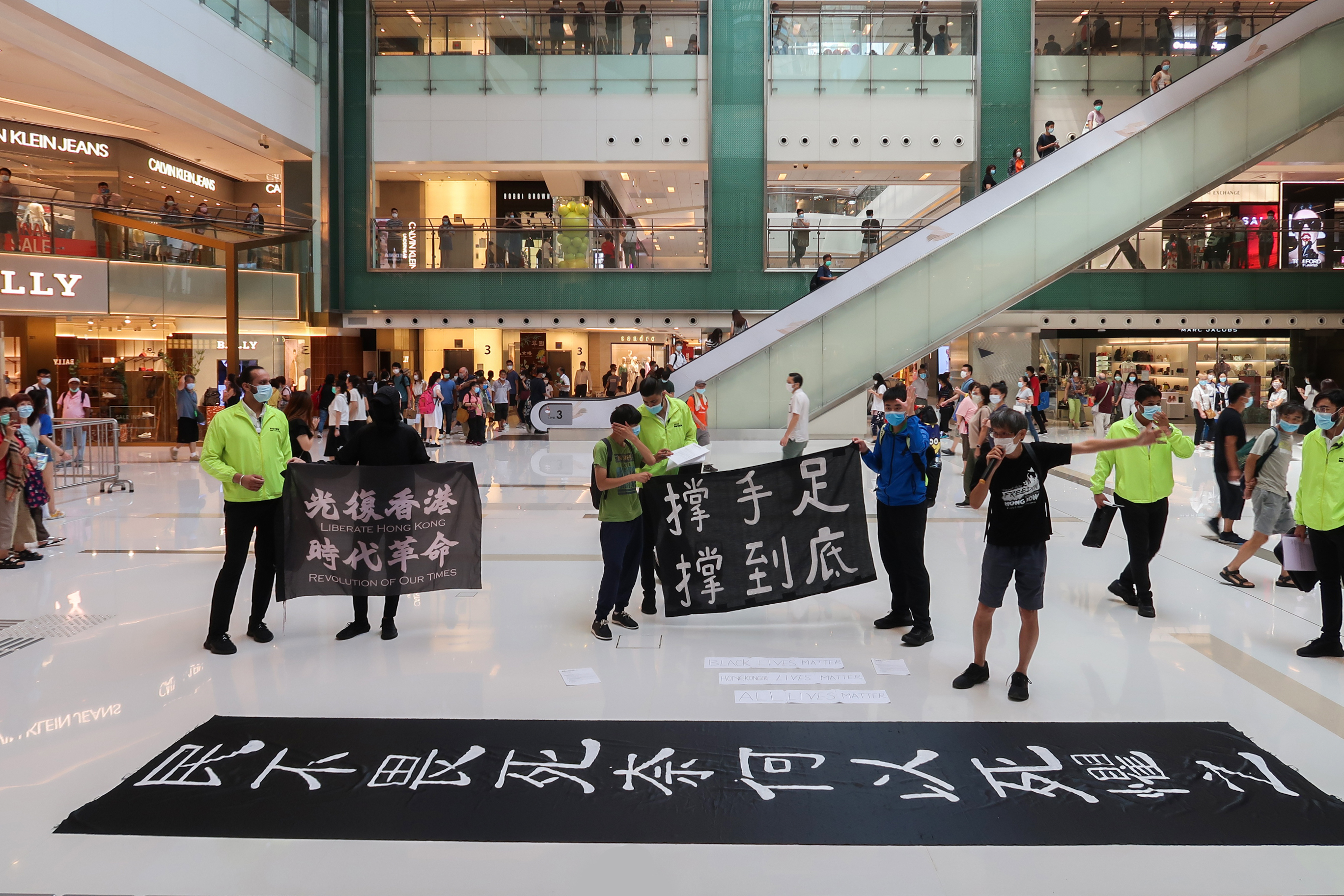
新城市廣場參與「和你Lunch」的人士被穿螢光衣南亞裔管理人員包圍，並向示威人士展示警告信

### 快必再提堂
人民力量副主席譚得志（快必）於2020年5月31日在中環10號碼頭以腳踢襲擊建制派支持者、綽號「大波Man」的「香港和平力量」召集人石房有，被警方落案起訴1項普通襲擊罪，於東區裁判法院提堂。譚得志暫毋須答辯，控方申請押後，以待索取法律意見。裁判官批准被告以現金2000元保釋候訊，期間不可離港及須住在報稱住址，亦不可接觸控方證人。案件押後至8月18日再訊。

### 沙田和你Lunch
網民中午發起在沙田新城市廣場中庭「和你Lunch」示威，活動由下午1時25分開始，數十名市民響應號召到場，舉起代表「五大訴求，缺一不可」的手勢，在現場播放反修例歌曲並高叫口號。期間有人揮舞「港英旗」，之後在商場持標語游走及叫口號；警員在鄰近商場的沙田站和沙田大會堂戒備，而管理公司人員則向示威人士展示警告信，內容提及不得在商場內進行未經批准的活動等，至下午2時許示威者陸續散去。

### 右眼受傷男教師不獲女拔萃續約
2019年6月12日金鐘衝突期間，右眼受傷的中學通識科老師楊子俊在自己的社交網站表示，他任教的拔萃女書院在3月通知不會和他續約，任期將於8月31日完結。而他在復課後考慮到自己的右眼視力令他的批改能力大降，已經向校方請辭，將提早於7月辭任。

## 19日

### 觀塘聯校和你sing

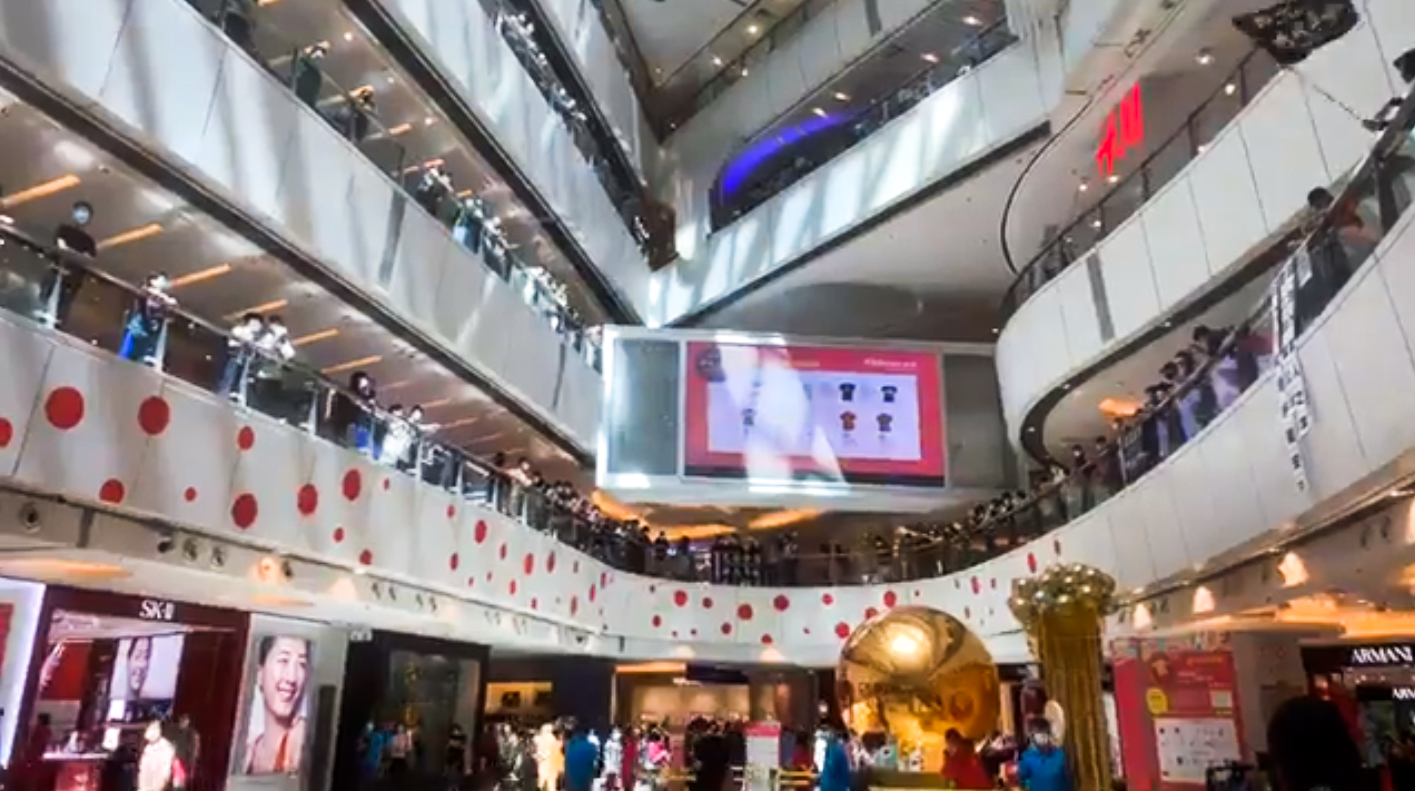
apm商場「聯校和你sing」

網民在下午2時發起在觀塘apm商場舉行「聯校和你sing」，數十人聚集在商場中庭和各樓層叫口號，並唱反修例歌曲，當中部分參與人士身穿校服。有人在走廊展示及揮舞「光復香港、時代革命」旗幟，另有路過市民舉起「五大訴求、缺一不可」手勢聲援。
活動期間，有市民把宣傳明天「港版國安法」罷工罷課公投的直幡懸掛在走廊圍欄上，人群亦有高叫「620、去公投」的口號。數輛警車及十數名防暴警員在商場一帶戒備，並一度截查市民。

### 國際回應國安法: 歐盟
歐洲議會對中國共產黨將於香港實施的《國家安全法》的事項在6月19日進行了投票。 在投票會議上，有34票反對, 565票贊成將中國共產黨帶到海牙國際刑事法院.  委員指出，《國家安全法》會削弱香港的自治權，法治和自由。 一些成員還敦促歐盟根據其對國家安全法的責任，制裁各自的中國官員。

### 國際回應國安法: 台灣
中华民国總統蔡英文在6月19日發表了對香港民主示威者的支持。 她說，台灣將繼續向需要幫助的人提供人道主義援助。「臺港服務交流辦公室」將於7月1日正式營運，以提供港人便捷服務與必要照顧。

### 國際回應國安法: 美國
美國國務卿蓬佩奧（Mike Pompeo）表示，在參加(線上)哥本哈根民主峰會（页面存档备份，存于）時，他將“密切監視”香港2020年立法會選舉。 他說，美國正在就那些打算削弱香港自由的人的進一步後果和法律責任作出即將做出的決定。

## 20日

### 罷工罷課公投告吹

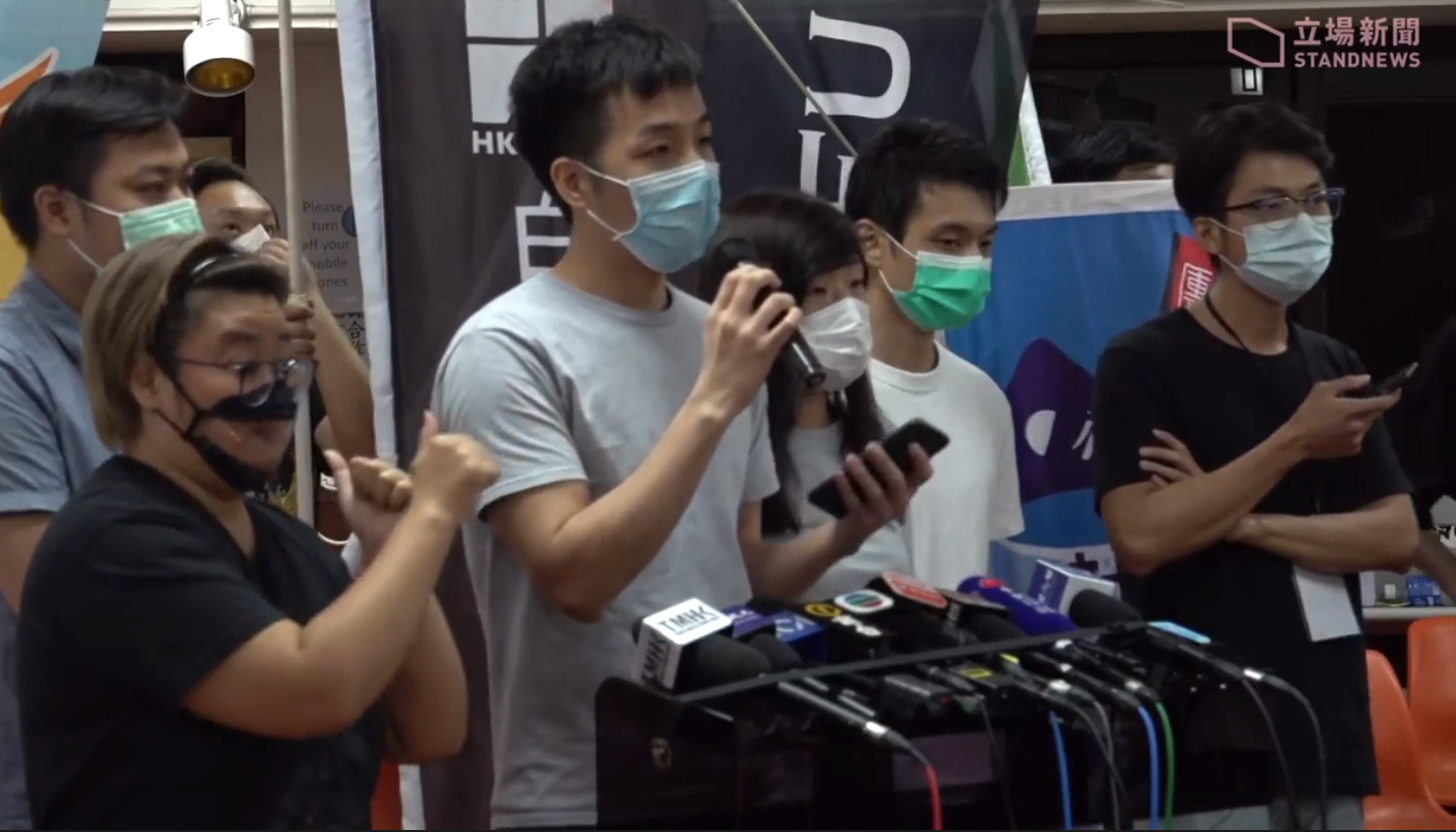
新公務員工會主席顏武周見記者

「二百萬三罷聯合陣線」和「中學生行動籌備平台」發起就港版國安法進行罷工罷課公投，公投在早上10時開始至晚上8時截止。最終罷課公投有10101人投票，當中百分之96同意反對實施港版國安法，百分之86同意以罷課阻止港版國安法實施，但實體票不足5000 票，因此未滿足最低門檻10101票，未能啟動罷課。30個工會的罷工公投則有8943人投票，當中百分之98反對國安法在港實施，百分之95同意罷工，但未達60000人的門檻，無法啟動罷工。

### 日本東京有意吸納香港金融人才
據《金融時報》20日報導，東京試圖吸引專業人才和商業機會，以增強東京在東亞的競爭力。  日本可以利用香港今年的抗議活動和共產主意一步一步逼近所帶來的不安招纜人才,令東京成為香港的有效競爭對手. 日本正在考慮為香港的資產管理者，交易員和銀行家提供簽證豁免，稅收建議和免費辦公空間，將東京定為離開香港最佳的退出策略。

## 21日

### 父親節和你Shop及元朗襲擊事件十一個月

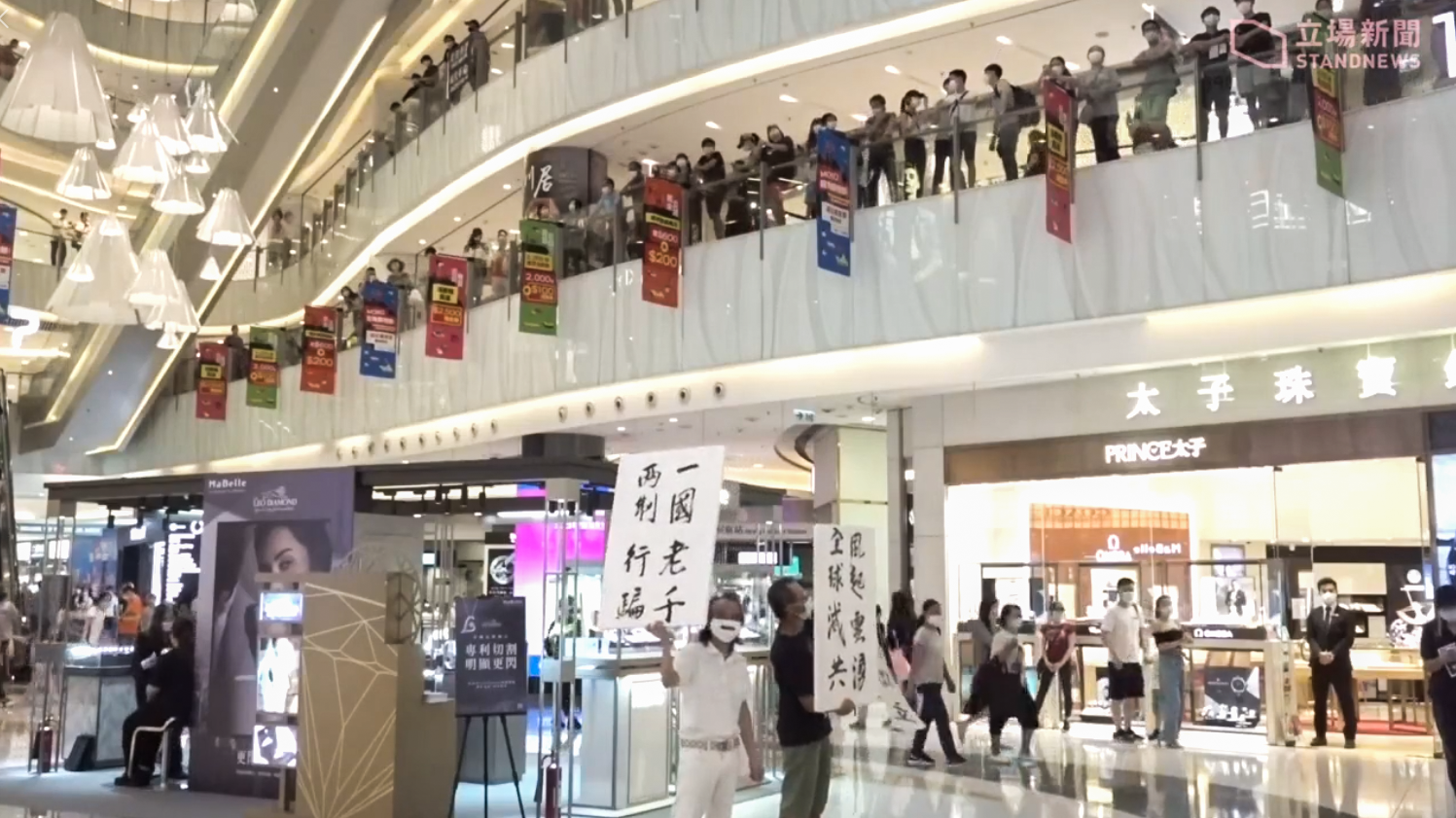
旺角新世紀廣場和你shop

適逢是父親節，有網民發起在銅鑼灣時代廣場、旺角新世紀廣場、沙田新城市廣場和元朗YOHO MALL 形點舉行「和你Shop」活動。其中，下午2時，開始有市民在新世紀廣場聚集，在商場中庭位置高叫口號，有近百名市民在各樓層響應。亦有父母帶同孩子在商場內揮動「香港獨立」和「光復香港」的旗幟。其後，巿民在商場內遊走，並高叫口號，防暴警員在商場外戒備，部分店舖一度關門及停止營業。另外，發起人其後將銅鑼灣地點改為西環西寶城舉行，下午3時40分，有一名男子播放《願榮光歸香港》，並高叫口號，但未獲和應，該男子堅持了20分鐘。而沙田和元朗商場外圍有大批防暴警員戒備。到晚上10時起，防暴警員在YOHO MALL 形點商場出口截查市民，鳳攸東街有一名男子被捕。

## 22日

### 未成年少女控訴被捕後受到創傷及性暴力經歷

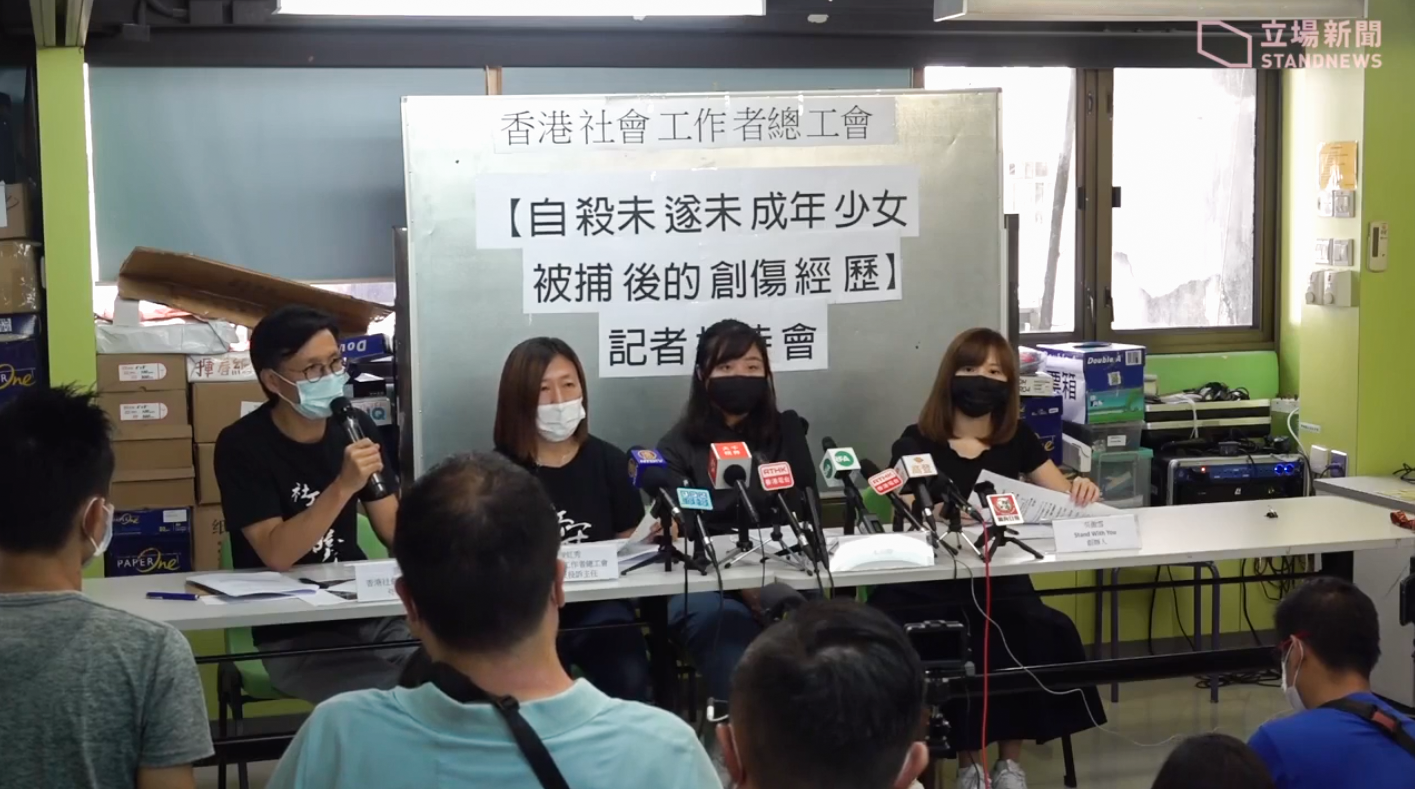
自殺未遂未成年少女被捕後，聯同Stand With You創辦人吳傲雪、香港社會工作者總工會權益及投訴主任陳虹秀、香港社會工作者總工會外務副會長張志偉陪同下召開記者會，交代2019年9月25日遭警方性暴力對待

17歲少女K同學表示在2019年9月25日於沙田站被捕後遭警方性暴力對待，包括離開商場到警車期間，被女警當眾「揸胸」數次，上到警車後繼續被警員以「呢件告佢乜嘢啊！」、「非法集結囉！」「佢咬我！」、「告埋佢襲警！」、「好正！」和「你一定坐硬！」侮辱被捕人士。事發後曾經三度自殺，嘗試跳軌自殺，之後被人救回。一度送往醫院精神科入住約1個月，其後確診患上創傷後壓力症候群。

### 荔枝角收押所外聲援社工劉家棟

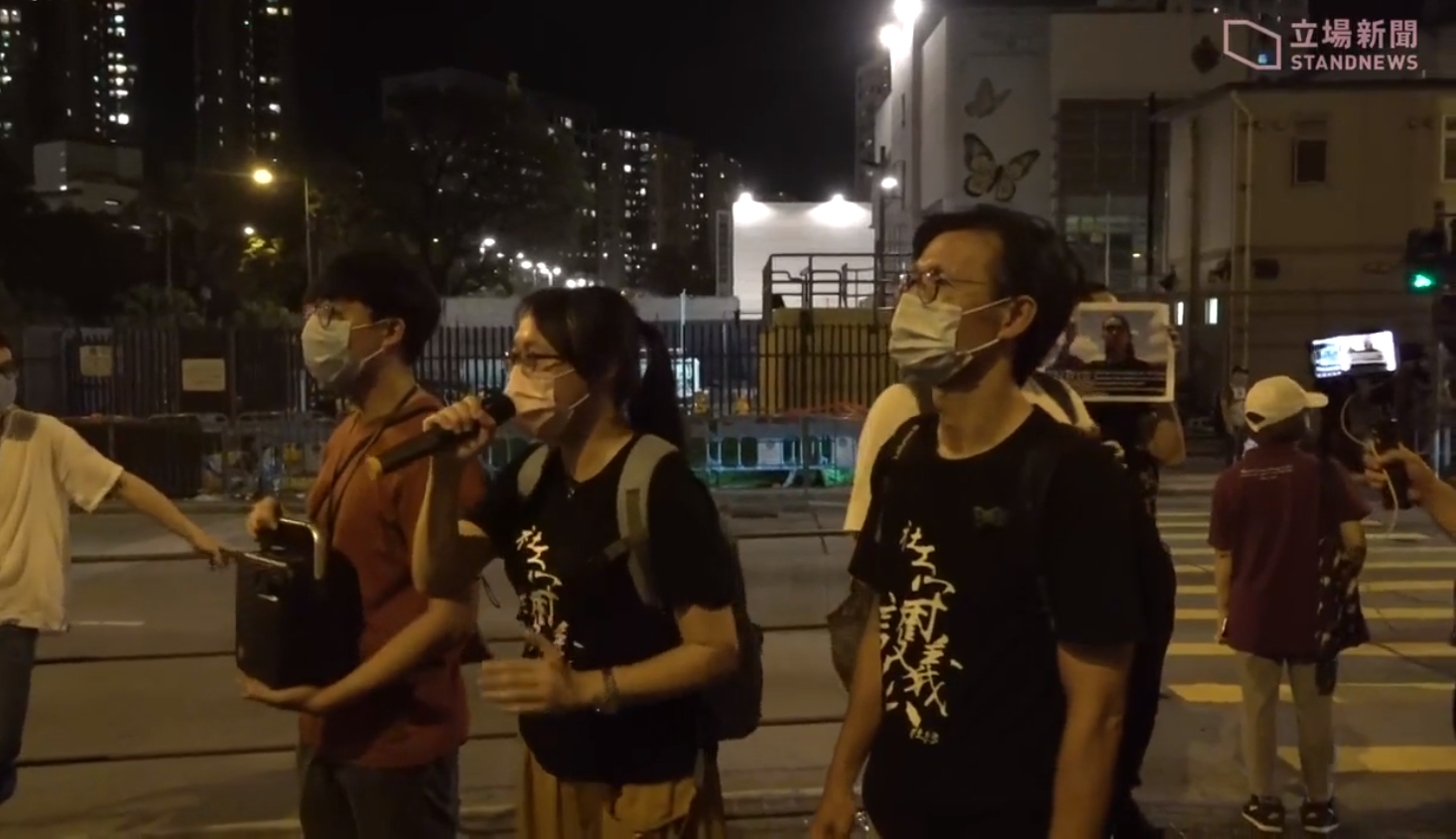
香港社會工作者總工會到荔枝角收押所外舉行聲援劉家棟的行動

晚上7時半，香港社會工作者總工會到荔枝角收押所外舉行聲援劉家棟的行動，有約200名市民參與。警方多次舉藍旗，警告市民正參與非法集結，並數度進行驅散，市民晚上近9時陸續散去，沒人被捕。

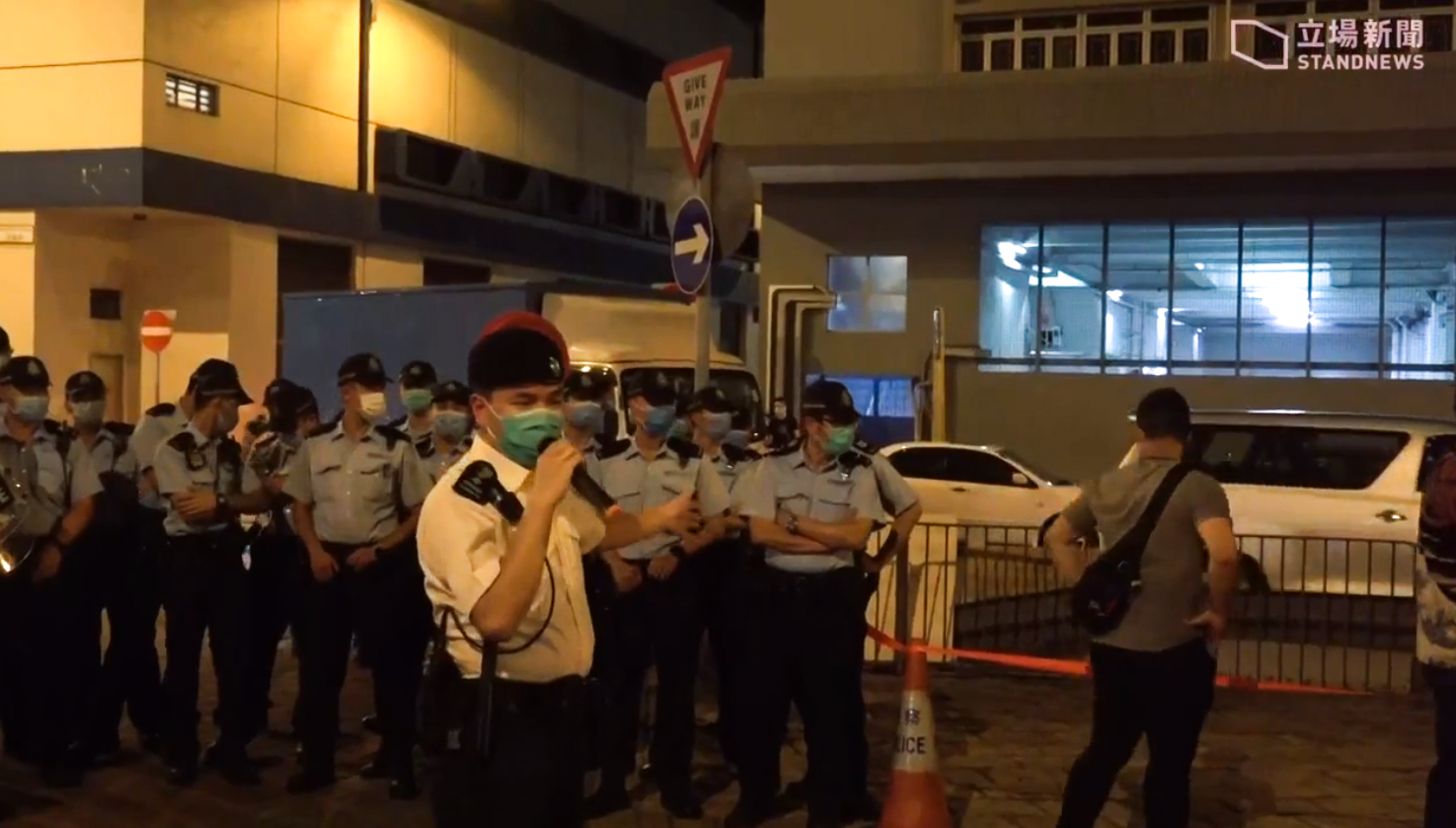
集會開始後不久，逾50名軍裝警員到場驅散
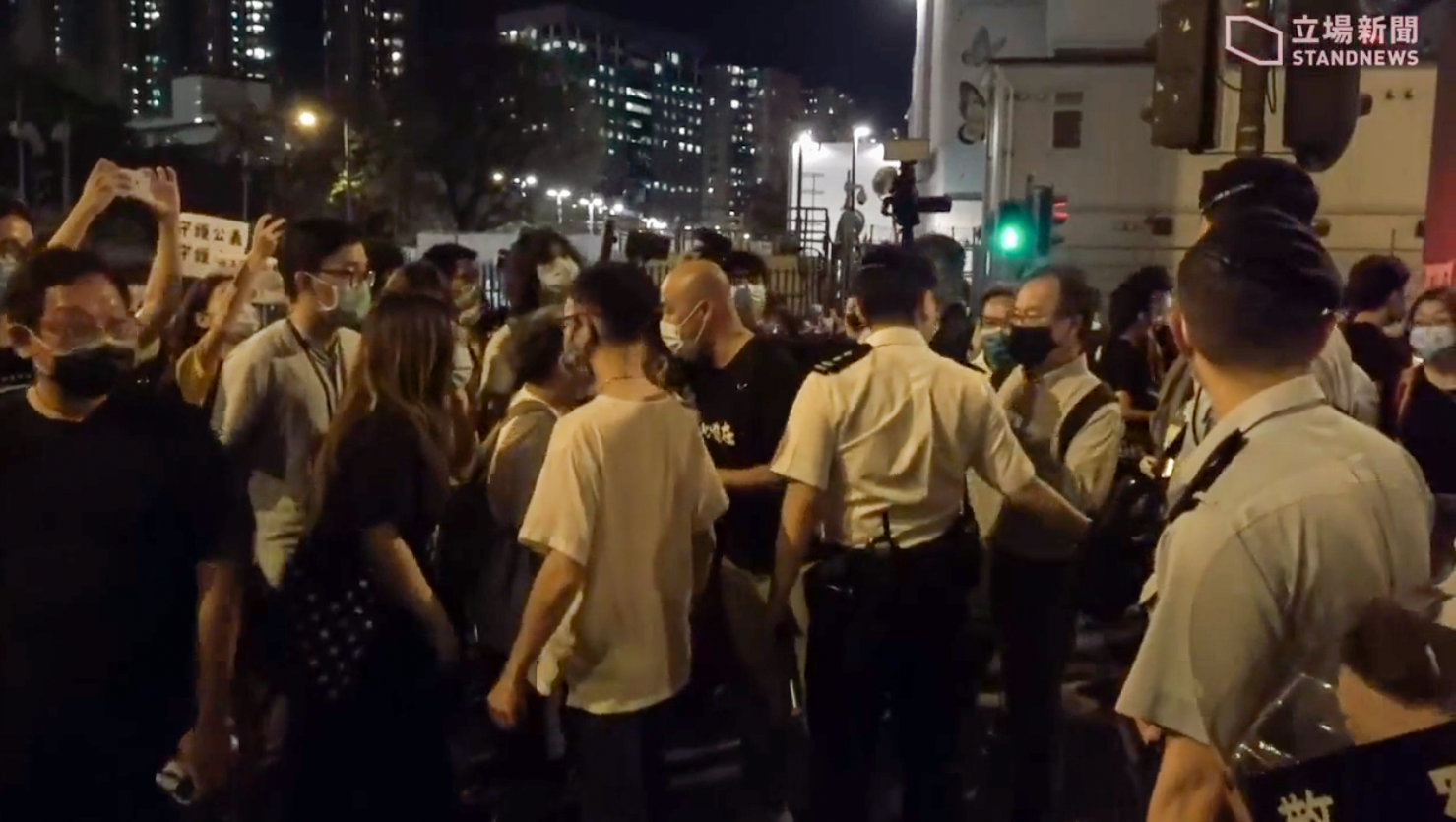
警員在安全島要求集會人士離開
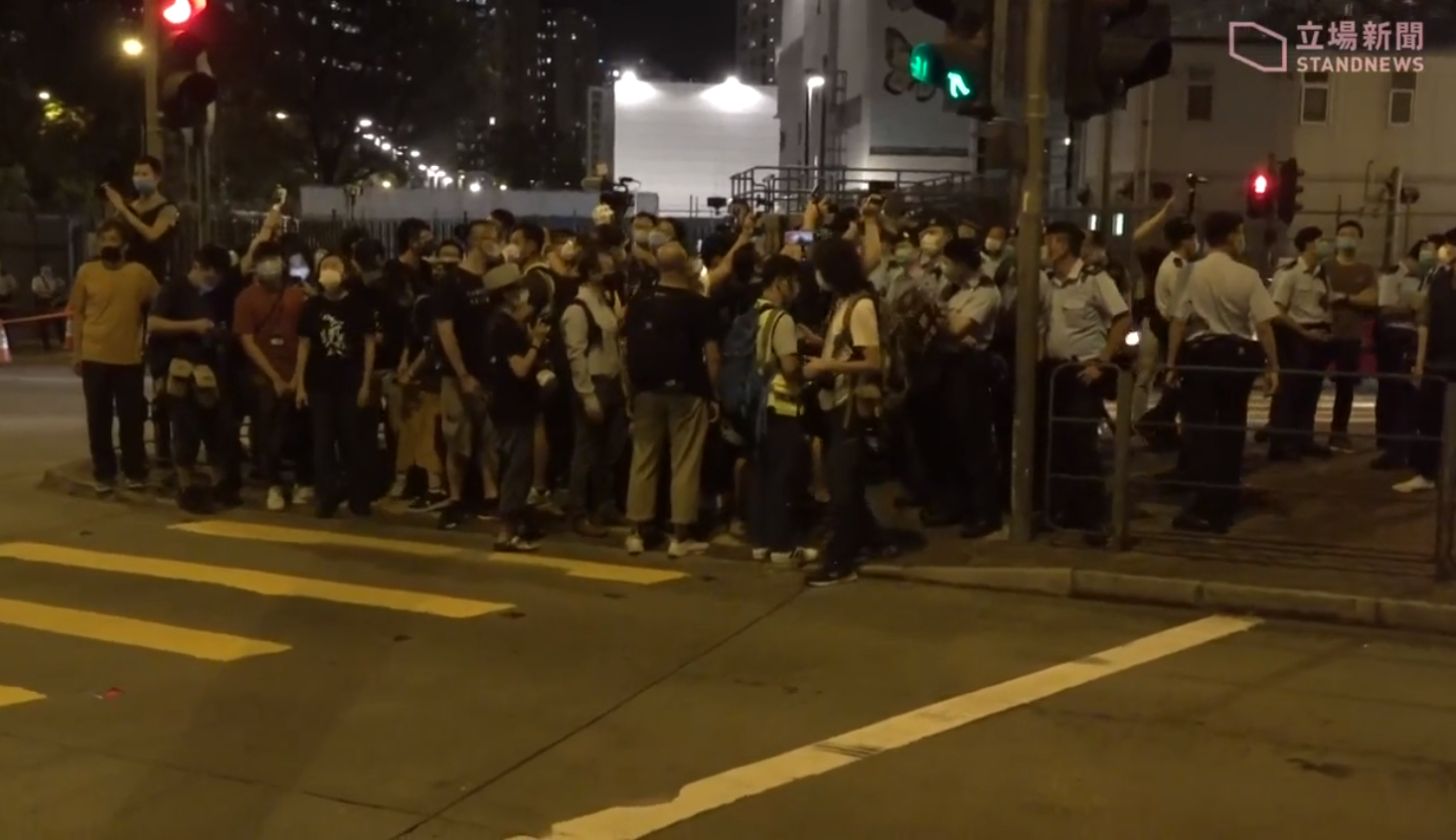
集會人士和警員在安全島
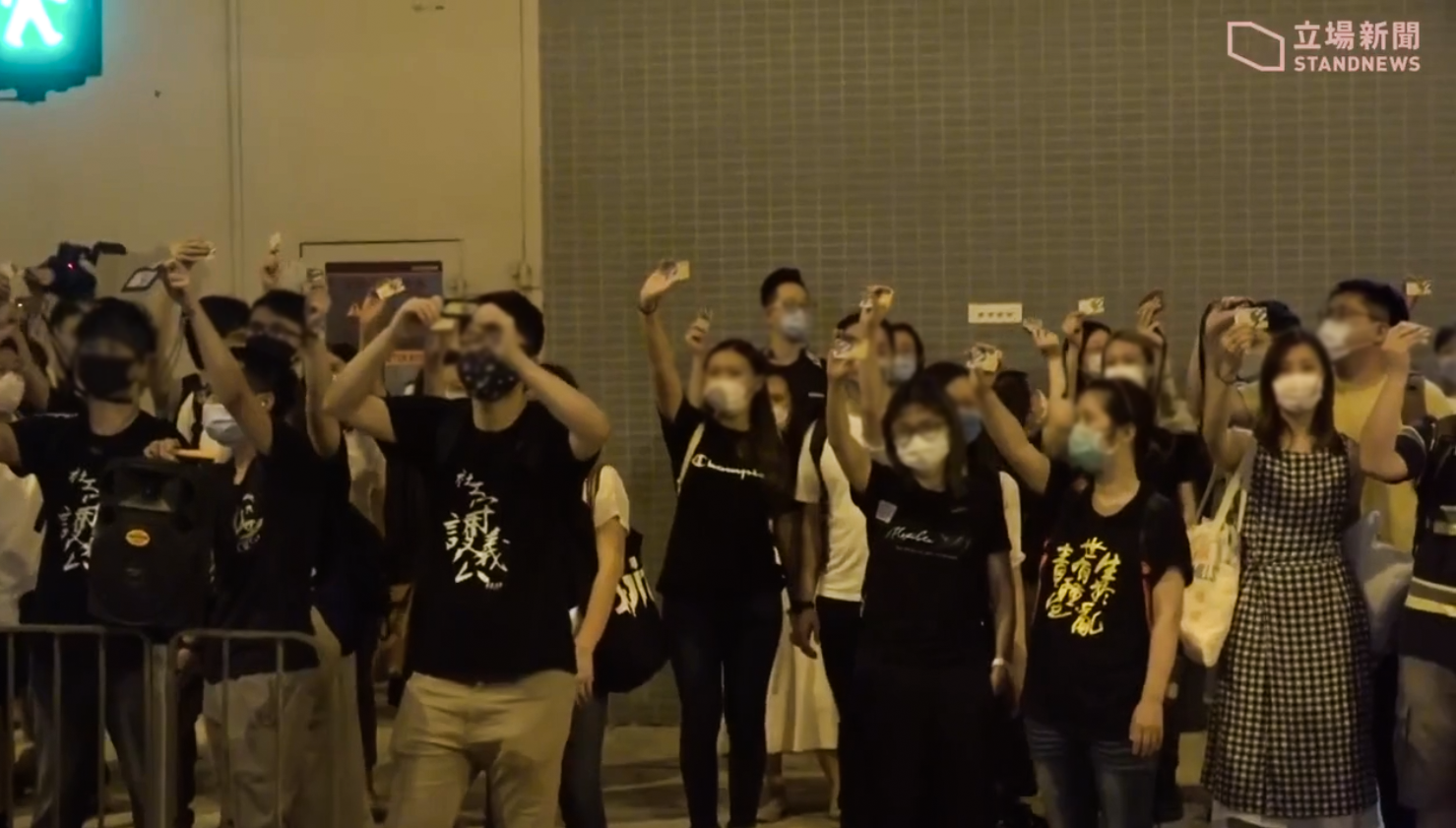
警員晚上近8時半撤離，但仍有部分市民未有離開

### 司法案件
1名27歲男子，於2020年2月4日在旺角山東街與彌敦道交界，與其他人用發泡膠和膠欄杆佔據約9平方米路面，阻礙車輛。被控在公眾地方造成阻礙罪，被告早前認罪，2020年6月22日於西九龍裁判法院判刑，辯方指，被告一時衝動犯案，已有悔意，不會再犯。而主任裁判官羅德泉接納感化官建議，判處被告160小時社會服務令，又提醒被告社服令等同監禁，切勿低估嚴重性。

## 23日

### 黎智英人身安全
《蘋果日報》報道，其創辦人黎智英繼續被不知名的男人緊密切監視及隨跟其後已經一個星期。這些人自稱是台灣和馬來西亞的媒體。然而，實際媒體表示，他們從未派人跟隨或跟踪。

### 反送中被補人士案程/法庭進展
警方對2019年8月31日的太子站襲擊事件已被控的7人加控暴動罪。
去年，一名13歲的年輕人因10月13日的將軍澳抗議而被捕，於6月16日被加控“暴動”罪。辯護律師要求將這名少年作為未成年人進行審判. 6月23日法官引用法律條例，解釋由於其餘被告都是成年人，因此不會單獨審判這名13歲的青少年為未成年。 

## 24日

### 中環和你lunch及和你寫

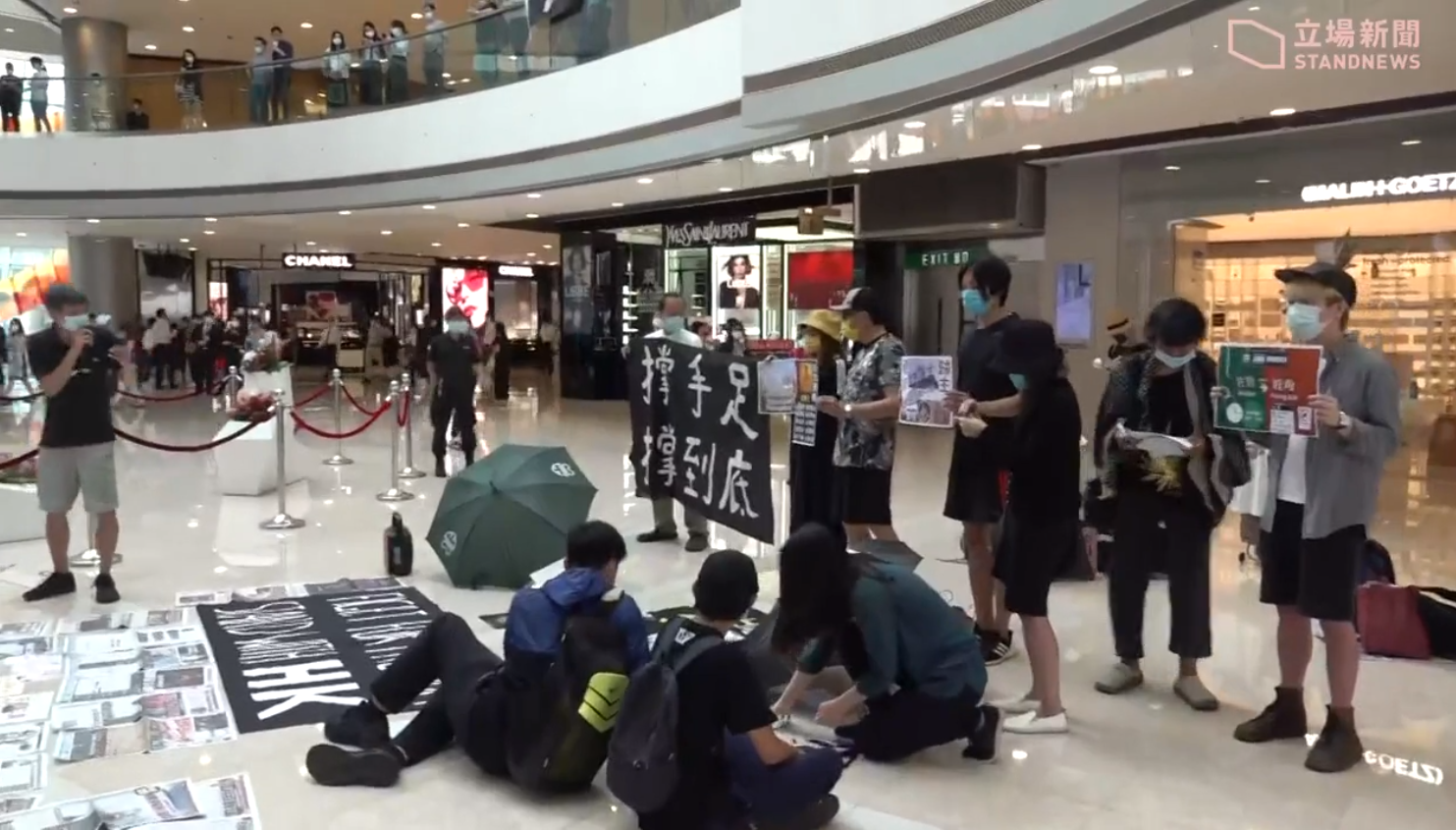
中環國際金融中心商場和你 Lunch及和你寫

下午1時許，網民在中環國際金融中心商場發起「和你Lunch」及「和你寫」活動，數十名示威者高叫口號及唱反修例歌曲《願榮光歸香港》，亦有人在場寫信支持示威者。參與人士到下午2時許散去。

### 與手足共度端陽

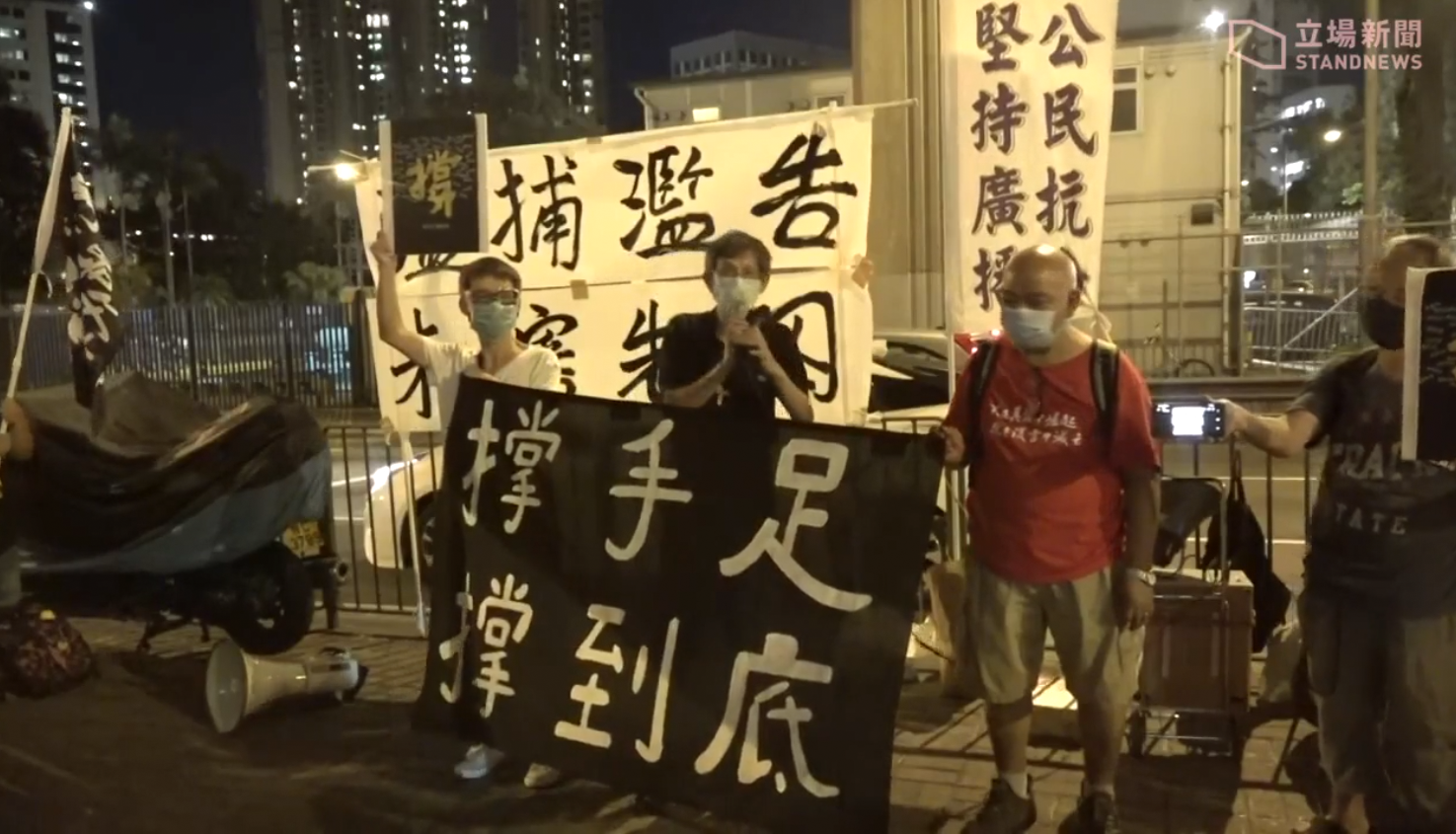
晚上7時半，民間電台在荔枝角收押所外發起「與手足共度端陽」活動，聲援反修例運動被捕人士

晚上7時半，民間電台發起「與手足共度端陽」活動，在荔枝角收押所外聲援反修例運動被捕人士，有近60人參與。到晚上8時，市民在高唱《願榮光歸香港》後，發起快閃步行往深水埗行動。當市民行至長沙灣道經達廣場一帶時，至少5架警車突然到場，並截停遊行市民，至少3名男子被軍裝警員截停搜查，之後獲放行。其後有市民指罵便衣警員，到晚上9時02分上警車離開。

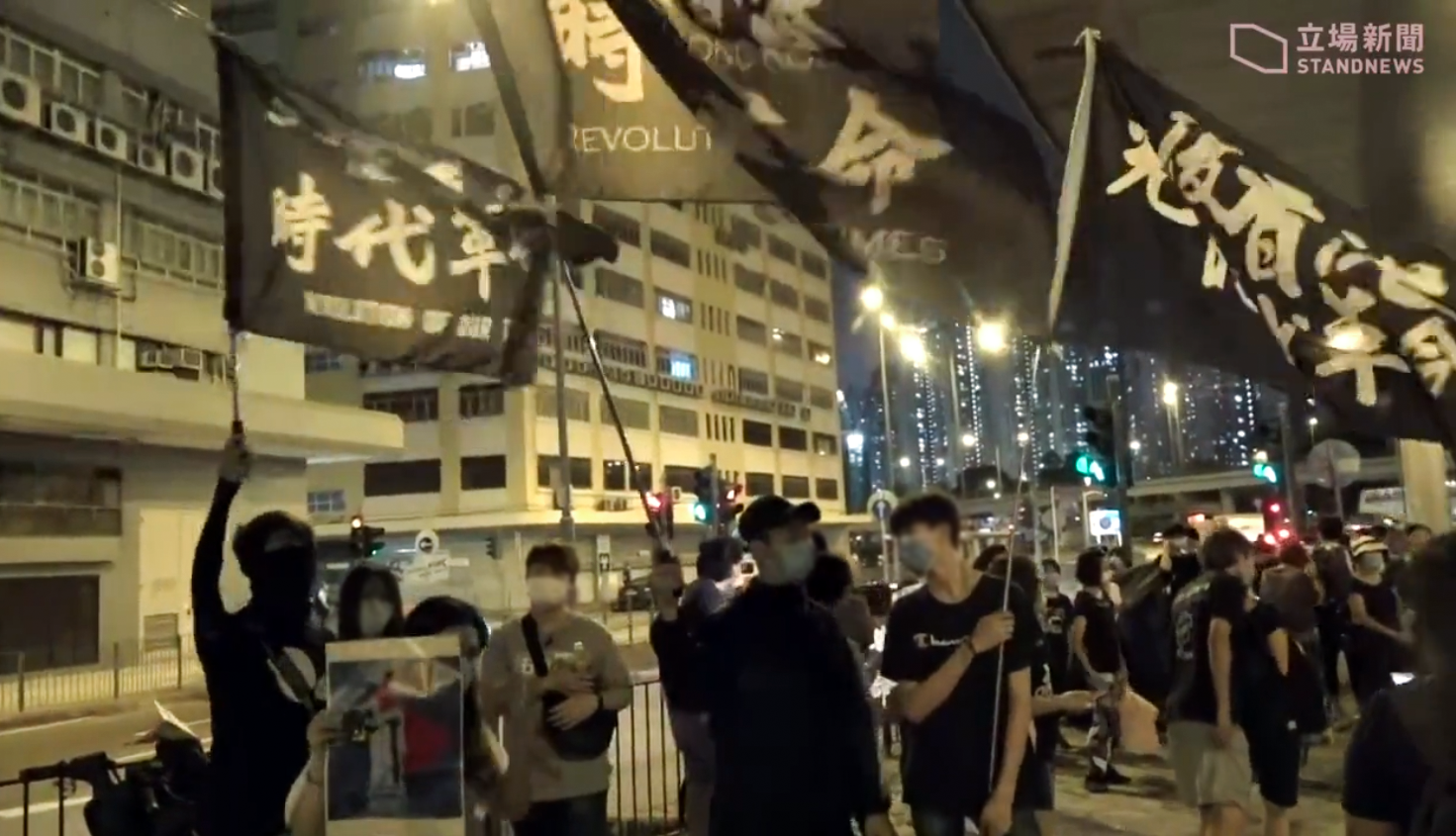
聲援人士舉起「光復香港 時代革命」旗
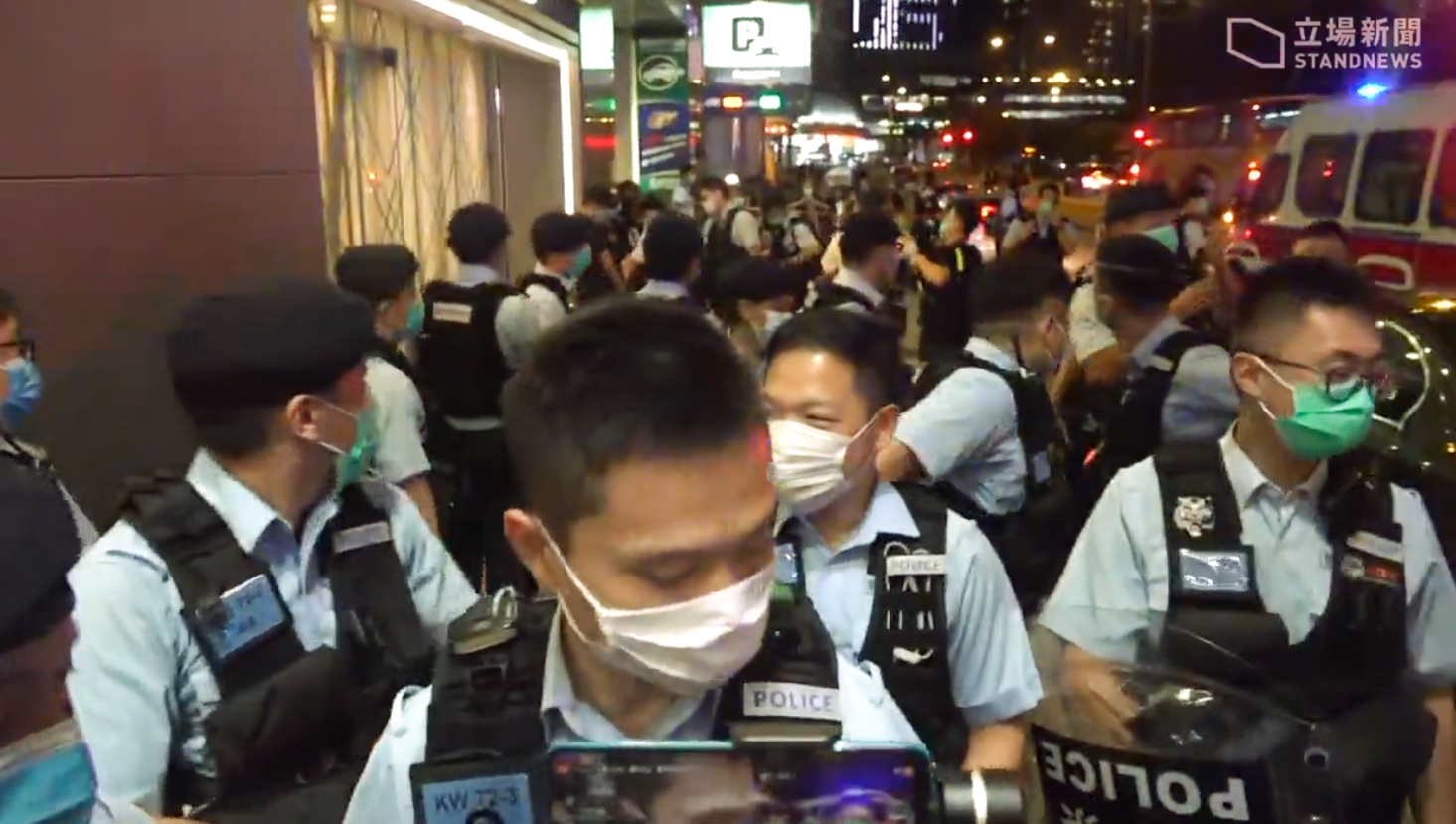
當市民行至長沙灣道經達廣場一帶時，警車突然到場，並截停遊行市民截查
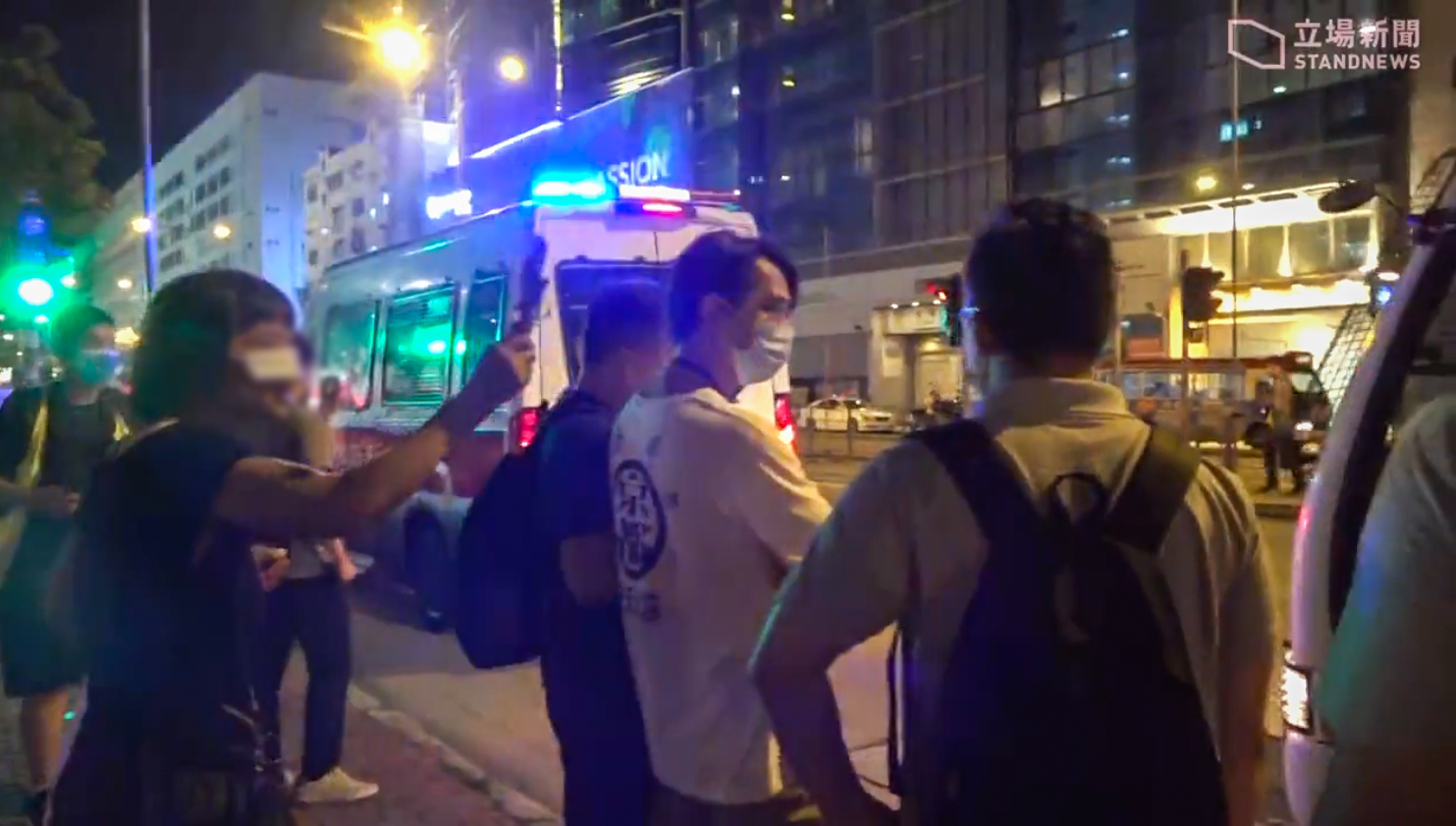
有市民指罵4名便衣警員，到晚上9時02分上警車離開

### 美反恐報告 指摘港府和中方對港官員將反修例示威錯誤定性為恐怖主義
美國國務院發表《2019年度反恐形勢特別報告》（页面存档备份，存于），在「中國（香港及澳門）」部分指出香港特區政府與北京當局將支持爭取民主的反修例抗爭人士錯誤定性為恐怖主義，中國政府甚至形容支持爭取民主的抗爭為出現「恐怖主義苗頭」。

## 25日

### 端午節和你Shop 警拘14人

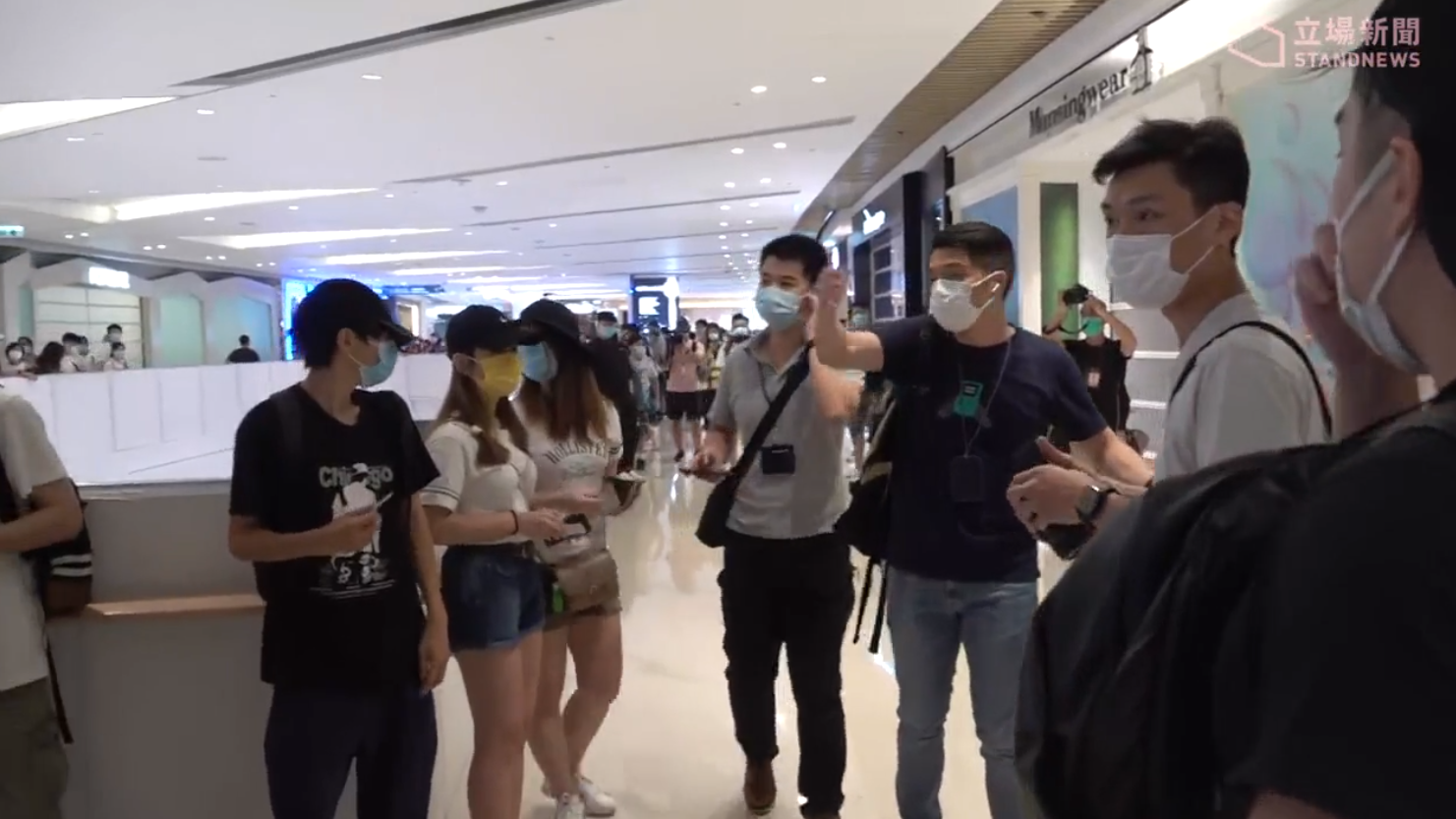
YOHO MALL2樓中庭有便衣突然要求在場圍觀和路過遊人不可離開，之後才拿出委任證進行截查，之後截查人士全部被捕

下午1時許，網民發起在元朗YOHO MALL商場舉行「和你shop」，繼續爭取五大訴求。防暴警五度衝入商場，並對商場內的遊人和區議員噴射胡椒噴劑，有一家三口光顧玩具店玩具反斗城後被便衣和防暴警員以胡椒噴劑指嚇。而便衣警員在商場內突然截停市民，事後全部被帶走。警方於行動中拘捕15人，年齡介乎14至55歲，涉嫌非法集結和普通襲擊，並譴責有示威者滋擾商戶及顧客。其中一名《香城日報》的12歲記者被帶走截查。

### 梁愛詩料國安法月底通過 不公布條文
前律政司司長，前基本法委員會副主任梁愛詩接受香港電台節目《議事論事》訪問中提到，認同在「港區國安法」在月底通過的機會非常高，同時不引起香港有破壞行為由，選擇不公布法律條文。

### 地政總署要求拆除「抗國安惡法」橫額
深水埗區議員李文浩表示收到地政總署的通知書，指其「捍衛港人自由 誓抗國安惡法 香港人街頭見」的橫額，不符合有關「促進公眾關注或參與地方行政和社區建設事務而與選民溝通的展示品」、「宣傳品內容須遵從香港特別行政區法律的規定。不得展示任何淫褻或意識不良的宣傳品」的指引，而要求在通知書發出後24小時內自行拆除橫額。最後獲得街坊通知有地政人員拆除橫額後，才到現場叫停。最後地政人員未有拆除便離開。

### 美國參議院一致通過"香港自治法"
美國25日參議院一致通過一項法案，對中國對香港民主與自由的政治干預予以制裁。 這項名為“香港自治法”（页面存档备份，存于）的兩黨法案，將“對違反《聯合聲明》和《基本法》中違反中國對香港義務的實體實施強制制裁 該立法還將對與香港有業務往來的銀行施加強制性二級制裁。 實體違反《基本法》。6月26日，香港特区政府就此发表声明，對美國國會參議院通過《香港自治法案》表示強烈反對，指出「敦促美國國會立即停止干預香港特別行政區的內部事務」，同时强调“只會損害港美之間的關係和共同利益”。

## 26日

### 元朗聯校和你Sing
因應6月25日的元朗YOHO端午節和你shop有大量市民被捕，主辦單位取消活動。不過仍然有10多名學生響應號召，在下午3時到YOHO MALL的中庭以紙鶴拼出「7·1 維園見」字樣，亦有學生唱願榮光歸香港。而警方嚴陣以待，派出多名便衣警在中庭監察，而商場外也有多名防暴警察戒備。

### 美國政府對損害香港高度自治的官員實施簽證限制
美國國務卿蓬佩奧發表聲明，表示華府將會對有份損害香港高度自治的一些現任及前任中共官員，實施簽證限制。

### 國際回應國安法: 独立人权专家
50名獨立人權專家敦促聯合國組建"特使"，以監督中國在港推進《國家安全法》時的“人道主義悲劇”。 中國反對並譴責這種猜測為“干涉內政”。

### 教育局计划将国安法加入学校课程
教育局局长杨润雄表示，教育局在港区国安法订立后，会检视如何在课程中向学生作出介绍。

## 28日

### 628反國安法靜默遊行

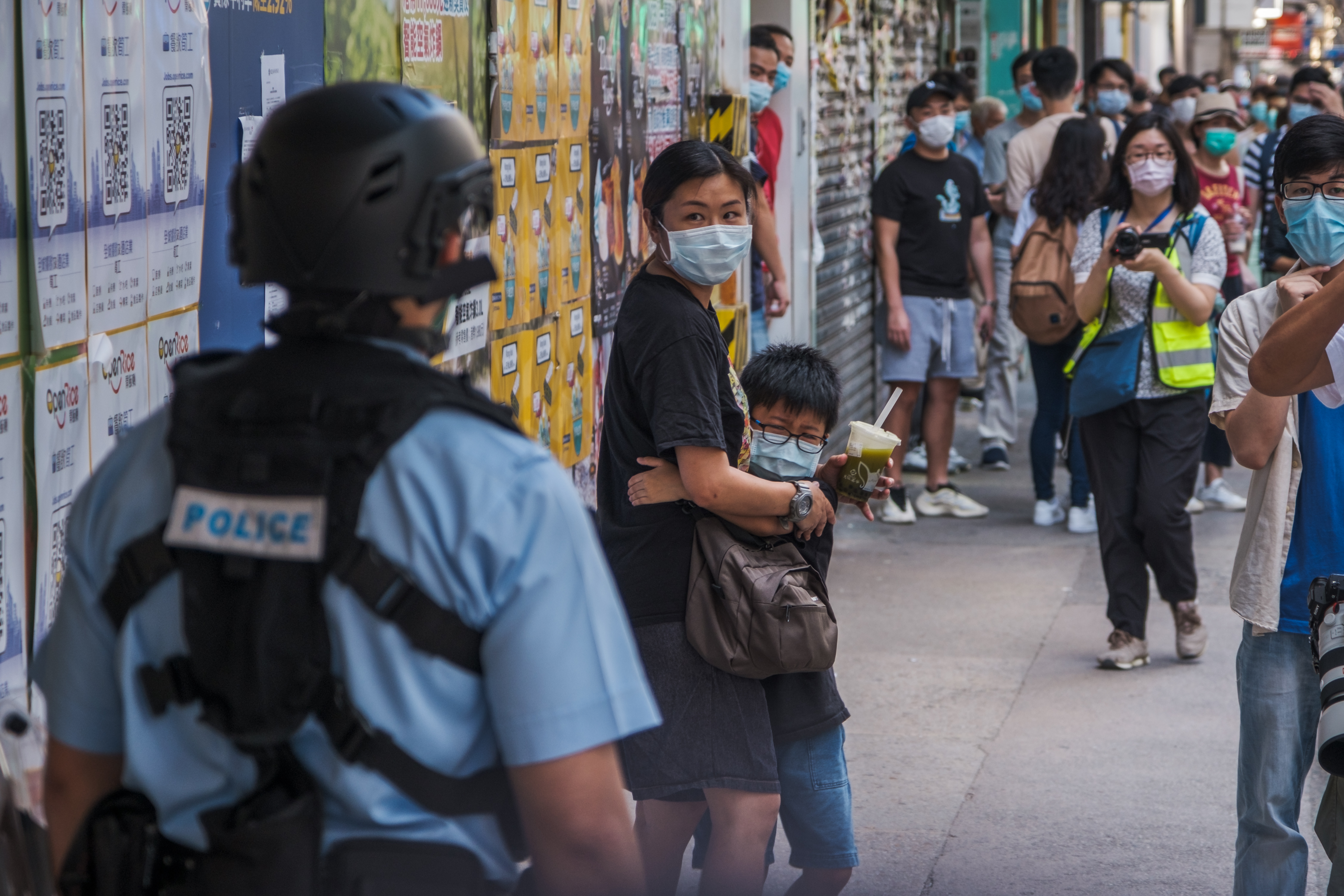
約下午5時半，Studio Incendo拍攝到一家三口在彌敦道逛街期間遇上防暴警察進行驅散及圍捕，其中父親被拉入封鎖線，目睹過程的兒子嚇至不斷哭泣，需要母親安慰

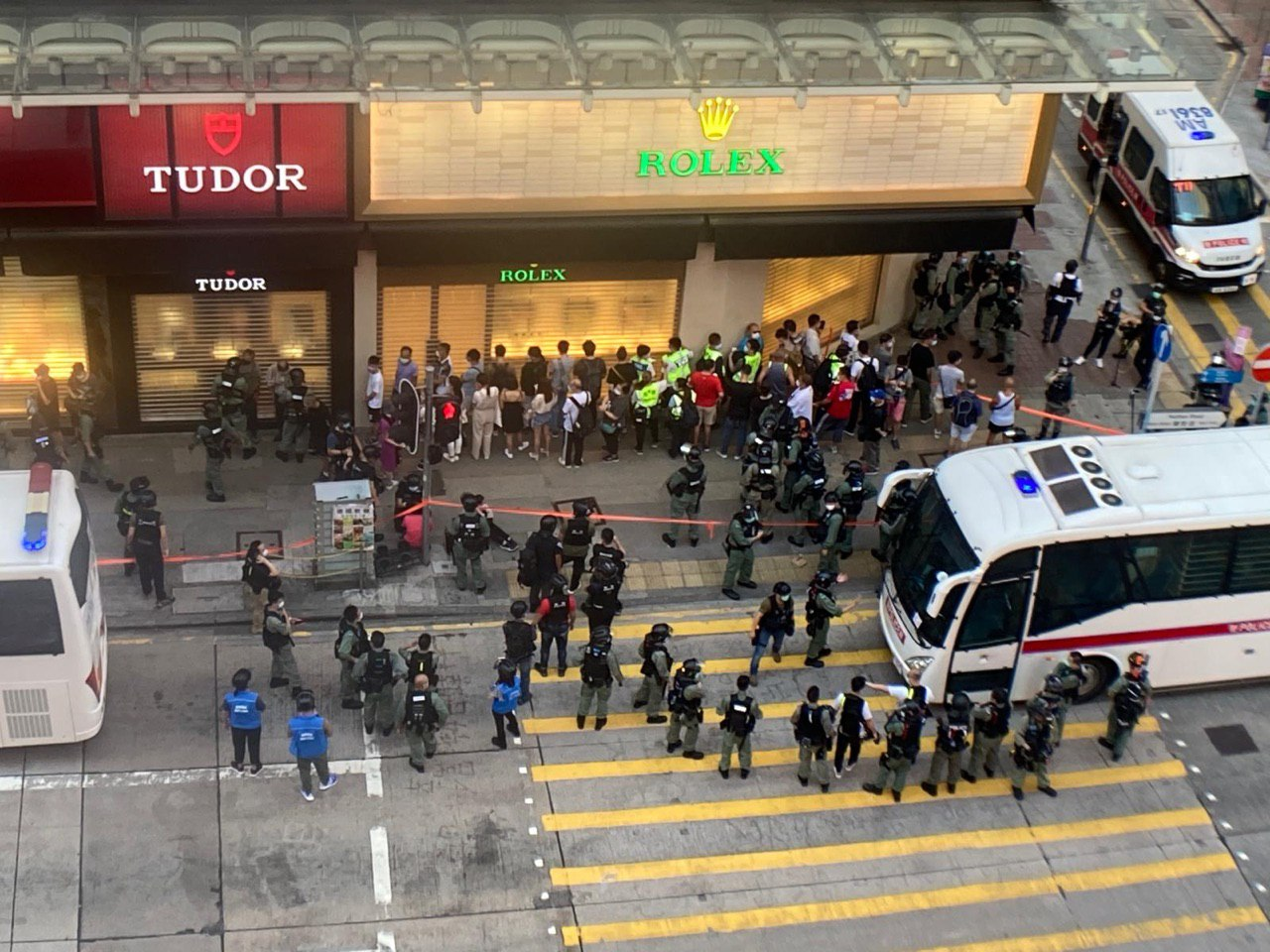
傍晚6時起，警方在旺角一帶街頭對路過的市民展開大規模逮捕，包括多名長者和身穿反光衣的義務急救員

「港區國安法」即將通過，SUCK CHANNEL在網路發起「628靜默遊行」，由佐敦步行到旺角。在遊行開始前，近千名防暴警察分別在銅鑼灣、佐敦及彌敦道一帶及港鐵站內嚴密佈防。遊行在下午3時展開後便遭到警方要求解散，並多次包圍大批記者無法離開，傍晚警方更突擊在旺角和油麻地彌敦道一帶圍捕53人。不過有被捕人士家屬認為根本難以分辨街上的人正參與遊行還是行街，批評過分濫捕。
下午3時，數十名示威者陸續從佐敦出發，在身上掛起抗議「港區國安法」的標語。不過遊行僅開始約20分鐘，警方在甘肅街、吳松街一帶舉旗警告，要求聚集的市民立刻離開，示威者開始轉往內街。下午3時30分，警方進一步在旺角砵蘭街及登打士街口拉起封鎖線，並在附近截查多人。到下午4時過後，警方在登打士街再度舉藍旗警告。而南京街及甘肅街與彌敦道交界各有最少20人被截停搜查。
警方在油麻地一帶改用包圍戰術，將記者分隔並包圍，並逐一搜查記者證身份後才能離開，其間不時發生對峙及叫罵。到下午5時，警方再次將大批市民及記者包圍，無法前到其他地方進行採訪。警員又在信和中心外舉藍旗，禁止市民行往登打士街方向。同一時間，防暴警察一度在西洋菜南街施放胡椒噴劑，多名市民及記者被噴中。

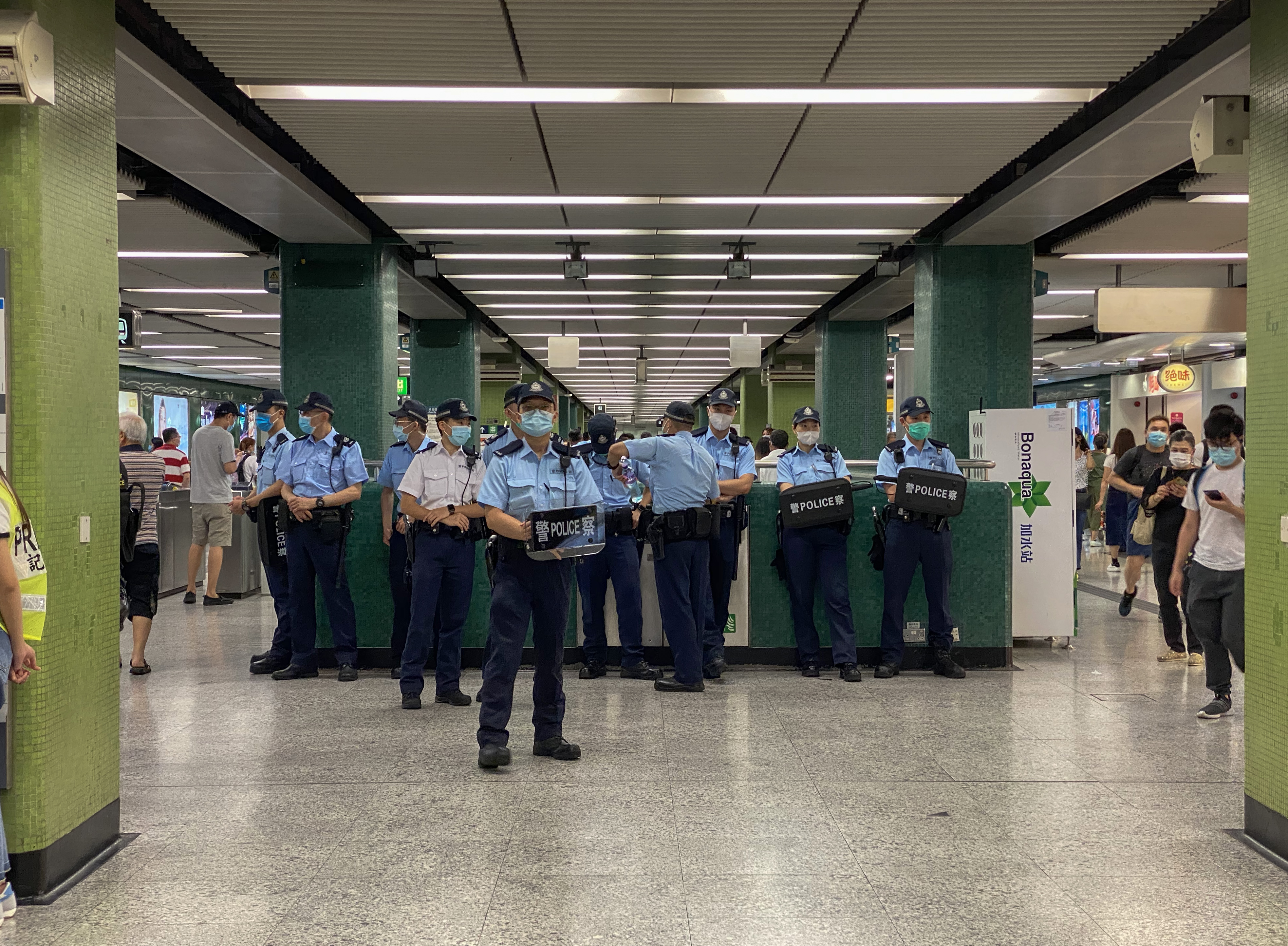
警員在佐敦站戒備
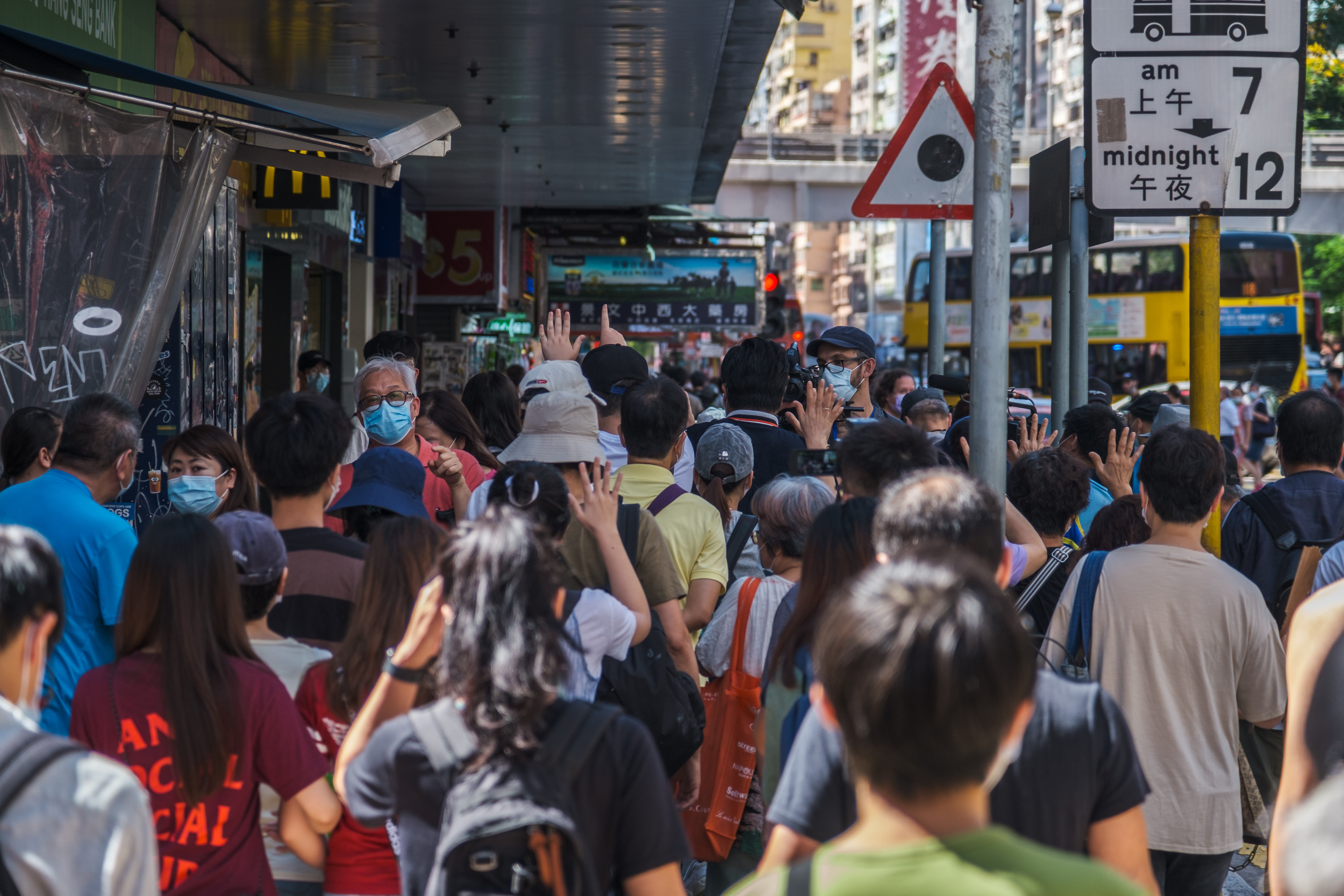
遊行人士在佐敦舉起「五大訴求，缺一不可」手勢
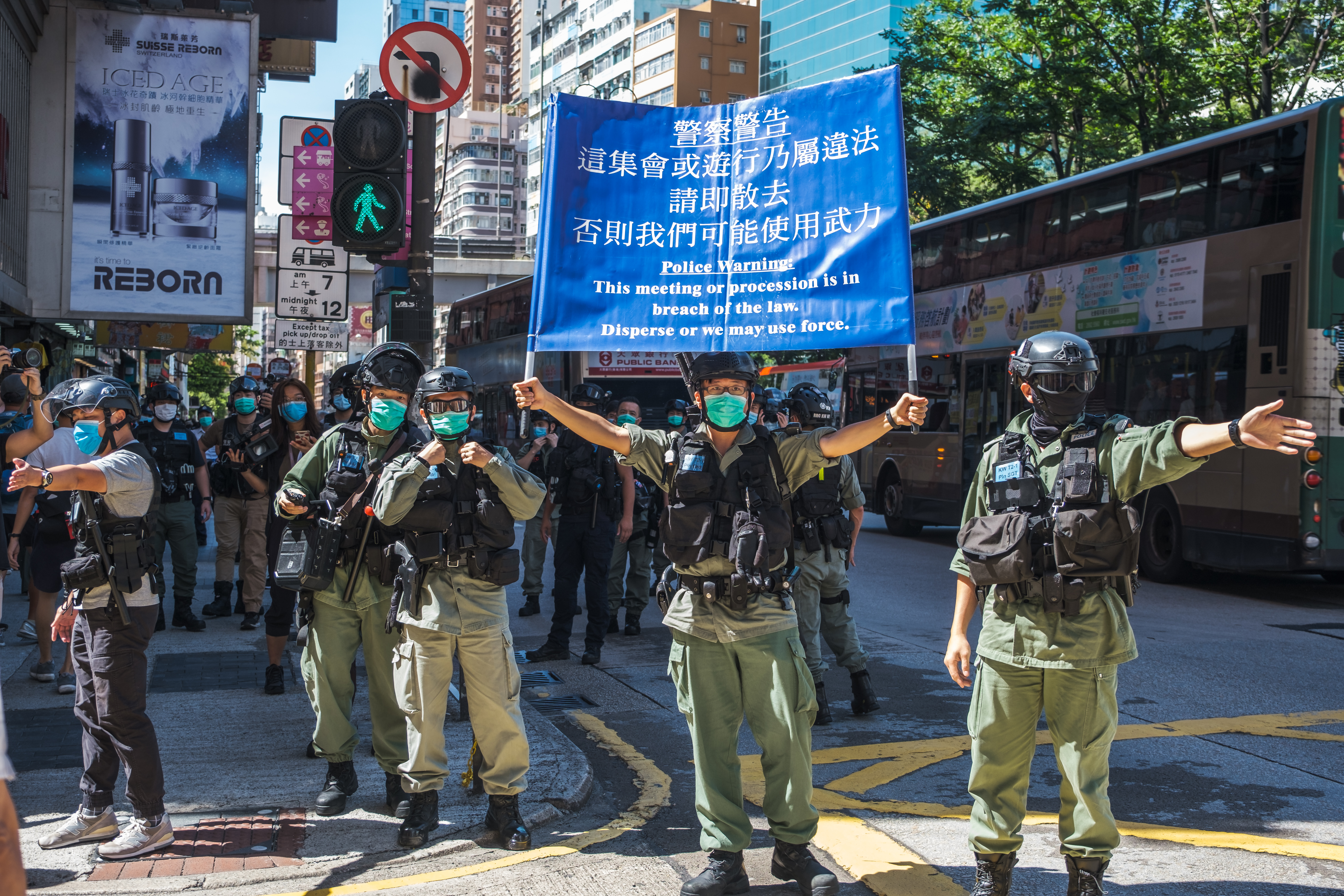
遊行在下午3時展開不足8分鐘，防暴警察舉起藍旗
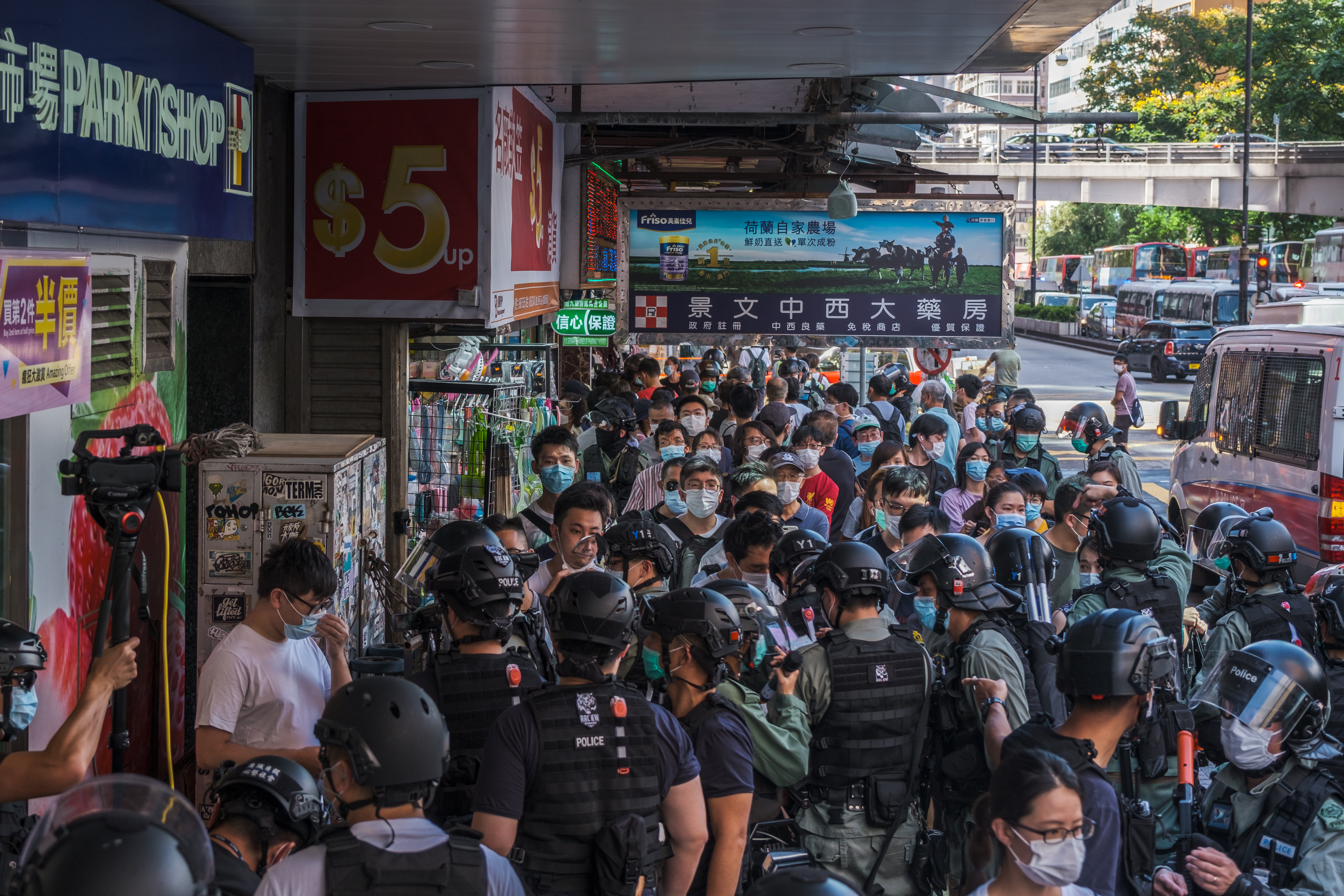
防暴警察圍封彌敦道截查市民
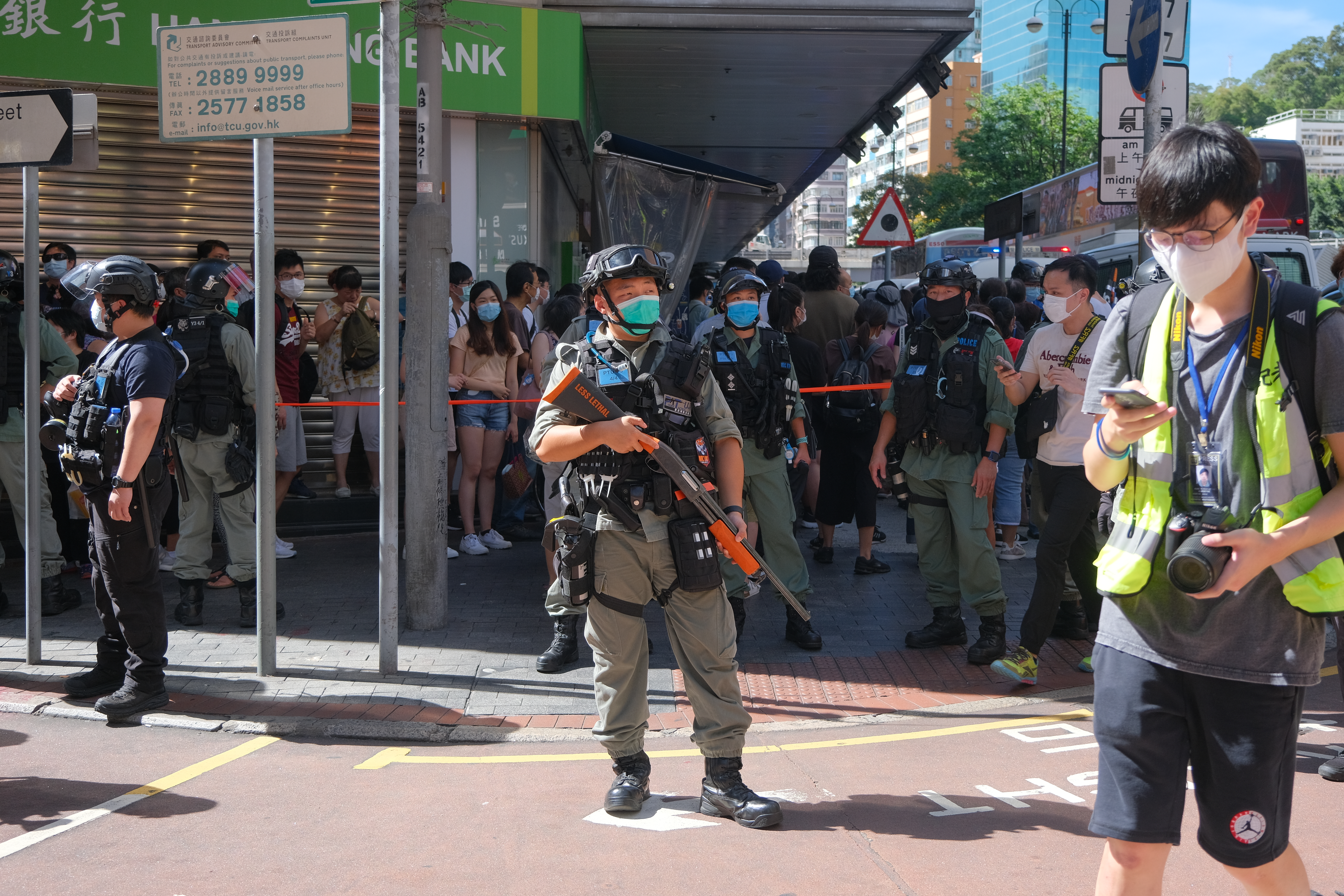
防暴警察在北海街截查市民

到約下午5時半，網媒Flash Media Hong Kong及Studio Incendo拍攝到一家三口在彌敦道逛街期間遇上防暴警察進行驅散及圍捕，其中父親被拉入封鎖線，目睹過程的兒子嚇至不斷哭泣，需要母親安慰。兒子高叫「爸爸！爸爸！」揮手目送父親離開送往警署。1日後獲保釋。另外，有網民拍攝到兩名男童手持連鎖服裝店紙袋也被警方截查。而紙袋內只是新買的衣服，形容香港比內地及任何地方都恐怖。
到傍晚6時起，警方在旺角一帶街頭對路過的市民展開大規模逮捕，包括多名長者和身穿反光衣的義務急救員，警方的行動引起現場的市民鼓譟，大叫「行街都有罪呀？你叫我哋行過嚟㗎」。其中，東區區議員徐子見及油尖旺區區議員林兆彬也在被捕之列。40多人其後被帶上旅遊巴送住警署
警方拘捕53人，包括41男及12女，涉嫌非法集結，被送往紅磡警署拘留。其後37位已獲准保釋候查，14人獲無條件釋放，另外2人拒保候查。警方在近奶路臣街位置以巡邏車留守，以防止示威者再度聚集。而大批被捕者親屬晚上到紅磡警署外守候，十多名警員警署外戒備。而立法會議員涂謹申及多名民主派區議員也到場聲援。有被捕親屬表示原約定表弟在旺角買波鞋，不過到信和中心附近後便無法打通電話。其後從朋友得知有人拍攝到他的表弟被捕。他批評警方過分濫捕，而現場環境沒有任何衝突，質疑警方為何會要拘捕他。有人也不滿警方拒絕送飯給被捕者，認為送飯屬被捕者的權利。

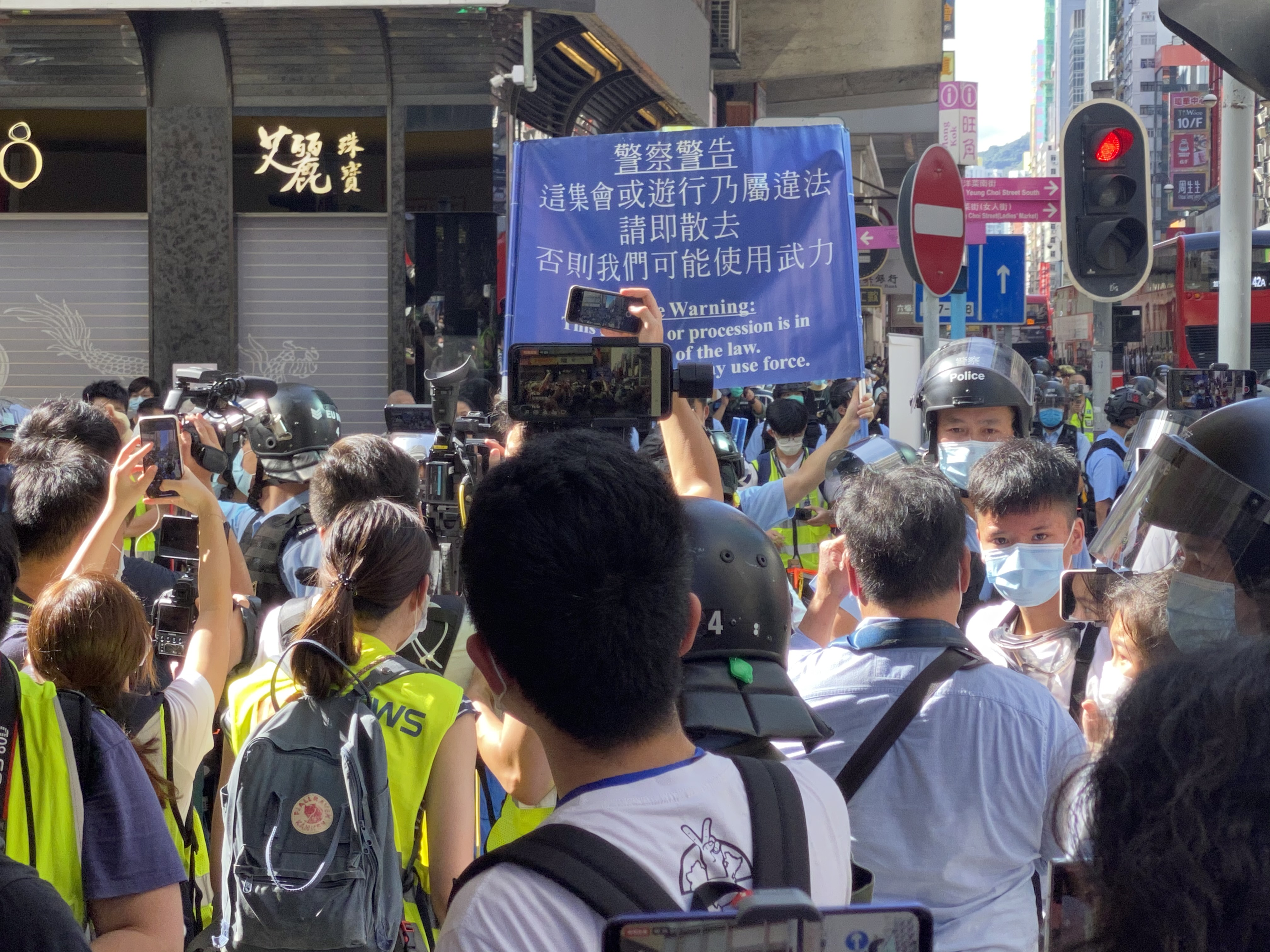
大批在场采访的记者在旺角登打士街被警員封锁拦截
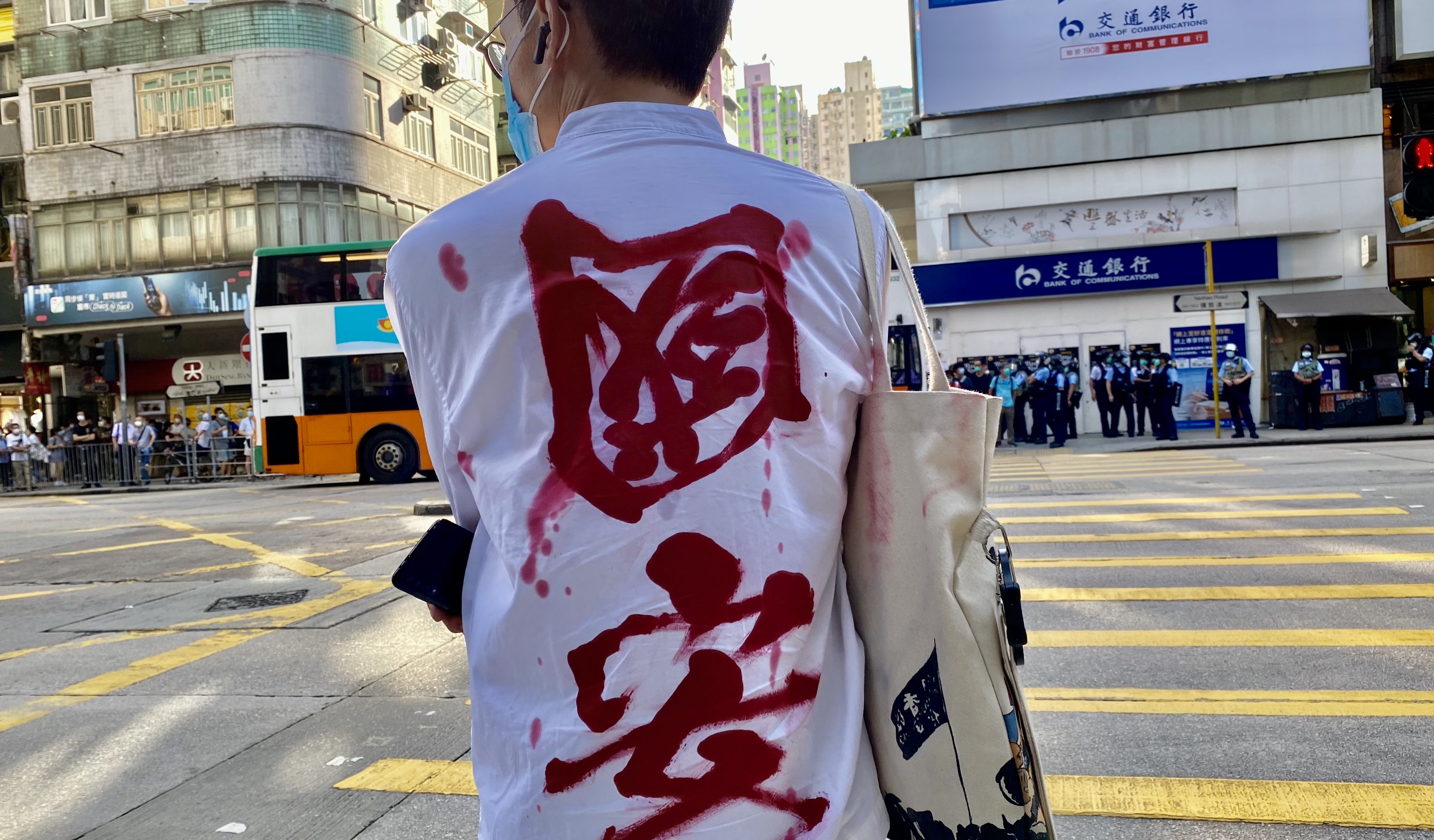
区议员徐子见穿上象征反对港版国安法的衬衫，监察警方6月28日九龙静默游行的执法情况，后来被警方拘捕
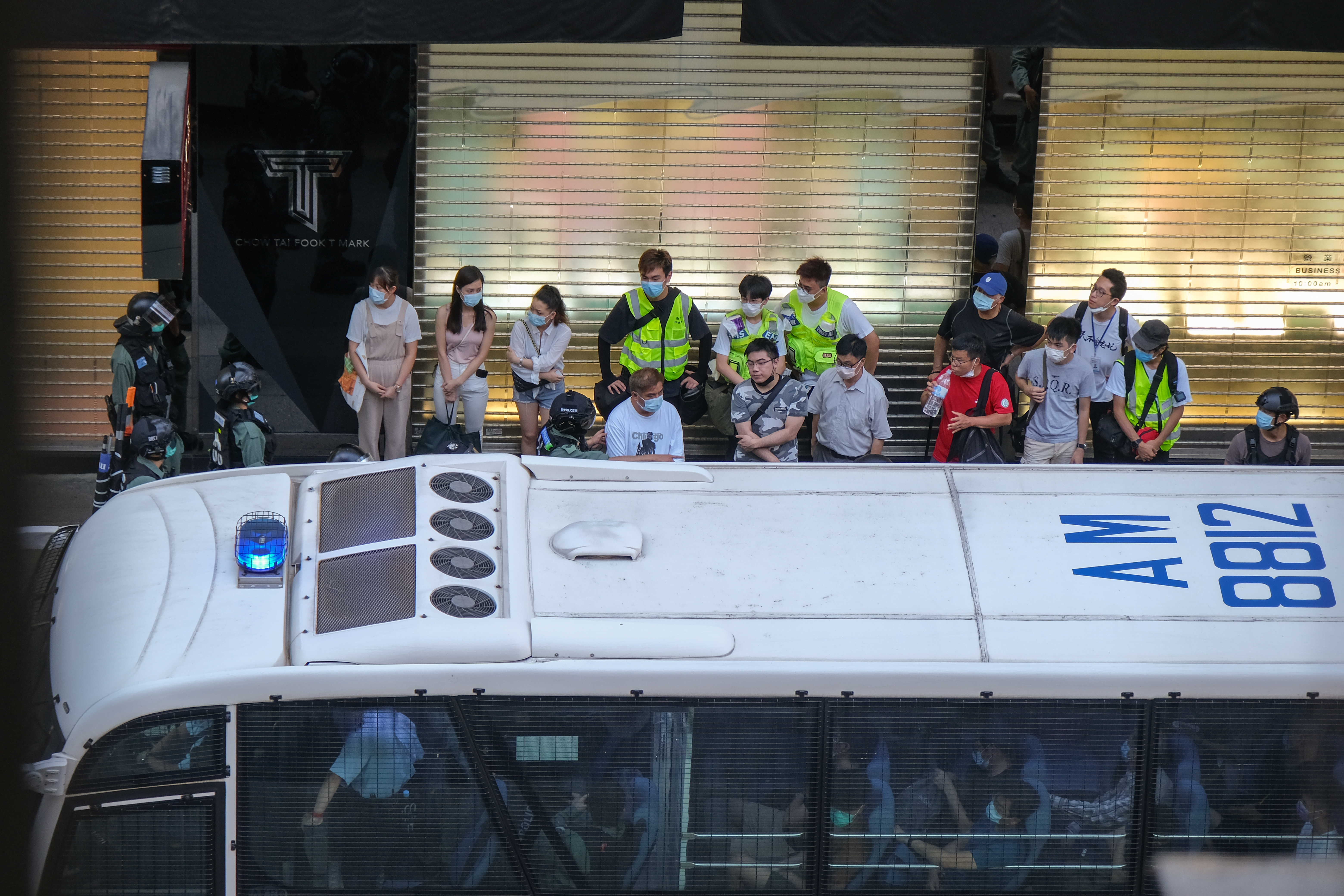
身穿反光衣的義務急救員被捕
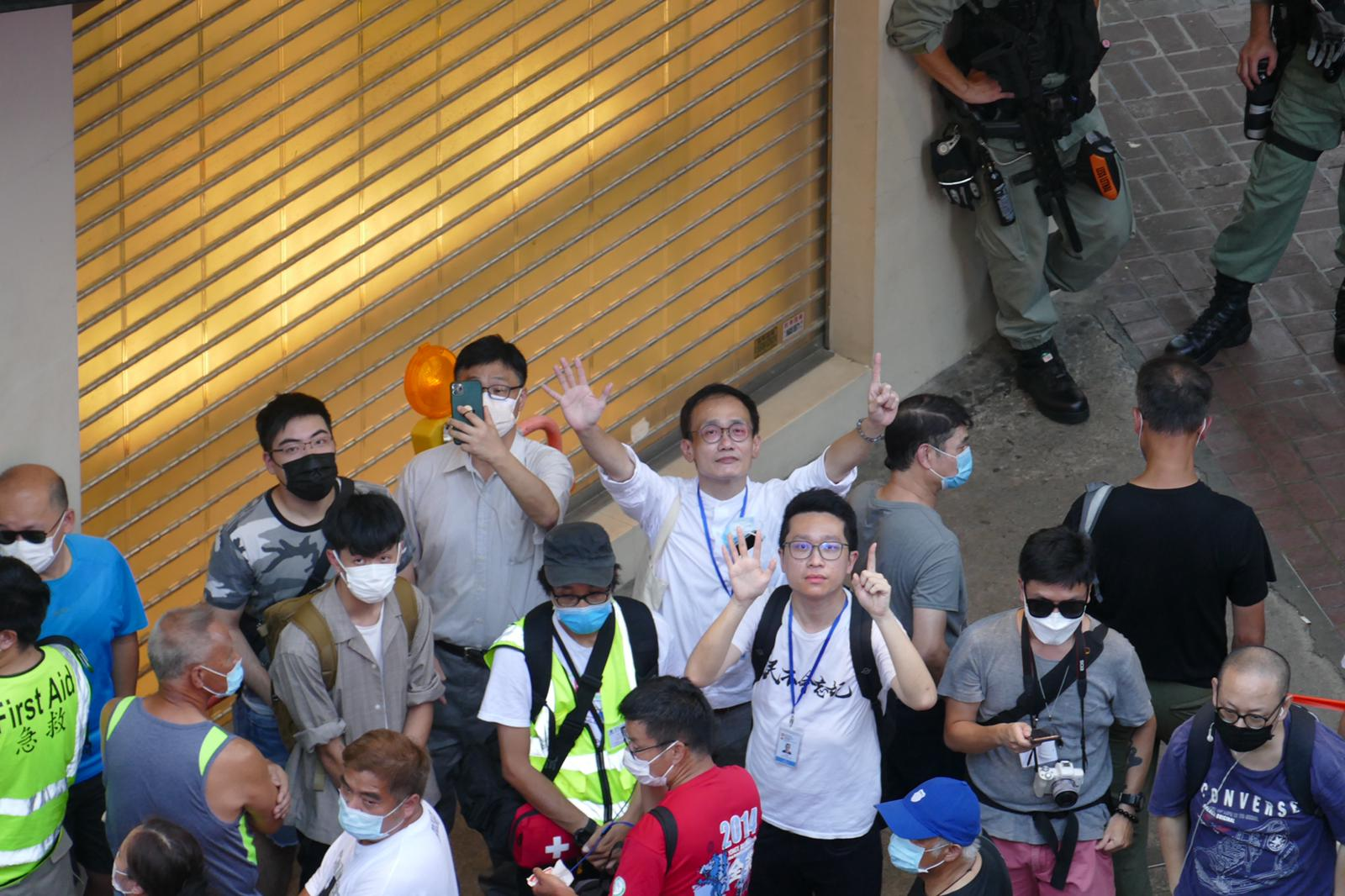
東區區議員徐子見及油尖旺區區議員林兆彬被捕
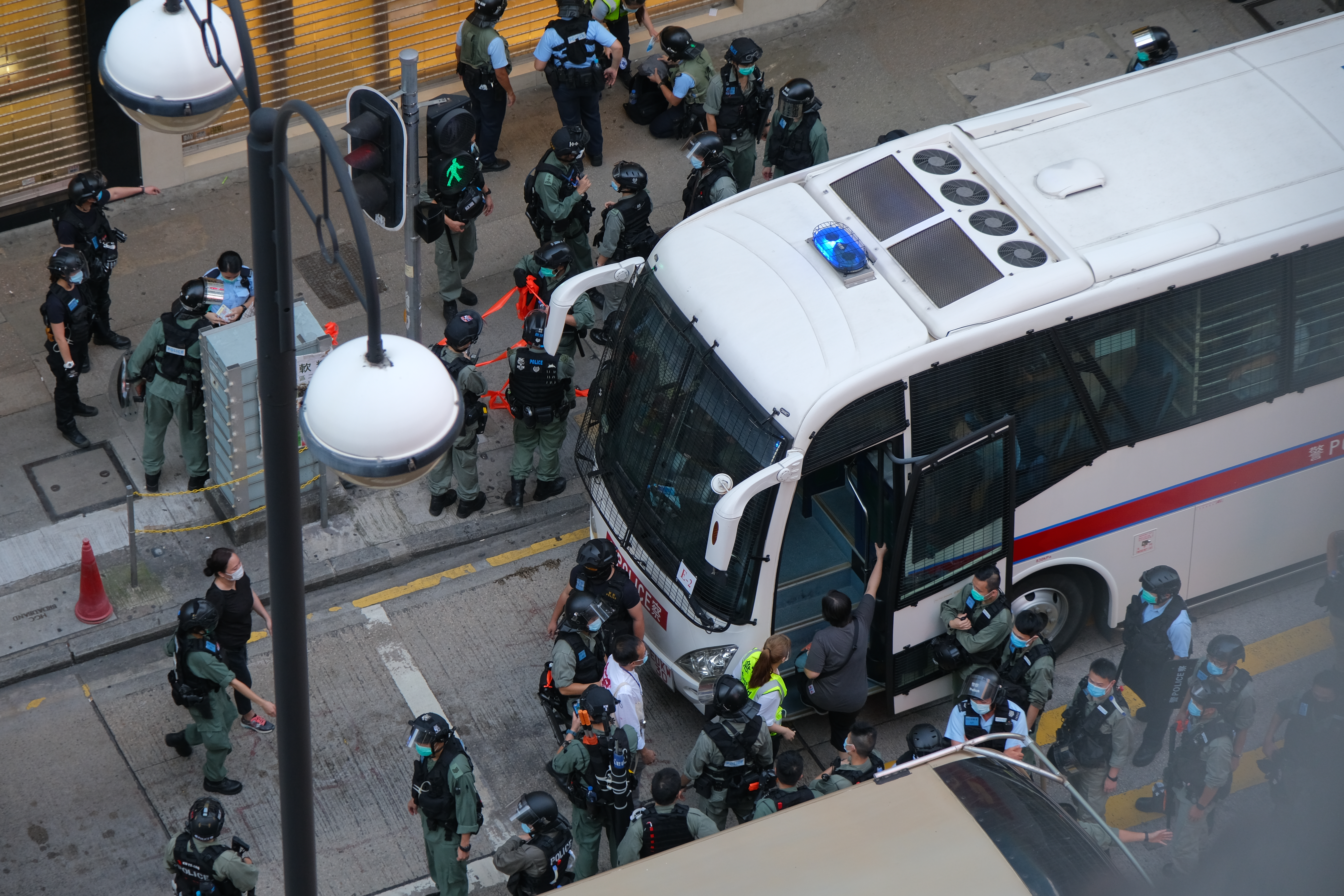
被捕人士帶上旅遊巴送住警署
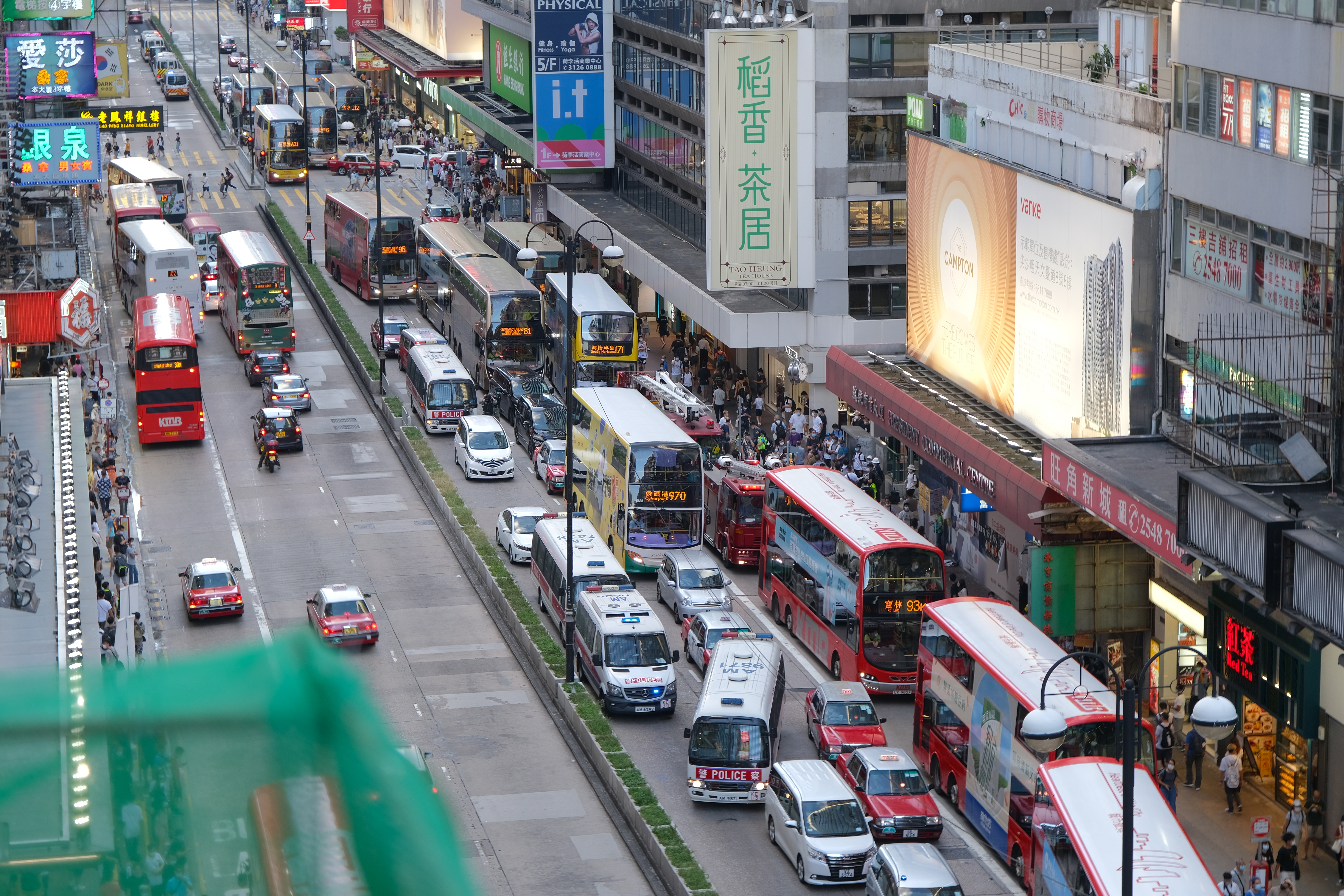
彌敦道有大量警車
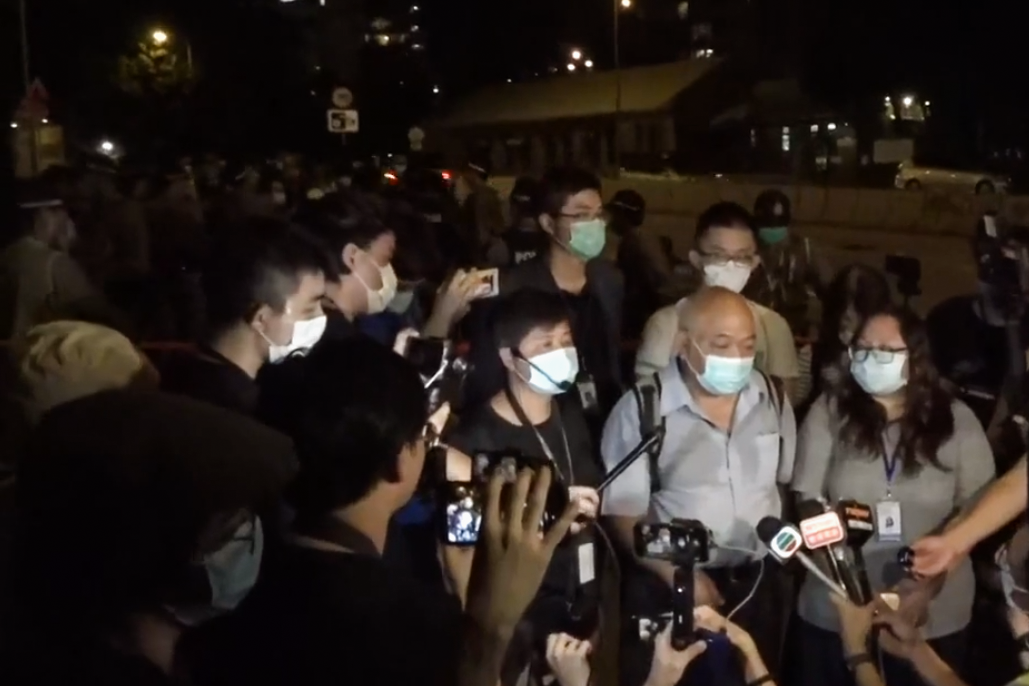
多名民主派區議員到紅磡警署外聲援

### 朗屏站支持國安法集會衝突 兩母子和記者遇襲

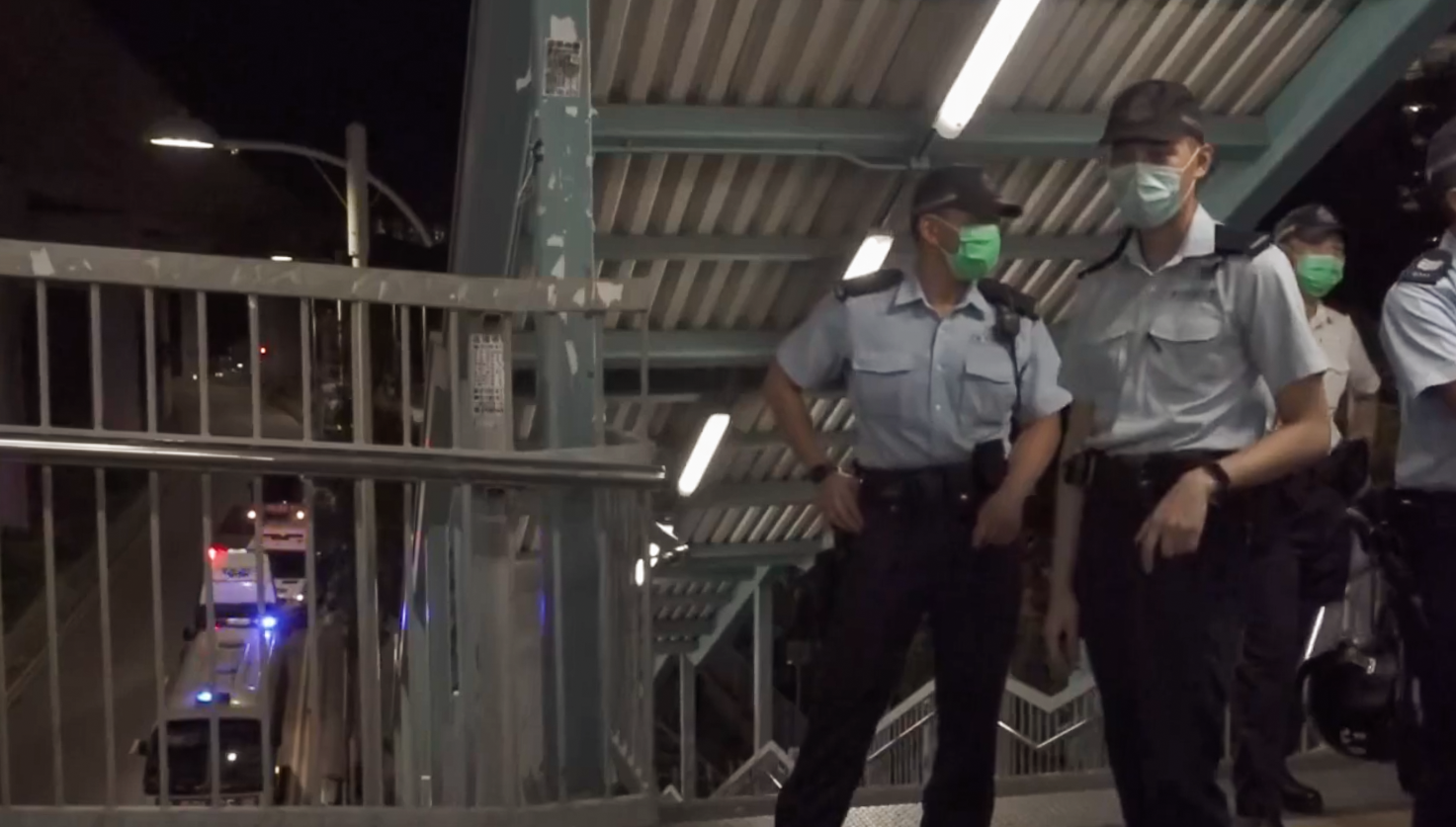
遇襲事件後，警員到場戒備

一批身穿白衣的人士在朗屏站外的行人天橋擺設街站，收集支持「港區國安法」市民的簽名。傍晚6時許，一名39歲女子帶同9歲的兒子經過街站時，懷疑因在簽名板上寫下「X」，而被白衣人包圍和毆打，男童被打傷眼角紅腫。同時有白衣人在場拍打《東方日報》的記者鏡頭，並稱「這個是不是黑記呀？」。同場擺設反對「港區國安法」街站的前學民思潮發言人黃子悅，其團隊的義工攝影師上前拍攝衝突期間也被遇襲。其後有大批人群聚集及爭執，警方到場拉起封鎖線，一度衝往朗屏邨驅散並截查市民，防暴警察一度到場。而天水連線的區議員及立法會議員鄺俊宇也到場了解情況。事件中3人受傷，遇襲男童在父母陪同下登上警車離開，再送往天水圍醫院治理。而警方將白衣人帶回警署，但市民質疑警方會將白衣人放行。

### 「傳承的愛」一周年追悼會
傍晚，好鄰舍北區教會及「傳承的愛」籌委會在九龍佑寧堂舉辦「傳承的愛」一周年追悼會，悼念因反修例運動而離世的人士，有過百人參與。大會主持讀出約20多名離世的「手足」名字，並默哀5分鐘，其後亦讀出多名離世抗爭者的遺言。主辦單位也邀請了歌手阮民安到場分享。

## 29日

### 國際回應：美國
美國國務院發表聲明，宣布終止出口國防產品到香港，作為對「中國共產黨蠶蝕香港自由」的直接回應。 美國商務部同時發表聲明，如果繼續將香港視為一個單獨的優惠地區，將「有可能將敏感的美國技術轉移給人民解放軍或[中國]國家安全部」，因此此刻暫停對香港給予「優惠待遇」。

### 北京政府对在涉港问题上“表现恶劣”的美方人员实施签证限制
中国外交部发言人赵立坚在例行记者会上表示，中国政府谴责美方通过制裁阻挠中方推进香港国家安全立法，并决定对在涉港问题上“表现恶劣”的美方人员实施签证限制。

### 盧曉欣墮樓逝世一周年

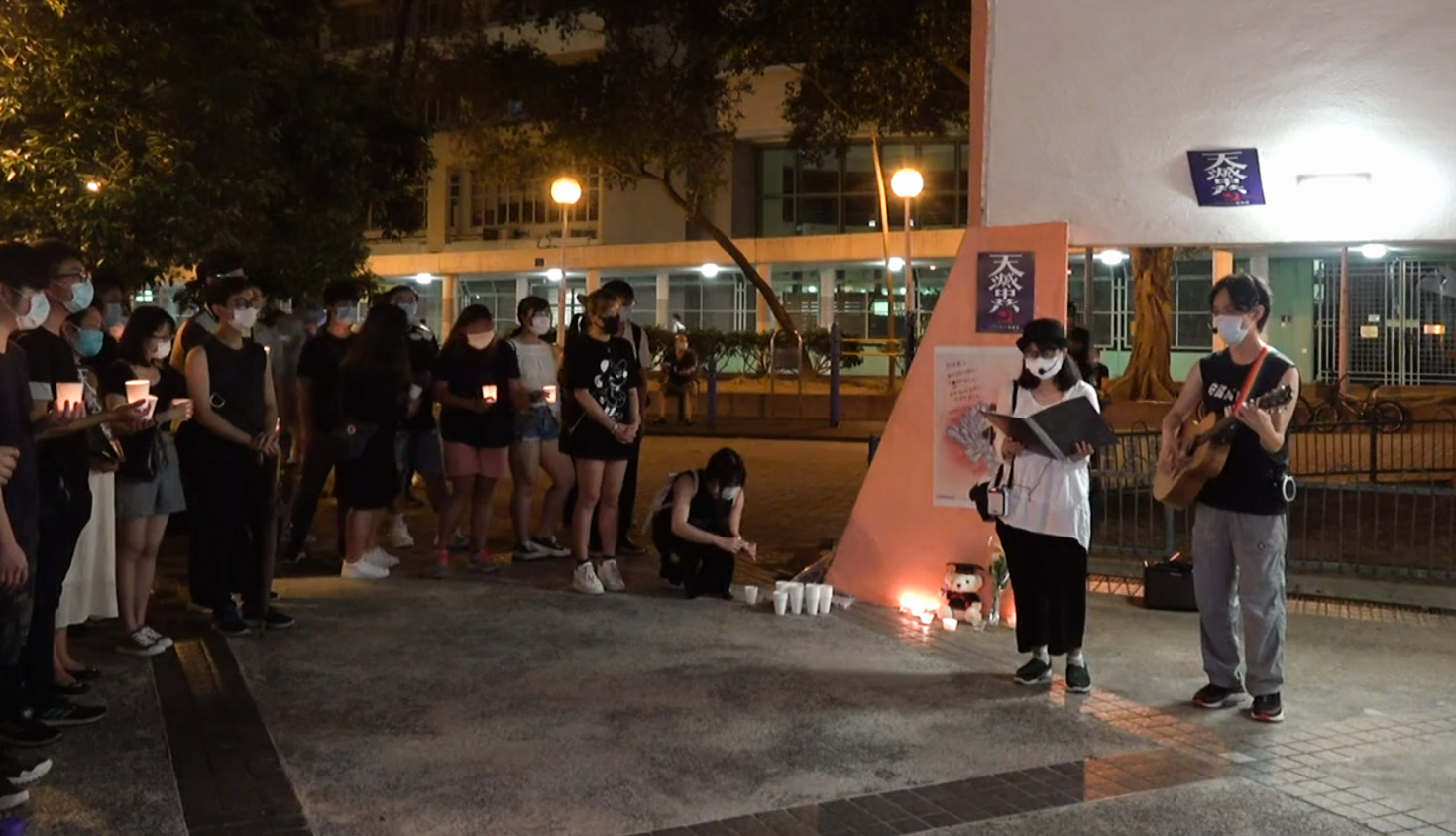
晚上，一批市民到粉嶺嘉福邨的露天廣場進行悼念，社工呂智恒帶同結他領唱聖詩

6月29日，盧曉欣逝世一周年，有市民分別在她生前就讀的香港教育大學校園及墮樓身亡的粉嶺嘉福邨進行悼念。教育大學學生會今日在教大校園舉辦追思會，悼念一年前墮樓去世的學生盧曉欣及校友鄔幸恩。大約數十人到校參加追思會，包括香港大學、科技大學、城市大學等多間大學學生會代表，參與者為兩人默哀，並一起唱《願榮光歸香港》。到晚上，一批市民到粉嶺嘉福邨的露天廣場進行悼念，數十名參與者點起燭光，在地上拼砌成心形及十字架形狀，擺放紙鶴及獻花，並在桌上放置寫上「繼承遺志，堅持下去」的大型心意卡。晚上約8時，他們低頭默哀及祈禱，社工呂智恒帶同結他領唱聖詩。另一批市民則在福泰樓地下悼念。

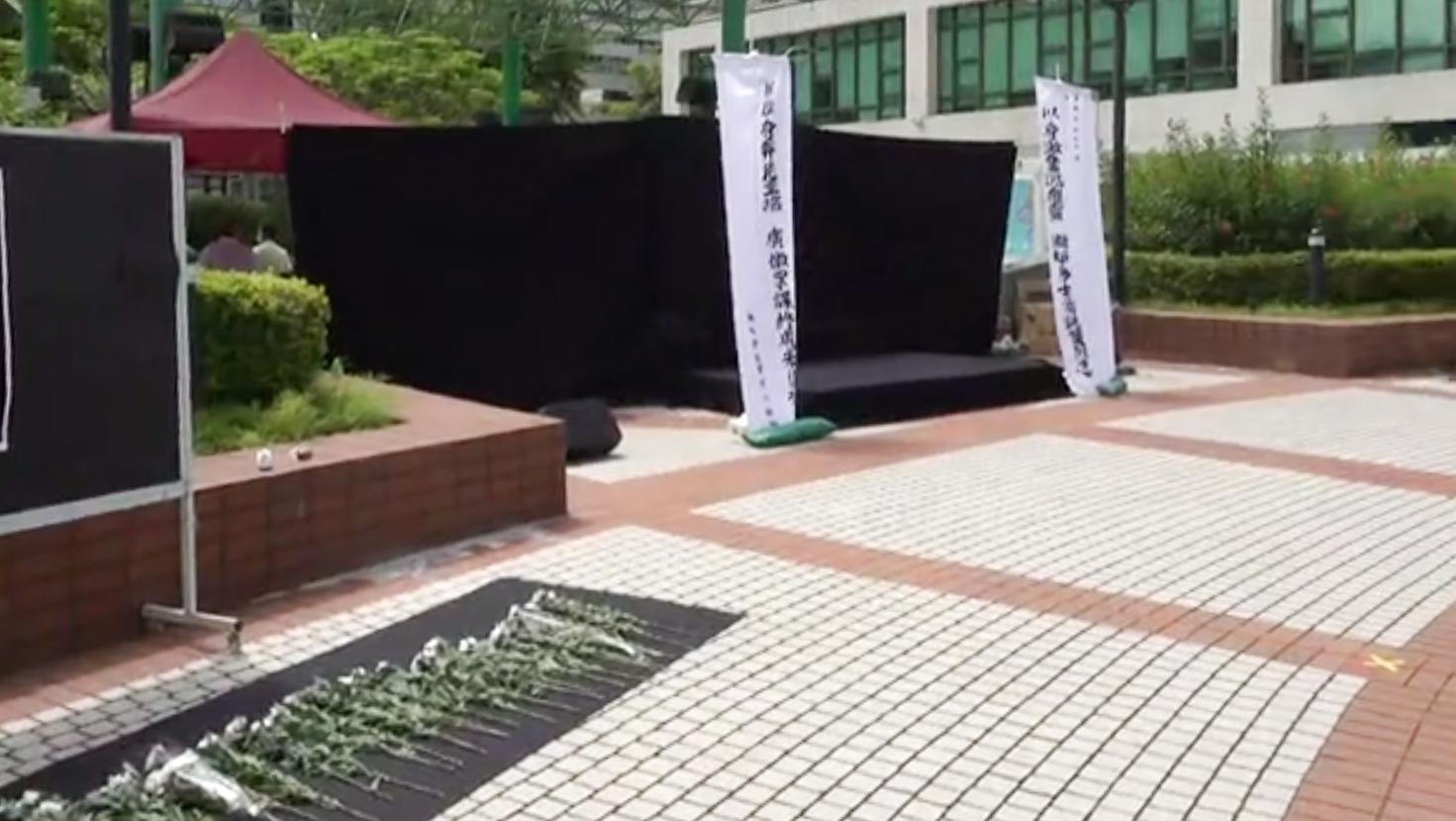
香港教育大學追思會
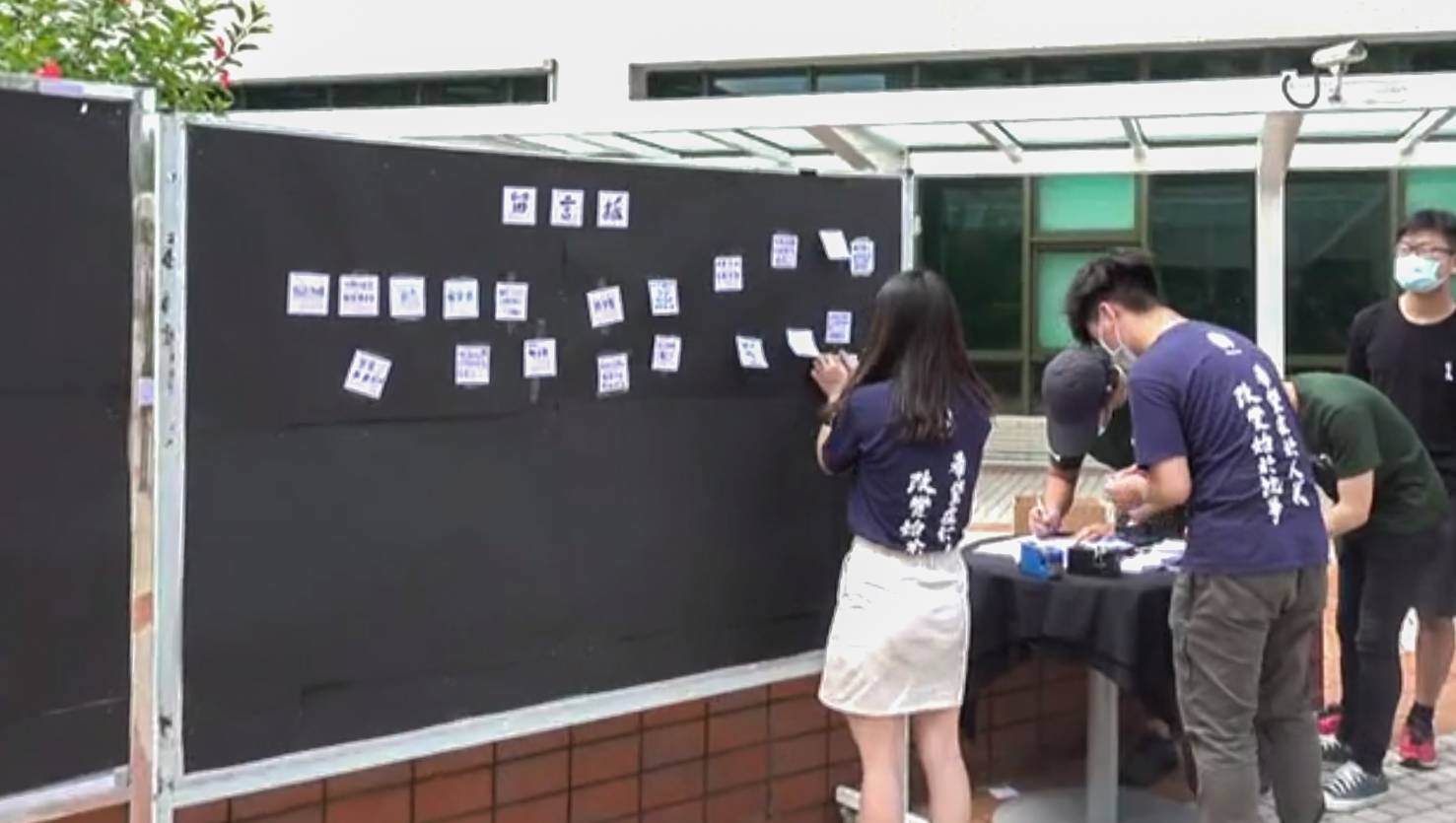
追思會現場有留言板讓學生留言
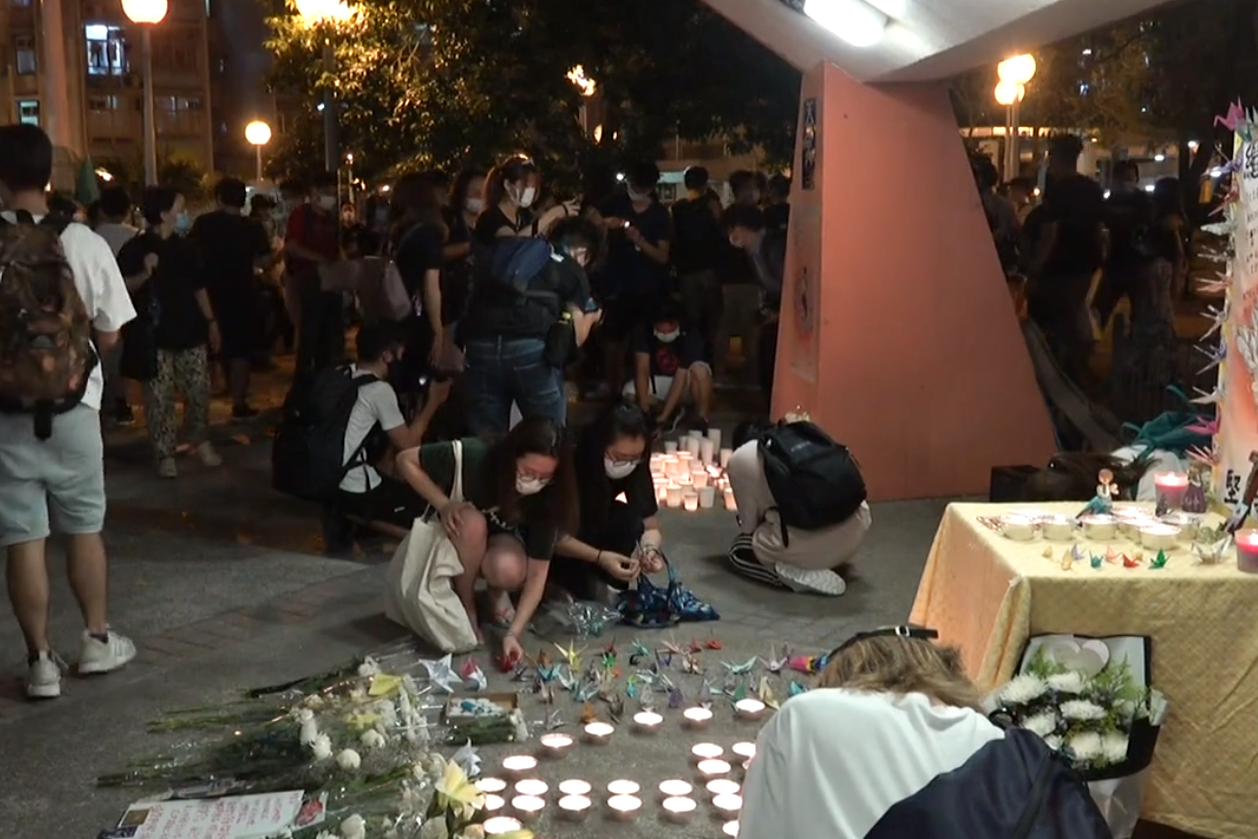
嘉福邨悼念現場

## 30日

### 人大通過國家安全法，習近平和林鄭月娥簽署生效
全國人民代表大會常務委員會繞過了香港的立法程序，162名人大常委全票一致通過 「港區國安法草案」，同日下午決定將港區國安法納入《基本法》附件三，國家主席習近平簽署主席令予以公布。該法律的細節從未公開供香港市民參閱。而行政長官林鄭月娥也於同日簽署，港區國安法刊憲，於當日晚上11時正式生效。

### 國際回應：英國
北愛爾蘭英國國會議員 Jim Shannon 在題為“中國違反了香港移交協議–現在是英國採取行動的時候”的文章中寫道：“中國已利用一切機會撤銷和無視”《聯合聲明》，因此現在是英國宣布違反《聯合聲明》的時候。若英國採取進一步行動，例如對香港高級官員實施等同 Magnitsky Act 般的制裁，可能會香港對產生更具影響力的結果。

### 政治人物紛紛退出所屬團體
港區國安法稍後正式實施，多個政治組織相繼宣布解散，停止本地活動。
早上，香港眾志秘書長黃之鋒、成員羅冠聰、周庭及敖卓軒，分別在自己的facebook宣布退出香港眾志，黃之鋒辭任香港眾志秘書長。到下午3時05分，香港眾志在facebook宣布即日起解散及停止一切會務，表示「必需化整為零，眾人應以更靈活的方式繼續投入抗爭」。
而「香港獨立聯盟」和「香港民族陣綫」於facebook宣布，即時解散香港境內成員，「維多利亞社區協會」亦宣佈暫停運作。「學生動源」召集人鍾翰林亦宣佈遣散香港地區成員，辭任學生動源召集人一職。
晚上，民間外交網絡發言人張崑陽在facebook宣布為了「不希望拖累任何人」，由即日起辭任民間外交網絡發言人，並解散組織，但會繼續參與民間外交工作。

### 中環和你lunch 警方到商場驅散

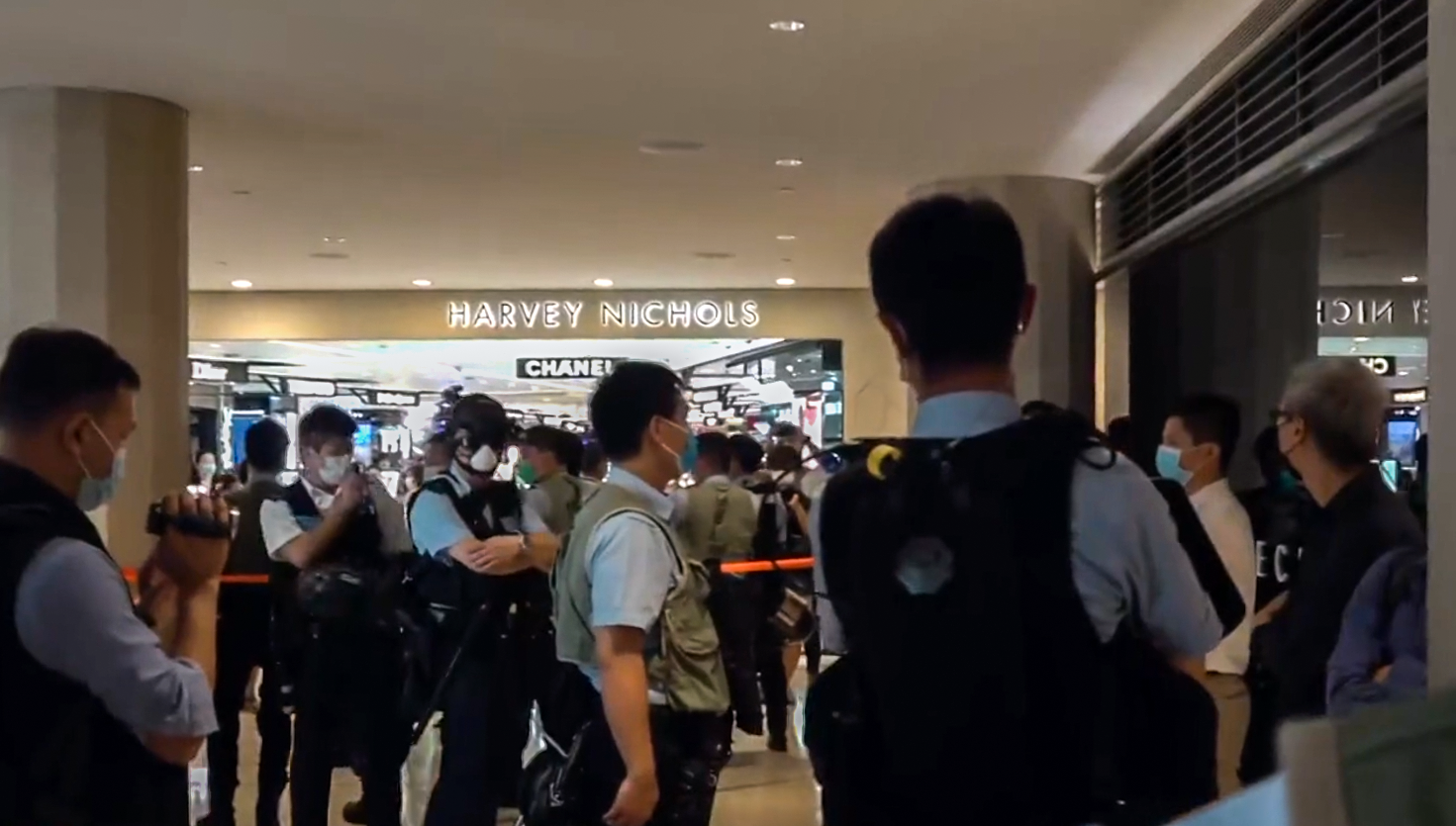
多名軍裝警員到商場2樓拉起封鎖線截查市民

中午，網民在中環置地廣場舉行「和你lunch」活動，反對港版國安法立法，同時為去年在ifc墮樓身亡的鄔幸恩默哀1分鐘。而歌手阮民安也有到場唱歌。到下午1時23分，近100名軍裝警員進入商場，先在2樓拉起封鎖線截查市民。中西區區議員葉錦龍向在場指揮官反映，認為警方需要解釋行動理據，並批評阻撓市民使用商場。其後警員在地下中庭拉起封鎖線，並對記者大喝「走開呀！」，期間商場內警鐘長響。之後又到1樓截查市民和到各樓層巡邏，到2時10分才離開。

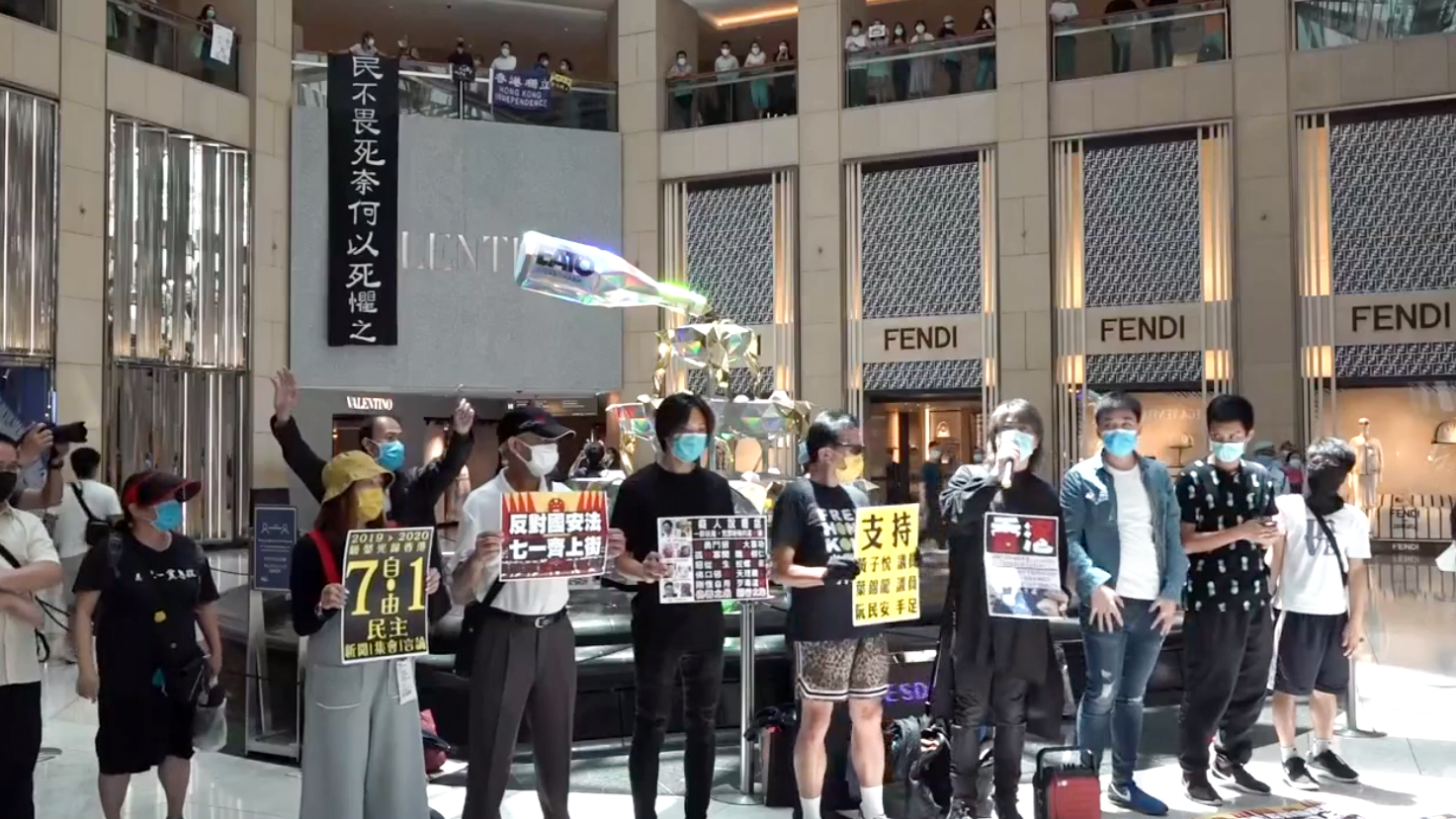
歌手阮民安到場參與「和你lunch」
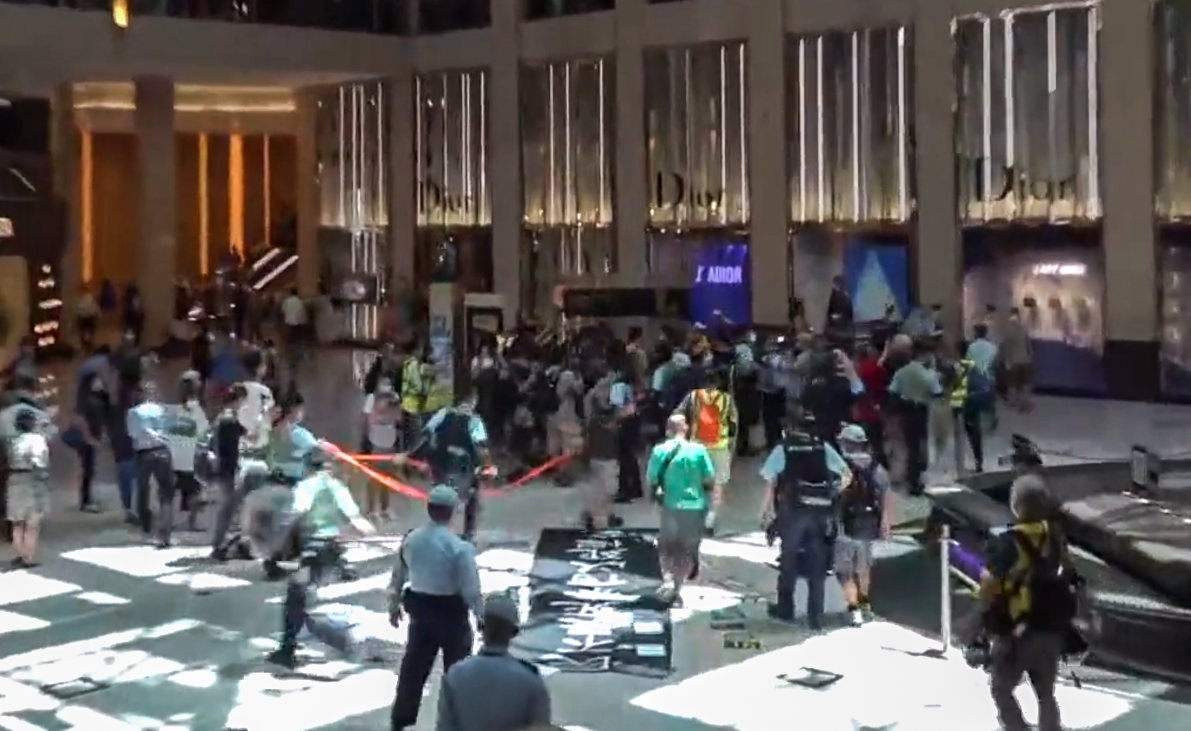
軍裝警員其後跑到中庭
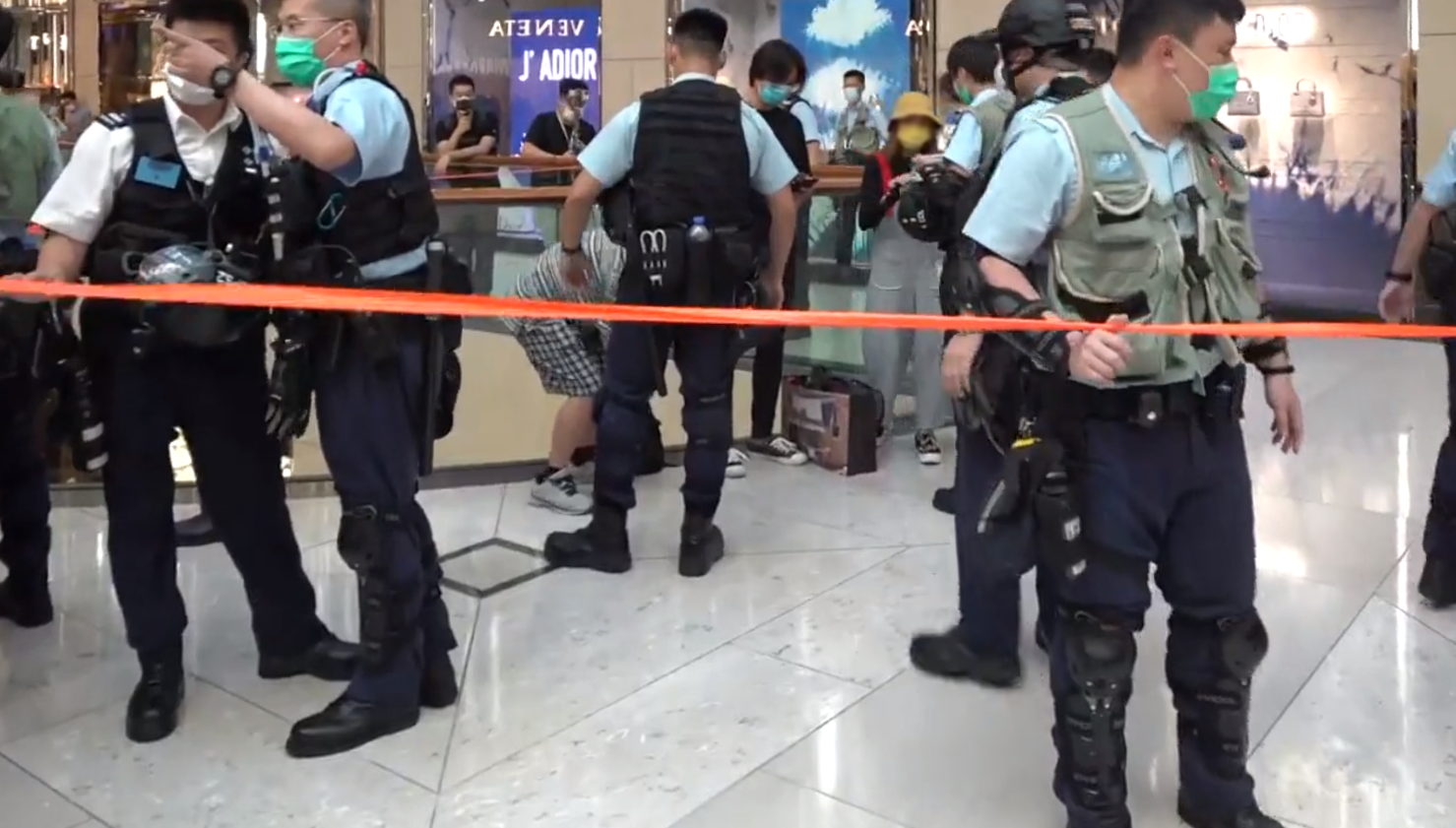
軍裝警員在中庭拉起封鎖線進行截查
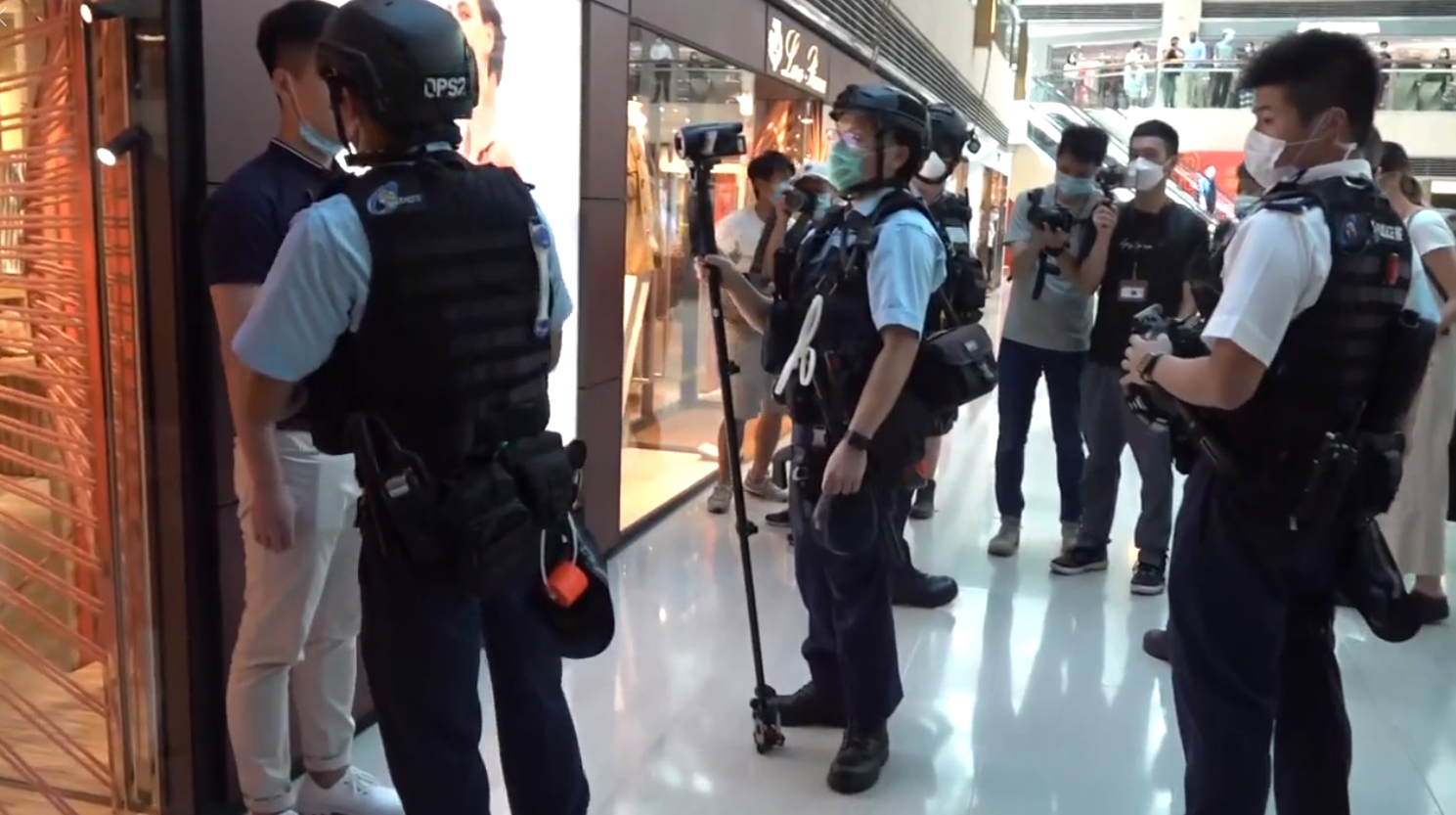
軍裝警員走到1樓截查
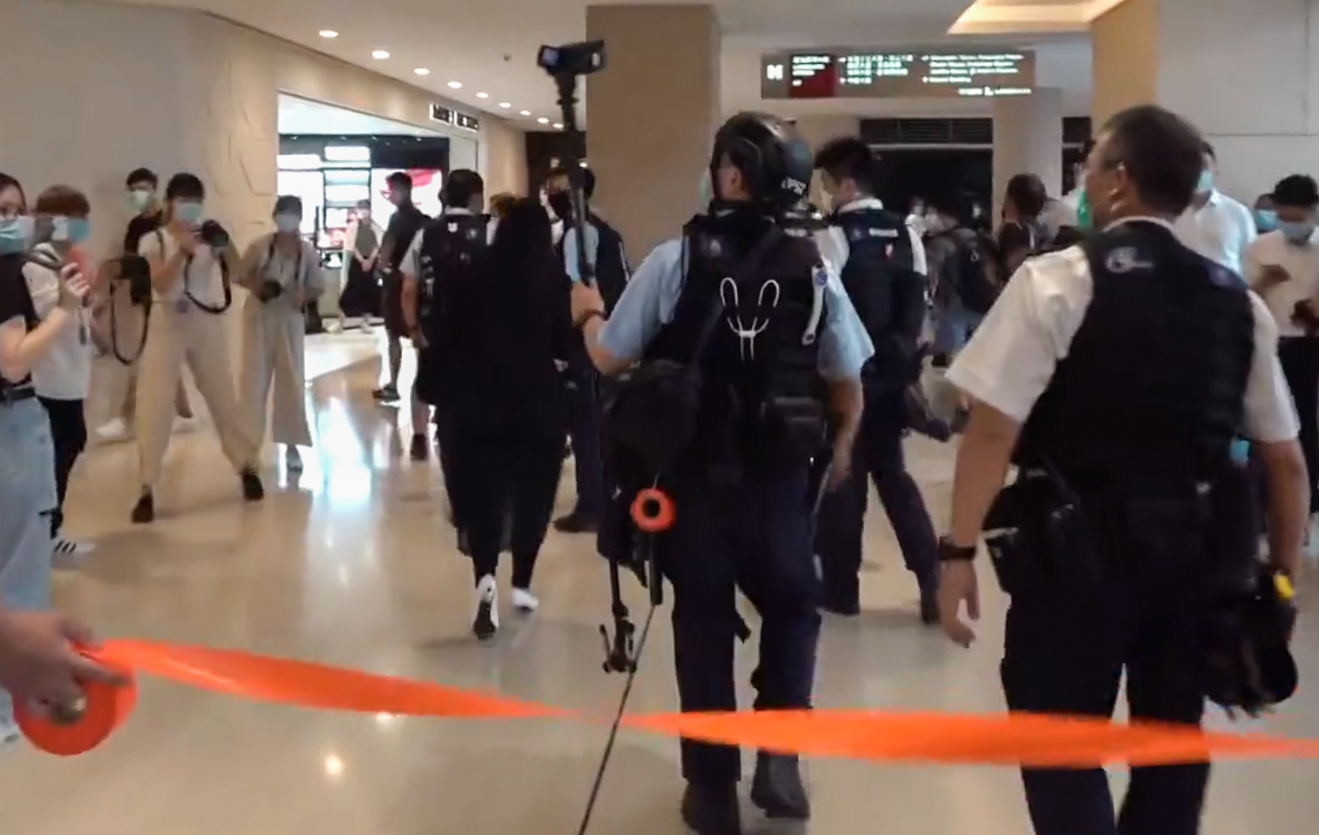
軍裝警員到各樓層巡邏

### 鄔幸恩小姐逝世一周年 警員進入商場驅散

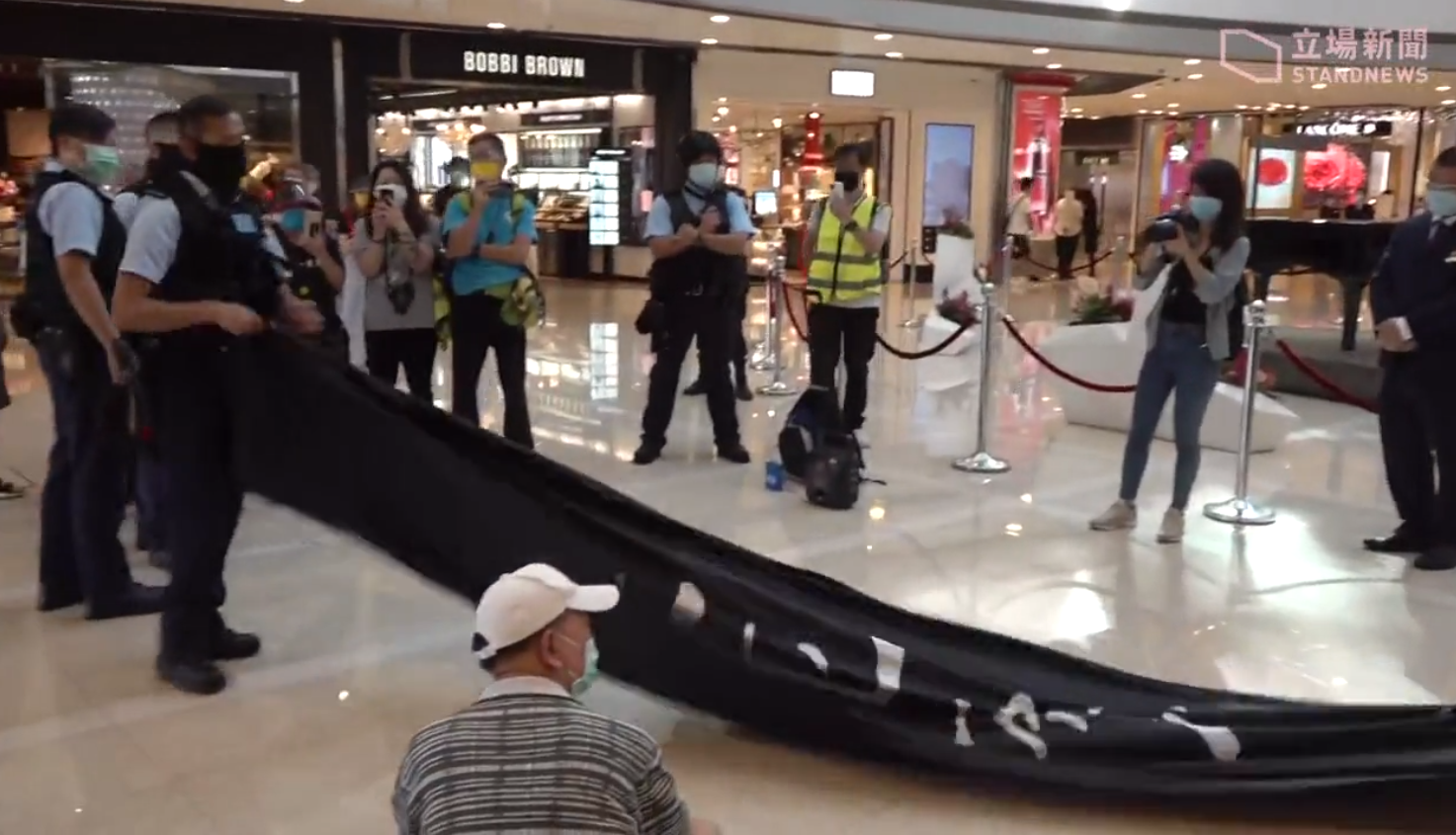
警員將直幡和相關物件帶走

下午3時開始有市民在中環國際金融中心商場中庭聚集靜坐默哀，悼念去年今日於IFC墜樓逝世的鄔幸恩小姐，其間有人擺放「民不畏死奈何以死懼之」直幡，並於中庭擺放鮮花，為鄔幸恩小姐致意。不過活動舉行數分鐘後，10多名軍裝警員和便衣警員進入商場各樓層驅散和截查和平悼念的市民。其後警員在中庭開咪，指該處有黑色袋和擴音器沒有人認領，要求盡快認領。數分鐘後警員將直幡和相關物件帶走，有市民批評警員盜取他人物品。而警員繼續在商場多個樓層巡邏，到10分鐘後才離開。到傍晚6時，再次有市民回到IFC中庭聚集，部分人在商場外路邊擺放鮮花。

### 觀塘和你SING 警方到商場驅散和拘捕市民

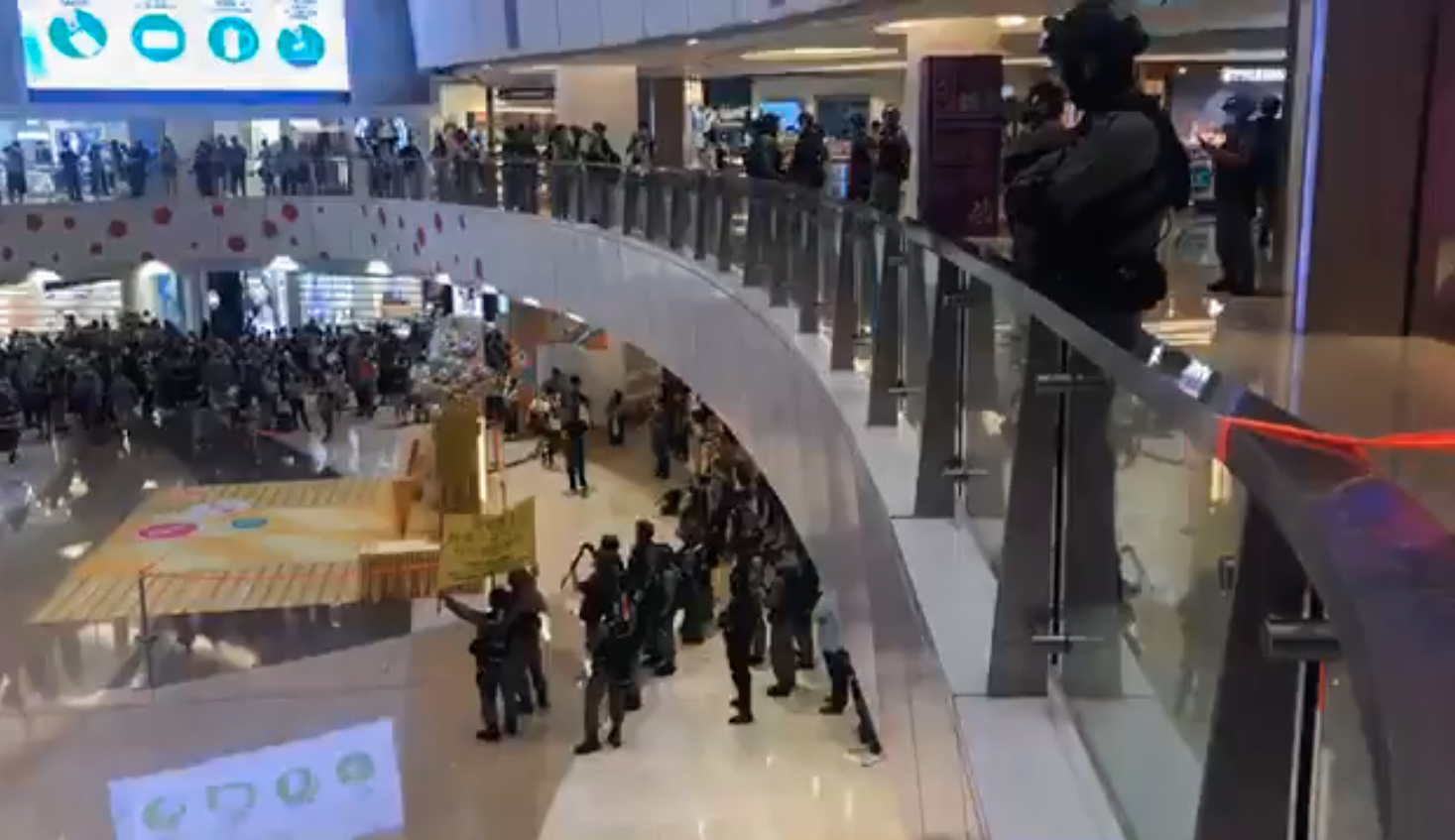
大批防暴警察突然進入商場並舉起黃旗

傍晚6時，觀塘apm商場有「和你SING」活動，近百人在中庭聚集，多次叫喊「解散警隊，刻不容緩」和「7月1，維園見」等口號。不過活動開始大約5分鐘後，大批防暴警察突然進入商場，其後在中庭位置多次舉起黃旗，有警員上到UC層要求逗留市民離開，並設封鎖線。期間部份商舖拉閘暫停營業。逗留約10分鐘後，警員分別沿電梯離開商場，部分防暴警行到觀塘站駐守。商場內的市民再次在中庭叫喊口號。到晚上7時，大批防暴警從多個位置衝入商場，部分警員由高層逐層清場。防暴警在中庭舉起藍旗，表示商場聚集市民正參與未經批准集結，並會進行驅散。其後警員在多個樓層近中庭的通道進行封鎖，並驅散市民，並清理市民懸掛的文宣。期間多名市民被防暴警截查。經截查後，至少3男1女被雙手反綁帶走，年齡介乎16至30歲，涉嫌參與未經批准集結。
事隔近兩年，兩名已踢保的27歲女子和32歲男文員被起訴非法集結罪，押後至6月22日再訊，期間獲准以2000元保釋。到同年6月，一名22歲留學英國男生回港後，亦被控一項非法集結罪名，被告准以5,000元保釋，期間不得離港、交出所有旅遊證件，及居住報稱地址等。案情透露警方派出便衣到商場內視察，指在1樓及2樓有人呼叫反政府口號和拉起橫額，其中兩名被告分別揮舞象徵自由、民主和獨立的藍白色旗幟和展示寫有「香港獨立 HONG KONG INDEPENDENCE」的黑色旗。兩名被告均承認一項非法集結罪，還柙至7月6日判刑。其後裁判官劉淑嫻指雖然沒有造成任何破壞，但由於活動在商場發生，並影響其他商戶及顧客下，屬加刑因素，判兩人監禁8星期。
而該名留學英國的22歲男生亦在2022年10月13日裁定判囚8星期。署理主任裁判官陳慧敏指，被告叫喊口號和協助他人張貼標語在警方多番警告下仍無動於衷，其行為可挑動在場其他人士，增加案件嚴重性。

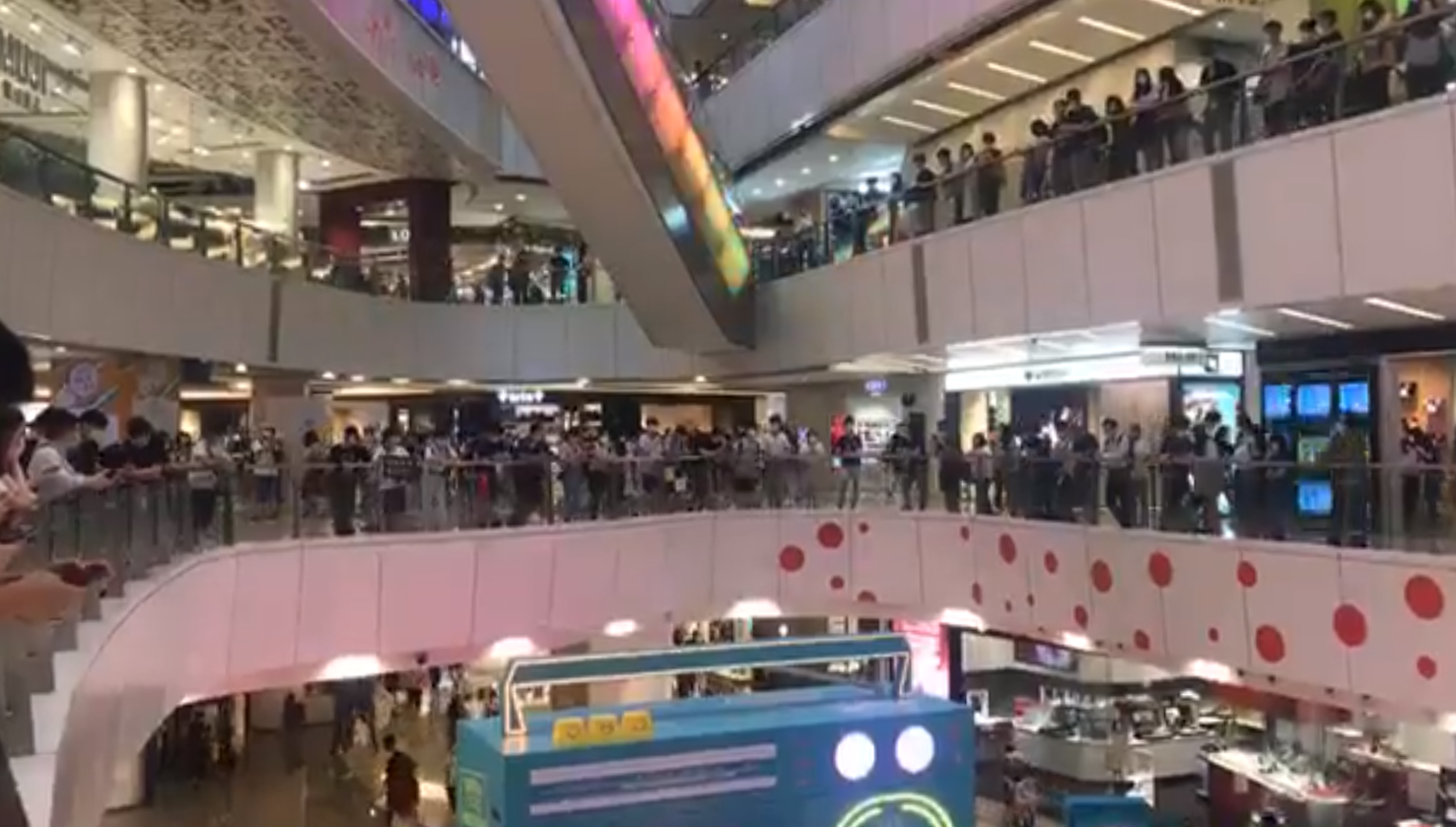
近百人在中庭聚集
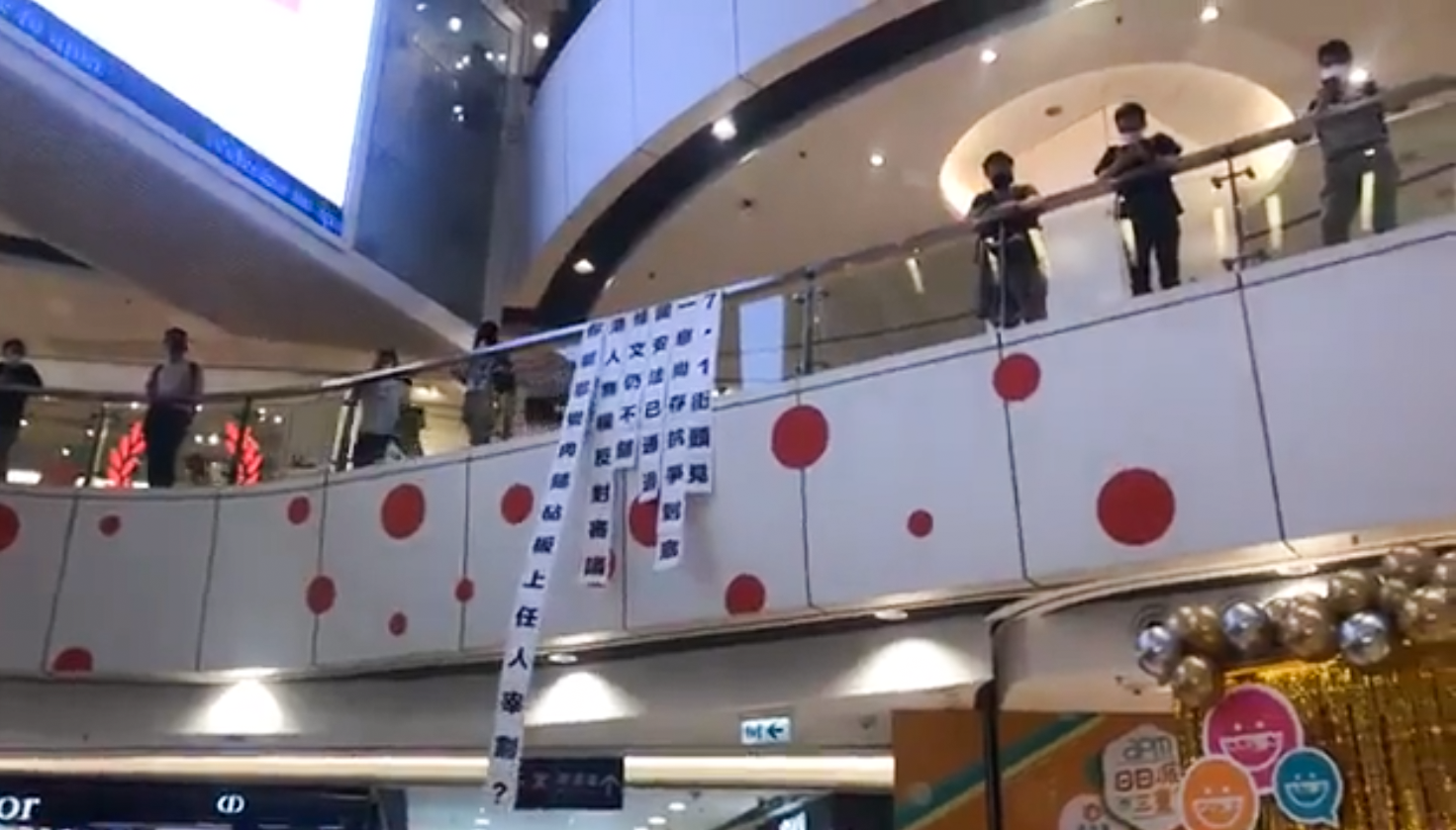
中庭懸掛了文宣
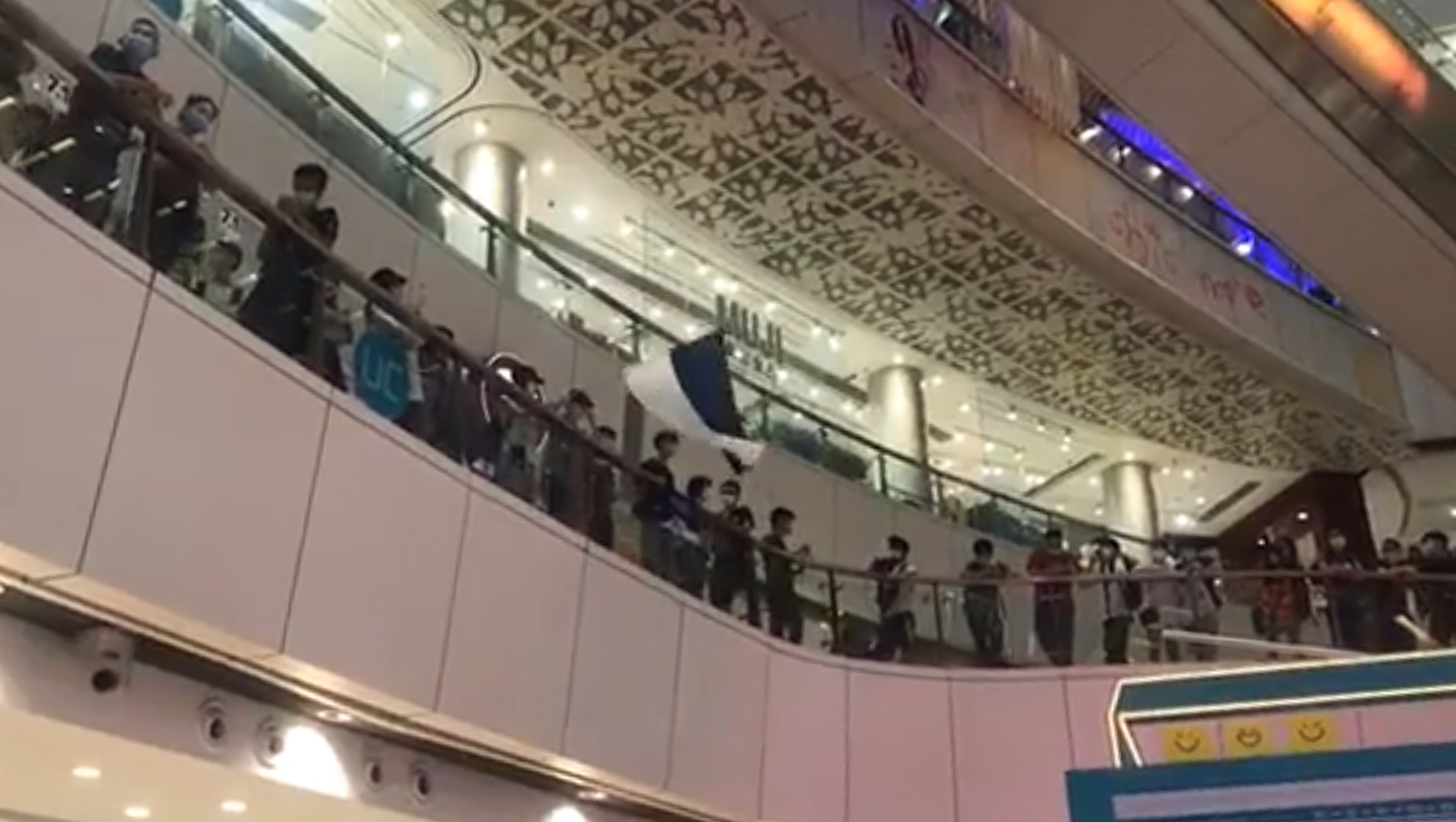
有人揮藍白旗
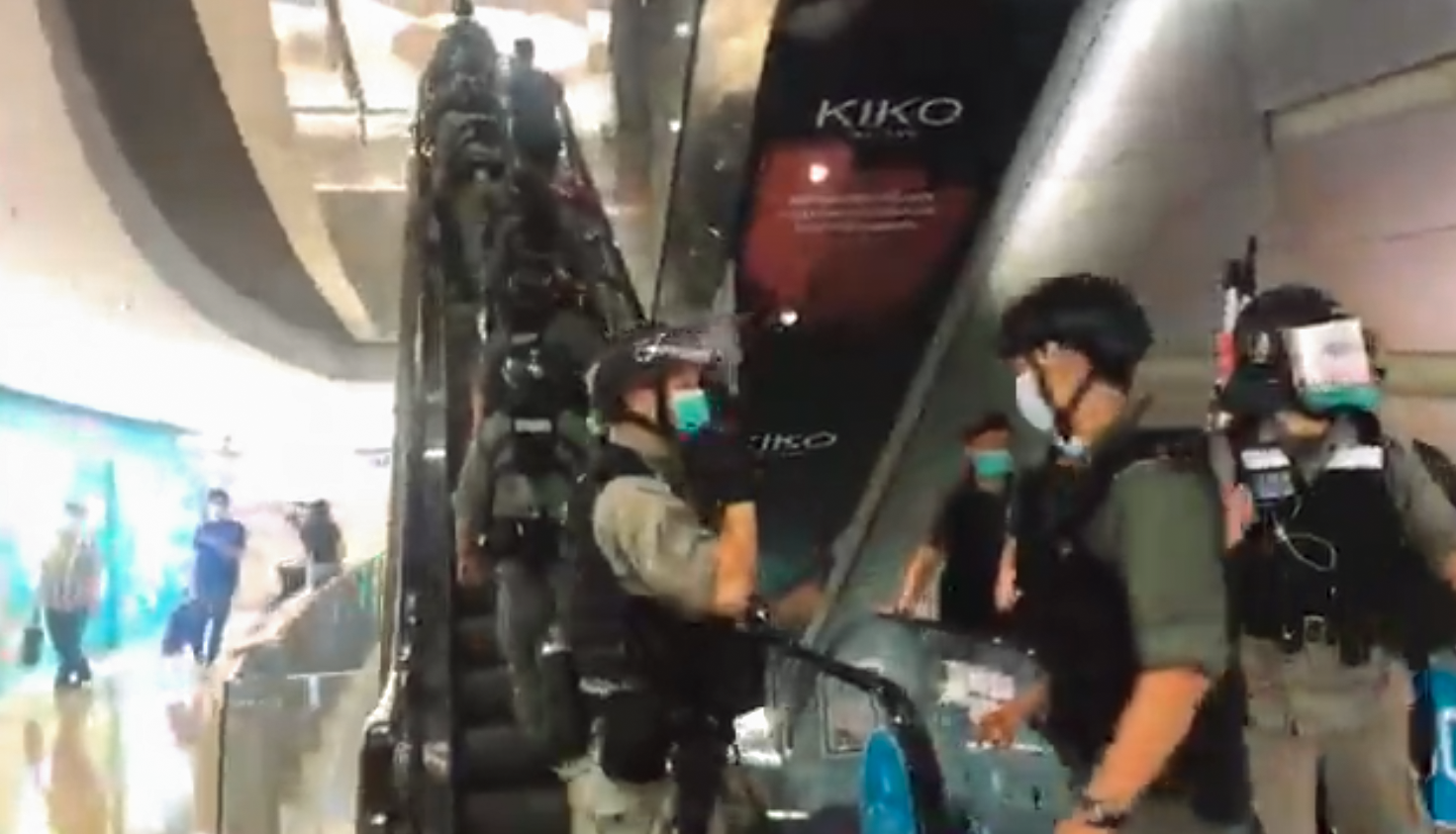
晚上7時，大批防暴警衝入商場高層
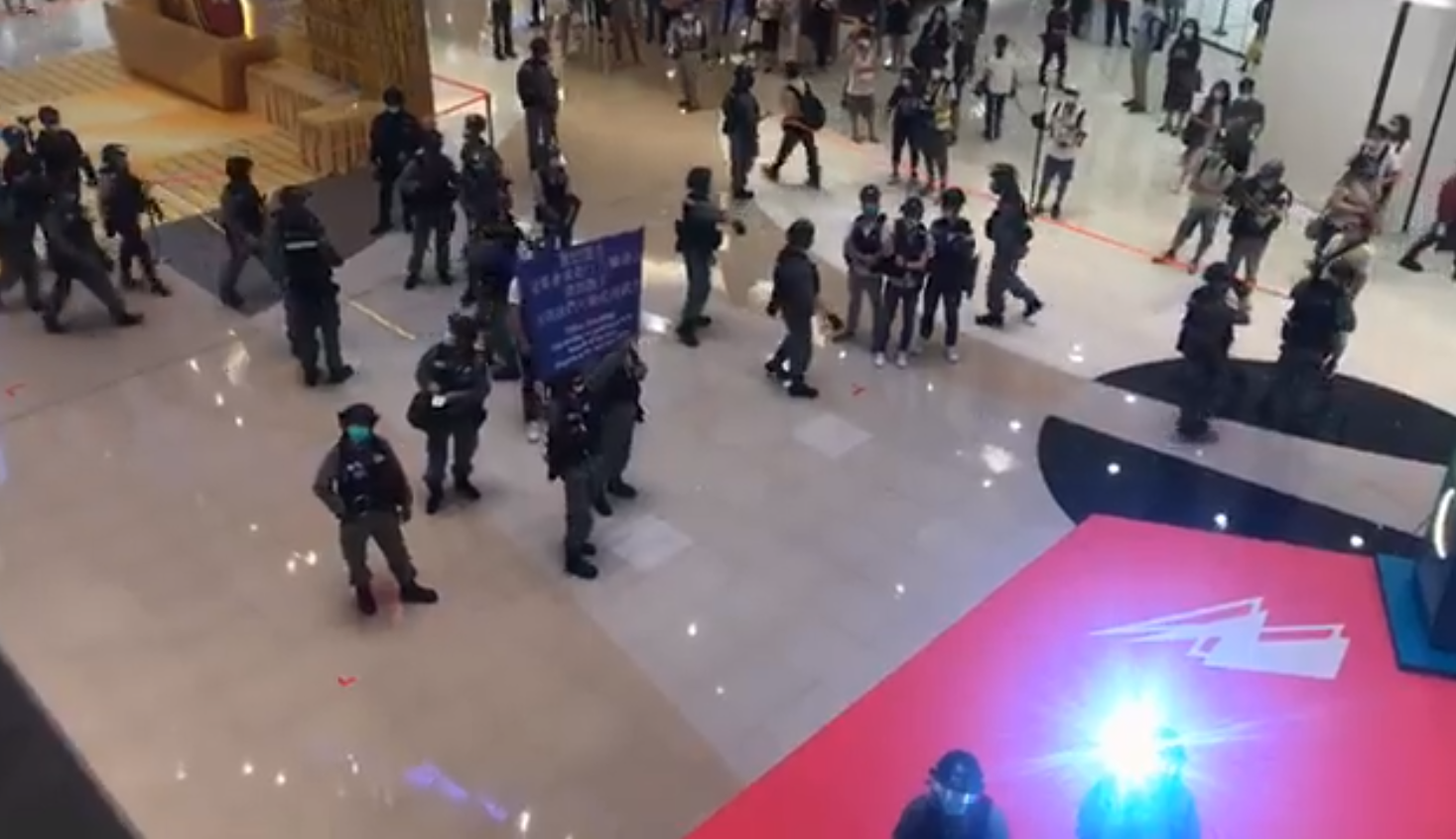
防暴警在中庭舉起藍旗，表示商場聚集市民正參與未經批准集結
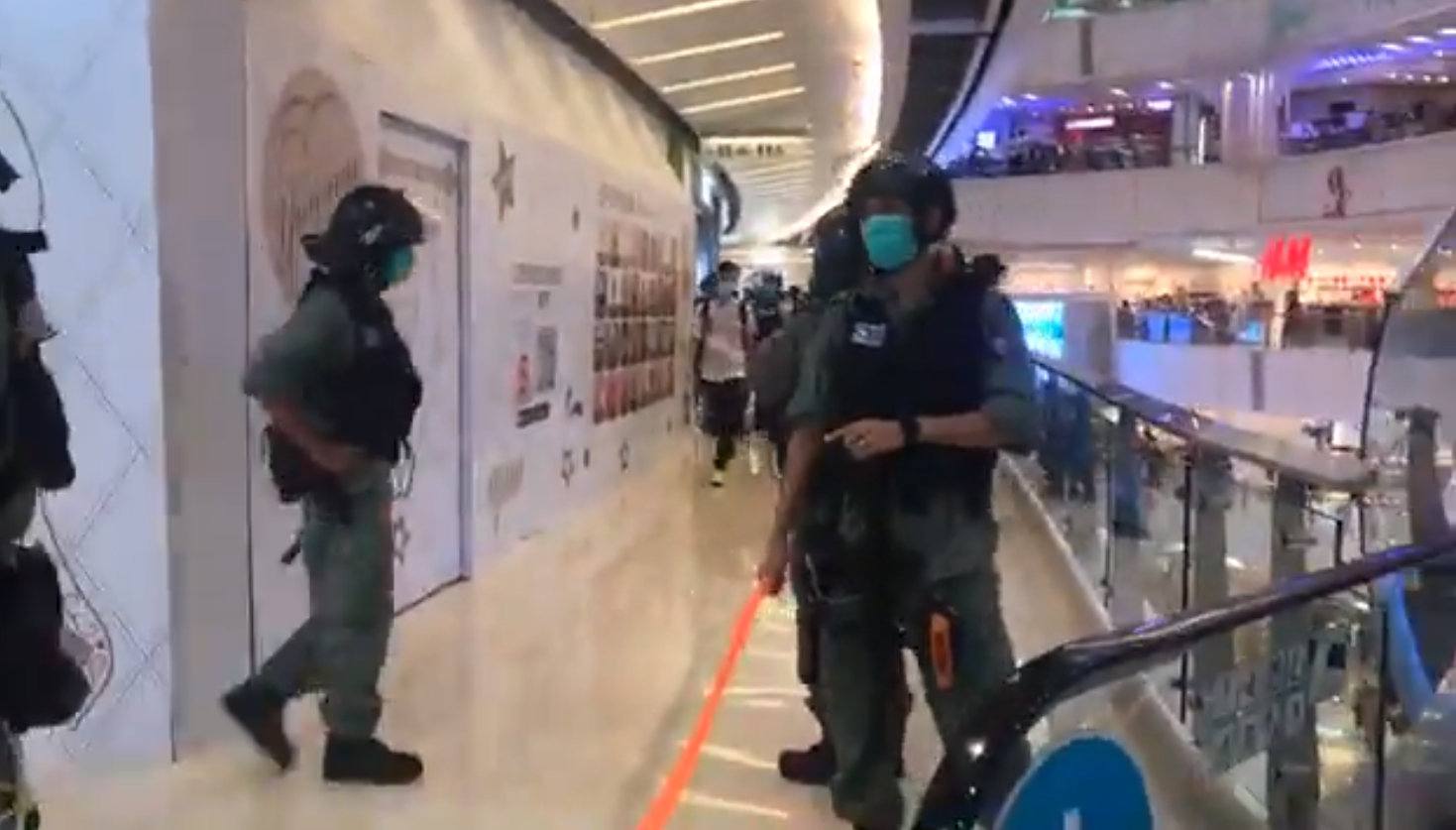
防暴警在近中庭的通道進行封鎖，並驅散市民
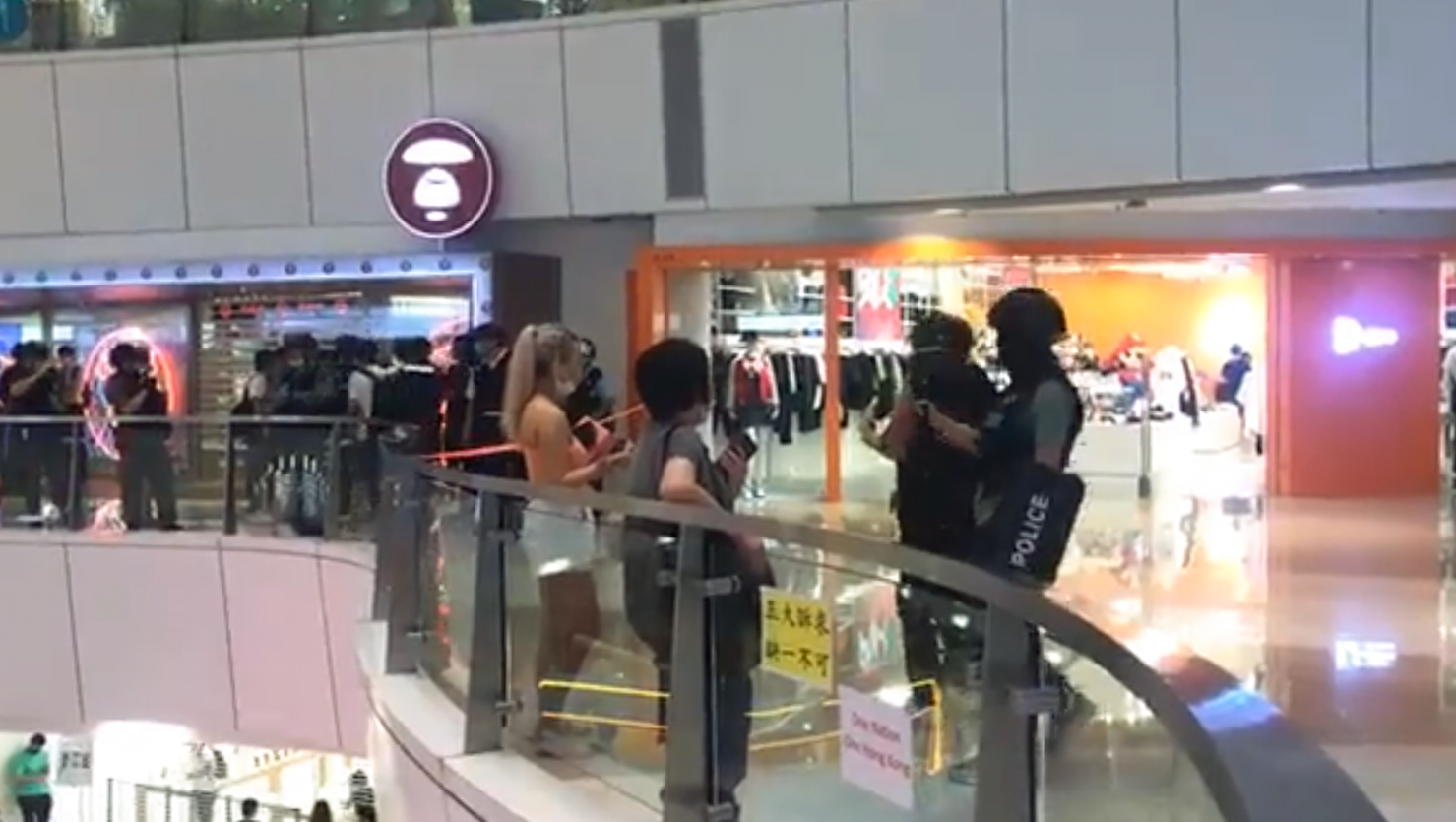
有市民被截查，之後被帶走